# 札幌市
札幌市（さっぽろし）は、北海道の道央地方に位置する市。道庁所在地および石狩振興局所在地。政令指定都市であり、10の行政区が置かれている。北海道の行政・経済・文化の中心地であり、道内において人口最多、かつ三大都市圏以外の国内で人口最多の市（人口1,968,326人、2024年12月1日現在）で、北海道の中心都市であり札幌都市圏を形成している。
開拓時代から第二次世界大戦前までは行政都市としての性格が強く、1920年（第1回国勢調査）においては函館区・小樽区に次ぐ道内三位の人口であった。しかし戦後は戦中からの日本政府の統制経済政策などによって、それまで小樽市に集中していた卸売業者（問屋）や金融機関、道外企業の支店などが中央官庁の出先機関が集中した札幌に数多く移転し、第三次産業を主軸とした道内経済の中心地となった。
また2023年度は年1,400万人を越える観光客が訪れる観光都市であり、 冬季のさっぽろ雪まつりといったイベントが開催され、市町村の魅力度ランキング調査でも毎年上位にランクインする。市も各種イベントや展示会、企業の会議や報奨旅行などの誘致・開催 (MICE) への積極的な取り組みを行っており、政府から国際会議観光都市に認定されている。

## 概要

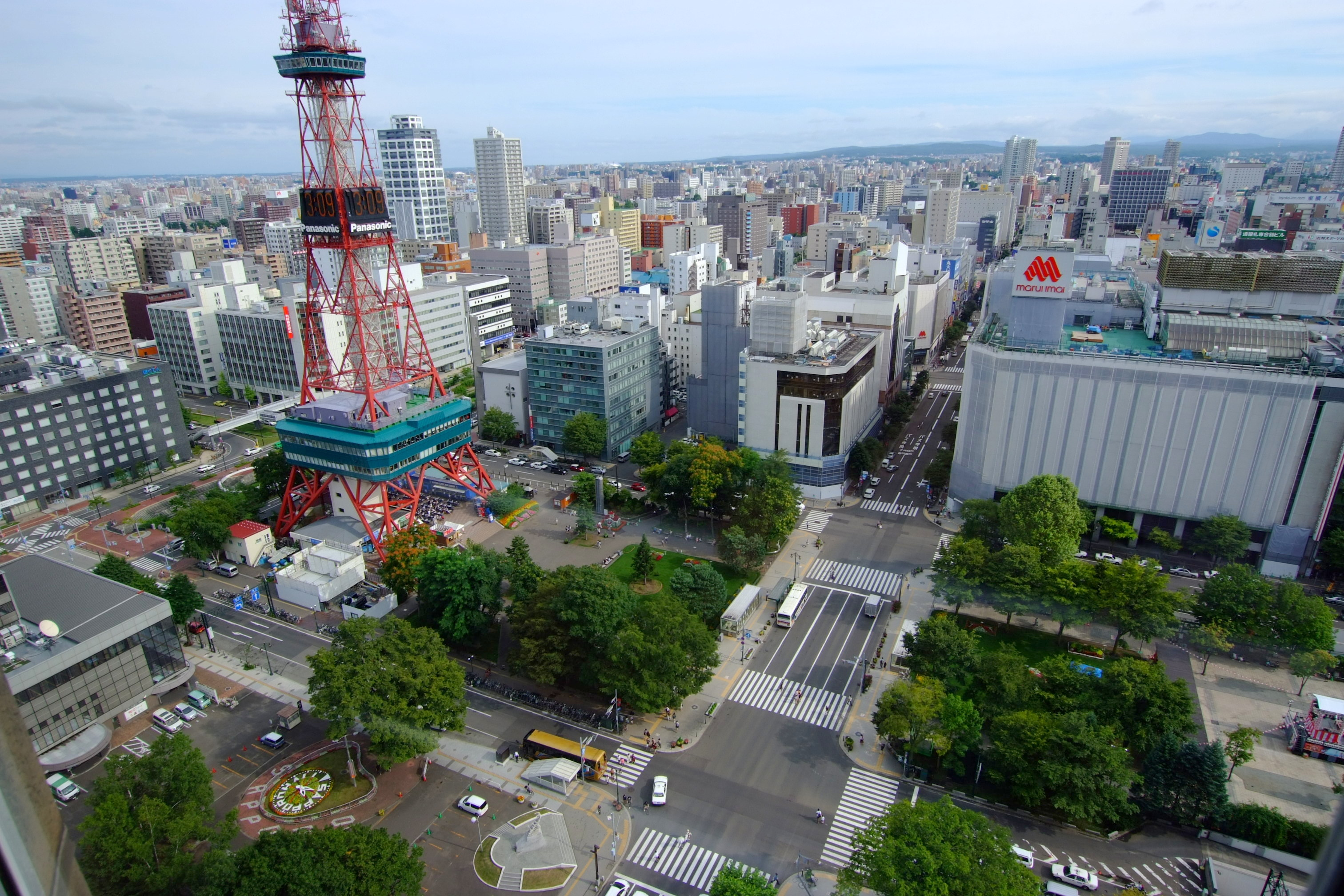
札幌市役所展望回廊から見た大通公園と札幌テレビ塔

日本最北の政令指定都市である。全国の市の中では横浜市・大阪市・名古屋市に次ぐ4番目の人口を有しており、北海道全体の人口の約4割弱（約37%）を占める大都市圏を構成している。地下鉄（札幌市営地下鉄）が通る日本最北の市でもある。官公庁の地方支分部局が多く立地しているため、北海道における地方中枢都市としての役割を担っている。東京や大阪に本社を置く大企業が北海道地方を統括する支店・支社が多数立地しており、支店経済都市としての性格もある。仙台市・広島市・福岡市とともに、日本三大都市に次ぐ規模を誇る都市として、通称「札仙広福」と呼ばれる地方中枢都市を担う一角である。
アイヌの人々や和人が暮らしていた蝦夷地は1869年（明治2年）に北海道と改称され開拓使が置かれて札幌本府の建設が始まった。1875年に最初の屯田兵が入植。札幌の建設計画は当時の開拓判官島義勇によって構想され、京都を参考にした街づくりは創成橋東側のたもとを基点に東西の基軸を創成川、南北の基軸を渡島通（現在の南1条通）として区画割を進めていった（現在の南北の基軸は大通公園）。このため、中心部の多くは街並みが碁盤の目状になっている。
戦後からは、主として道内各市町村からの転出者を受け入れる形によって人口が急増し、1970年に日本国内で8番目となる100万人都市となった（「人口」欄も参照）。また、周辺町村を編入・合併して市域を拡大していき、かつては農村であったそれらの地域はベッドタウンとして住宅地化していった。
街の中心部には東西方向に大通公園が位置しており、大通公園の北側は北海道庁舎や札幌市役所、札幌駅、北海道大学などの公的機関が所在する官公庁街・オフィス街であり、大通公園の南側はすすきのを中心とした大規模な歓楽街・繁華街が広がっている。

## 市名の由来
由来はアイヌ語の「サッ・ポロ・ペッ」（sat-poro-pet、乾いた大きい川）とする松浦武四郎による説（「かつての豊平川が乾季に極端に水量が少なくなる川だったため」、あるいは「一帯が乾燥した広大な土地だったため」）や、「サリ・ポロ・ペッ」（sari-poro-pet、その葦原が・広大な・川）であるとする山田秀三による説などがある。
前述の通り、札幌はアイヌ語由来の地名であるが、確認された文献資料で最古のものはシャクシャインの戦いにおける津軽藩士の報告書であり、石狩河口から3里遡った集落が「さつほろ」と表記されていた。
古い記録では平仮名で表記されているが、時代を経るにしたがってカタカナ表記、漢字表記へと変わっていった。17世紀～18世紀ごろの文献では、「さつほろ」「さつぽろ」「しやつほろ」「沙津保呂」など表記のゆれはあるものの、平仮名や万葉仮名で記されている。最後に見られる平仮名表記は1807年（文化4年）の「下さつほろ」である。1791年（寛政3年）の地図に「サツホロ」と表記されて以降、「サツホロ」というカタカナ表記が一般的になる。それ以外にカタカナで「サツポロ」「シヤツボロ」と示されたものがあるが、これは一般的ではない。幕末になると、「察縨」「札縨」と漢字で表記されるようになる。これが明治期に「縨」が「幌」に変わり、「札幌」という表記が定着した。

## 地理

札幌市中心部周辺の空中写真。2020年9月27日撮影の147枚を合成作成。
。

### 位置
石狩平野の南西部に位置し、面積は1,121.26km2で香港とほぼ同じ面積を有している。距離は東西42.30キロメートル（km）南北45.40kmにわたって市域が広がっている。平坦な中心部などは豊平川が形成した扇状地である。
市南西部は山岳地帯で、一部は支笏洞爺国立公園に指定されている。

### 地形

#### 山地
主な山

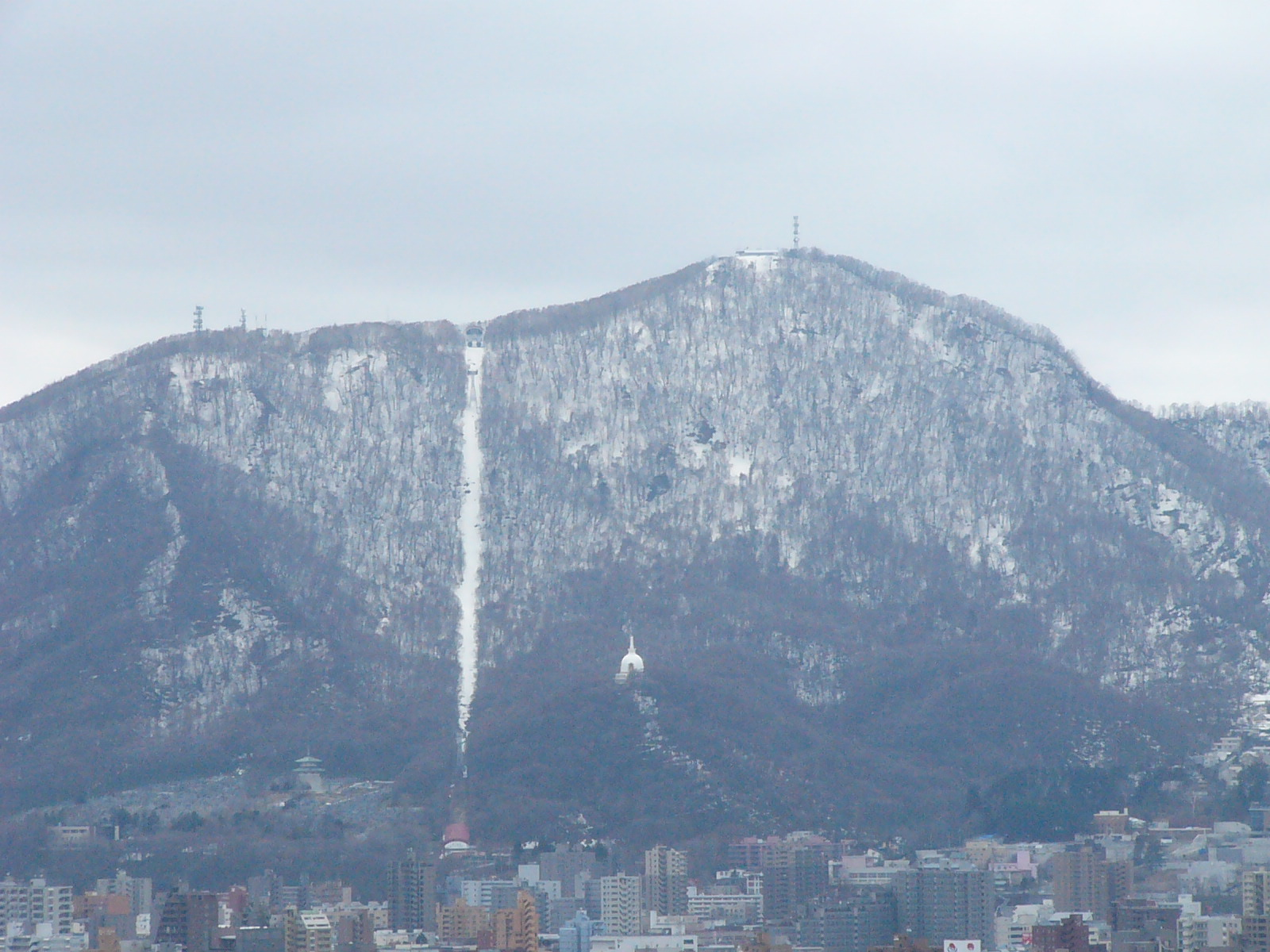
藻岩山
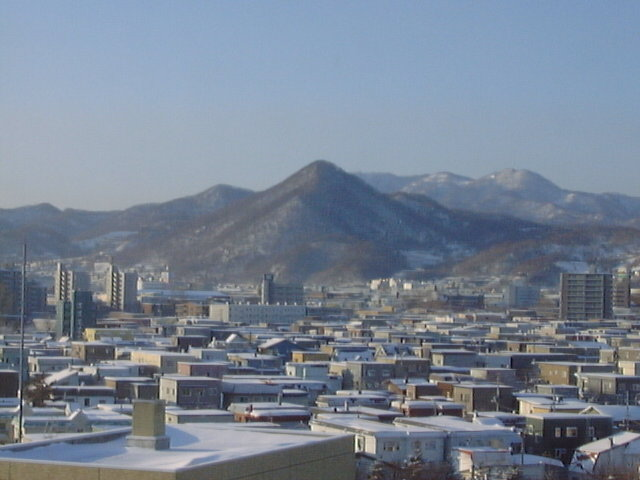
三角山
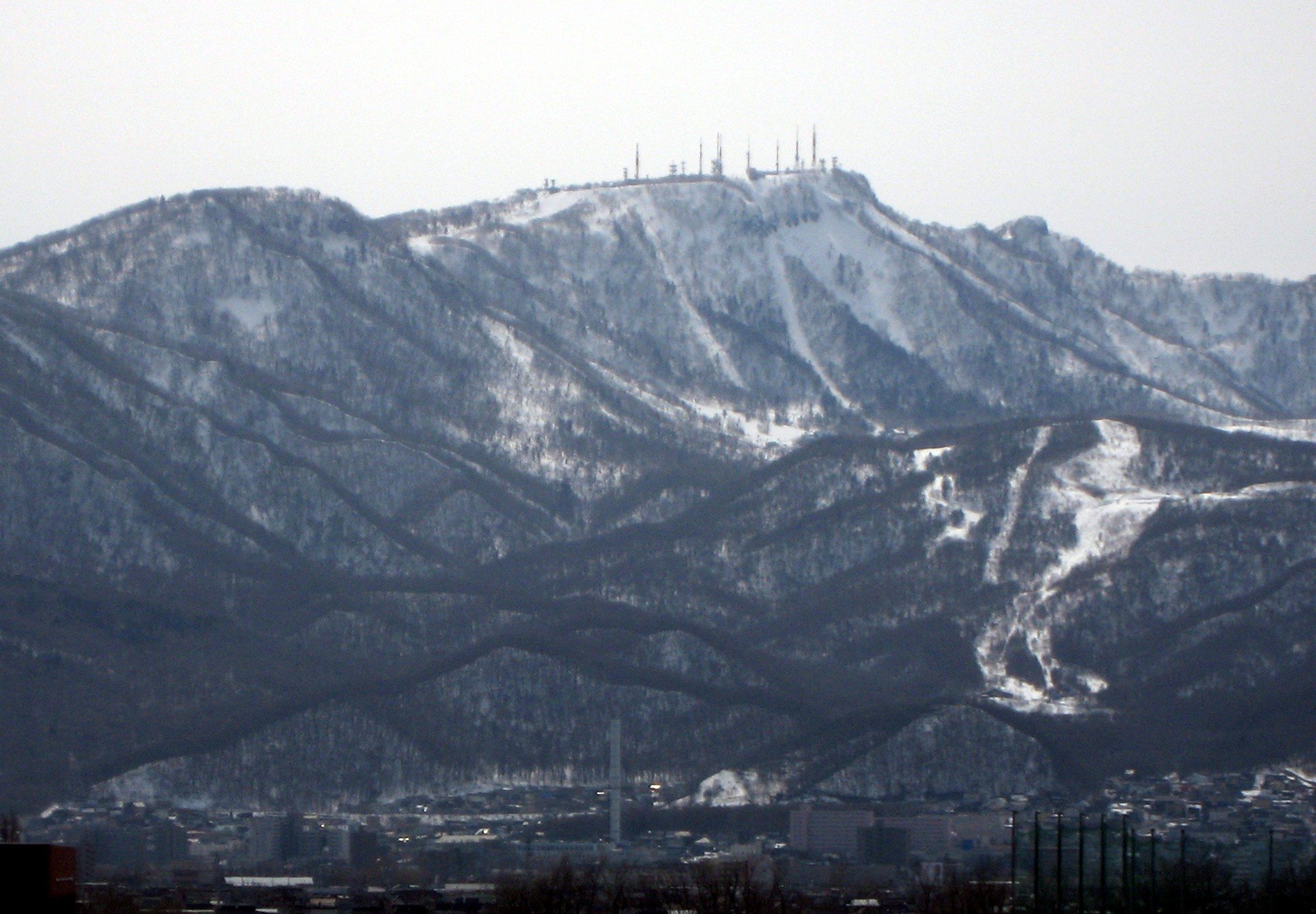
手稲山（2009年3月）
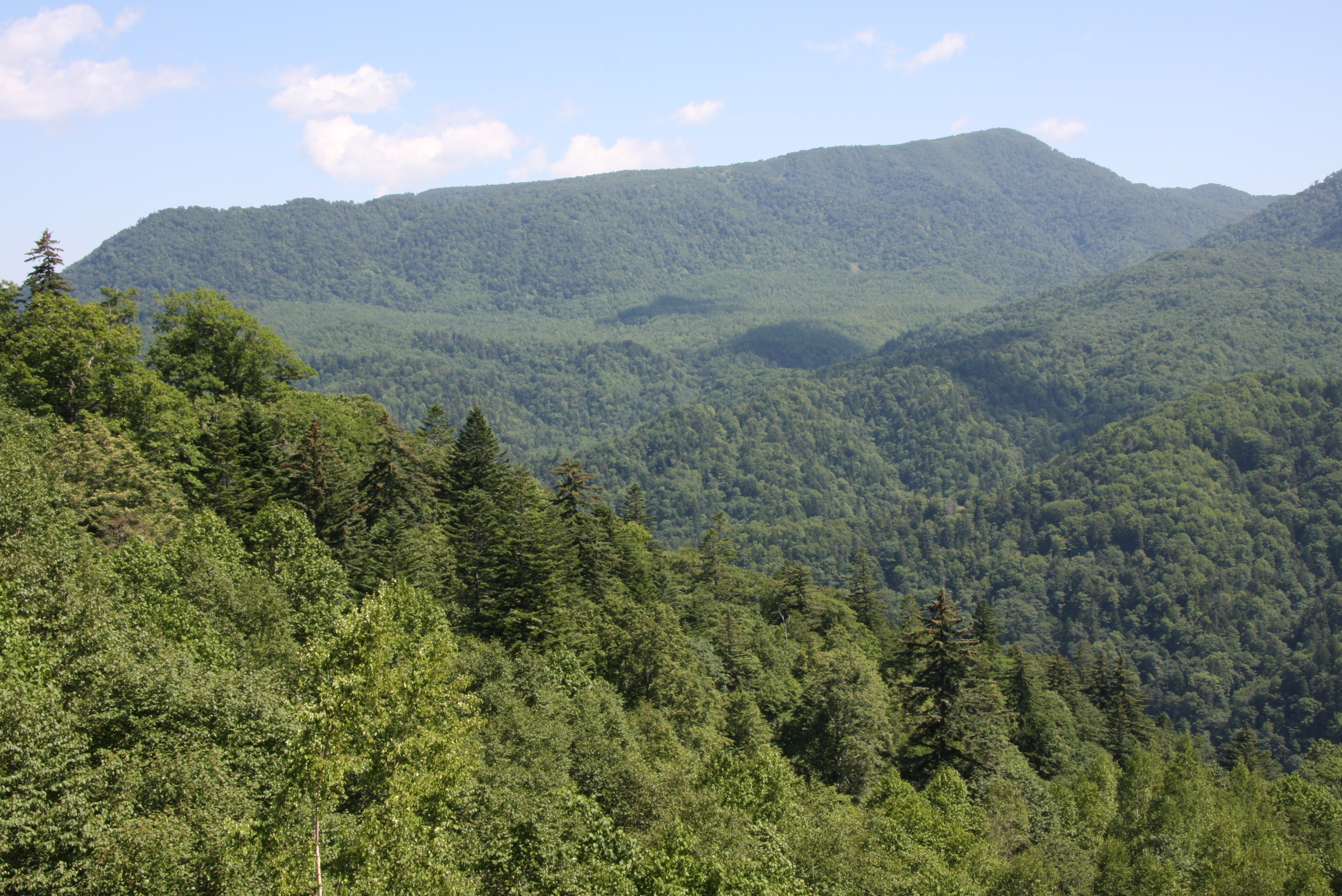
札幌岳（2012年8月）
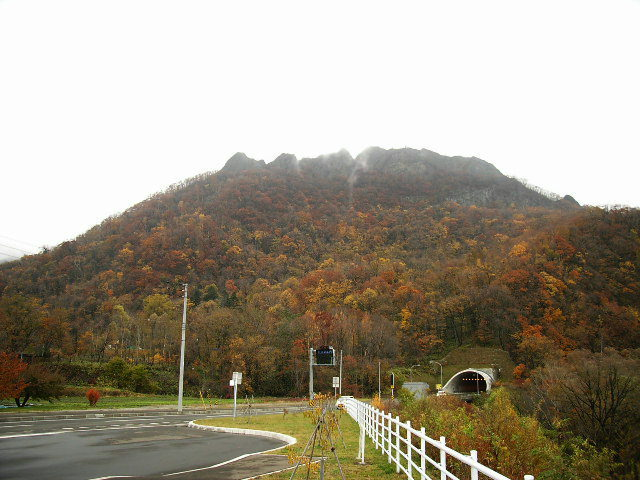
観音岩山と八剣山トンネル（2004年11月）

- 大倉山
- 円山
- 琴似山（三角山）
- 五天山
- 手稲山
- 春香山
- 白井岳
- 余市岳
- 無意根山
- 狭薄山
- 札幌岳
- 観音岩山（八剣山）
- 砥石山
- 硬石山
- 木挽山
- 漁岳
- 空沼岳
- 白旗山
- モエレ山

峡谷
- 豊平峡

- 藻岩山
- 三角山
- 手稲山（2009年3月）
- 札幌岳（2012年8月）
- 観音岩山と八剣山トンネル（2004年11月）

#### 河川
主な川
- 石狩川
- 豊平川
- 茨戸川
- 円山川
- 新川
- 琴似川
- 琴似発寒川
- 発寒川
- 創成川
- 伏籠川
- 月寒川
- 望月寒川
- 厚別川
- 野津幌川
- 北の沢川
- 中の沢川
- 簾舞川
- 精進川
- 山鼻川
- 真駒内川
- 小樽内川
- 安春川

主な滝
- アシリベツの滝
- 八垂別の滝
- 平和の滝
- 星置の滝
- 乙女の滝
- 有明の滝

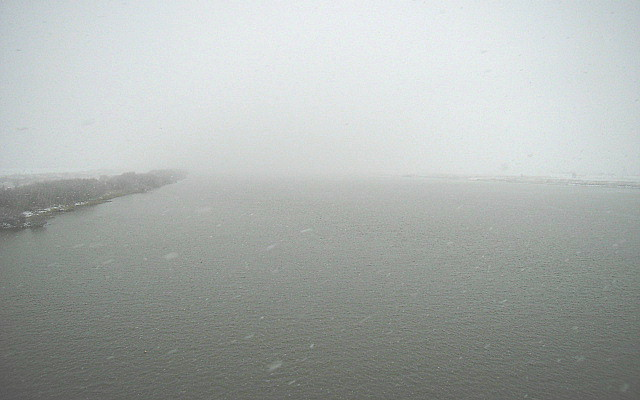
札幌大橋から見た石狩川（2004年12月）
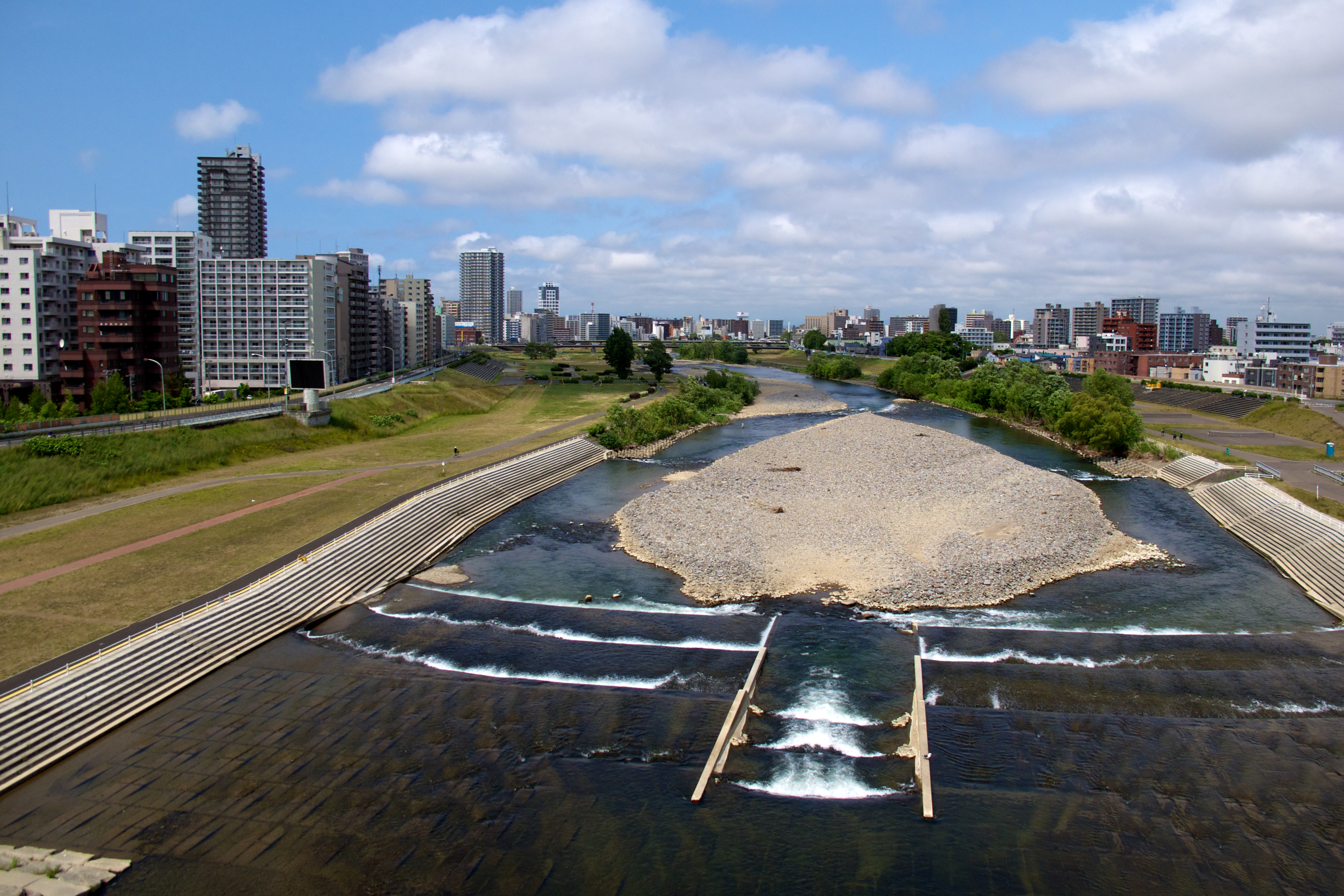
豊平川（2012年6月）
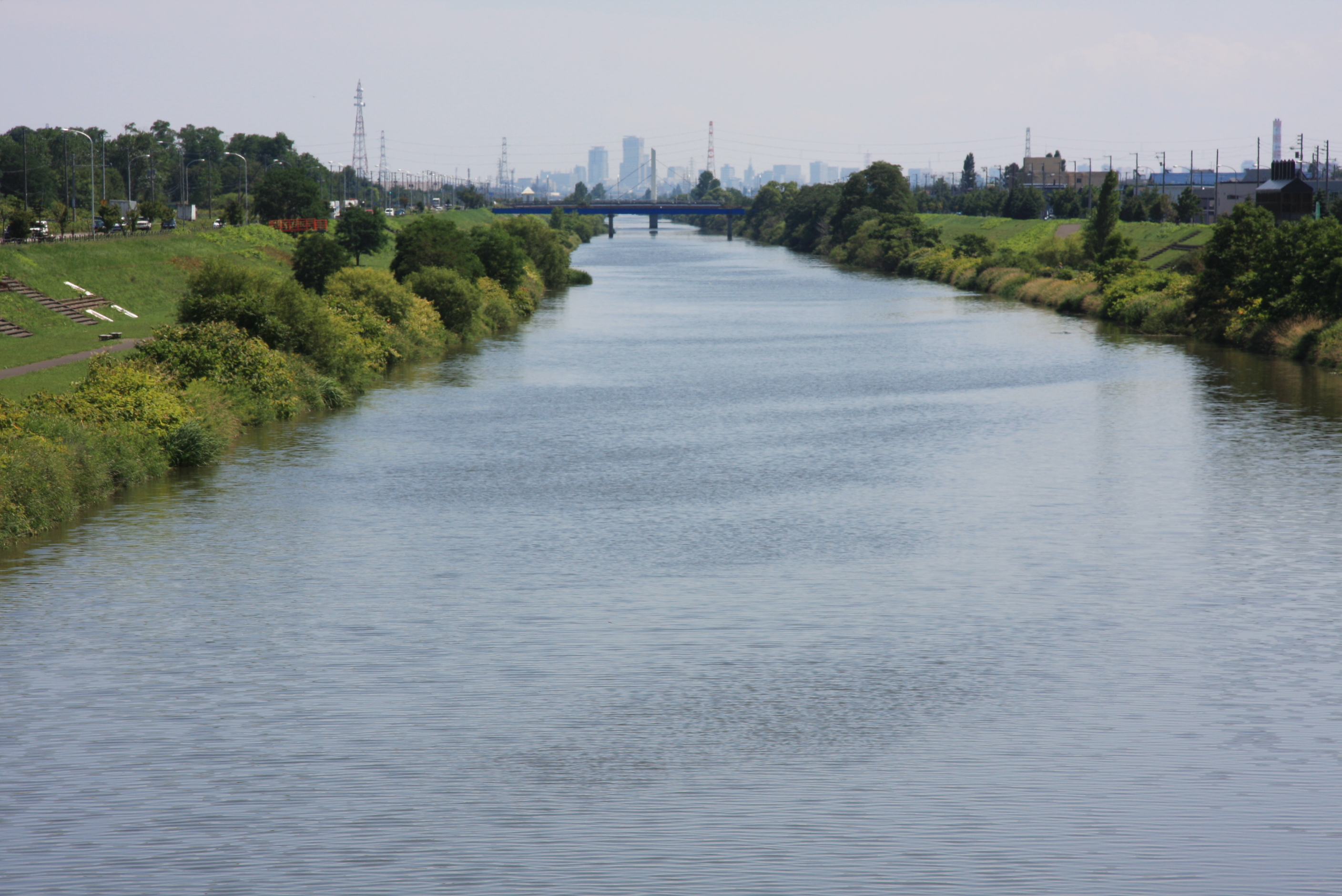
新川（2012年8月）
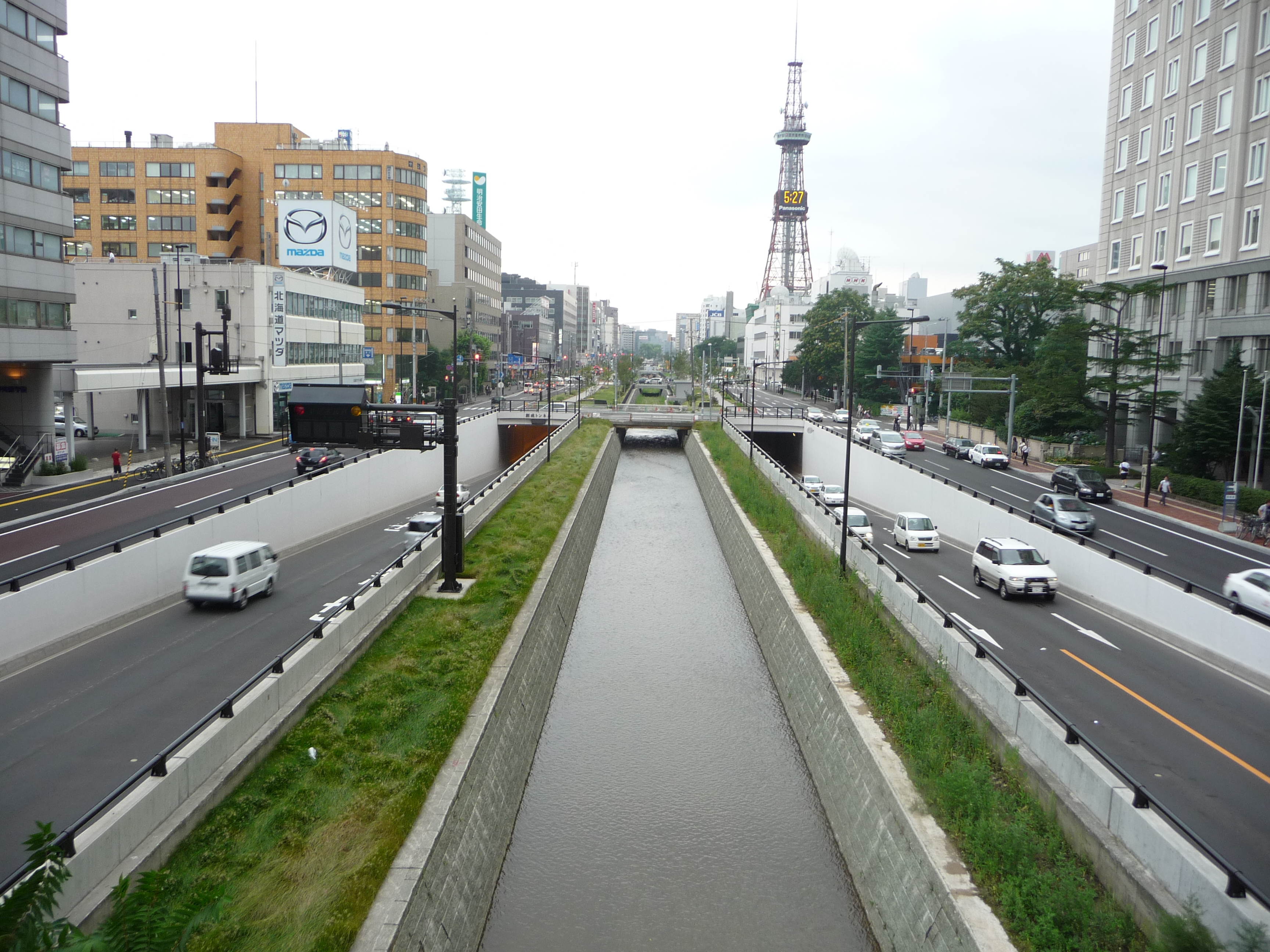
創成川とアンダーパス（2010年8月）
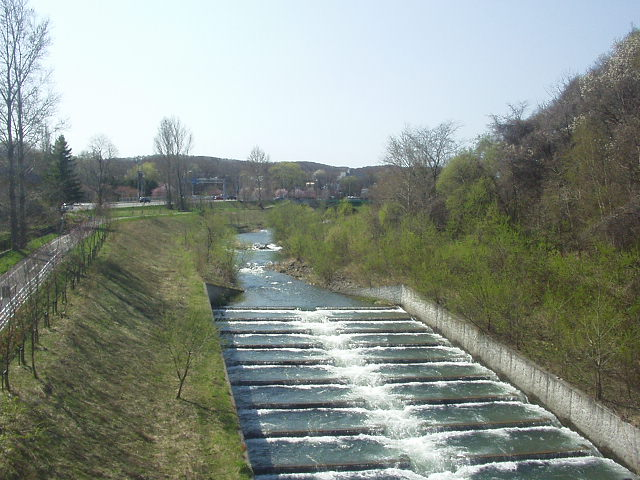
真駒内川（2004年5月）
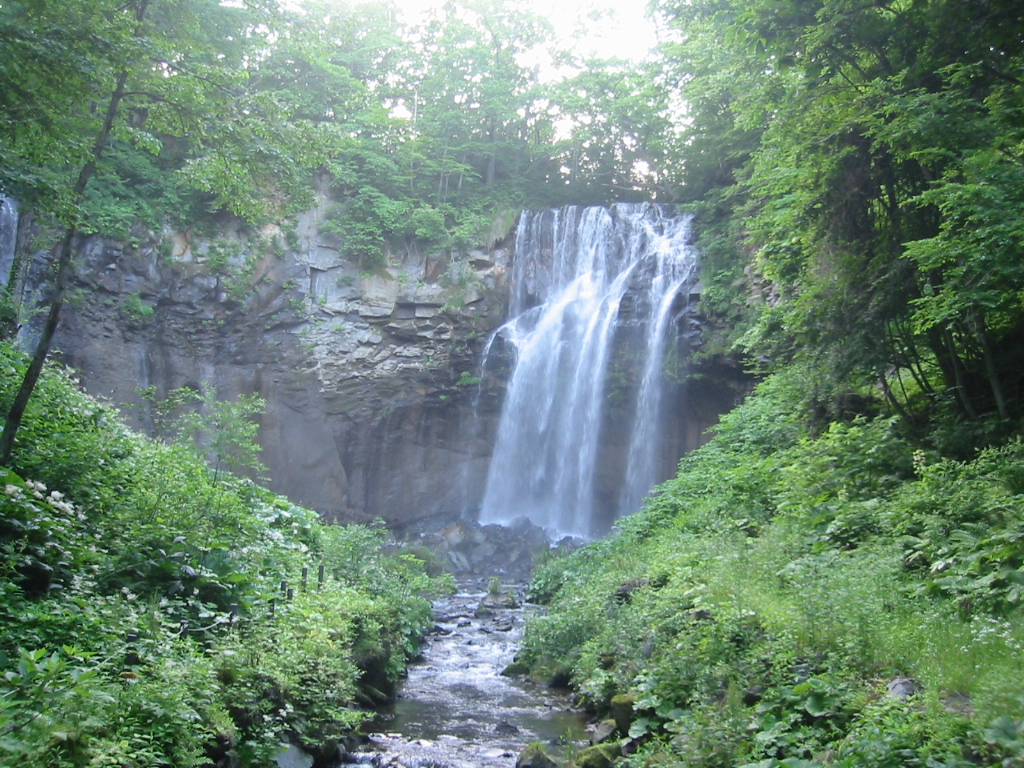
アシリベツの滝（2007年7月）
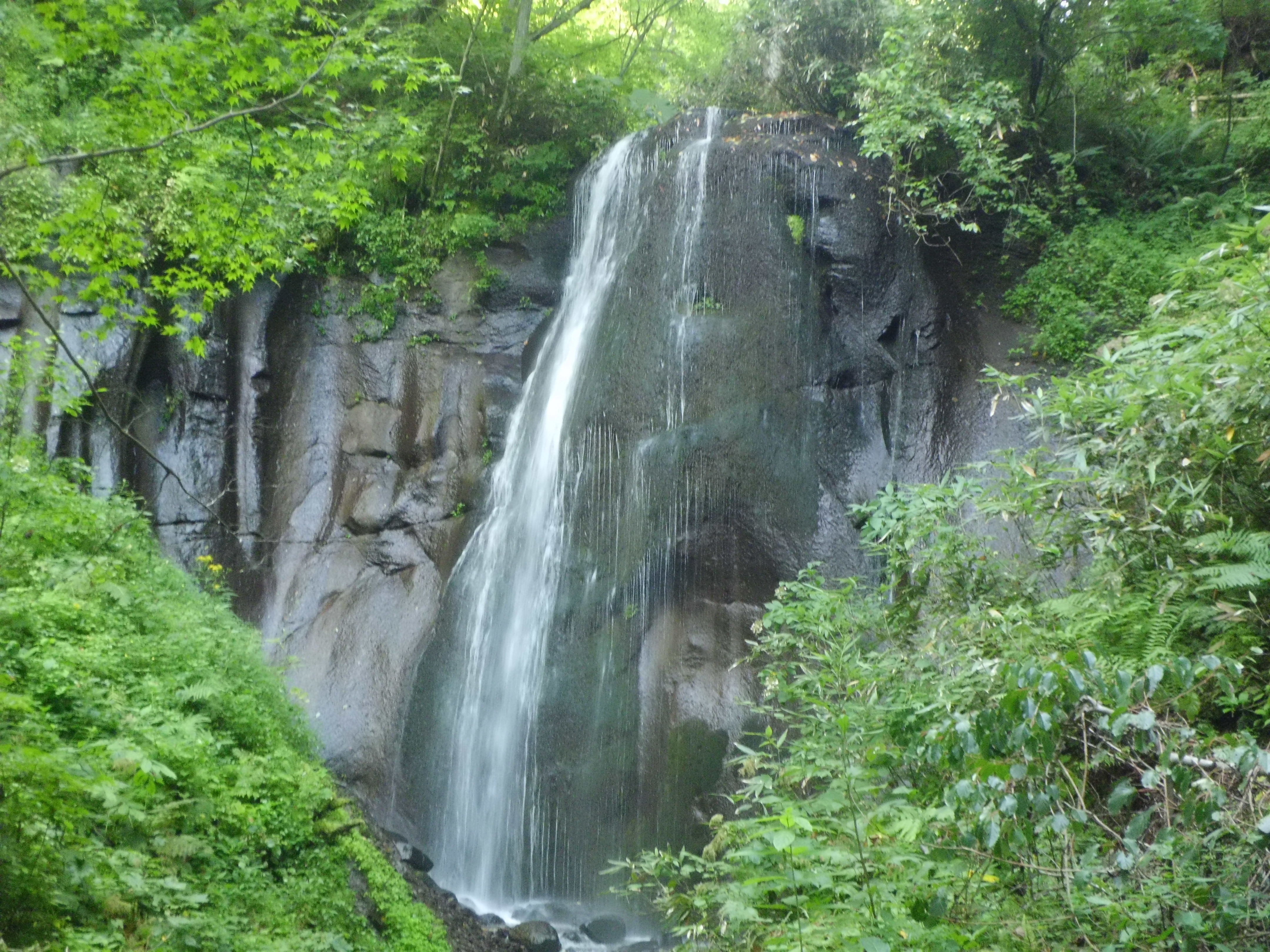
有明の滝（2015年8月）

#### 湖沼
主な湖
- 定山湖（豊平峡ダム）
- さっぽろ湖（定山渓ダム）
- ペケレット湖

主な沼
- モエレ沼
- トンネウス沼
- 真簾沼
- 万計沼

主な池
- 菖蒲池
- 旧西岡水源池

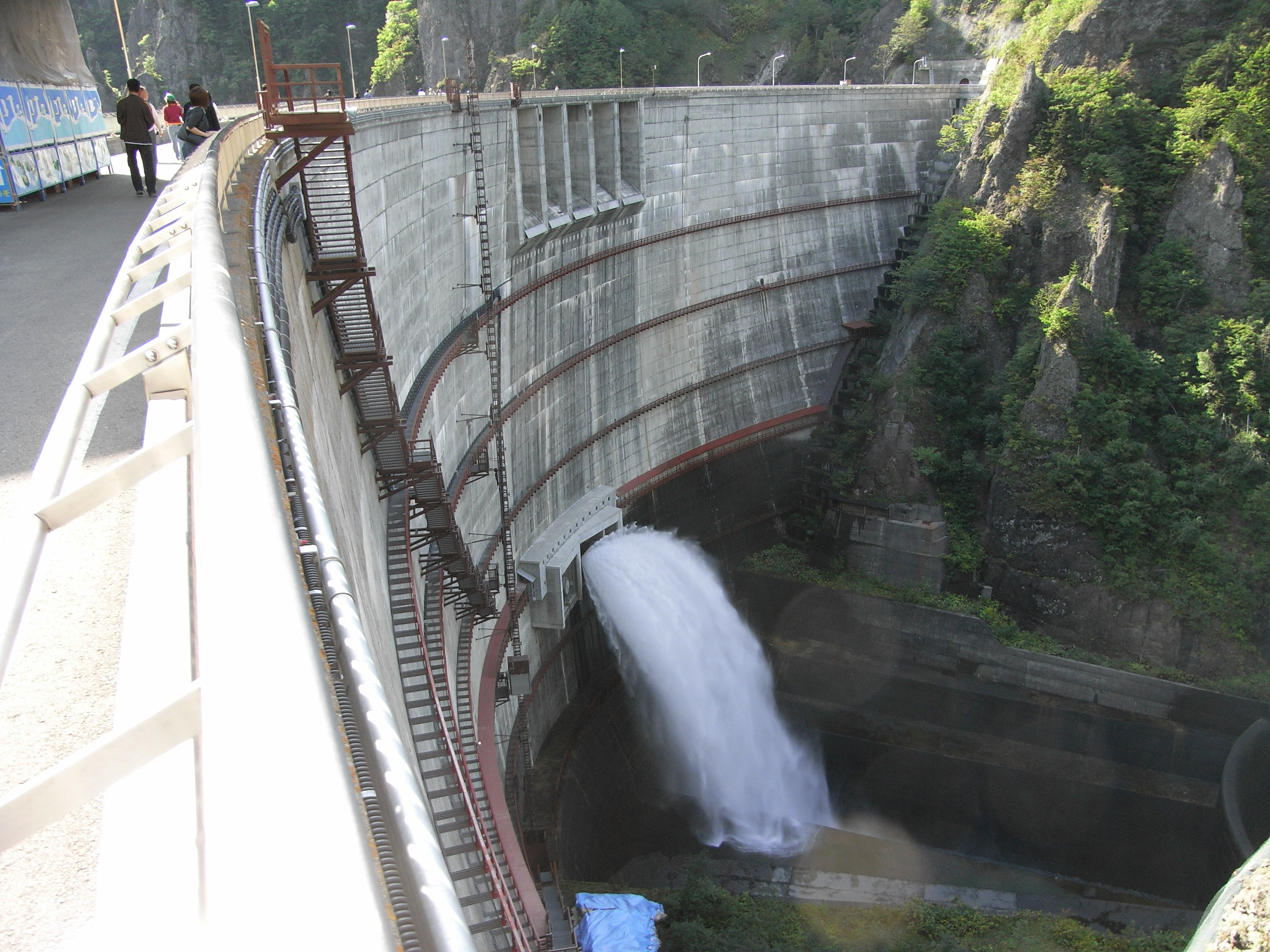
豊平峡ダム（2006年10月）
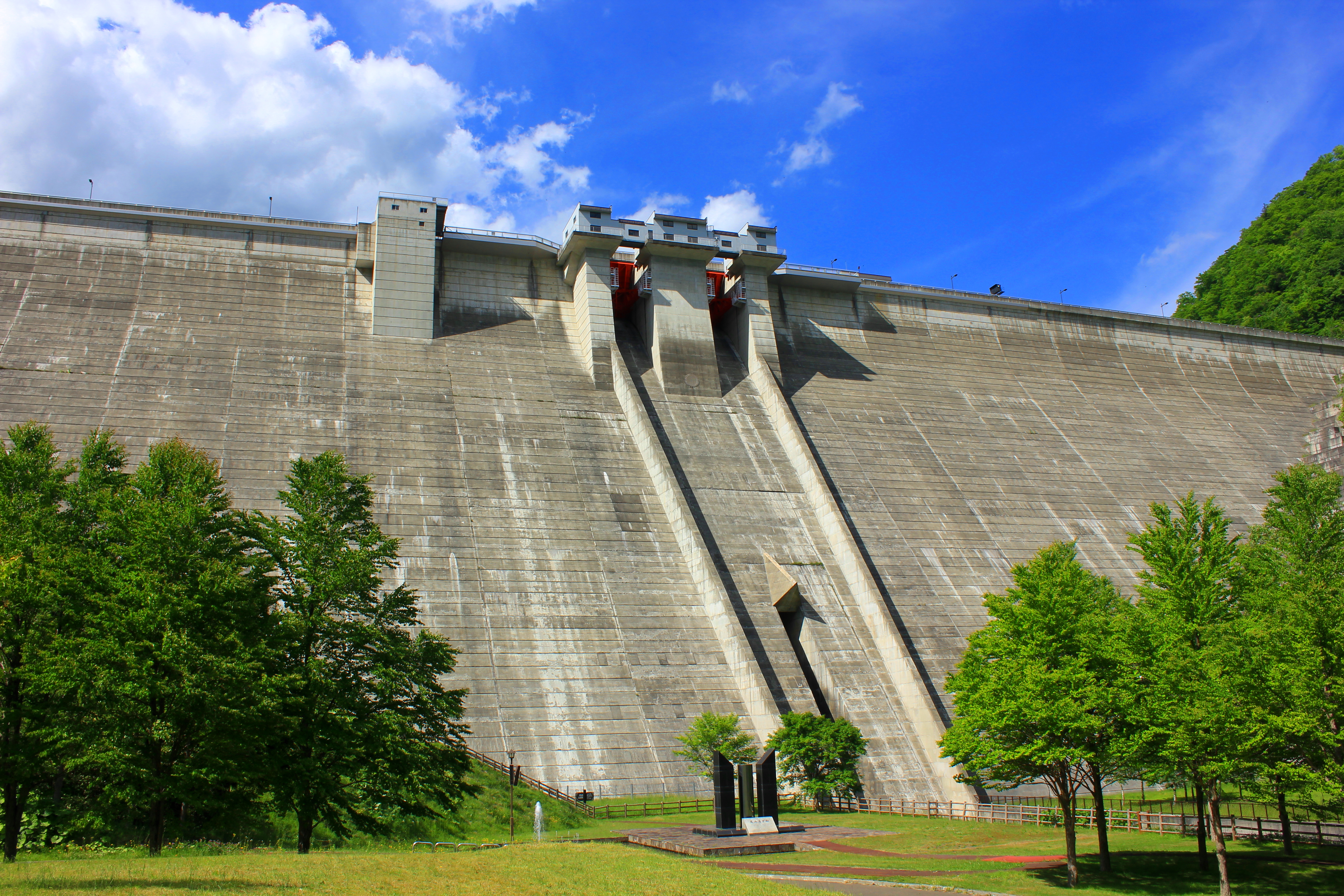
定山渓ダム（2015年6月）
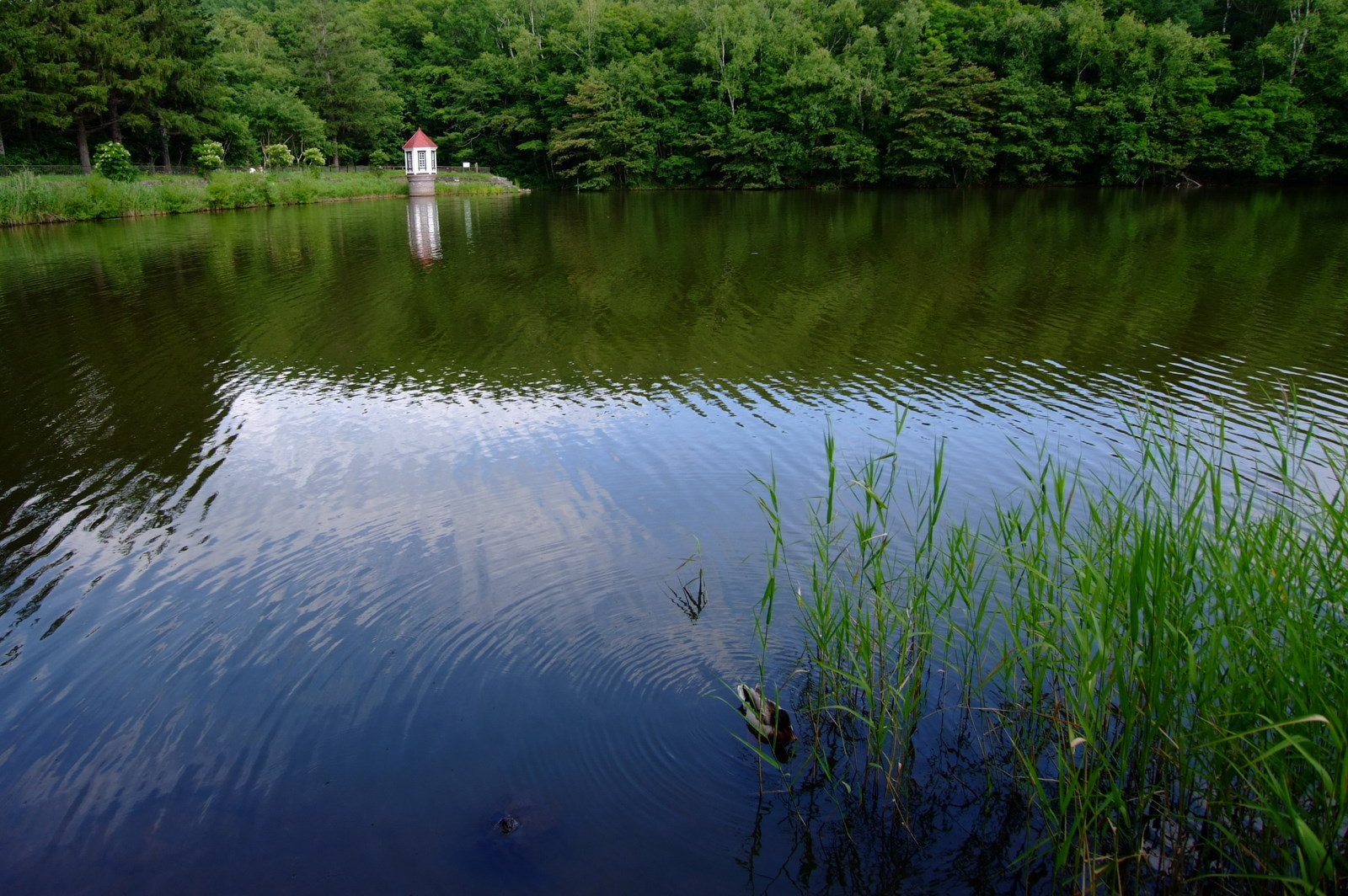
旧西岡水源池（2013年8月）

#### 海岸
湾岸
札幌市の北西に石狩湾があるが、ここに面している部分は小樽市銭函である。札幌市域は海岸線から約400m内側であり、非常に近いが、海に面してはいない。

### 気候
札幌市の気候は日本海側気候とされており、ケッペンの気候区分では湿潤大陸性気候または亜寒帯湿潤気候（Dfa）に属するが近年の気温上昇により温暖湿潤気候に近くなっている。4月から6月は晴天の日が多く、本州などに見られる梅雨の時期は無い。夏は一日の平均気温が20℃を超える日が続く。そのため真夏日日数0日になったことがない年は過去に3回（戦前は1902年と1903年の2回のみで、戦後は1954年のみ）しかない。10月には紅葉が始まり、12月上旬から降った雪が根雪となることが多い。12月から2月の冬季は積雪寒冷を特徴としており、一冬の降雪量はおよそ5mにも達する。3月に入ると寒気も緩み、4月上旬には根雪の終日を迎える。シカゴやモントリオールなど札幌と同程度かそれ以上に寒冷な大都市はあるが、それらの都市の降雪量は2mほどである。人口約200万人を抱える大都市が札幌ほどの豪雪地域に位置するのは、世界的に見ても珍しい。また、とりわけ冬季は同じ札幌市内であっても日本海側、太平洋側内陸方面、山間部などで風向きや雪雲の動き、寒気の流入具合、さらにヒートアイランド現象など、降雪量、気温には大きな違いが出るのが特徴であり、気象台の数値と大きく異なることが少なくない。
| 札幌市（札幌管区気象台、標高17m）の気候                      | 札幌市（札幌管区気象台、標高17m）の気候 | 札幌市（札幌管区気象台、標高17m）の気候 | 札幌市（札幌管区気象台、標高17m）の気候 | 札幌市（札幌管区気象台、標高17m）の気候 | 札幌市（札幌管区気象台、標高17m）の気候 | 札幌市（札幌管区気象台、標高17m）の気候 | 札幌市（札幌管区気象台、標高17m）の気候 | 札幌市（札幌管区気象台、標高17m）の気候 | 札幌市（札幌管区気象台、標高17m）の気候 | 札幌市（札幌管区気象台、標高17m）の気候 | 札幌市（札幌管区気象台、標高17m）の気候 | 札幌市（札幌管区気象台、標高17m）の気候 | 札幌市（札幌管区気象台、標高17m）の気候 |
| 月                                                           | 1月                                     | 2月                                     | 3月                                     | 4月                                     | 5月                                     | 6月                                     | 7月                                     | 8月                                     | 9月                                     | 10月                                    | 11月                                    | 12月                                    | 年                                      |
| ------------------------------------------------------------ | --------------------------------------- | --------------------------------------- | --------------------------------------- | --------------------------------------- | --------------------------------------- | --------------------------------------- | --------------------------------------- | --------------------------------------- | --------------------------------------- | --------------------------------------- | --------------------------------------- | --------------------------------------- | --------------------------------------- |
| 最高気温記録 °C （°F）                                       | 11.2 (52.2)                             | 13.9 (57)                               | 19.1 (66.4)                             | 28.0 (82.4)                             | 34.2 (93.6)                             | 33.7 (92.7)                             | 36.0 (96.8)                             | 36.3 (97.3)                             | 32.7 (90.9)                             | 29.7 (85.5)                             | 22.4 (72.3)                             | 14.8 (58.6)                             | 36.3 (97.3)                             |
| 平均最高気温 °C （°F）                                       | −0.4 (31.3)                             | 0.4 (32.7)                              | 4.5 (40.1)                              | 11.7 (53.1)                             | 17.9 (64.2)                             | 21.8 (71.2)                             | 25.4 (77.7)                             | 26.4 (79.5)                             | 22.8 (73)                               | 16.4 (61.5)                             | 8.7 (47.7)                              | 2.0 (35.6)                              | 13.1 (55.6)                             |
| 日平均気温 °C （°F）                                         | −3.2 (26.2)                             | −2.7 (27.1)                             | 1.1 (34)                                | 7.3 (45.1)                              | 13.0 (55.4)                             | 17.0 (62.6)                             | 21.1 (70)                               | 22.3 (72.1)                             | 18.6 (65.5)                             | 12.1 (53.8)                             | 5.2 (41.4)                              | −0.9 (30.4)                             | 9.2 (48.6)                              |
| 平均最低気温 °C （°F）                                       | −6.4 (20.5)                             | −6.2 (20.8)                             | −2.4 (27.7)                             | 3.4 (38.1)                              | 9.0 (48.2)                              | 13.4 (56.1)                             | 17.9 (64.2)                             | 19.1 (66.4)                             | 14.8 (58.6)                             | 8.0 (46.4)                              | 1.6 (34.9)                              | −4.0 (24.8)                             | 5.7 (42.3)                              |
| 最低気温記録 °C （°F）                                       | −27.0 (−16.6)                           | −28.5 (−19.3)                           | −22.6 (−8.7)                            | −14.6 (5.7)                             | −4.2 (24.4)                             | 0.0 (32)                                | 5.2 (41.4)                              | 5.3 (41.5)                              | −0.9 (30.4)                             | −4.4 (24.1)                             | −15.5 (4.1)                             | −24.7 (−12.5)                           | −28.5 (−19.3)                           |
| 降水量 mm （inch）                                           | 108.4 (4.268)                           | 91.9 (3.618)                            | 77.6 (3.055)                            | 54.6 (2.15)                             | 55.5 (2.185)                            | 60.4 (2.378)                            | 90.7 (3.571)                            | 126.8 (4.992)                           | 142.2 (5.598)                           | 109.9 (4.327)                           | 113.8 (4.48)                            | 114.5 (4.508)                           | 1,146.1 (45.122)                        |
| 降雪量 cm （inch）                                           | 137 (53.9)                              | 116 (45.7)                              | 74 (29.1)                               | 6 (2.4)                                 | 0 (0)                                   | 0 (0)                                   | 0 (0)                                   | 0 (0)                                   | 0 (0)                                   | 1 (0.4)                                 | 30 (11.8)                               | 113 (44.5)                              | 479 (188.6)                             |
| 平均降水日数 （≥0.5 mm）                                     | 22.1                                    | 19.2                                    | 18.3                                    | 12.3                                    | 10.2                                    | 9.3                                     | 9.4                                     | 10.5                                    | 11.7                                    | 14.0                                    | 18.3                                    | 19.9                                    | 175.1                                   |
| 平均降雪日数                                                 | 29.1                                    | 25.2                                    | 22.5                                    | 6.7                                     | 0.1                                     | 0.0                                     | 0.0                                     | 0.0                                     | 0.0                                     | 0.9                                     | 13.5                                    | 26.8                                    | 124.4                                   |
| % 湿度                                                       | 69                                      | 68                                      | 65                                      | 61                                      | 65                                      | 72                                      | 75                                      | 75                                      | 71                                      | 67                                      | 67                                      | 68                                      | 69                                      |
| 平均月間日照時間                                             | 90.4                                    | 103.5                                   | 144.7                                   | 175.8                                   | 200.4                                   | 180.0                                   | 168.0                                   | 168.1                                   | 159.3                                   | 145.9                                   | 99.1                                    | 82.7                                    | 1,718                                   |
| 出典：気象庁（平均値：1991年 - 2020年、極値：1876年 - 現在） |                                         |                                         |                                         |                                         |                                         |                                         |                                         |                                         |                                         |                                         |                                         |                                         |                                         |

| 札幌（札幌管区気象台）1961年 - 1990年平均の気候 | 札幌（札幌管区気象台）1961年 - 1990年平均の気候 | 札幌（札幌管区気象台）1961年 - 1990年平均の気候 | 札幌（札幌管区気象台）1961年 - 1990年平均の気候 | 札幌（札幌管区気象台）1961年 - 1990年平均の気候 | 札幌（札幌管区気象台）1961年 - 1990年平均の気候 | 札幌（札幌管区気象台）1961年 - 1990年平均の気候 | 札幌（札幌管区気象台）1961年 - 1990年平均の気候 | 札幌（札幌管区気象台）1961年 - 1990年平均の気候 | 札幌（札幌管区気象台）1961年 - 1990年平均の気候 | 札幌（札幌管区気象台）1961年 - 1990年平均の気候 | 札幌（札幌管区気象台）1961年 - 1990年平均の気候 | 札幌（札幌管区気象台）1961年 - 1990年平均の気候 | 札幌（札幌管区気象台）1961年 - 1990年平均の気候 |
| 月                                              | 1月                                             | 2月                                             | 3月                                             | 4月                                             | 5月                                             | 6月                                             | 7月                                             | 8月                                             | 9月                                             | 10月                                            | 11月                                            | 12月                                            | 年                                              |
| ----------------------------------------------- | ----------------------------------------------- | ----------------------------------------------- | ----------------------------------------------- | ----------------------------------------------- | ----------------------------------------------- | ----------------------------------------------- | ----------------------------------------------- | ----------------------------------------------- | ----------------------------------------------- | ----------------------------------------------- | ----------------------------------------------- | ----------------------------------------------- | ----------------------------------------------- |
| 平均最高気温 °C （°F）                          | −1.1 (30)                                       | −0.5 (31.1)                                     | 3.5 (38.3)                                      | 11.1 (52)                                       | 17.3 (63.1)                                     | 21.2 (70.2)                                     | 24.8 (76.6)                                     | 26.1 (79)                                       | 21.8 (71.2)                                     | 15.7 (60.3)                                     | 8.2 (46.8)                                      | 2.0 (35.6)                                      | 12.5 (54.5)                                     |
| 日平均気温 °C （°F）                            | −4.6 (23.7)                                     | −4.0 (24.8)                                     | −0.1 (31.8)                                     | 6.4 (43.5)                                      | 12.0 (53.6)                                     | 16.1 (61)                                       | 20.2 (68.4)                                     | 21.7 (71.1)                                     | 17.2 (63)                                       | 10.8 (51.4)                                     | 4.3 (39.7)                                      | −1.4 (29.5)                                     | 8.2 (46.8)                                      |
| 平均最低気温 °C （°F）                          | −8.4 (16.9)                                     | −8.0 (17.6)                                     | −3.9 (25)                                       | 2.2 (36)                                        | 7.4 (45.3)                                      | 12.0 (53.6)                                     | 16.6 (61.9)                                     | 18.2 (64.8)                                     | 12.9 (55.2)                                     | 6.0 (42.8)                                      | 0.5 (32.9)                                      | −4.9 (23.2)                                     | 4.2 (39.6)                                      |
| 出典：理科年表                                  |                                                 |                                                 |                                                 |                                                 |                                                 |                                                 |                                                 |                                                 |                                                 |                                                 |                                                 |                                                 |                                                 |

| 手稲区・手稲山口（1991年 - 2020年）の気候 | 手稲区・手稲山口（1991年 - 2020年）の気候 | 手稲区・手稲山口（1991年 - 2020年）の気候 | 手稲区・手稲山口（1991年 - 2020年）の気候 | 手稲区・手稲山口（1991年 - 2020年）の気候 | 手稲区・手稲山口（1991年 - 2020年）の気候 | 手稲区・手稲山口（1991年 - 2020年）の気候 | 手稲区・手稲山口（1991年 - 2020年）の気候 | 手稲区・手稲山口（1991年 - 2020年）の気候 | 手稲区・手稲山口（1991年 - 2020年）の気候 | 手稲区・手稲山口（1991年 - 2020年）の気候 | 手稲区・手稲山口（1991年 - 2020年）の気候 | 手稲区・手稲山口（1991年 - 2020年）の気候 | 手稲区・手稲山口（1991年 - 2020年）の気候 |
| 月                                        | 1月                                       | 2月                                       | 3月                                       | 4月                                       | 5月                                       | 6月                                       | 7月                                       | 8月                                       | 9月                                       | 10月                                      | 11月                                      | 12月                                      | 年                                        |
| ----------------------------------------- | ----------------------------------------- | ----------------------------------------- | ----------------------------------------- | ----------------------------------------- | ----------------------------------------- | ----------------------------------------- | ----------------------------------------- | ----------------------------------------- | ----------------------------------------- | ----------------------------------------- | ----------------------------------------- | ----------------------------------------- | ----------------------------------------- |
| 最高気温記録 °C （°F）                    | 9.3 (48.7)                                | 11.8 (53.2)                               | 17.9 (64.2)                               | 29.5 (85.1)                               | 33.5 (92.3)                               | 33.3 (91.9)                               | 37.1 (98.8)                               | 36.0 (96.8)                               | 33.8 (92.8)                               | 28.7 (83.7)                               | 23.6 (74.5)                               | 15.0 (59)                                 | 37.1 (98.8)                               |
| 平均最高気温 °C （°F）                    | −0.4 (31.3)                               | 0.2 (32.4)                                | 4.0 (39.2)                                | 11.3 (52.3)                               | 17.7 (63.9)                               | 21.5 (70.7)                               | 25.1 (77.2)                               | 26.3 (79.3)                               | 22.9 (73.2)                               | 16.5 (61.7)                               | 8.8 (47.8)                                | 1.9 (35.4)                                | 13.0 (55.4)                               |
| 日平均気温 °C （°F）                      | −3.7 (25.3)                               | −3.3 (26.1)                               | 0.4 (32.7)                                | 6.5 (43.7)                                | 12.2 (54)                                 | 16.2 (61.2)                               | 20.3 (68.5)                               | 21.6 (70.9)                               | 17.8 (64)                                 | 11.4 (52.5)                               | 4.7 (40.5)                                | −1.3 (29.7)                               | 8.6 (47.5)                                |
| 平均最低気温 °C （°F）                    | −7.7 (18.1)                               | −7.7 (18.1)                               | −3.8 (25.2)                               | 1.6 (34.9)                                | 7.1 (44.8)                                | 11.9 (53.4)                               | 16.4 (61.5)                               | 17.5 (63.5)                               | 12.8 (55)                                 | 6.1 (43)                                  | 0.5 (32.9)                                | −5.0 (23)                                 | 4.1 (39.4)                                |
| 最低気温記録 °C （°F）                    | −20.9 (−5.6)                              | −20.3 (−4.5)                              | −17.6 (0.3)                               | −9.7 (14.5)                               | −1.5 (29.3)                               | 0.9 (33.6)                                | 7.2 (45)                                  | 8.2 (46.8)                                | 1.8 (35.2)                                | −3.0 (26.6)                               | −9.9 (14.2)                               | −16.7 (1.9)                               | −20.9 (−5.6)                              |
| 降水量 mm （inch）                        | 84.9 (3.343)                              | 66.5 (2.618)                              | 53.4 (2.102)                              | 46.7 (1.839)                              | 51.9 (2.043)                              | 52.1 (2.051)                              | 86.3 (3.398)                              | 122.0 (4.803)                             | 131.8 (5.189)                             | 101.8 (4.008)                             | 107.4 (4.228)                             | 93.3 (3.673)                              | 998.0 (39.291)                            |
| 平均月間日照時間                          | 78.9                                      | 88.6                                      | 144.2                                     | 181.3                                     | 195.3                                     | 165.5                                     | 161.6                                     | 171.1                                     | 162.8                                     | 142.9                                     | 94.3                                      | 76.7                                      | 1,668.1                                   |
| 出典1：気象庁                             |                                           |                                           |                                           |                                           |                                           |                                           |                                           |                                           |                                           |                                           |                                           |                                           |                                           |
| 出典2：気象庁                             |                                           |                                           |                                           |                                           |                                           |                                           |                                           |                                           |                                           |                                           |                                           |                                           |                                           |

| 豊平区・北海道農業研究センター気象観測露場における観測値（1981年 - 2000年）の気候 | 豊平区・北海道農業研究センター気象観測露場における観測値（1981年 - 2000年）の気候 | 豊平区・北海道農業研究センター気象観測露場における観測値（1981年 - 2000年）の気候 | 豊平区・北海道農業研究センター気象観測露場における観測値（1981年 - 2000年）の気候 | 豊平区・北海道農業研究センター気象観測露場における観測値（1981年 - 2000年）の気候 | 豊平区・北海道農業研究センター気象観測露場における観測値（1981年 - 2000年）の気候 | 豊平区・北海道農業研究センター気象観測露場における観測値（1981年 - 2000年）の気候 | 豊平区・北海道農業研究センター気象観測露場における観測値（1981年 - 2000年）の気候 | 豊平区・北海道農業研究センター気象観測露場における観測値（1981年 - 2000年）の気候 | 豊平区・北海道農業研究センター気象観測露場における観測値（1981年 - 2000年）の気候 | 豊平区・北海道農業研究センター気象観測露場における観測値（1981年 - 2000年）の気候 | 豊平区・北海道農業研究センター気象観測露場における観測値（1981年 - 2000年）の気候 | 豊平区・北海道農業研究センター気象観測露場における観測値（1981年 - 2000年）の気候 | 豊平区・北海道農業研究センター気象観測露場における観測値（1981年 - 2000年）の気候 |
| 月                                                                                | 1月                                                                               | 2月                                                                               | 3月                                                                               | 4月                                                                               | 5月                                                                               | 6月                                                                               | 7月                                                                               | 8月                                                                               | 9月                                                                               | 10月                                                                              | 11月                                                                              | 12月                                                                              | 年                                                                                |
| --------------------------------------------------------------------------------- | --------------------------------------------------------------------------------- | --------------------------------------------------------------------------------- | --------------------------------------------------------------------------------- | --------------------------------------------------------------------------------- | --------------------------------------------------------------------------------- | --------------------------------------------------------------------------------- | --------------------------------------------------------------------------------- | --------------------------------------------------------------------------------- | --------------------------------------------------------------------------------- | --------------------------------------------------------------------------------- | --------------------------------------------------------------------------------- | --------------------------------------------------------------------------------- | --------------------------------------------------------------------------------- |
| 平均最高気温 °C （°F）                                                            | −1.9 (28.6)                                                                       | −1.2 (29.8)                                                                       | 2.4 (36.3)                                                                        | 10.1 (50.2)                                                                       | 16.0 (60.8)                                                                       | 19.8 (67.6)                                                                       | 23.6 (74.5)                                                                       | 24.9 (76.8)                                                                       | 21.0 (69.8)                                                                       | 14.8 (58.6)                                                                       | 7.3 (45.1)                                                                        | 1.1 (34)                                                                          | 11.49 (52.68)                                                                     |
| 平均最低気温 °C （°F）                                                            | −11.1 (12)                                                                        | −10.8 (12.6)                                                                      | −6.3 (20.7)                                                                       | 0.8 (33.4)                                                                        | 5.4 (41.7)                                                                        | 10.3 (50.5)                                                                       | 15.2 (59.4)                                                                       | 17.1 (62.8)                                                                       | 11.8 (53.2)                                                                       | 5.0 (41)                                                                          | −1.2 (29.8)                                                                       | −7.3 (18.9)                                                                       | 2.41 (36.33)                                                                      |
| 降水量 mm （inch）                                                                | 60.8 (2.394)                                                                      | 56.8 (2.236)                                                                      | 46.0 (1.811)                                                                      | 57.7 (2.272)                                                                      | 63.1 (2.484)                                                                      | 53.9 (2.122)                                                                      | 81.1 (3.193)                                                                      | 157.8 (6.213)                                                                     | 144.2 (5.677)                                                                     | 106.5 (4.193)                                                                     | 66.0 (2.598)                                                                      | 63.0 (2.48)                                                                       | 956.9 (37.673)                                                                    |
| 降雪量 cm （inch）                                                                | 64 (25.2)                                                                         | 89 (35)                                                                           | 75 (29.5)                                                                         | 27 (10.6)                                                                         | 0 (0)                                                                             | 0 (0)                                                                             | 0 (0)                                                                             | 0 (0)                                                                             | 0 (0)                                                                             | 1 (0.4)                                                                           | 12 (4.7)                                                                          | 42 (16.5)                                                                         | - (121.9)                                                                         |
| 平均月間日照時間                                                                  | 93.9                                                                              | 110.9                                                                             | 153.3                                                                             | 155.2                                                                             | 159.5                                                                             | 148.2                                                                             | 133.6                                                                             | 142.9                                                                             | 140.1                                                                             | 135.9                                                                             | 79.3                                                                              | 73.6                                                                              | 1,526.4                                                                           |
| 出典：北海道農業研究センター                                                      |                                                                                   |                                                                                   |                                                                                   |                                                                                   |                                                                                   |                                                                                   |                                                                                   |                                                                                   |                                                                                   |                                                                                   |                                                                                   |                                                                                   |                                                                                   |

#### 冬のヒートアイランド現象
近年は札幌でもヒートアイランド現象が日本三大都市と同様に著しい。この100年間に札幌の1月の最低気温は6.5度上昇し、名古屋の+4.3度や大阪の+3.6度を上回り、東京の+6.9度に近い上昇となっている。札幌管区気象台が設置されている札幌都心では、ヒートアイランド現象により厳寒期に最低気温が-20度前後に下がることは皆無となり、-10度以下になることも激減している。さらに、1月の最低気温の平年値（-6.4度）より低くなることも少なくなった。特に2000年以降の最低気温の上昇率は東京を上回っている。そのため、北海道内で比較的温暖な気候とされていた道南沿岸部や、東北地方内陸部の一部地域よりも厳寒期の最低気温が高くなる日も多くなっており、気象台周辺から大通公園、札幌駅にかけての中心市街地地域が冬季の気温は札幌市内では最も高くなっており快晴時の朝晩を中心に時に周囲とは5度～10度も異なることもある。なお、気象台から約8㎞ほど南西にある周囲が農地のままと都市化の影響の小さい羊ヶ丘では国立研究開発法人の北海道農業研究センターによる気象観測が1973年以降継続して行われており、気象台とは位置は異なるものの札幌本来の気候の指標ともなっておりほぼ毎年-20度以下を観測している。

### 地域

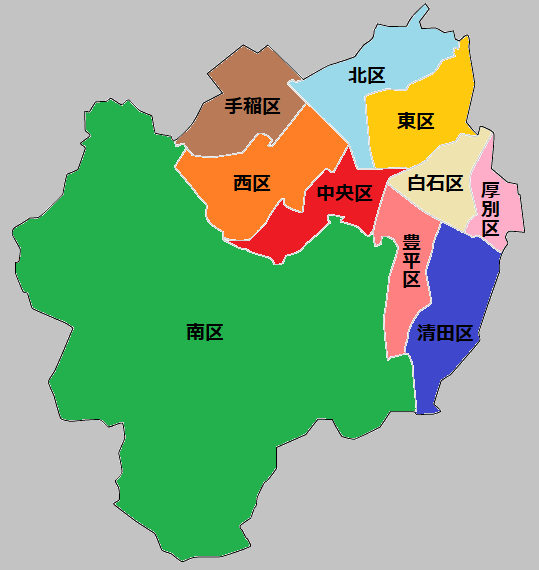
札幌市10区 色分け地図

#### 行政区
| コード  | 区名   | 人口 （人） | 面積 (km2) | 人口密度 （人/km2） | 設置日        | 設置理由                   |
| ------- | ------ | ----------- | ---------- | ------------------- | ------------- | -------------------------- |
| 01101-1 | 中央区 | 246,474     | 46.42      | 5,309.65            | 1972年4月1日  | 政令指定都市移行に伴う措置 |
| 01102-9 | 北区   | 284,026     | 63.57      | 4,467.93            | 1972年4月1日  | 政令指定都市移行に伴う措置 |
| 01103-7 | 東区   | 260,672     | 56.97      | 4,575.6             | 1972年4月1日  | 政令指定都市移行に伴う措置 |
| 01104-5 | 白石区 | 213,997     | 34.47      | 6,208.21            | 1972年4月1日  | 政令指定都市移行に伴う措置 |
| 01105-3 | 豊平区 | 228,089     | 46.23      | 4,933.79            | 1972年4月1日  | 政令指定都市移行に伴う措置 |
| 01106-1 | 南区   | 133,125     | 657.48     | 202.48              | 1972年4月1日  | 政令指定都市移行に伴う措置 |
| 01107-0 | 西区   | 219,174     | 75.10      | 2,918.43            | 1972年4月1日  | 政令指定都市移行に伴う措置 |
| 01108-8 | 厚別区 | 122,856     | 24.38      | 5,039.21            | 1989年11月6日 | 白石区より分区             |
| 01109-6 | 手稲区 | 139,304     | 56.77      | 2,453.83            | 1989年11月6日 | 西区より分区               |
| 01110-0 | 清田区 | 108,447     | 59.87      | 1,811.37            | 1997年11月4日 | 豊平区より分区             |

### 隣接自治体
石狩振興局
- 江別市
- 北広島市
- 石狩市
- 恵庭市
- 千歳市
- 石狩郡：当別町

後志総合振興局
- 小樽市
- 虻田郡：喜茂別町
- 虻田郡：京極町
- 余市郡：赤井川村

胆振総合振興局
- 伊達市

## 人口
札幌市の人口は2008年（平成20年）8月に190万人を突破しており、男女比は女性の10.0人に対し男性は9.0人となっている。10代までは男性の人口の方が多く、20代以降は女性の人口の方が多くなる。
海に面していない市区町村では、日本一人口が多い。
1920年（大正9年）の第一回国勢調査では、人口は102580人であり、函館市・小樽市に次いで道内では3番目であった。その後は第一次世界大戦後の好景気などによって、当時の基幹産業であった食品加工業や繊維工業などの軽工業が発達し、人口は順調に伸びていった。1941年（昭和16年）の調査では人口が224729人と初めて20万人を超え、函館市を抜いて道内1位となった。
第二次世界大戦後は、戦前から推進されていた日本政府の統制経済政策によって、政府の出先機関が集中した札幌市の経済的役割が急激に上昇した。さらに戦前までの道内経済の中心であった函館市や小樽市の衰退や、1950年（昭和25年）の北海道開発法制定・1952年（昭和27年）の第一次北海道総合開発計画施行などの、政府主導の北海道開発事業やそれに伴う道外資本の道内進出なども相まって、企業・工場などの札幌市への新設・移転が相次いだ。特に戦前までは小樽市に集中していた道内の主要な金融機関や卸売業者、道外企業の支店などが、事業拠点を軒並み札幌市に移したことは、戦後の北海道の産業構造にも重大な変化をもたらした。戦後の全国的な都市集中傾向や道内の第一次産業（農林水産業など）の不振などの事情もあり、戦前はそれほど顕著ではなかった道内各市町村からの札幌市への人口流入も目立つようになる。1953年（昭和28年）頃から人口の社会増加が顕著となり、1955年（昭和30年）の調査では人口が426620人と40万人を突破した。
全国的な都市集中傾向は昭和30年代（1955年~1964年）の高度経済成長期でさらに進み、北海道の中心都市である札幌市では特に顕著に現れた。1960年（昭和35年）以降は北海道全体の人口増加率は低下したが、札幌市は年間3％から8％の高い比率で転入による人口増加が進んだ。小樽市などからの商業従事者の転居や、道内石炭産業の衰退による炭鉱離職者の流入、さらに郡部からの移転など、転入元は全道規模に及び、札幌市の人口は年間5万人のペースで急増した（1967年（昭和42年）の「住民登録人口移動調査報告書」によると、最も転入が多かったのは小樽市からで、次いで夕張市などの炭鉱地域の都市がランクインしている）。その後、生活圏の拡大により周辺市町のベッドタウン化が進行するものの札幌市の人口は増加の一途をたどり、1965年（昭和40年）の調査では人口が794908人、1970年（昭和45年）の調査では人口が1,010,123人となり日本国内で8番目となる100万人都市となった。1972年（昭和47年）には川崎市・福岡市とともに政令指定都市に移行し、区制が施行された。戦後の札幌市の大都市化は、北海道内からの道外への人口流出の歯止めになった部分はあるものの、雇用の受け皿となる事業拠点が札幌市やその周辺に集中したことにより、道内の農漁業地域や旧炭鉱地域の過疎化を助長する一因ともなった。
1979年（昭和54年）に札幌市の人口が神戸市を抜いたことで六大都市の牙城がついに崩れ、4年後の1983年（昭和58年）には京都市も抜いた。
産業別人口では、戦後は都市化の特色である消費的性格が強められたこともあり、第三次産業（卸売業・小売業・サービス業など）従事者の割合が急激に上昇し、1966年（昭和41年）には全産業人口の約7割に達した。第一次産業は、戦中から戦後にかけて、円山町・琴似町・札幌村などの農業従事者の多い隣接町村を合併したこともあり、1950年代までは就業人口に大きな変化はなかった。その後は、急速な人口流入に対応するために、農地を宅地へ転用したことなどによって離農者が続出し、1967年（昭和42年）には全産業人口の僅か3.9%にまで減少した。
平成27年をピークに減少傾向にあると考えられてきたが、平成29年においても、人口は増え続けている。北海道内の自治体で唯一推計人口を毎月発表している。
2018年（平成30年）度の札幌市の人口動態調査によれば、人口は前年比で1934人増えたが、増加幅は前々年（3862人）より減った。転入や転出による「社会増加数」は、転入が63344人に対し、転出は55697人で、7647人のプラス（転入超過）であった。内訳をみると、道内の他市町村とは11560人の転入超過だったのに対し、道外とは3913人の転出超過になっている。また、出生者数から死亡者数を引いた「自然増加数」はマイナス6016人で、2009年（平成21年）度から10年連続の自然減となった。社会増加数の人口増加数全体における割合は、2000年代に入ってから再び上昇傾向にあり、近年の札幌市の人口増加の原因の一つとされている。2020年（令和2年）度の総務省統計局の「住民基本台帳人口移動報告」によると、札幌市の転超過数は10493人で、大阪市・東京都特別区部・横浜市・さいたま市に次いで全国5位であり、65歳以上の転入超過数では全国最多であった。
令和3年10月1日時点の推計人口は1,975,001人であり、前年比で64人減となった。
2024年（令和6年）10月1日現在の外国人登録者数は19,981人である。合計特殊出生率は1.12（2019年度）である。
| |                                        |  |
| 札幌市と全国の年齢別人口分布（2005年） | 札幌市の年齢・男女別人口分布（2005年） |  |
| ■紫色 ― 札幌市 ■緑色 ― 日本全国 | ■青色 ― 男性 ■赤色 ― 女性              |  |
| 札幌市（に相当する地域）の人口の推移 \| 1970年（昭和45年） \| 1,010,177人 \| \| \| 1975年（昭和50年） \| 1,240,613人 \| \| \| 1980年（昭和55年） \| 1,401,757人 \| \| \| 1985年（昭和60年） \| 1,542,979人 \| \| \| 1990年（平成2年） \| 1,671,742人 \| \| \| 1995年（平成7年） \| 1,757,025人 \| \| \| 2000年（平成12年） \| 1,822,368人 \| \| \| 2005年（平成17年） \| 1,880,863人 \| \| \| 2010年（平成22年） \| 1,914,434人 \| \| \| 2015年（平成27年） \| 1,952,356人 \| \| \| 2020年（令和2年） \| 1,973,395人 \| \| |                                        |  |
| 総務省統計局 国勢調査より |                                        |  |
| 1970年（昭和45年） | 1,010,177人                            |  |
| 1975年（昭和50年） | 1,240,613人                            |  |
| 1980年（昭和55年） | 1,401,757人                            |  |
| 1985年（昭和60年） | 1,542,979人                            |  |
| 1990年（平成2年） | 1,671,742人                            |  |
| 1995年（平成7年） | 1,757,025人                            |  |
| 2000年（平成12年） | 1,822,368人                            |  |
| 2005年（平成17年） | 1,880,863人                            |  |
| 2010年（平成22年） | 1,914,434人                            |  |
| 2015年（平成27年） | 1,952,356人                            |  |
| 2020年（令和2年） | 1,973,395人                            |  |

### 人口動態概要
2024年現在約197万人となっている。近年は国内の少子高齢化の影響もあり政令指定都市の札幌市も例外ではなく2020年の国勢調査をピークに人口は減少に転じている。札幌市の人口変遷を見ると、1950年時点では39万人ほどの人口に過ぎなかったが,飛躍的な発展を遂げ現在までに5倍以上の200万人近い人口を抱えるまでに成長した。人口増加数の大半は戦後から平成初期によるものである。特に1995年国勢調査までの人口増加率は政令市トップ5に入るなど非常に高かったが、2009年には札幌市の自然動態がマイナスに転じるなど急速な少子高齢化の影響もあり、2008年に190万人を上回ってからは人口は頭打ちとなっている。社会増加は順調に続いている一方で、自然減少率は全国の他の大都市と比べて非常に大きくなっており札幌市の年間の出生数は死亡数の半分以下に過ぎないなど高齢化問題が深刻化している。かつては政令市の中では一線級であった人口増加率も近年は中位に留まっている。
| 実施年 |  | 札幌市人口(人) | 札幌市増加数(人) | 札幌市増加率(%) | 国内増加率(%) | 大都市人口増加率順位 |
| ------ |  | -------------- | ---------------- | --------------- | ------------- | -------------------- |
| 1920年 |  | 144,630        | -                | -               | -             | -                    |
| 1925年 |  | 194,726        | 50,096           | 34.6            | -             | -                    |
| 1930年 |  | 227,754        | 33,028           | 17.0            | -             | -                    |
| 1935年 |  | 258,204        | 30,450           | 13.4            | -             | -                    |
| 1940年 |  | 271,276        | 13,072           | 5.1             | -             | -                    |
| 1947年 |  | 342,117        | 70,841           | 26.1            | -             | -                    |
| 1950年 |  | 393,756        | 51,639           | 15.1            | -             | -                    |
| 1955年 |  | 487,391        | 93,635           | 23.8            | 7.3           | 4位                  |
| 1960年 |  | 615,628        | 128,237          | 26.3            | 4.6           | 2位                  |
| 1965年 |  | 821,217        | 205,589          | 33.4            | 5.2           | 3位                  |
| 1970年 |  | 1,010,123      | 188,906          | 23.0            | 5.5           | 6位                  |
| 1975年 |  | 1,240,613      | 230,490          | 22.8            | 7.9           | 5位                  |
| 1980年 |  | 1,401,757      | 161,144          | 13.0            | 4.6           | 3位                  |
| 1985年 |  | 1,542,979      | 141,222          | 10.1            | 3.4           | 2位                  |
| 1990年 |  | 1,671,742      | 128,763          | 8.3             | 2.1           | 3位                  |
| 1995年 |  | 1,757,025      | 85,283           | 5.1             | 1.6           | 4位                  |
| 2000年 |  | 1,822,368      | 65,343           | 3.7             | 1.1           | 7位                  |
| 2005年 |  | 1,880,863      | 58,495           | 3.2             | 0.7           | 8位                  |
| 2010年 |  | 1,914,434      | 33,571           | 1.8             | 0.2           | 11位                 |
| 2015年 |  | 1,952,356      | 37,922           | 2.0             | 0.8           | 6位                  |
| 2020年 |  | 1,973,395      | 21,039           | 1.1             | 0.8           | 9位                  |
| 2025年 |  | 1,968,138      | 5257             |                 |               |                      |

### 福岡市との人口推移比較
札幌市・福岡市は人口規模、立地、拠点性などにおいて類似点が多い。福岡市と人口推移比較をして札幌市の現況を考察する。2024年10月1日現在の推計人口は札幌市が約197万人、福岡市が166万人となっており約30万人札幌市が福岡市の人口を上回っている状況である。札幌市は1970年に100万人を超えた人口はわずか14年後の1984年には150万人を越えるなど爆発的に人口を増やしてきたが、2008年に190万人を突破してから人口増加に陰りが見える一方で、福岡市の場合は1975年に100万人を上回り150万人を超えたのは2013年と50万人の人口増加には38年を要しており札幌市のような大幅な人口増加時期は見られなかったが1980年以降においても人口増加は年間1.3万人前後の安定した人口増加が長期に渡って続いている。
| 実施年     | 札幌市人口(人) | 福岡市人口(人) | 札幌市増加数(人) | 福岡市増加数(人) | 札幌市増加率 | 福岡市増加率 |
| ---------- | -------------- | -------------- | ---------------- | ---------------- | ------------ | ------------ |
| 1950年     | 393,756        | 487,885        | -                | -                | -            | -            |
| 1965年     | 821,217        | 769,176        | 427,461          | 281,291          | 108.6        | 57.7         |
| 1980年     | 1,401,757      | 1,088,588      | 580,540          | 319,412          | 70.7         | 41.5         |
| 1995年     | 1,757,025      | 1,284,795      | 355,268          | 196,207          | 25.3         | 18.0         |
| 2010年     | 1,914,434      | 1,463,743      | 157,409          | 178,948          | 9.0          | 13.9         |
| 2024年10月 | 1,968,265      | 1,656,737      | 53,831           | 192,994          | 2.8          | 13.2         |

## 歴史
江戸時代の札幌は「サツホロ」または「シヤツホロ」と呼ばれ、西蝦夷地イシカリ場所に属した。当時のサツホロは、サッ・ポロ・ペッ（アイヌ語で乾いた大きな川・乾く広い川の意。現在の豊平川）流域を指したが、当時の流路は現在の豊平橋付近から現在の伏籠川の流路をたどり、篠路川沿いに茨戸で茨戸川（旧石狩川）に注ぎ込むものであった。狭義でのサツホロは茨戸川河口部（石狩市との境、茨戸付近）を指し、サツホロブト（サッポロ川の合流点）とも呼ばれた。1669年（寛文9年）のシャクシャイン蜂起時に津軽藩の牧只右衛門が記した『石狩地形の事』には、「石狩浜口より一里程登り候て、はつはやふより二里程登候てさつほろと申所に狄有。さつほろの枝川に竪穴半里計の沼御座候」という記述があり、サッポロベツにアイヌの住人がおり、サッポロベツの支流に沼があったことがうかがえる。
1752年（宝暦2年）の地図では、石狩川支流にハツサブ川（発寒川）・サツホロ川が書き込まれ、さらにサツホロ川左岸に米セオイ道のアプタ道が描かれており、山稼人夫の糧米輸送路であったことがわかる。その後天明から寛政期にかけて、松前藩によってアイヌ支配のためイシカリ場所が13箇所に分けられ、そのうちハッシャブ場所（現在の茨戸川左岸、発寒川合流地付近、現在の北区内）・シノロ場所（現在の茨戸川左岸、篠路川合流地付近、現在の北区内）・ナイホウ場所（伏篭川上流付近、現在の東区内）・上サッポロ場所（豊平川流域）・下サッポロ場所（豊平川流域）が、現在の札幌市に相当する地域に開かれた。これらの場所と呼ばれる松前藩家臣の知行地は幕末まで存続した。1807年（文化4年）に西蝦夷地が一時幕府領となると、1810年（文化7年）に石狩場所内のアイヌの調査が行われたが、上記のハッシャブ場所を除く4場所に住むアイヌの人数の合計は552名（男性279人、女性273人）であった。
現札幌市内への和人の定住は、1855年（安政2年）ごろに、豊平河畔で渡船の仕事に従事していた志村鐵一と、同河畔で狩猟に従事していた吉田茂八の一家が最初とされる。1857年（安政4年）には札幌越千歳道路が完成し、豊平川に官費で渡船が設けられ、通行屋も置かれた。同年の松浦武四郎『丁巳日誌』には、「今サツホロ蝦夷、文化七庚午のとしの改百九十人有しが、今此処の人別帳漸々五軒。人別二十六人ならでなし」とあり、茨戸付近、サツホロアイヌの多くが別の地域に移住したことが記録されている。また、松浦武四郎『西蝦夷日誌』によると、当時の箱館奉行がツイシカリ（対雁、当時流路が変わったサッポロベツが石狩川と合流する地点）に大府を置くことを提案したのに対し、松浦は札幌・樋平（豊平）の辺りに置くことを献策している。
石狩平野から勇払平野にかけて連なる石狩低地帯は、古くから北海道の日本海側と太平洋側を連絡する交通の要地であり、江戸時代に入ると石狩・勇払間を結ぶ簡易道路も作られた。また、木材や魚介類などの天然資源に富み、地味も肥沃であることから、幕府や松前藩、東北地方の諸藩などによる調査探検も行われていた。石狩平野の西部に位置する札幌が、幕末期から開発の対象となり、さらに明治維新後には北方警備や開拓事業の拠点となったことは、上記の事情と決して無関係ではない。
明治維新後の1869年（明治2年）に石狩国札幌郡に属し、同年開拓判官島義勇の指導の下、札幌本府の建設が始まる。同年旧暦11月、島義勇が函館・銭函経由で札幌入りし、現在の中央区北1条西1丁目に近在の元村の大友亀太郎の役宅を移し、官邸の建築に着手した。当時の札幌中心部は森林に囲まれ、本府の建設には苦心惨憺たるものあった。島は数百人の大工・職人・人足のほか地元アイヌの協力を得て都市建設を始め、元村の木材を伐採し、住宅や倉庫・仮御宮・病院・道路などを建設した。当時石狩や小樽などを管轄し、開拓使と対立関係にあった兵部省の井上弥吉や小出房一郎らは、管轄地内の物資を開拓使に売ることを禁じたため、札幌本府は深刻な食料不足に陥った。このため元村や篠路村などの周辺町村から食料を徴収したり、余市・忍路・厚田などの請負人から援助を受けるなどをして糊口を凌いだ。島自身も掘立小屋で犬を抱いて寒さをしのぐほどであった。
島の思い切った札幌建設は開拓使長官東久世通禧や兵部省との対立を生み、翌1870年（明治3年）2月に島は職を辞して東京に去った。後任の判官には岩村通俊が就任したが、資金不足などの理由から札幌本府の経営は一時中止となった。島の部下であった権監事西村貞陽らはその状況を憂い、東久世に経営の再開を強く訴えたため、1870年12月に経営再開が決まった。中央区南1条東1丁目には「札幌建設の碑」があるほか、島の銅像が札幌市役所ロビーと北海道神宮に建てられている。
明治初期に現在の札幌市域に所在したアイヌのコタン（集落）は4つあり、その内で上サッポロコタンが現在の中央区北2条東1丁目付近、サクシコトニコタンが現在の偕楽園緑地から北海道大学キャンパス付近、フシココタンが現在の東区北9条東9丁目付近、ハッサムコタンが現在の西区琴似4の1付近だった。彼らは上川の族長クーチンコロに属し、毎年7月から10月まで石狩郡役所に出稼ぎしていた。

### 年表
「札幌市略年表」、「道路建設の歴史」参照

#### 江戸時代以前
- 斉明天皇4年（658年）：阿部比羅夫の活動した「弊賂弁の島」は札幌低湿地帯とする伝承がある。
- 元文年間：イシカリ場所に場所請負制導入。
- 天明 - 寛政年間：松前藩によってアイヌ支配のためイシカリ場所[47] [48]が13箇所に分けられ[49]、そのうちハッシャブ場所（現在の茨戸川左岸、発寒川合流地付近、現在の北区内）・シノロ場所（現在の茨戸川左岸、篠路川合流地付近、現在の北区内）・ナイホウ場所（伏篭川上流付近、現在の東区内）・上サッポロ場所（豊平川流域）・下サッポロ場所（豊平川流域）が、現在の札幌市に相当する地域に開かれた。
- 文化3年（1806年）：江戸幕府御勘定吟味役・村垣左太夫らの西蝦夷地巡視に随行した最上徳内が、茨戸川から発寒川を遡り、現在の札幌周辺を調査する[50]。
- 文化4年（1807年）：寛政11年（1799年）に行われた東蝦夷地の幕府直轄に続き、西蝦夷地も幕府直轄となる。幕府の松前奉行出役・近藤重蔵が虻田道調査のため、豊平川・定山渓などを探索する[50]。
- 文化7年（1810年）：石狩場所内のアイヌの調査が行われる。シノロ場所・ナイホウ場所・上サッポロ場所・下サッポロ場所に住むアイヌの人数の合計は552名（男性279人、女性273人）であった（ハッシャブ場所の正確な人数は不明）。
- 安政2年（1855年）ごろ：現在の豊平橋付近に志村鐵一とその家族の計3名が豊平川右岸（現在の豊平区側）に、吉田茂八とその家族の計4名が豊平川左岸（現在の中央区側）に住んだ。札幌市域における和人最初の定住者。
- 安政4年（1857年）：箱館奉行によって札幌越新道（銭函 - 豊平- 千歳 - 勇払）開削。志村鐵一と吉田茂八が、石狩役所・荒井金助によって、豊平川渡船場の渡守に任命される。また、箱館奉行の命により、幕臣山岡精次郎、永田休蔵らが現在の西区発寒付近に移住し、発寒川・チネセブ川沿岸部などの開拓を行う[51]。
- 安政5年（1858年）：松浦武四郎が定山渓で温泉（現在の定山渓温泉）を発見。荒井金助が現在の北区篠路地区に、農民数十戸・50人を入植させる[52]。
- 慶応2年（1866年）：現在の東区北13条東16丁目に、箱館奉行所蝦夷地開拓掛・大友亀太郎の役宅が建てられる（現在の札幌村郷土記念館敷地内）。大友堀（現在の創成川）開削。付近は札幌村となる。美泉定山によって定山渓温泉に湯治場が開かれる。

#### 明治

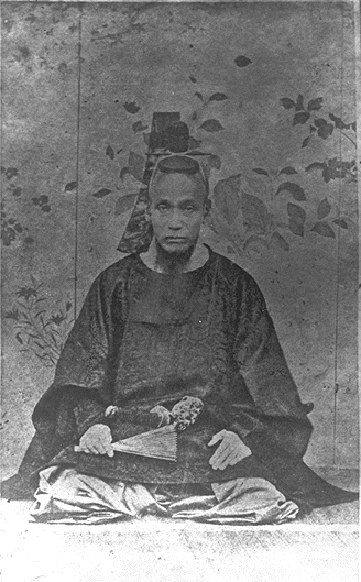
島義勇

- 1869年（明治2年）：明治政府が開拓使設置。蝦夷地を北海道と改称。11国86郡が置かれ石狩国札幌郡となる。島義勇により札幌本府の建設開始。本府とは、政庁或いは政庁を核とした中心市街地のことを指す。島の構想は、現在の大通公園を中心に、北側を官庁街・南側を商業地とする、といったものであった[53]。札幌神社（現在の北海道神宮）創建。

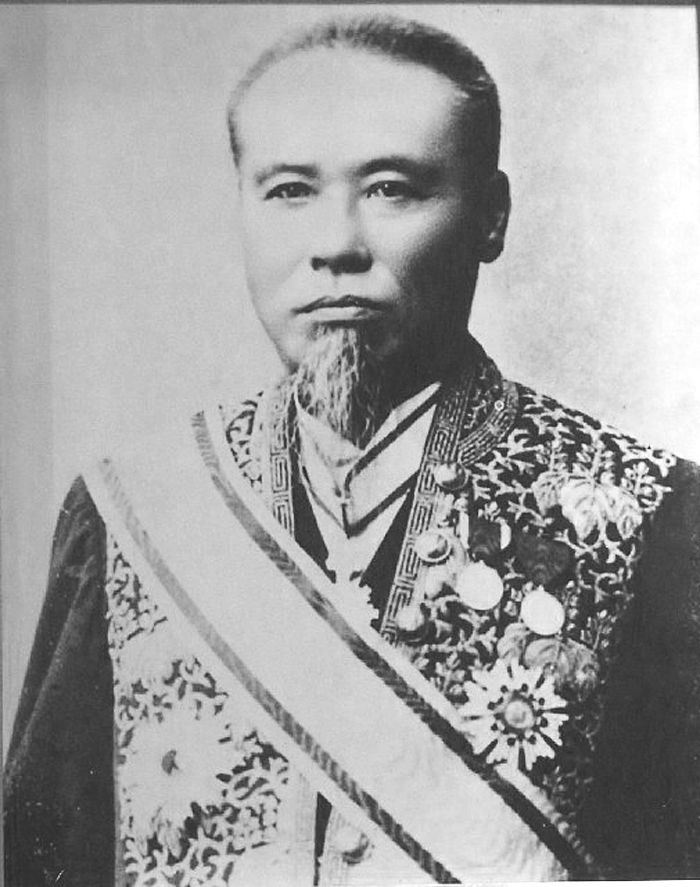
岩村通俊

- 1871年（明治4年）：岩村通俊により札幌本府の建設再開。開拓事業の本拠地が函館から札幌へ移転。本願寺道路（平岸 - 伊達村尾去別、後の虻田街道、現在の国道230号）が完成。薄野遊郭設営。
- 1872年（明治5年）：御用火事（岩村通俊が、当時頻発していた火災の原因となっていた草葺小屋を一掃するため、市街地の一部を計画的に焼き払った）[54]。
- 1873年（明治6年）：札幌越新道を前身とする札幌本道（札幌 - 室蘭 - 森 - 函館、現在の国道5号の一部と国道36号）完成。小樽 - 銭函 - 札幌間道路（後の札樽国道、現在の国道5号の一部）開削完成。
- 1875年（明治8年）：琴似に最初の屯田兵が入植。東京の開拓使仮学校が札幌に移転し、札幌学校となる。
- 1876年（明治9年）：ウィリアム・スミス・クラーク（クラーク博士）着任（翌年帰国）。札幌学校が札幌農学校と改称（現在の北海道大学は同年開学と位置付けられる）。官営の麦酒醸造所（現在のサッポロビールの前身）を設置。
- 1878年（明治11年）：札幌農学校演武場（現在の札幌市時計台）完成。
- 1879年（明治12年）：郡区町村編制法施行により、札幌市街地が札幌区となり、札幌郡より離脱[55]。なお、ここでいう区は、開拓使の下部組織として地域を統括する行政区画であり、自治団体ではない。従って後年の地方公共団体としての札幌区とは異なる[56]。
- 1880年（明治13年）：手宮 - 札幌間に鉄道（手宮線）開通、札幌停車場開業。
- 1881年（明治14年）：要人接待用の施設として、大通に豊平館竣工（1957年に中島公園へ移転）。
- 1882年（明治15年）：開拓使廃止。北海道は函館県、札幌県、根室県の3県に分かれる（三県一局時代）。札幌 - 幌内（幌内炭鉱）間に鉄道開通（官営幌内鉄道全線開通）。
- 1886年（明治19年）：函館・札幌・根室の3県を廃止し、北海道庁設置。県師範学校を廃し、北海道師範学校（現在の北海道教育大学）設置。

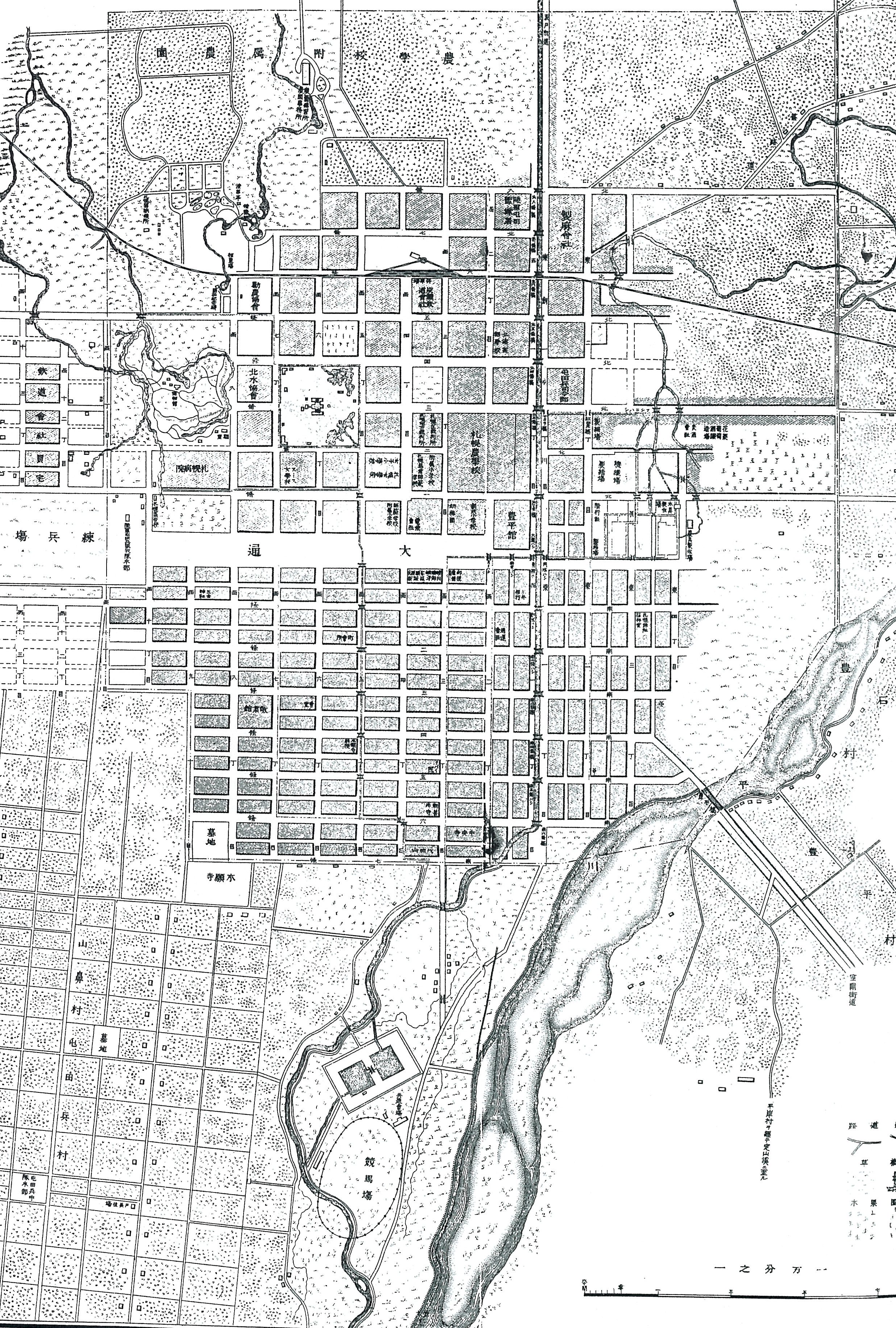
1891年（明治24年）の札幌市街図

- 1888年（明治21年）：北海道庁赤れんが庁舎（北海道庁旧本庁舎）完成。
- 1890年（明治23年）：江別道路（札幌 - 江別、現在の国道12号の一部）完成。
- 1892年（明治25年）：市街中心部で大火。全市街戸数の5分の1に当たる887戸が焼失し、区役所・裁判所・警察署などの公共施設も数多く焼失[57]。
- 1896年（明治29年）：札幌に第7師団設置。
- 1899年（明治32年）：北海道区制施行。地方自治体としての札幌区が発足。北海道拓殖銀行法公布（翌年に北海道拓殖銀行開業）。
- 1903年（明治36年）：札幌農学校が現在の北海道大学構内へ移転。
- 1907年（明治40年）：東北帝国大学設置の勅令により、札幌農学校が札幌区所在のまま同大の所管となり、東北帝国大学農科大学と改称。
- 1910年（明治43年）：札幌村の一部、白石村大字上白石村の一部（現在の菊水地区の一部）、藻岩村大字山鼻村の屯田兵村地区、豊平町大字豊平村の大部分（現在の豊平・旭町・水車町）を編入。また、札幌区内の一部の地域が、琴似村に編入される。札幌市電の前身となる札幌石材馬車鉄道運行開始。
- 1911年（明治44年）：大通防火帯に公園設備が加えられ、大通逍遥地（現在の大通公園）完成。札幌市徽章制定。

#### 大正時代

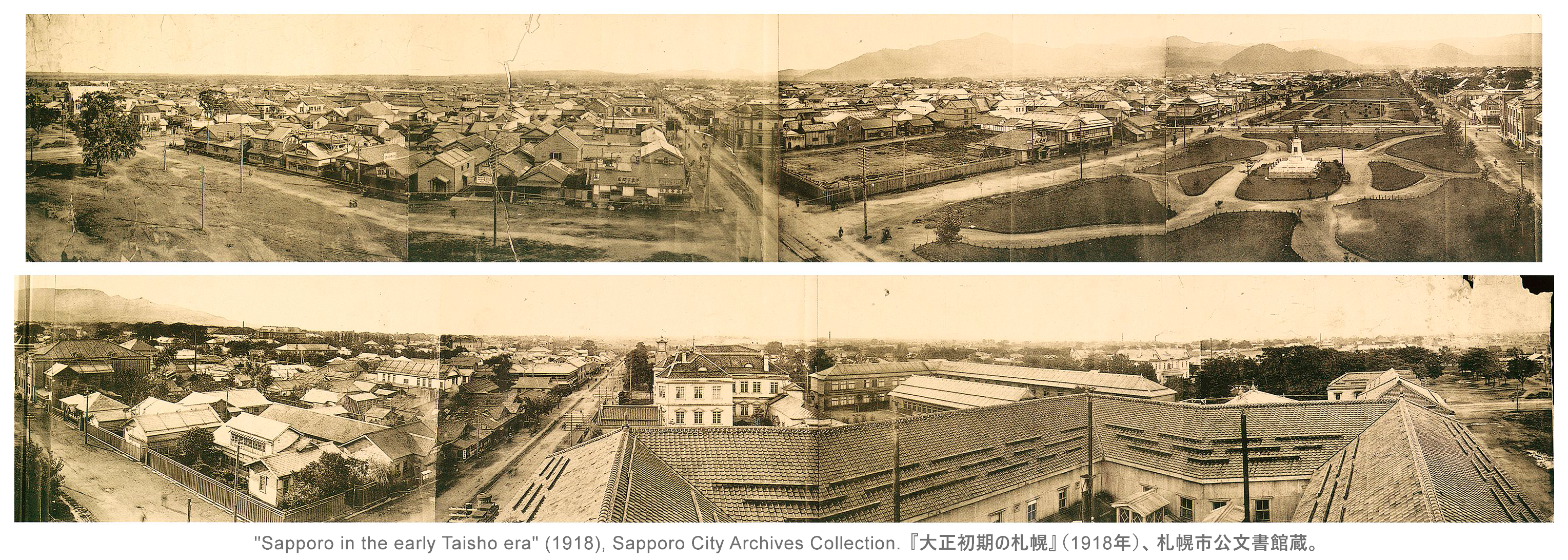
『大正初期の札幌』（1918年）

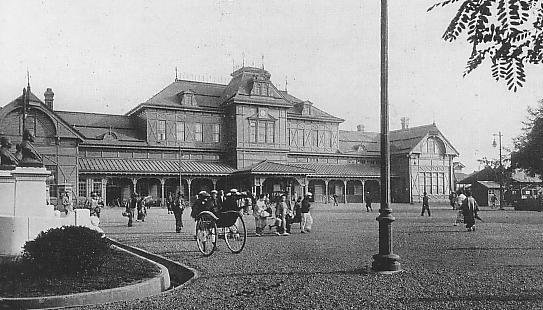
大正時代の札幌駅

- 1918年（大正7年）：北海道帝国大学（現在の北海道大学）を札幌区に設置。東北帝国大学から農科大学が移管。開道50年記念北海道博覧会開催。札幌石材馬車鉄道の市内路線を電車化し、札幌電気軌道運行開始。定山渓鉄道線運行開始（1969年廃止）。
- 1920年（大正9年）：第1回国勢調査。札幌区の人口は102,580人であった（当時の小樽区の人口は108,113人、函館区の人口144,749人が全道一であった）。薄野の遊郭が現在の白石区菊水に移転。
- 1922年（大正11年）：市制施行。
- 1924年（大正13年）：豊平橋が永久橋となり、木塊舗装竣工。

### 近現代

#### 昭和戦前

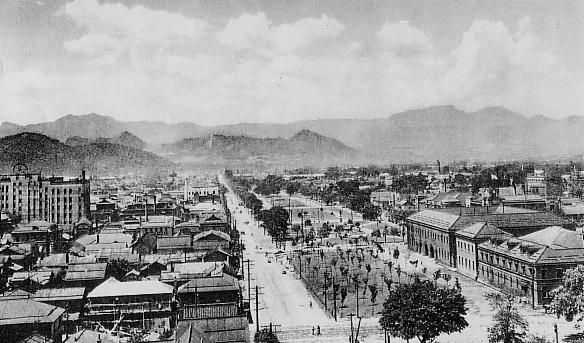
1936年の大通公園

- 1927年（昭和2年）：路面電車を市営化し、札幌市電発足。
- 1929年（昭和4年）：札幌温泉電気軌道運行開始（1933年営業休止）。
- 1930年（昭和5年）：札幌市営バス運行開始。
- 1933年（昭和8年）：北海タイムスが1927年に設置した飛行場を逓信省航空局札幌飛行場として整備。
- 1934年（昭和9年）：札樽国道（現在の国道5号の一部）の全面改修工事完成[58]。
- 1937年（昭和12年）：第5回冬季オリンピック（1940年）の開催が決定したが、国際情勢の悪化により翌年返上。
- 1940年（昭和15年）：札幌に北部軍司令部設置。第5回国勢調査で、札幌市の人口が206,103人となって函館市の人口（203,852人）を上回り、北海道の都市人口第1位となる。
- 1941年（昭和16年）：円山町を編入。
- 1942年（昭和17年）：札幌飛行場（丘珠空港）設置。

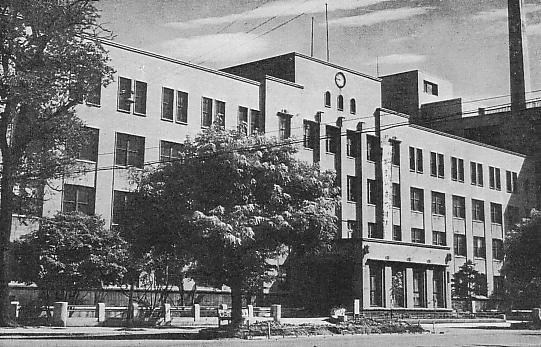
1950年代の札幌市役所

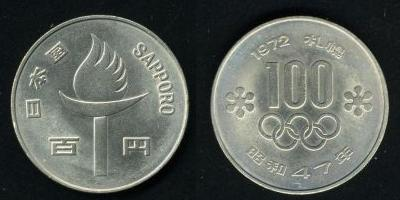
札幌オリンピック記念硬貨

- 1945年（昭和20年）：太平洋戦争末期の日本本土空襲の一環として、アメリカ海軍空母艦載機による北海道空襲が行われる（7月14-15日）。

昭和戦後
- 1945年（昭和20年）：市内にアメリカ軍第10軍団41師団などが進駐[59]。
- 1947年（昭和22年）：地方自治法施行による市長公選。
- 1948年（昭和23年）：札幌市警察、消防本部（札幌市消防局）設置。札幌市保健所発足。
- 1950年（昭和25年）：白石村と合併。『さっぽろ雪まつり』初開催。
- 1955年（昭和30年）：琴似町、札幌村、篠路村を編入。藻岩山観光自動車道・藻岩山ロープウェイが営業開始。
- 1957年（昭和32年）：さっぽろテレビ塔完成。
- 1959年（昭和34年）：「さっぽろライラックまつり」初開催。札幌市中央卸売市場開設。
- 1960年（昭和35年）：市民投票により市の花（スズラン）、木（ライラック）、鳥（カッコウ）決定。
- 1961年（昭和36年）：豊平町を編入。札幌市民交響楽団（札幌交響楽団）結成。
- 1964年（昭和39年）：市民の歌、市旗制定。
- 1967年（昭和42年）：手稲町を編入。
- 1968年（昭和43年）：「北海道100年記念式典・札幌市創建100年記念式典」開催。
- 1971年（昭和46年）：さっぽろ地下街（ポールタウン・オーロラタウン）開業。札幌市営地下鉄南北線（北24条駅 - 真駒内駅）開業[注釈 1]。札幌新道（宮の沢 - 北34東1）開通。札幌小樽道路（現在の札樽自動車道）開通（1974年全線開通）。
- 1972年（昭和47年）：札幌オリンピック開催（2月3日から2月13日）[60]。政令指定都市移行（4月1日）。中央区、北区、東区、白石区、豊平区、南区、西区の7区からなる行政区制施行。 豊平峡ダム完成。
- 1976年（昭和51年）：札幌市営地下鉄東西線（琴似駅 - 白石駅）開業。
- 1978年（昭和53年）：札幌市営地下鉄南北線（北24条駅 - 麻生駅）開業。
- 1981年（昭和56年）：札幌新道国道区間（宮の沢 - 上野幌3条）全線開通。
- 1982年（昭和57年）：地下鉄東西線（白石駅 - 新さっぽろ駅）開業。
- 1986年（昭和61年）：第1回となるアジア冬季競技大会開催。'86さっぽろ花と緑の博覧会（第4回全国都市緑化フェア）開催[61]。
- 1988年（昭和63年）：函館本線（琴似駅 - 苗穂駅間）高架開通。札幌市営地下鉄東豊線（栄町駅 - 豊水すすきの駅）開業。

### 現代

#### 平成時代
- 1989年（平成元年）：白石区から厚別区、西区から手稲区が分区。第44回国民体育大会（はまなす国体）開催[62]。
- 1990年（平成2年）：パシフィック・ミュージック・フェスティバル初開催[63]。パセオ全面開業。
- 1992年（平成4年）：YOSAKOIソーラン祭り初開催[64]。
- 1994年（平成6年）：地下鉄東豊線（豊水すすきの駅 - 福住駅）延伸開業。
- 1996年（平成8年）：ジャパンフットボールリーグ（JFL）コンサドーレ札幌（現在の北海道コンサドーレ札幌）誕生[65]。
- 1997年（平成9年）：豊平区から清田区が分区。
- 1998年（平成10年）：札幌駅北口広場供用開始[66]。
- 1999年（平成11年）：地下鉄東西線（琴似駅 - 宮の沢駅）開業。 JR札沼線（学園都市線）高架開通。地下街アピア開業。
- 2001年（平成13年）：札幌ドームオープン[67]。
- 2002年（平成14年）：札幌ドームで「2002 FIFAワールドカップ」グループリーグ開催[68]。第6回DPI（障害者インターナショナル）世界会議・札幌大会開催[69]。
- 2003年（平成15年）：JRタワー開業。札幌コンベンションセンターオープン。
- 2004年（平成16年）：日本ハムファイターズが札幌へ移転し、北海道日本ハムファイターズ誕生[70]。 札幌市交通局の市営バス事業廃止。
- 2006年（平成18年）：札幌市立大学開学。
- 2008年（平成20年）：第34回主要国首脳会議（北海道洞爺湖サミット）に参加する新興諸国の首脳が来札し、レセプション開催[71]。インターネットに関する国際会議「アイコモンズ・サミット」開催[72]。
- 2009年（平成21年）：家庭ごみ有料化開始。
- 2010年（平成22年）：2010年日本APECの一環として第2回高級実務者会合（SOM2）及び関連会合、貿易担当大臣会合（MRT）開催[73]。
- 2011年（平成23年）：札幌駅前通地下歩行空間（チ・カ・ホ）開通[74]。
- 2014年（平成26年）：札幌市北3条広場（アカプラ）オープン[75]。「札幌国際芸術祭」初開催[76]。
- 2015年（平成27年）：札幌市電都心線（西4丁目停留場 - すすきの停留場）開業によりループ化完成[77]。
- 2018年（平成30年）：北海道胆振東部地震が発生し、東区元町で札幌市内としては観測史上初となる震度6弱を記録する[78]。札幌市民交流プラザオープン。

#### 令和時代
- 2019年（令和元年）：札幌ドームで「ラグビーワールドカップ2019」予選プール開催。

### 年表
「札幌市略年表」、「道路建設の歴史」参照

#### 行政区画の変遷
明治
- 1869年（明治2年）：開拓使設置。蝦夷地を北海道と改称。11国86郡が置かれ石狩国札幌郡となる。
- 1871年（明治4年）：開拓使仮本庁所在地（現在の北4条東1丁目付近）を中心に、1里（約3.9キロメートル）四方の区域が、札幌市街区域と定められる[79]。また、その区域内には村落を作らないという方針から、東本願寺管刹所東方の「辛未一（しんぴいち）の村」の住民50戸を、円山村・琴似村へ再入植させた[79]。
- 1872年（明治5年）：現在の北3条西6丁目に、開拓使本庁庁舎設置。この新庁舎を中心に東西4町・南北5町が本庁敷地と定められ、さらに1里四方の区域が札幌市街区域と改められた（ただし翌年以降、区域内に次々と村落が新設されたため、その規模は徐々に縮小されていった）[79][80]。
- 1876年（明治9年）：大区小区制施行し、札幌郡は第一大区と定められ、その下に6つの小区が置かれた[81]。
- 1879年（明治12年）：郡区町村編制法施行によって札幌市街地が札幌区となり、札幌郡より離脱[82]。
- 1880年（明治13年）：札幌区・札幌郡が札幌区役所の管轄となる[83]。
- 1884年（明治17年）：札幌郡が札幌郡外五郡役所の管轄となり、札幌区役所の管轄は札幌区のみとなる[84]。
- 1886年（明治19年）：山鼻村から鴨々中島（現在の中島公園）編入[85][86][87]。同じころ、円山村の一部編入[85]。
- 1899年（明治32年）10月1日：北海道区制施行し、札幌区となる。札幌区以外の北海道内には函館区と小樽区設置。
- 1910年（明治43年）4月1日：札幌村（現在の中央区と東区の一部）の一部、白石村大字上白石村（現在の白石区の一部）の一部（現在の菊水地区の一部）、藻岩村大字山鼻村（現在の中央区・南区の一部）の屯田兵村地区、豊平町大字豊平村（現在の豊平区の一部）の大部分（現在の豊平・旭町・水車町）編入。また、札幌区内の一部の地域が、琴似村に編入。

大正
- 1922年（大正11年）8月1日：市制施行し、札幌市となる。この時の市域は現在の中央区、北区、東区、白石区、豊平区の各一部。

昭和
- 1941年（昭和16年）4月1日：円山町（現在の中央区の一部（西20丁目以西、旭ヶ丘など）、南区の一部（川沿、南沢、藻岩下など））編入。
- 1950年（昭和25年）
  - 4月1日：札幌村の一部編入[88]。
  - 6月1日：白石村（既に札幌市だった菊水地区の一部を除く現在の白石区の一部、厚別区の全体）編入。
- 1951年（昭和26年）4月1日：広島村の一部編入[89]。
- 1955年（昭和30年）3月1日：琴似町（現在の中央区の一部（宮の森、盤渓）、北区の一部（新琴似、新川、屯田、北25条以北）、西区の一部（旧手稲町の平和、西町、宮の沢を除く地域）、手稲区の一部（新発寒））、札幌村（東区の大部分）、篠路村（現在の北区の一部（篠路））編入。
- 1961年（昭和36年）5月1日：豊平町（既に札幌市だった豊平、旭町、水車町を除く現在の豊平区の一部、清田区と南区の大部分）編入。
- 1967年（昭和42年）3月1日：手稲町（現在の西区の一部（平和、西町、宮の沢）、旧琴似町だった新発寒を除く手稲区の一部）編入。
- 1972年（昭和47年）4月1日：政令指定都市に移行し、中央区、北区、東区、白石区、豊平区、南区、西区の7区による行政区制施行。
- 1973年（昭和48年）12月：小樽市の一部編入[90]。

平成
- 1989年（平成元年）11月6日：西区から手稲区、白石区から厚別区が分区し、9区となる。
- 1997年（平成9年）11月4日：豊平区から清田区が分区し、10区となる。

## 政治

### 市政
札幌市は市長の補助機関として副市長（旧称・助役）が置かれ、市長が議会の同意を得て選任する。任期は市長と同じ4年。2018年（平成30年）現在で3人が選任されている。政令指定都市移行後に区制を施行し、現在は10区に分かれている。各区長は市長の事務を補助執行し法令などにより委任された事務を自らの権限と責任で執り行う。また、事務の目的や性質などに合わせて室・局を設け、局には部・所・室などを設けており、さらに課・係などに分かれている。職員数は約14,000人。
医療に関しては、イタリアのバザリア法制定など、世界で精神科病棟の廃止・隔離拘禁の違法化が進む中、札幌市の精神科病床数は全国の市町村で最も多く、7200床がある。人口1万人当たりの精神科病床数は、世界平均が1.5床に対し、札幌市は38床で、札幌市は世界一精神病患者の社会的入院が広がった都市である。

#### 市長
歴代首長
| 代           | 名前         | 就任年月               | 退任年月               |
| 区長（官選） | 区長（官選） | 区長（官選）           | 区長（官選）           |
| ------------ | ------------ | ---------------------- | ---------------------- |
| 初代         | 対馬嘉三郎   | 1899年（明治32年）12月 | 1902年（明治35年）5月  |
| 2代          | 加藤寛六郎   | 1902年（明治35年）6月  | 1906年（明治39年）6月  |
| 3代          | 青木定謙     | 1906年（明治39年）11月 | 1912年（大正元年）11月 |
| 4代          | 阿部宇之八   | 1913年（大正2年）8月   | 1919年（大正8年）8月   |
| 5代          | 佐藤友熊     | 1919年（大正8年）12月  | 1921年（大正10年）12月 |
| 市長（官選） |              |                        |                        |
| 初代         | 高岡直吉     | 1923年（大正12年）2月  | 1927年（昭和2年）12月  |
| 2代          | 橋本正治     | 1927年（昭和2年）12月  | 1937年（昭和12年）5月  |
| 3代          | 三沢寛一     | 1937年（昭和12年）7月  | 1945年（昭和20年）7月  |
| 4代          | 上原六郎     | 1945年（昭和20年）8月  | 1946年（昭和21年）11月 |
| 市長（公選） |              |                        |                        |
| 5代          | 高田富與     | 1947年（昭和22年）4月  | 1959年（昭和34年）4月  |
| 6代          | 原田與作     | 1959年（昭和34年）5月  | 1971年（昭和46年）5月  |
| 7代          | 板垣武四     | 1971年（昭和46年）5月  | 1991年（平成3年）5月   |
| 8代          | 桂信雄       | 1991年（平成3年）5月   | 2003年（平成15年）5月  |
| 9代          | 上田文雄     | 2003年（平成15年）6月  | 2015年（平成27年）5月  |
| 10代         | 秋元克広     | 2015年（平成27年）5月  | 在任中                 |

#### 役所
- 札幌市役所
  - 中央区役所
  - 北区役所
    - 篠路出張所

  - 東区役所
  - 白石区役所
  - 豊平区役所
  - 南区役所
    - 定山渓出張所

  - 西区役所
  - 厚別区役所
  - 手稲区役所
  - 清田区役所

#### 行政機構
- 会計室
- 危機管理対策室
- 市長政策室
- 総務局
- 市民まちづくり局
- 財政局
- 保健福祉局
- 子ども未来局
- 環境局
- 経済局
- 観光文化局
- 建設局
- 都市局
- 交通局
- 水道局
- 病院局（市立札幌病院）
- 消防局
- 教育委員会
- 選挙管理員会事務局
- 人事委員会事務局
- 監査事務局
- 農業委員会事務局
- 議会事務局

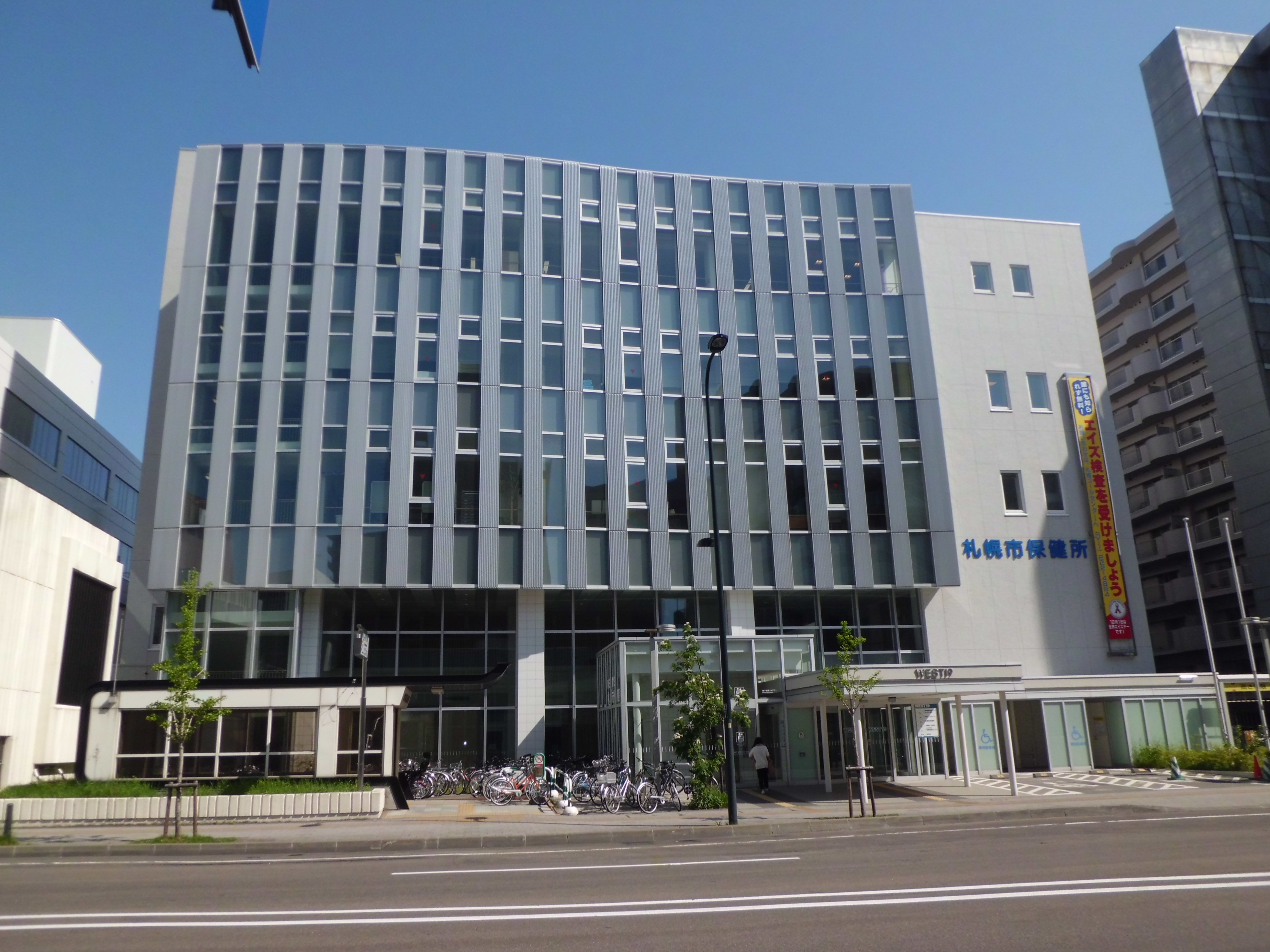
札幌市保健所（2013年6月）
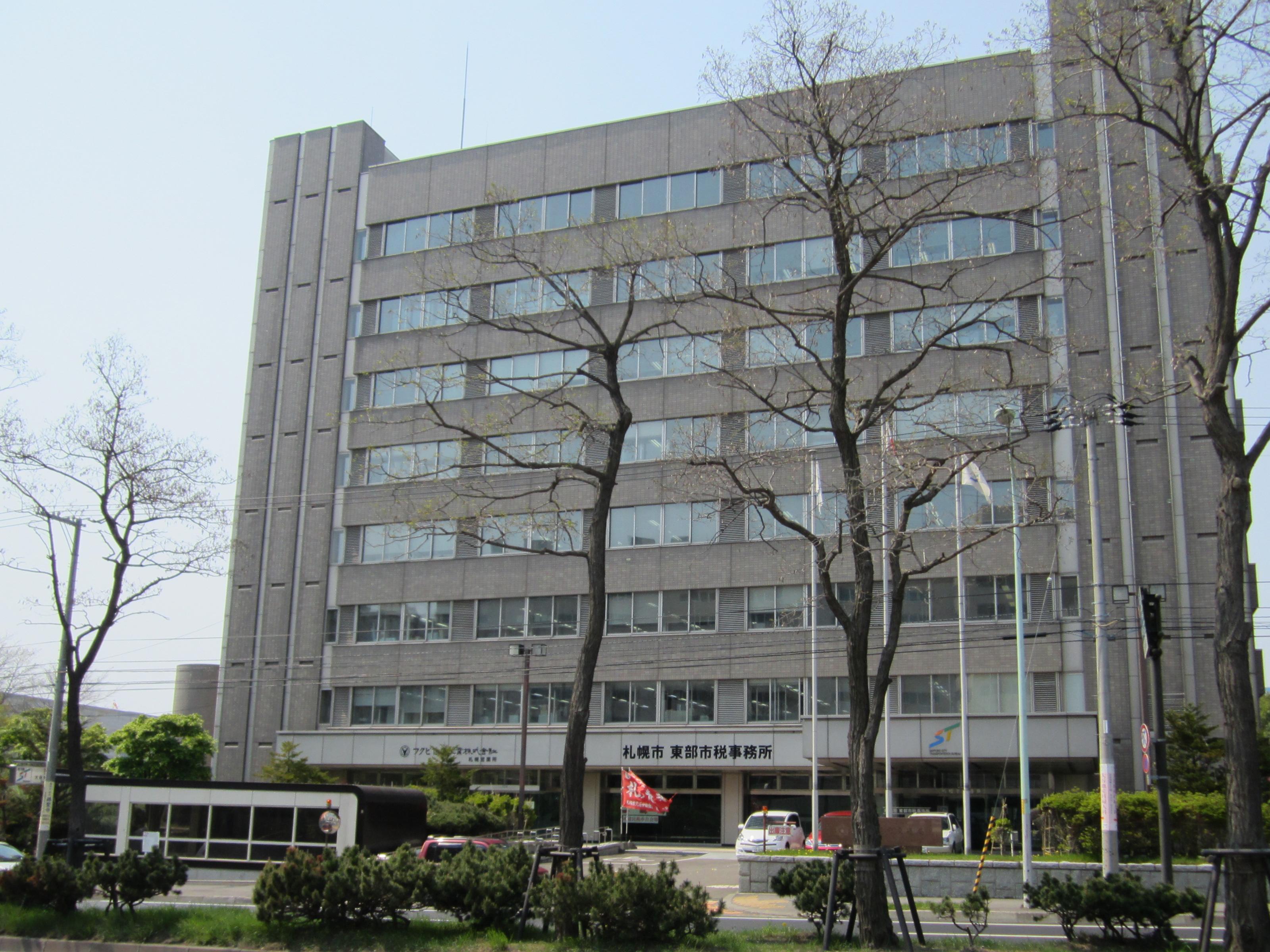
札幌市交通局（2012年5月）
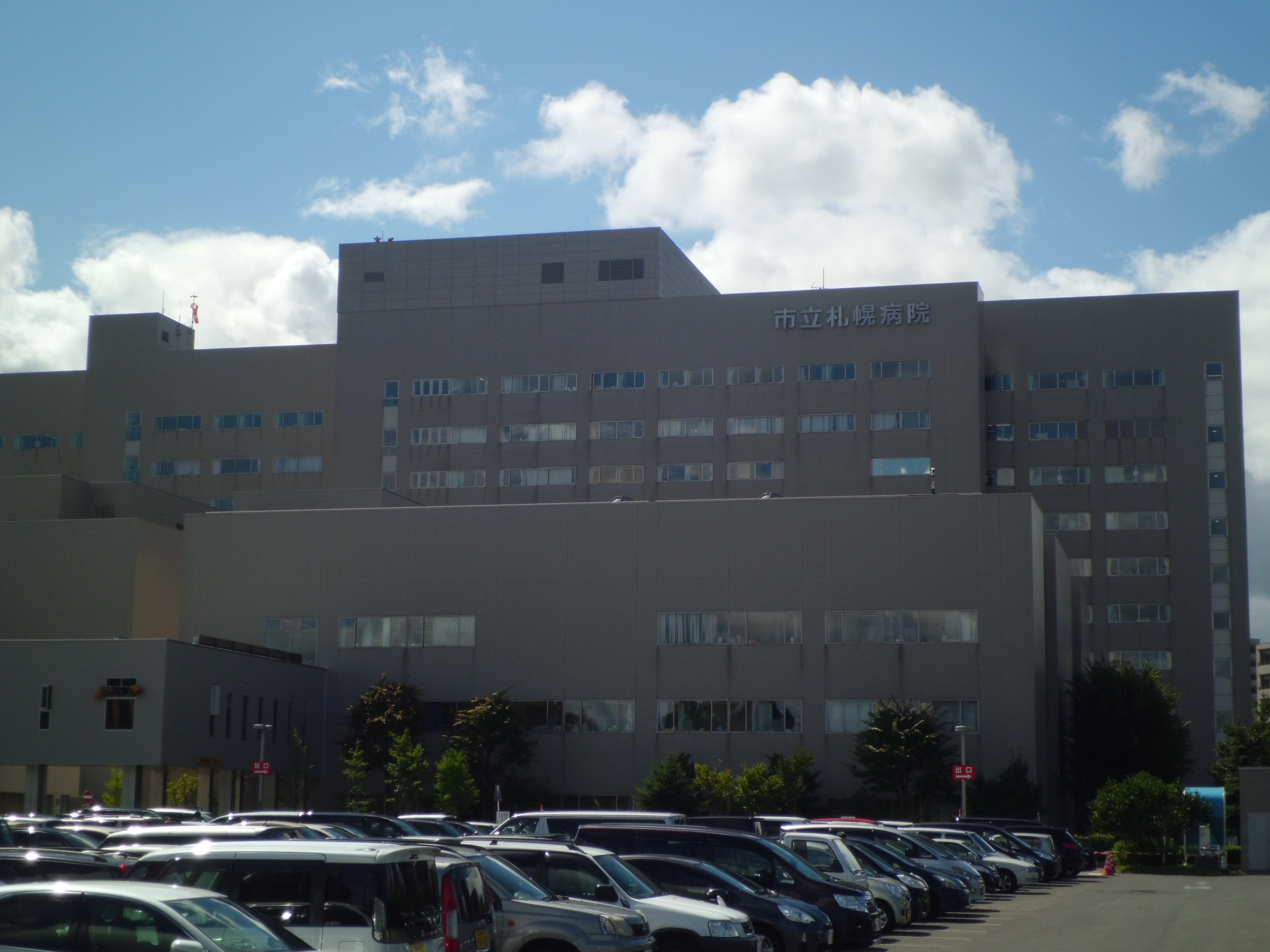
市立札幌病院（2014年9月）
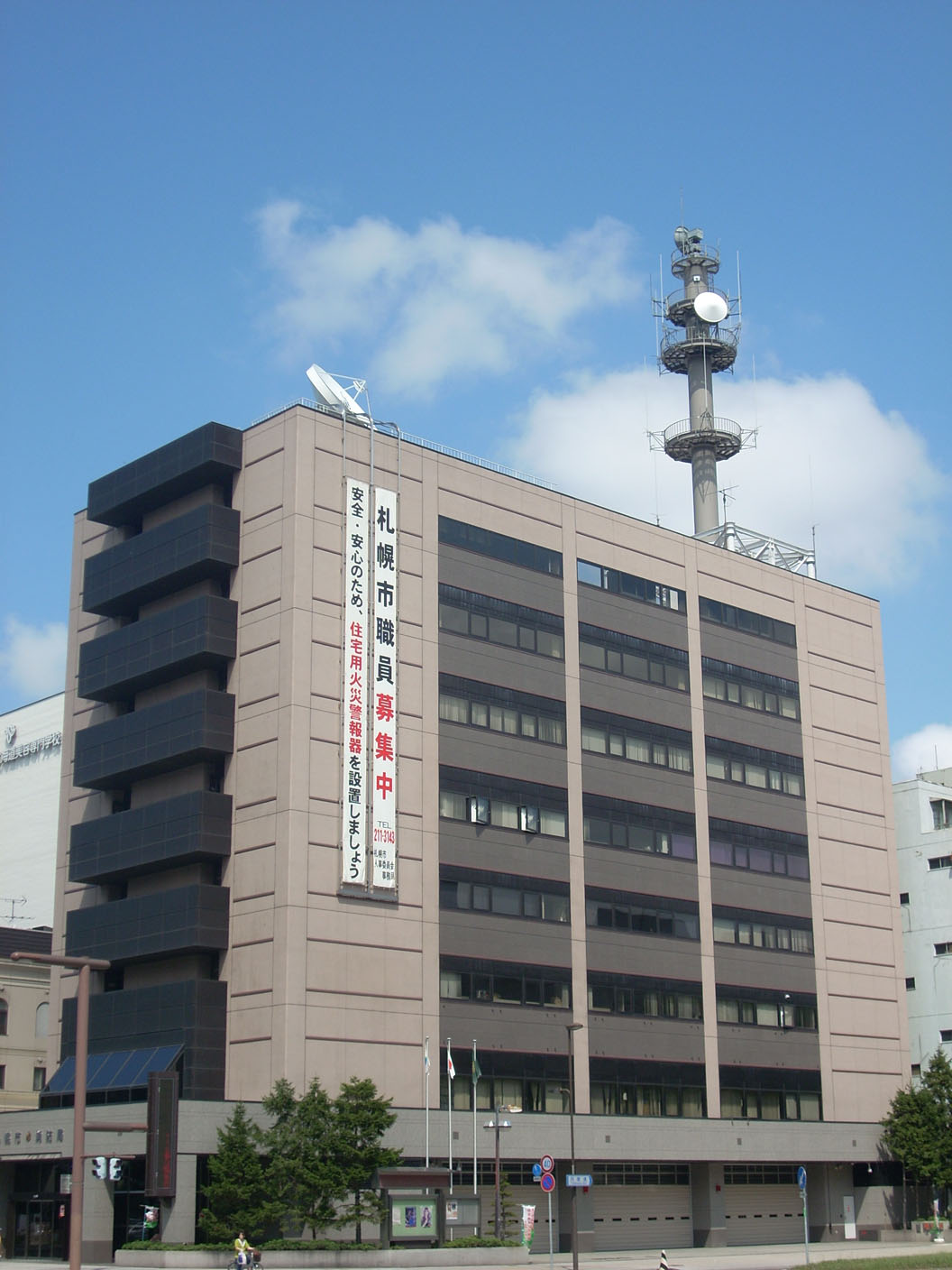
札幌市消防局・中央消防署（2009年8月）

#### 情報公開
札幌市では、1989年4月に『札幌市情報公開条例』を施行。2000年4月には全部改正後の札幌市情報公開条例を施行。2004年1月からインターネットによる公文書公開請求の受付を開始している。
| 年度 | 札幌市のランキング | 対象都市数 |
| ---- | ------------------ | ---------- |
| 1996 | 5                  | 12         |
| 1998 | 4                  | 8          |
| 1999 | 4                  | 8          |
| 2000 | 1                  | 9          |
| 2001 | 1                  | 10         |
| 2002 | 2                  | 10         |
| 2003 | 7                  | 12         |
| 2004 | 9                  | 13         |
| 2005 | 1                  | 13         |
| 2006 | 2                  | 14         |
| 2007 | 1                  | 15         |
| 2008 | 3                  | 17         |
| 2010 | 11                 | 19         |

#### 札幌市民憲章
札幌市民憲章は、1963年（昭和38年）11月3日に市民の総意として制定された。

### 道政機関
- 北海道庁
- 北海道議会
- 北海道公安委員会
- 北海道警察
  - 札幌市警察部
  - 札幌運転免許試験場
  - 中央優良運転者免許更新センター
  - 厚別優良運転者免許更新センター
- 石狩振興局
  - 北海道教育庁石狩教育局
  - 北海道選挙管理委員会事務局石狩支所
- 北海道教育委員会
- 北海道札幌道税事務所
- 北海道立女性相談援助センター
- 北海道立心身障害者総合相談所
- 北海道中央児童相談所
- 北海道立特別支援教育センター
- 北海道立衛生研究所
- 北海道立精神保健福祉センター
- 北海道立子ども総合医療・療育センター（コドモックル）
- 北海道計量検定所
- 北海道立札幌高等技術専門学院
- 北海道石狩家畜保健衛生所
- 北海道連合海区漁業調整委員会
- 空知総合振興局札幌建設管理部
- 北海道立道民活動センター（かでる2・7）

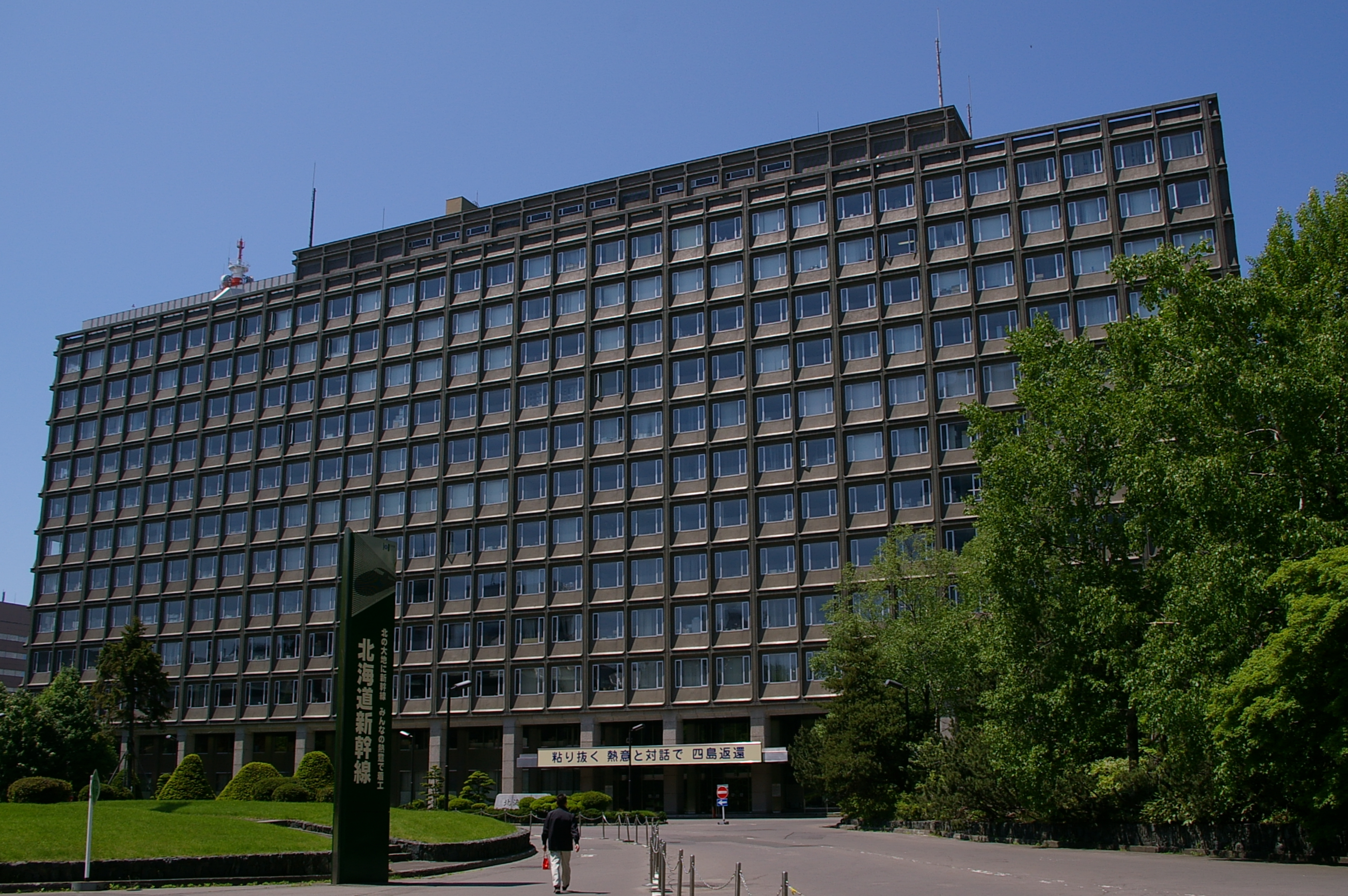
北海道庁本庁舎（2007年6月）

### 議会

#### 市議会
札幌市は1953年4月に全国に先駆けて市議会を公開した。市議会には、年4回定期的に開く定例会（通常3月、5月、9月、12月）と必要に応じて開く臨時会があり、その招集は市長が行う。2019年現在の定数は68人。
委員会
- 常任委員会
  - 総務委員会
  - 財政市民委員会
  - 文教委員会
  - 厚生委員会
  - 建設委員会
  - 経済委員会
- 議会運営委員会
- 特別委員会

会派構成
2019年7月5日時点の会派構成は以下の通り。
| 会派名                           | 議席数 | 当選時の公認・推薦党派                      |
| -------------------------------- | ------ | ------------------------------------------- |
| 札幌市議会自由民主党議員会       | 27     | 自民党公認27人                              |
| 札幌市議会民主市民連合議員会     | 20     | 立憲民主党公認19人、立憲民主党推薦無所属1人 |
| 札幌市議会公明党議員会           | 10     | 公明党公認10人                              |
| 日本共産党札幌市議会議員団       | 10     | 日本共産党公認10人                          |
| 札幌市議会市民ネットワーク北海道 | 1      | 市民ネットワーク北海道公認1人               |

#### 道議会
北海道議会議員（札幌市選出）
- 定数：28人
- 任期：2023年4月30日から2027年4月29日まで

| 選挙区     | 氏名       | 会派名                       |
| ---------- | ---------- | ---------------------------- |
| 中央区 (3) | 檜垣尚子   | 自民党・道民会議             |
| 中央区 (3) | 千葉真裕   | 自民党・道民会議             |
| 中央区 (3) | 田中勝一   | 民主・道民連合（立憲民主党） |
| 北区 (4)   | 山根理広   | 民主・道民連合（立憲民主党） |
| 北区 (4)   | 道見泰憲   | 自民党・道民会議             |
| 北区 (4)   | 中野渡志穂 | 北海道議会公明党議員団       |
| 北区 (4)   | 石川さわ子 | 北海道結志会                 |
| 東区 (4)   | 渡邊靖司   | 自民党・道民会議             |
| 東区 (4)   | 阿知良寛美 | 北海道議会公明党議員団       |
| 東区 (4)   | 渕上綾子   | 民主・道民連合（立憲民主党） |
| 東区 (4)   | 山崎真由美 | 維新・大地                   |
| 白石区 (3) | 伊藤条一   | 自民党・道民会議             |
| 白石区 (3) | 広田まゆみ | 民主・道民連合（立憲民主党） |
| 白石区 (3) | 森成之     | 北海道議会公明党議員団       |
| 厚別区 (2) | 花崎勝     | 自民党・道民会議             |
| 厚別区 (2) | 菅原和忠   | 民主・道民連合（立憲民主党） |
| 豊平区 (3) | 吉田祐樹   | 自民党・道民会議             |
| 豊平区 (3) | 松山丈史   | 民主・道民連合（立憲民主党） |
| 豊平区 (3) | 大越農子   | 自民党・道民会議             |
| 清田区 (2) | 梶谷大志   | 民主・道民連合（立憲民主党） |
| 清田区 (2) | 宮下准一   | 自民党・道民会議             |
| 南区 (2)   | 丸岩浩二   | 自民党・道民会議             |
| 南区 (2)   | 畠山みのり | 民主・道民連合（立憲民主党） |
| 西区 (3)   | 武田浩光   | 民主・道民連合（立憲民主党） |
| 西区 (3)   | 加藤貴弘   | 自民党・道民会議             |
| 西区 (3)   | 和田敬友   | 自民党・道民会議             |
| 手稲区 (2) | 武市尚子   | 自民党・道民会議             |
| 手稲区 (2) | 清水敬弘   | 民主・道民連合（立憲民主党） |

#### 衆議院
衆議院議員
- 任期 ： 2024年（令和6年）10月27日 - 2028年（令和10年）10月26日（「第50回衆議院議員総選挙」参照）

| 選挙区                                | 議員名   | 党派名     | 当選回数 | 備考     |
| ------------------------------------- | -------- | ---------- | -------- | -------- |
| 北海道第1区（中央区、南区、西区）     | 道下大樹 | 立憲民主党 | 3        | 選挙区   |
| 北海道第2区（北区、東区）             | 松木謙公 | 立憲民主党 | 7        | 選挙区   |
| 北海道第3区（白石区、豊平区、清田区） | 荒井優   | 立憲民主党 | 2        | 選挙区   |
| 北海道第4区（手稲区など）             | 大築紅葉 | 立憲民主党 | 2        | 選挙区   |
| 北海道第4区（手稲区など）             | 中村裕之 | 自由民主党 | 5        | 比例復活 |
| 北海道第5区（厚別区など）             | 池田真紀 | 立憲民主党 | 2        | 選挙区   |

## 国家機関
「行政機関所在地一覧」参照

### 官公庁
内閣官房
- アイヌ総合政策室北海道分室

人事院
- 事務総局北海道事務局

内閣府
- 地方創生推進事務局北海道地方連絡室
- 公正取引委員会事務総局北海道事務所
- 警察庁北海道警察情報通信部

総務省
- 北海道管区行政評価局
- 北海道総合通信局

法務省
- 札幌法務局
  - 南出張所
  - 北出張所
  - 西出張所
  - 白石出張所
- 札幌矯正管区
- 北海道地方更生保護委員会
  - 札幌保護観察所
- 法務総合研究所札幌支所
- 矯正研修所札幌支所
- 札幌刑務所
  - 札幌刑務支所
  - 札幌拘置支所
- 札幌少年鑑別所
- 検察庁札幌高等検察庁
  - 札幌地方検察庁
    - 札幌区検察庁
- 公安調査庁北海道公安調査局
- 出入国在留管理庁札幌出入国在留管理局

財務省
- 北海道財務局
- 函館税関札幌税関支署
- 財務総合政策研究所北海道研修支所
- 国税庁札幌国税局
  - 札幌中税務署
  - 札幌北税務署
  - 札幌南税務署
  - 札幌西税務署
  - 札幌東税務署
- 国税庁国税不服審判所札幌国税不服審判所
- 国税庁税務大学校札幌研修所
- 国税庁長官官房総務課監督評価官室札幌派遣監督評価官室
- 国税庁長官官房国税庁監察官札幌派遣国税庁監察官

厚生労働省
- 北海道厚生局
- 北海道労働局
  - 札幌中央労働基準監督署
  - 札幌東労働基準監督署
  - 札幌公共職業安定所（ハローワーク札幌）
    - マザーズハローワーク札幌・札幌わかものハローワーク・ハローワークプラザ札幌・札幌新卒応援ハローワーク

  - 札幌東公共職業安定所（ハローワーク札幌東）
  - 札幌北公共職業安定所（ハローワーク札幌北）
    - ハローワークプラザ北24

農林水産省
- 北海道農政事務所
- 横浜植物防疫所札幌支所
- 林野庁北海道森林管理局
  - 石狩森林管理署・石狩地域森林ふれあい推進センター
    - 定山渓・小樽内森林事務所
    - 簾舞森林事務所
- 水産庁北海道漁業調整事務所

経済産業省
- 北海道経済産業局
- 北海道産業保安監督部

国土交通省
- 北海道開発局
  - 札幌開発建設部
    - 札幌河川事務所
    - 豊平川ダム統合管理事務所
    - 札幌道路事務所
    - 国営滝野すずらん丘陵公園事務所
- 北海道運輸局
  - 札幌運輸支局
- 東京航空局
  - 丘珠空港事務所
  - 新千歳空港事務所札幌分室
- 国土地理院北海道地方測量部
- 気象庁札幌管区気象台

環境省
- 北海道地方環境事務所

防衛省
- 北海道防衛局
- 陸上自衛隊北部方面隊
  - 北部方面総監部
  - 第11旅団司令部
  - 札幌駐屯地
  - 真駒内駐屯地
  - 丘珠駐屯地（札幌飛行場）
  - 苗穂分屯地
  - 北海道補給処
    - 苗穂支処
- 自衛隊札幌病院
- 自衛隊札幌地方協力本部
  - 北部地区隊
    - 大通募集案内所

  - 南部地区隊
    - 月寒募集案内所
    - 白石募集案内所

  - 札幌地域援護センター
    - 札幌常駐組
    - 真駒内常駐組
    - 丘珠常駐組

札幌刑務所（2012年4月）
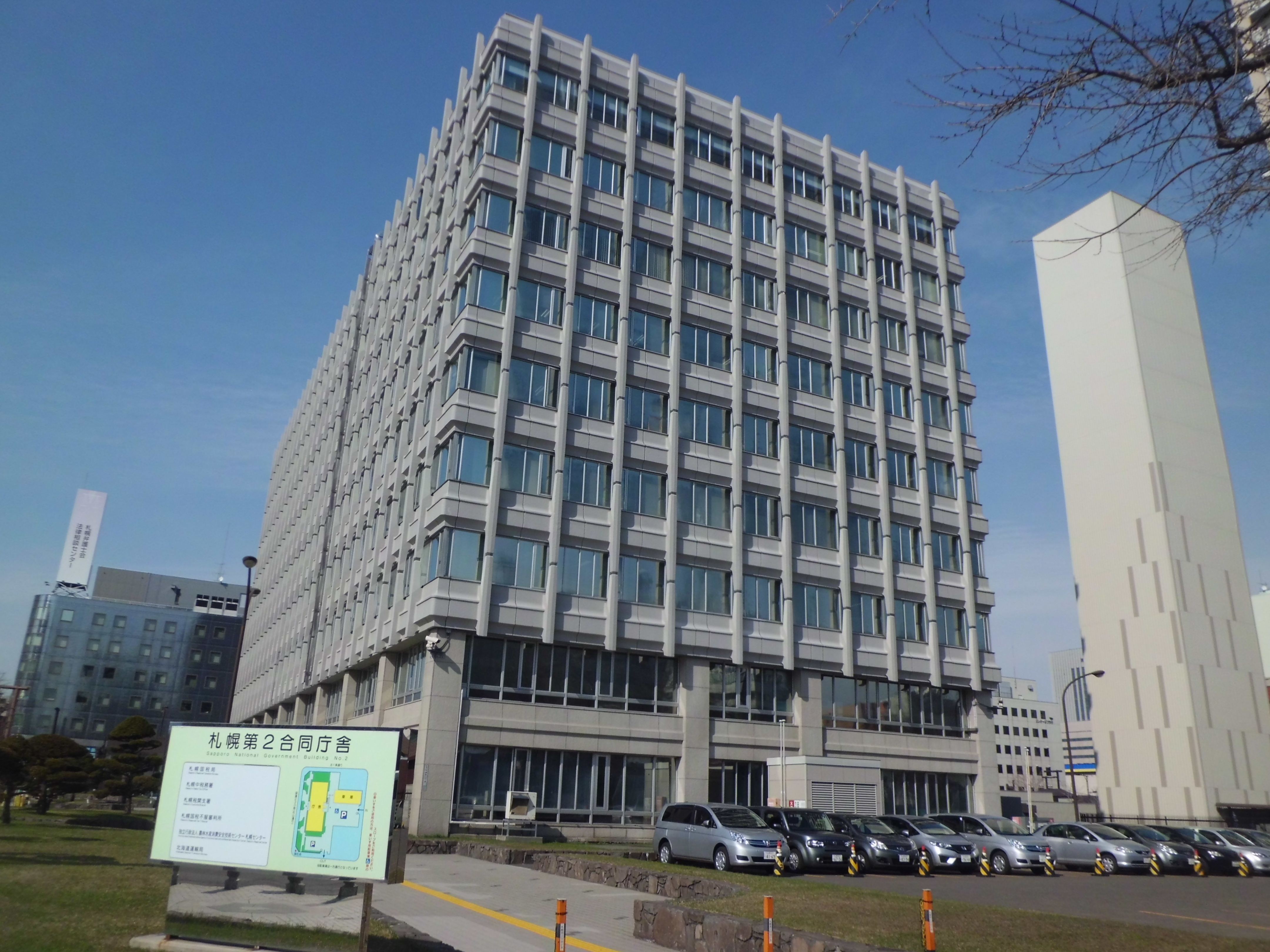
札幌第2合同庁舎（2015年4月）
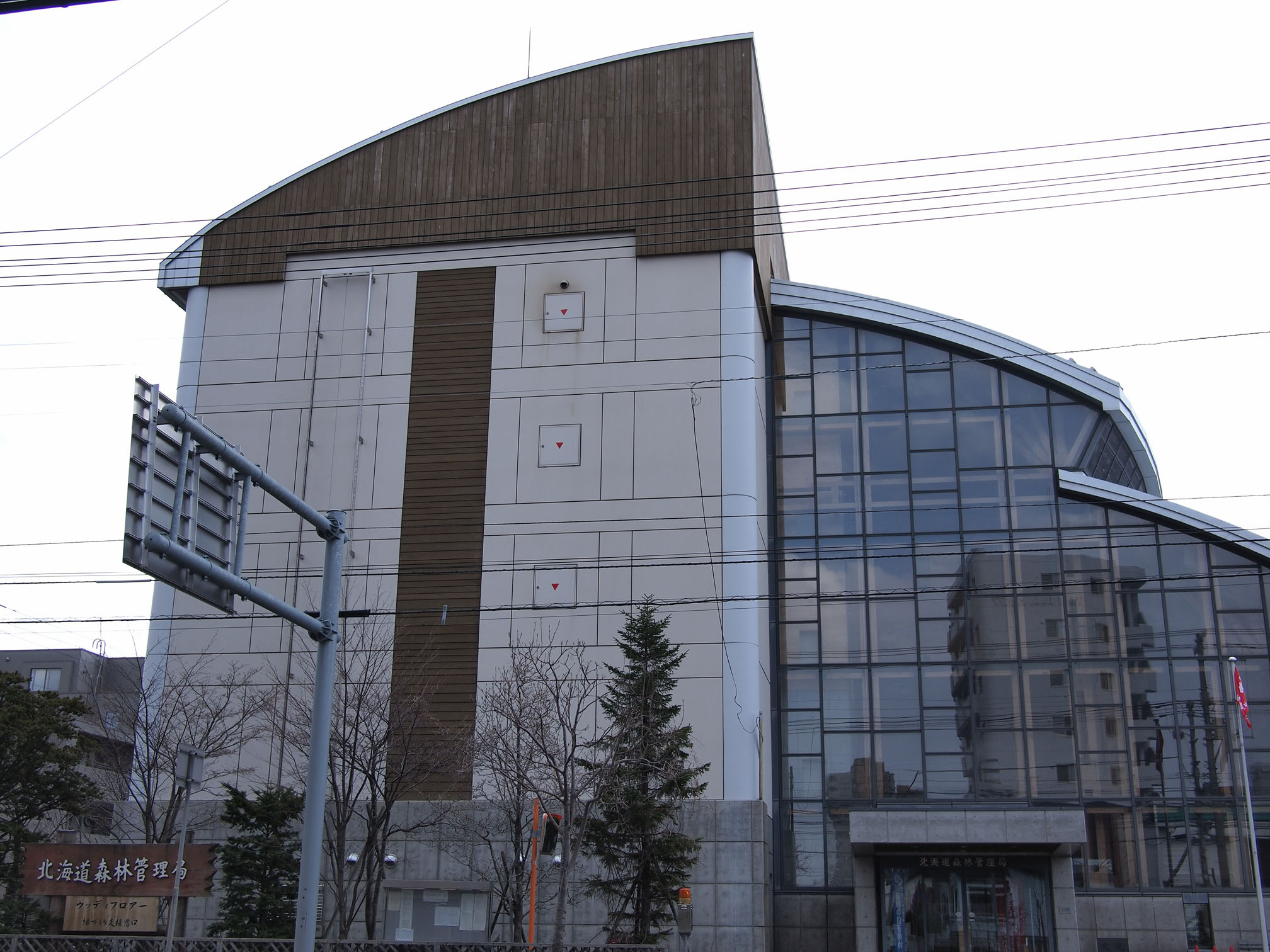
北海道森林管理局（2010年4月）
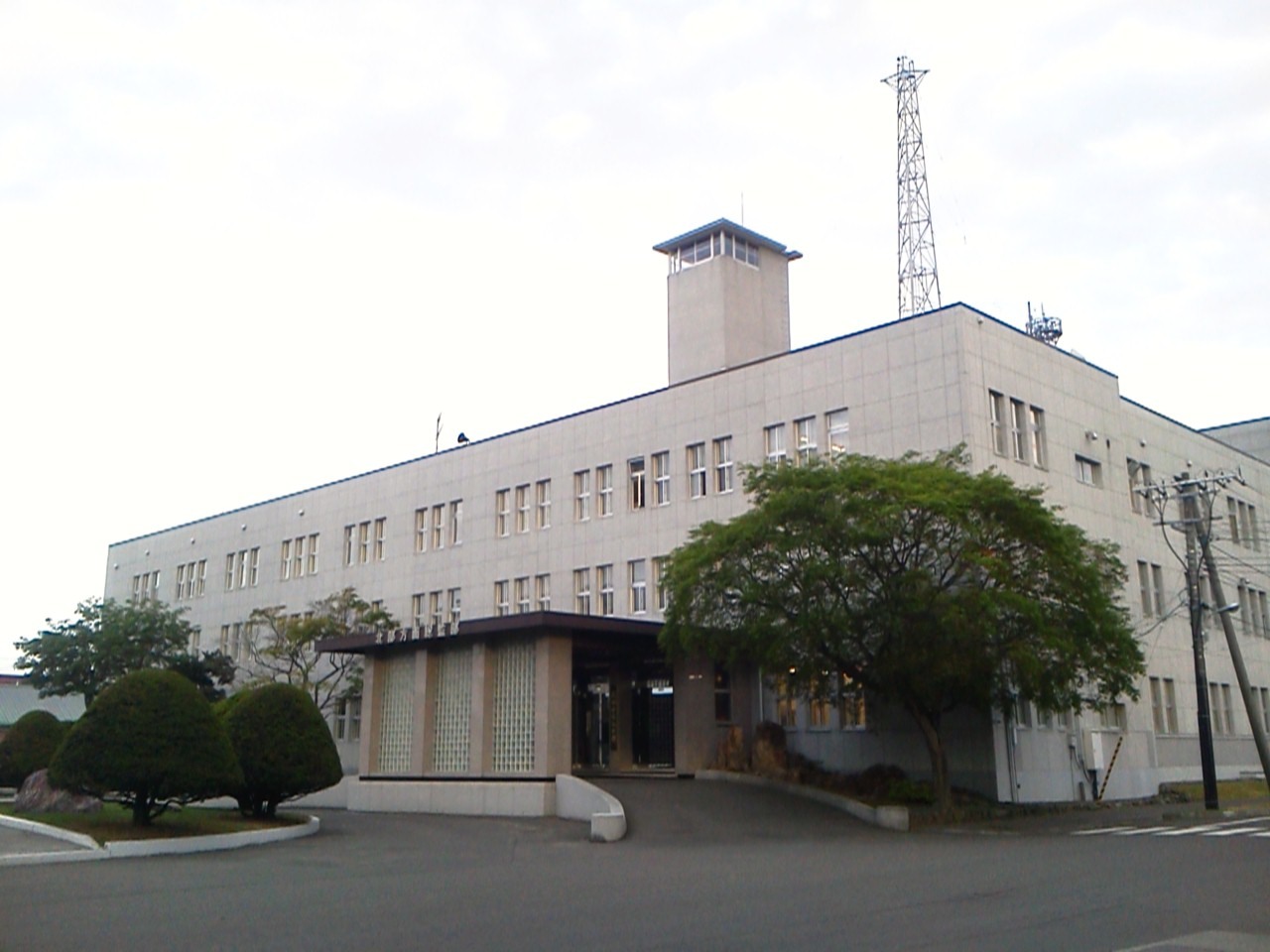
北部方面総監部（2012年7月）
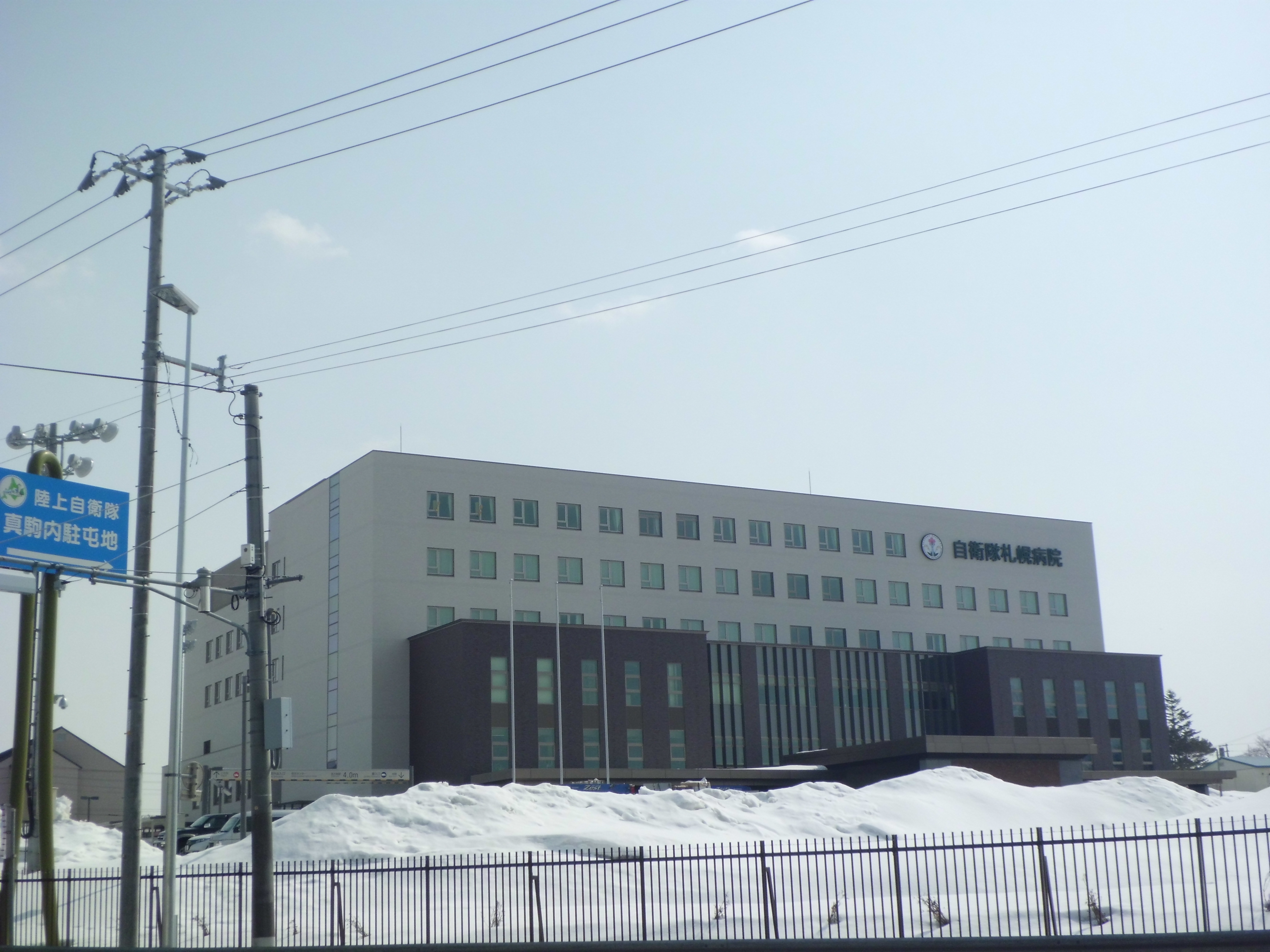
自衛隊札幌病院（2015年3月）

### 裁判所
- 札幌高等裁判所
- 札幌地方裁判所
- 札幌家庭裁判所
- 札幌簡易裁判所
- 札幌検察審査会

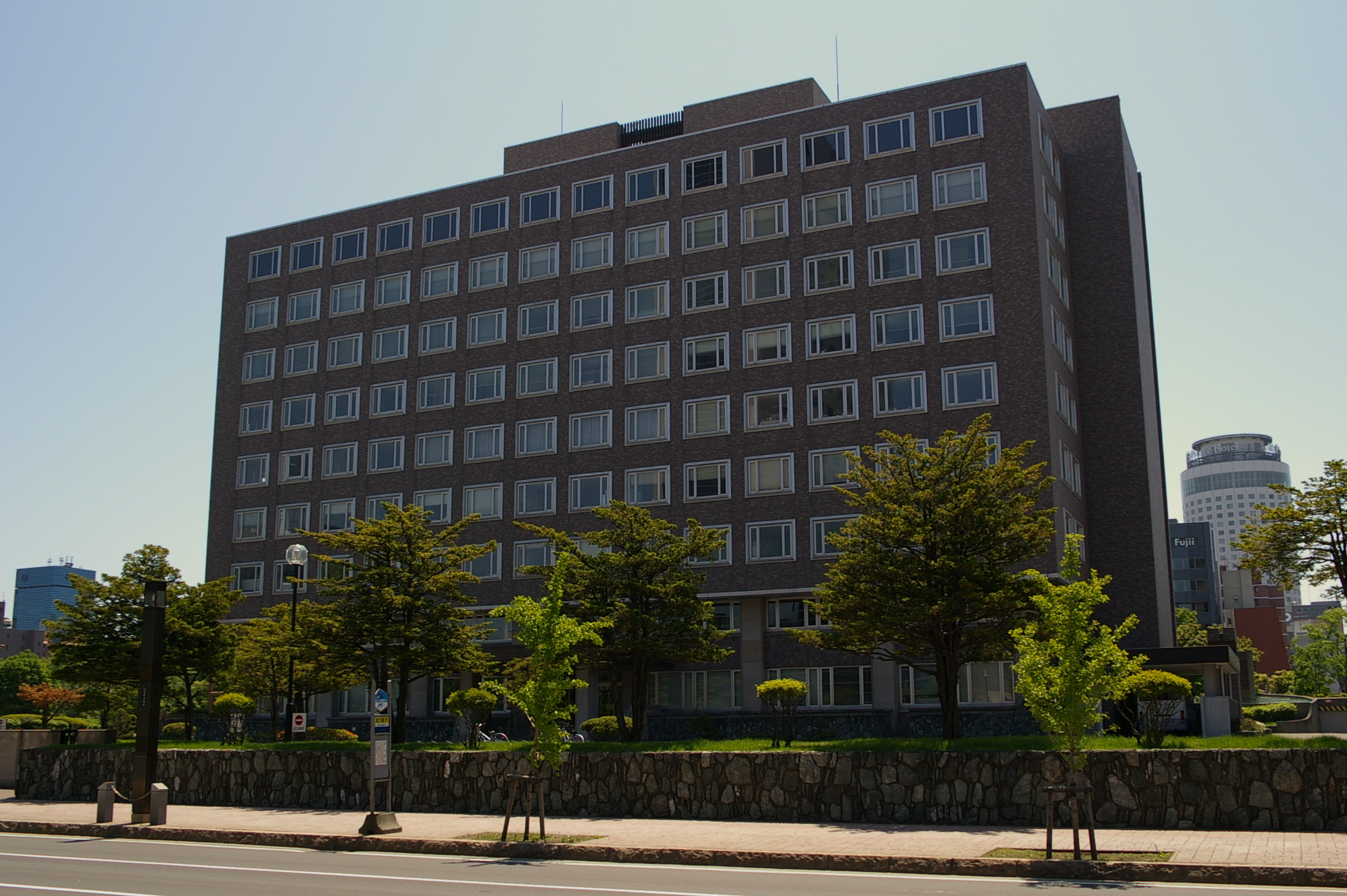
札幌高等・地方裁判所庁舎（2007年6月）
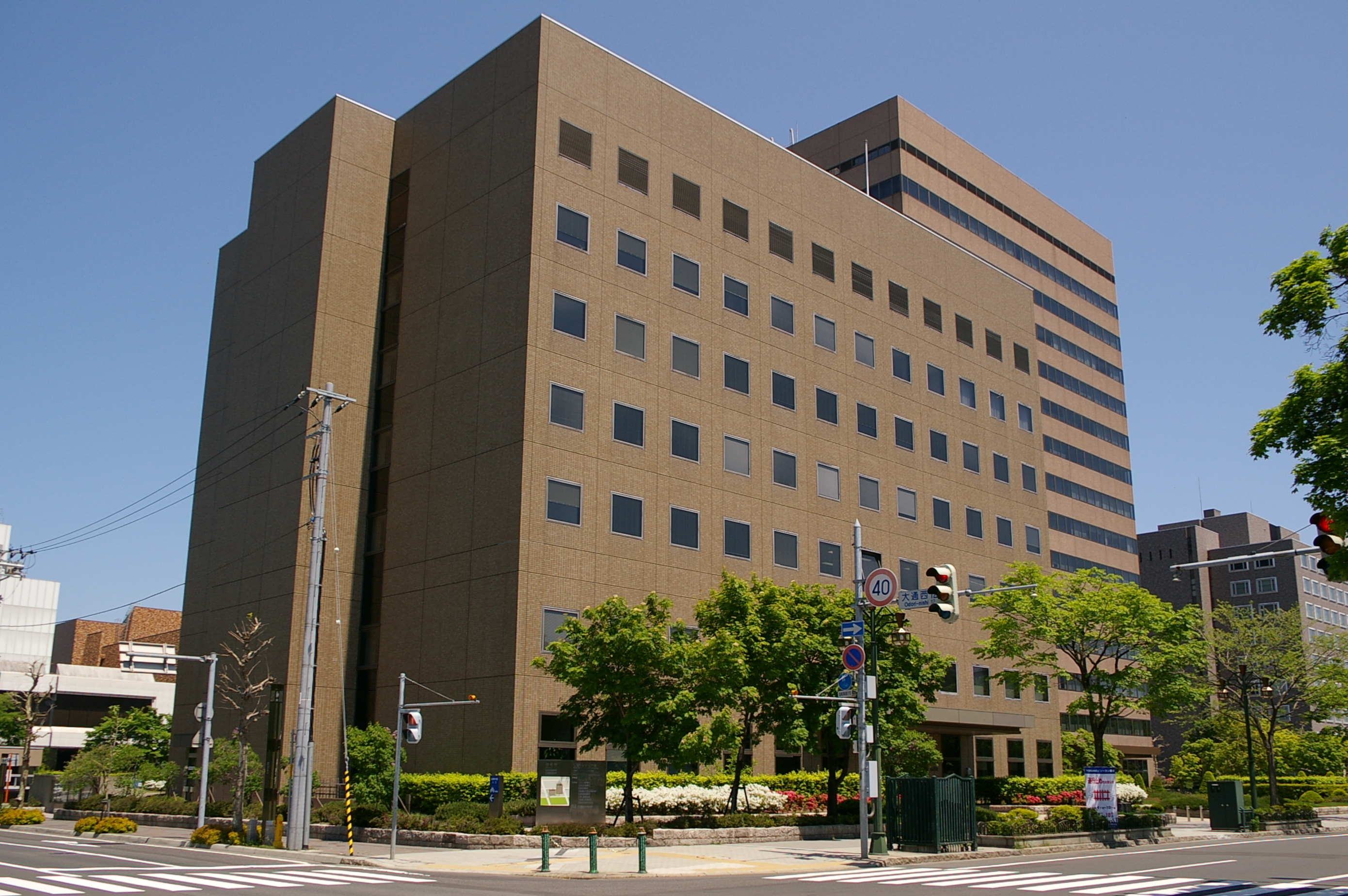
札幌第3合同庁舎司法棟（2007年6月）

### 独立行政法人・特殊法人など
「独立行政法人所在地一覧」「特殊法人等所在地一覧」（令和3年7月1日現在）参照
独立行政法人
- 北方領土問題対策協会札幌事務所
- 国際協力機構北海道国際センター（札幌）
- 日本学生支援機構北海道支部
- 勤労者退職金共済機構
  - 建設業退職金共済事業本部北海道支部
  - 清酒製造業退職金共済事業本部北海道支部
  - 林業退職金共済事業本部北海道支部
- 高齢・障害・求職者雇用支援機構
  - 北海道支部
  - 北海道職業能力開発促進センター（ポリテクセンター北海道）
  - 北海道障害者職業センター
- 労働者健康福祉機構北海道産業保健総合支援センター
- 国立病院機構
  - 北海道がんセンター
  - 北海道医療センター
- 地域医療機能推進機構
  - 北海道病院
    - 健康管理センター
    - 付属介護老人保健施設
    - 付属居宅介護支援センター

  - 札幌北辰病院
    - 健康管理センター
- 農林水産消費安全技術センター札幌センター
- 国立研究開発法人農業・食品産業技術総合研究機構
  - 北海道農業研究センター（札幌研究拠点）
  - 動物衛生研究部門北海道研究拠点
- 国立研究開発法人森林研究・整備機構
  - 森林総合研究所北海道支所
  - 森林整備センター東北北海道整備局北海道水源林整備事務所
- 国立研究開発法人水産研究・教育機構北海道区水産研究所
- 農畜産業振興機構札幌事務所
- 国立研究開発法人産業技術総合研究所北海道センター
  - 札幌大通サイト
- 製品評価技術基盤機構北海道支所
- 日本貿易振興機構北海道貿易情報センター
- 中小企業基盤整備機構北海道本部
- 国立研究開発法人土木研究所寒地土木研究所
- 自動車技術総合機構北海道検査部
- 鉄道建設・運輸施設整備支援機構鉄道建設本部北海道新幹線建設局
- 自動車事故対策機構札幌主管支所
- 都市再生機構東日本都市再生本部札幌都市再生事務所
- 住宅金融支援機構北海道支店

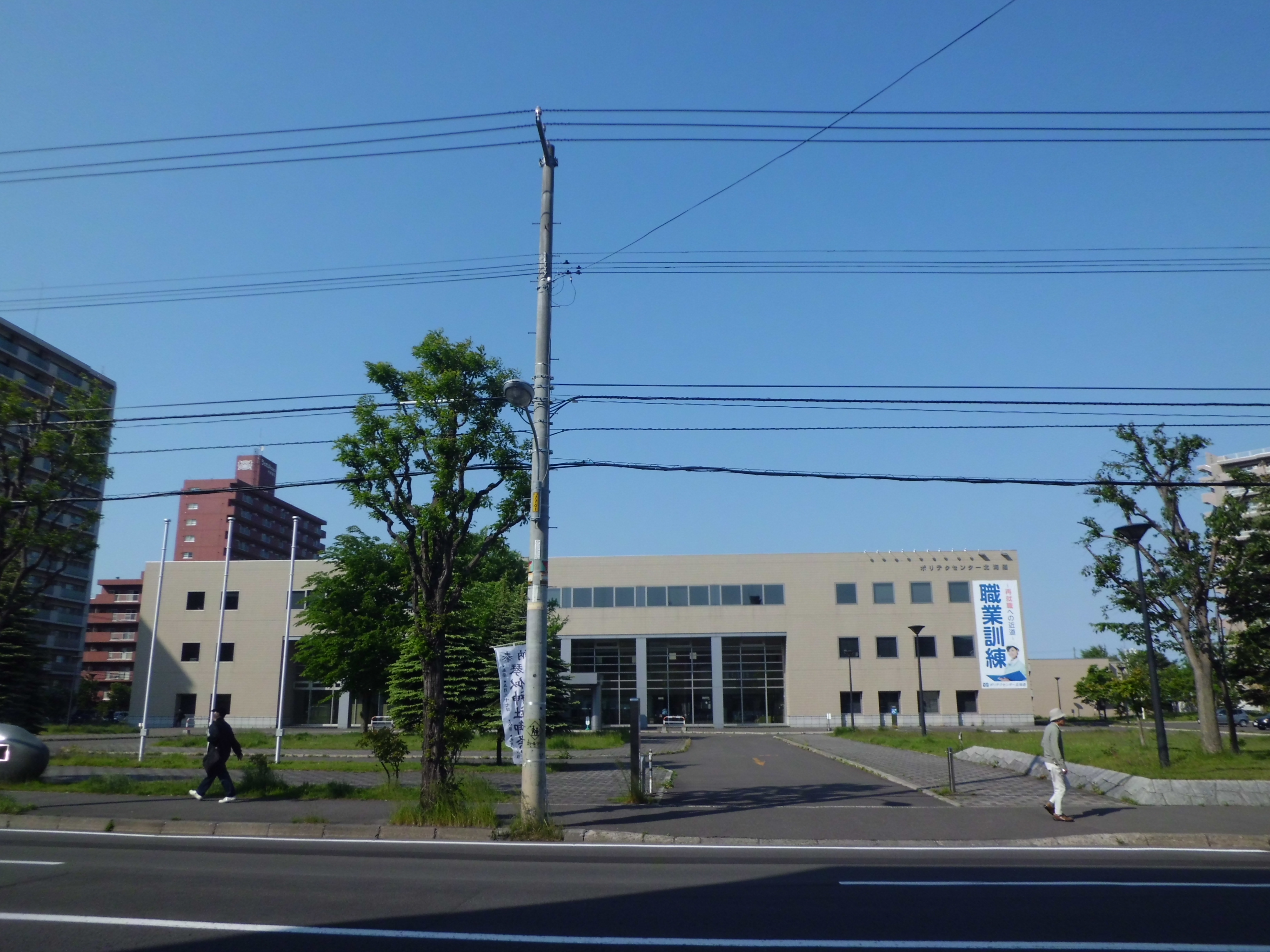
ポリテクセンター北海道（2015年5月）
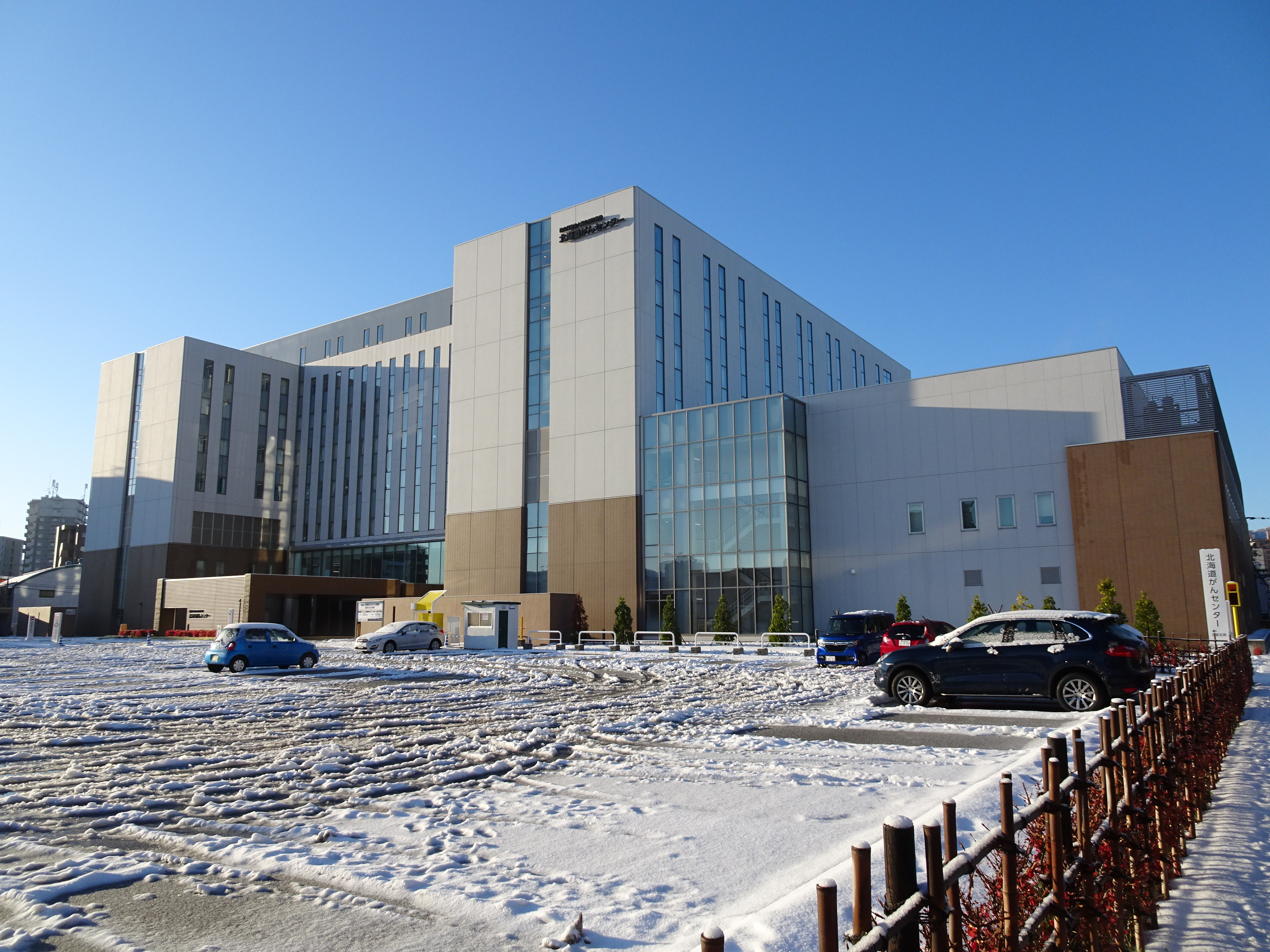
国立病院機構北海道がんセンター（2024年11月）
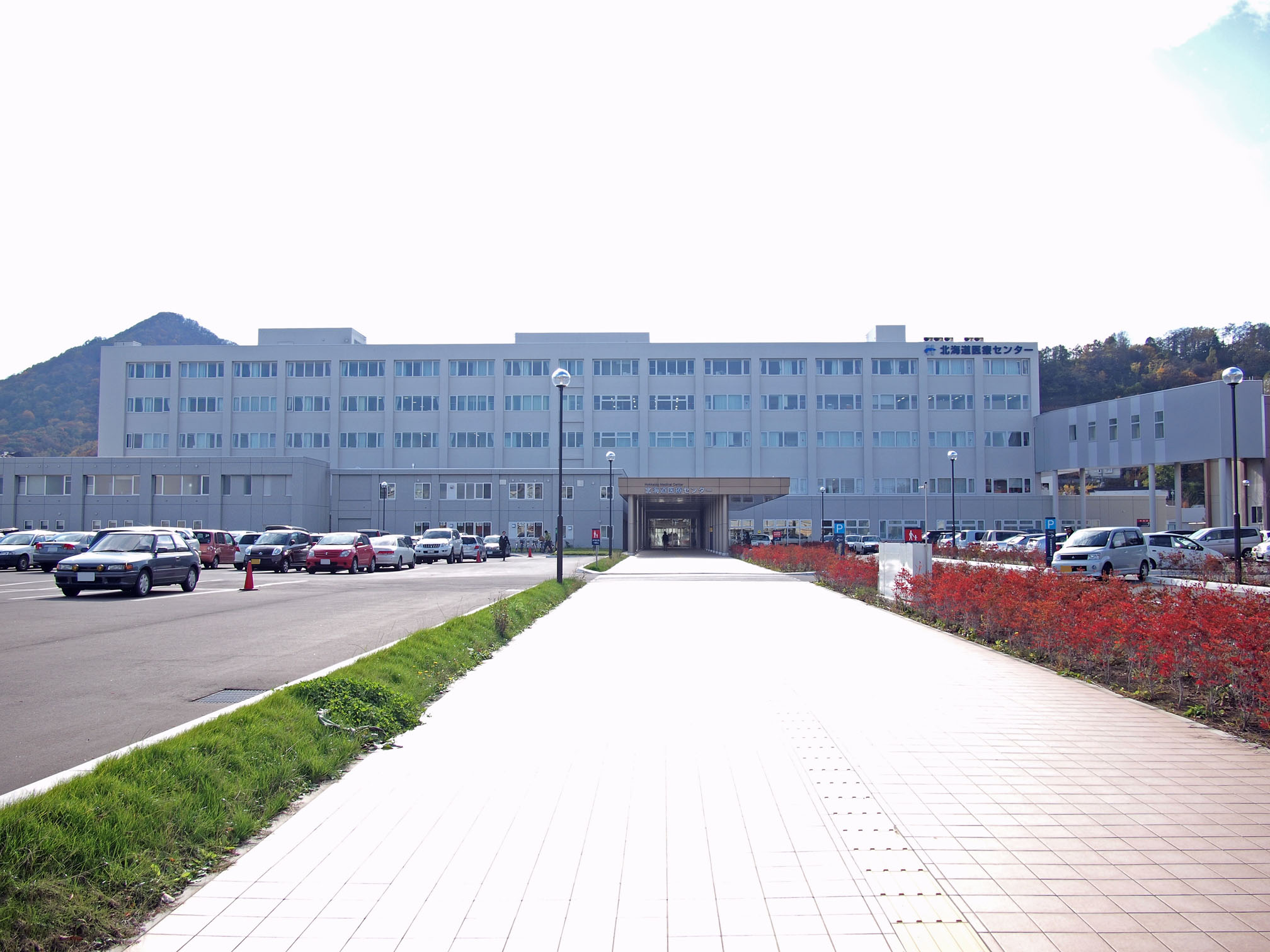
国立病院機構北海道医療センター（2011年10月）
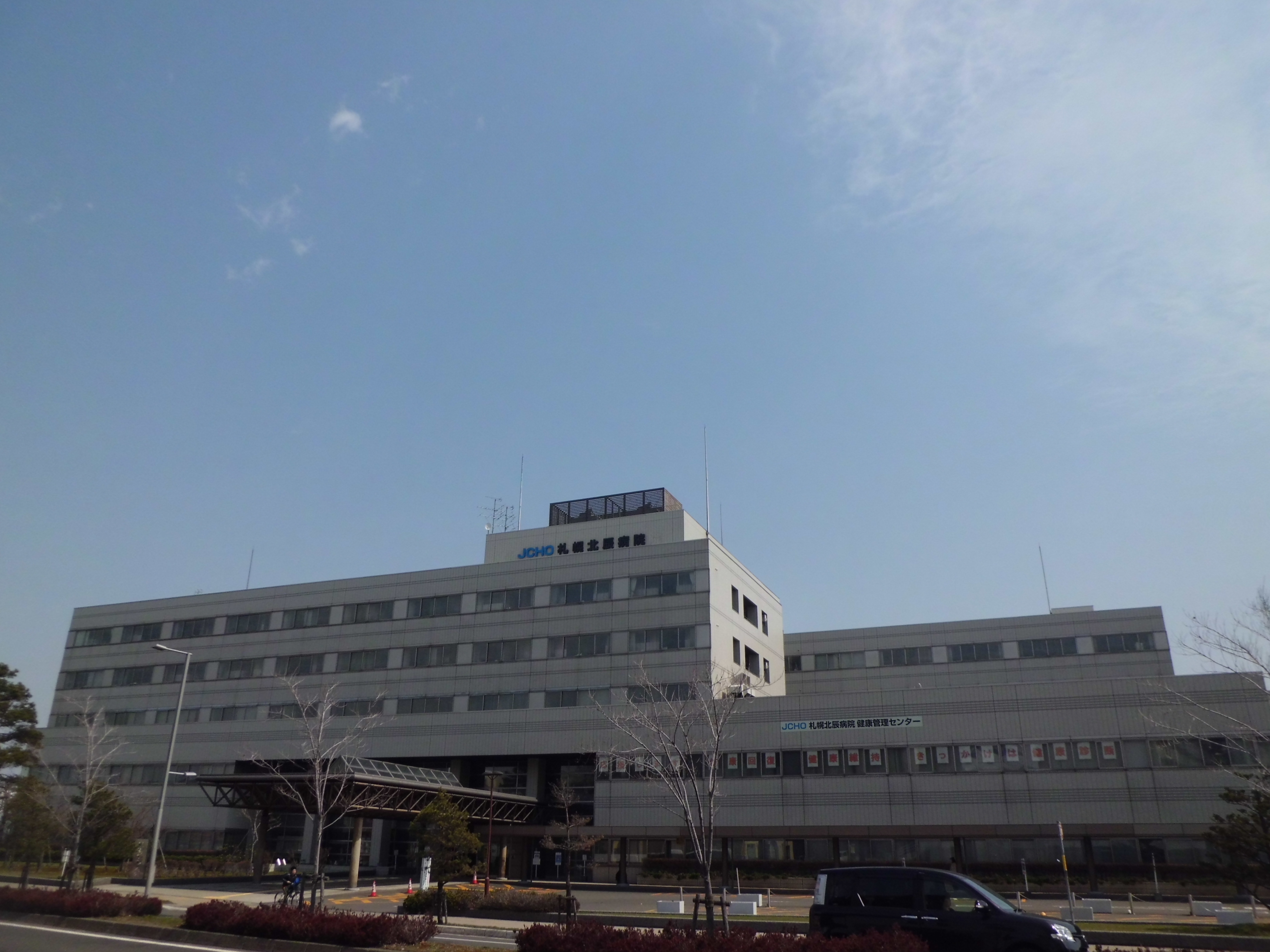
JCHO札幌北辰病院（2015年4月）

特殊法人など
- 東日本電信電話
  - 北海道事業部
    - 北海道支店

  - NTT東日本札幌病院
- 日本放送協会札幌拠点放送局
- 日本郵便北海道支社
- 日本司法支援センター札幌地方事務所（法テラス札幌）
- 日本たばこ産業北海道支社
- 日本政策金融公庫
  - 札幌支店
  - 札幌北支店
- 日本政策投資銀行北海道支店
- 日本銀行札幌支店
- 日本私立学校振興・共済事業団北海道会館「札幌ガーデンパレス」
- 放送大学学園放送大学北海道学習センター
- 日本年金機構
  - 札幌西年金事務所
  - 札幌東年金事務所
  - 街角の年金相談センター札幌駅前
  - 札幌北年金事務所
  - 街角の年金相談センター麻生
  - 新さっぽろ年金事務所
- 全国健康保険協会北海道支部
- 日本中央競馬会
  - 札幌競馬場
  - ウインズ札幌（A館・B館）
- 商工組合中央金庫札幌支店
- 北海道旅客鉄道
  - JR札幌病院
- 日本貨物鉄道北海道支社
  - 道央支店
- 東日本高速道路北海道支社
  - 札幌管理事務所
  - 札幌工事事務所

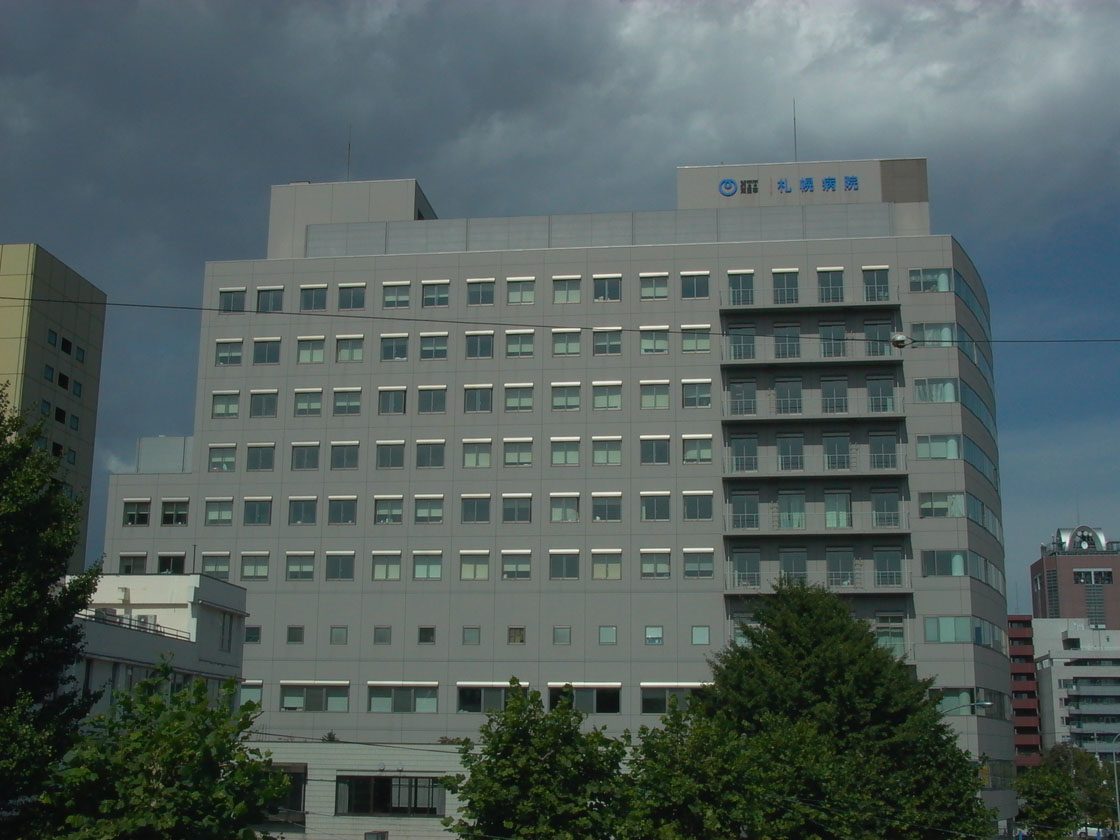
NTT東日本札幌病院（2009年9月）
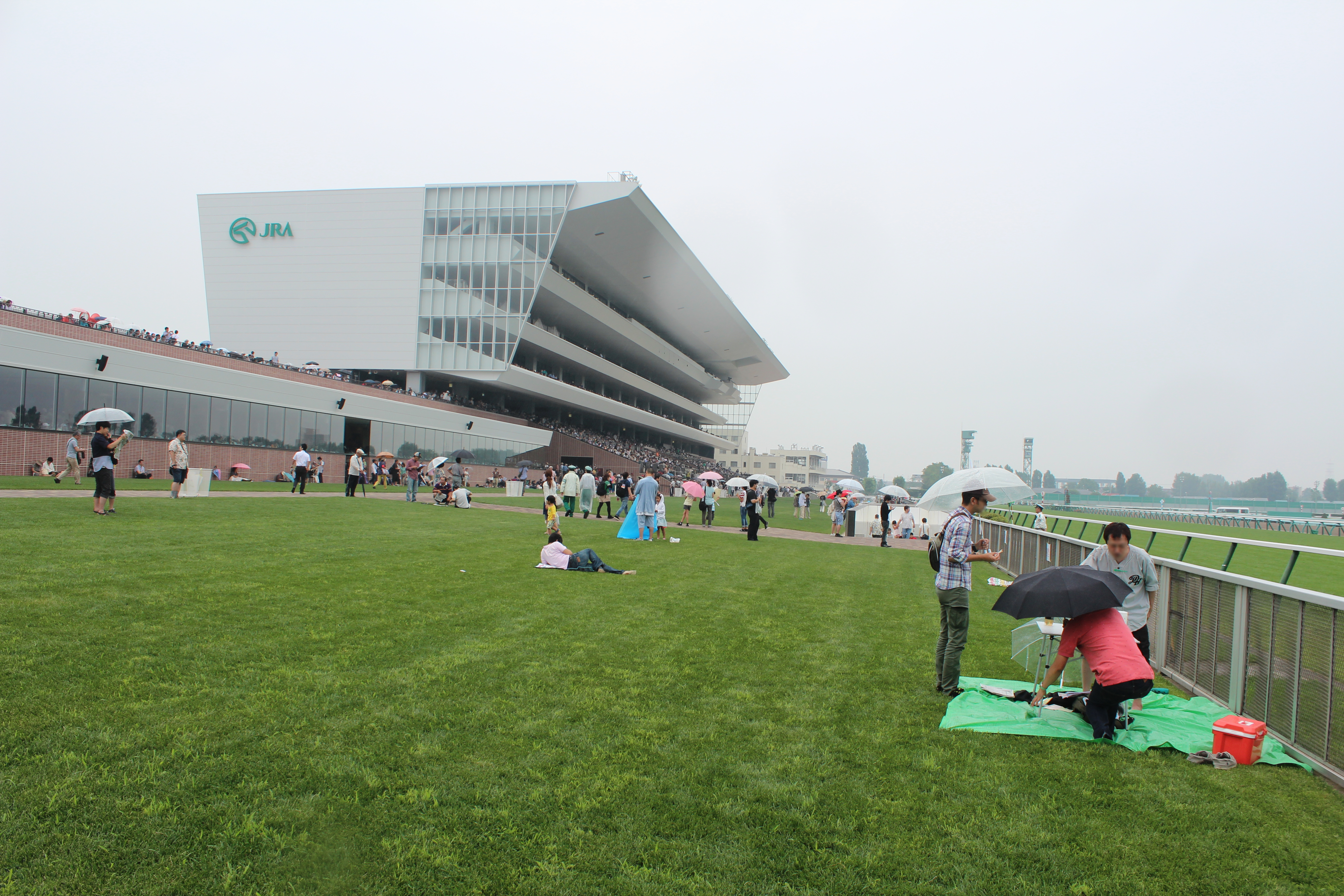
札幌競馬場スタンド（2014年7月）
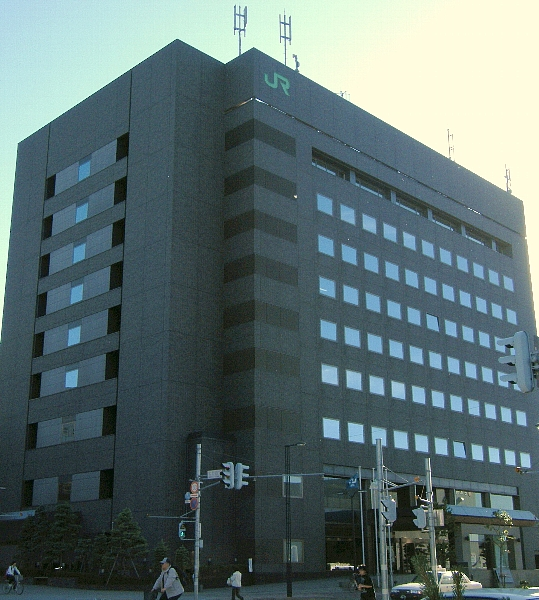
北海道旅客鉄道本社（2008年6月）
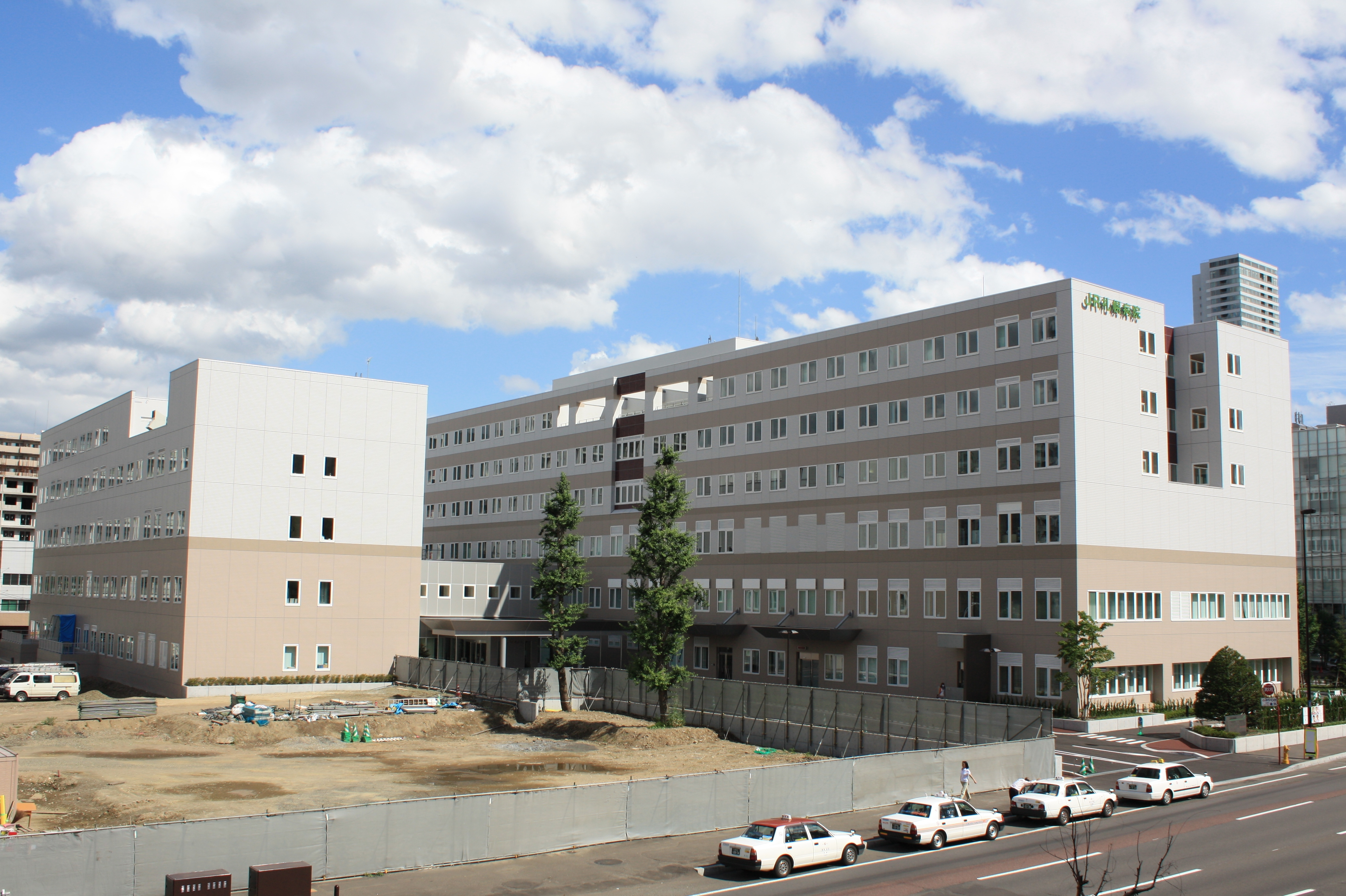
JR札幌病院（2009年8月）

## 施設

### 公文書館・図書館
公文書館
- 北海道立文書館（北海道庁旧本庁舎内）
- 札幌市公文書館

図書館
- 札幌市図書館[101]

### 美術館・博物館
- 北海道立近代美術館
- 北海道立三岸好太郎美術館
- 北海道立アイヌ総合センター
- 札幌市資料館
- 500m美術館
- 北海道立文学館
- 札幌市埋蔵文化財センター
- 札幌市水道記念館
- 札幌オリンピックミュージアム
- 本郷新記念札幌彫刻美術館
- 北海道大学総合博物館
- サッポロビール博物館
- 札幌村郷土記念館
- 札幌市交通資料館
- エドウィン・ダン記念館
- 札幌市アイヌ文化交流センター
- 札幌芸術の森美術館
- 札幌市手稲記念館
- 北海道博物館
- 北海道開拓の村

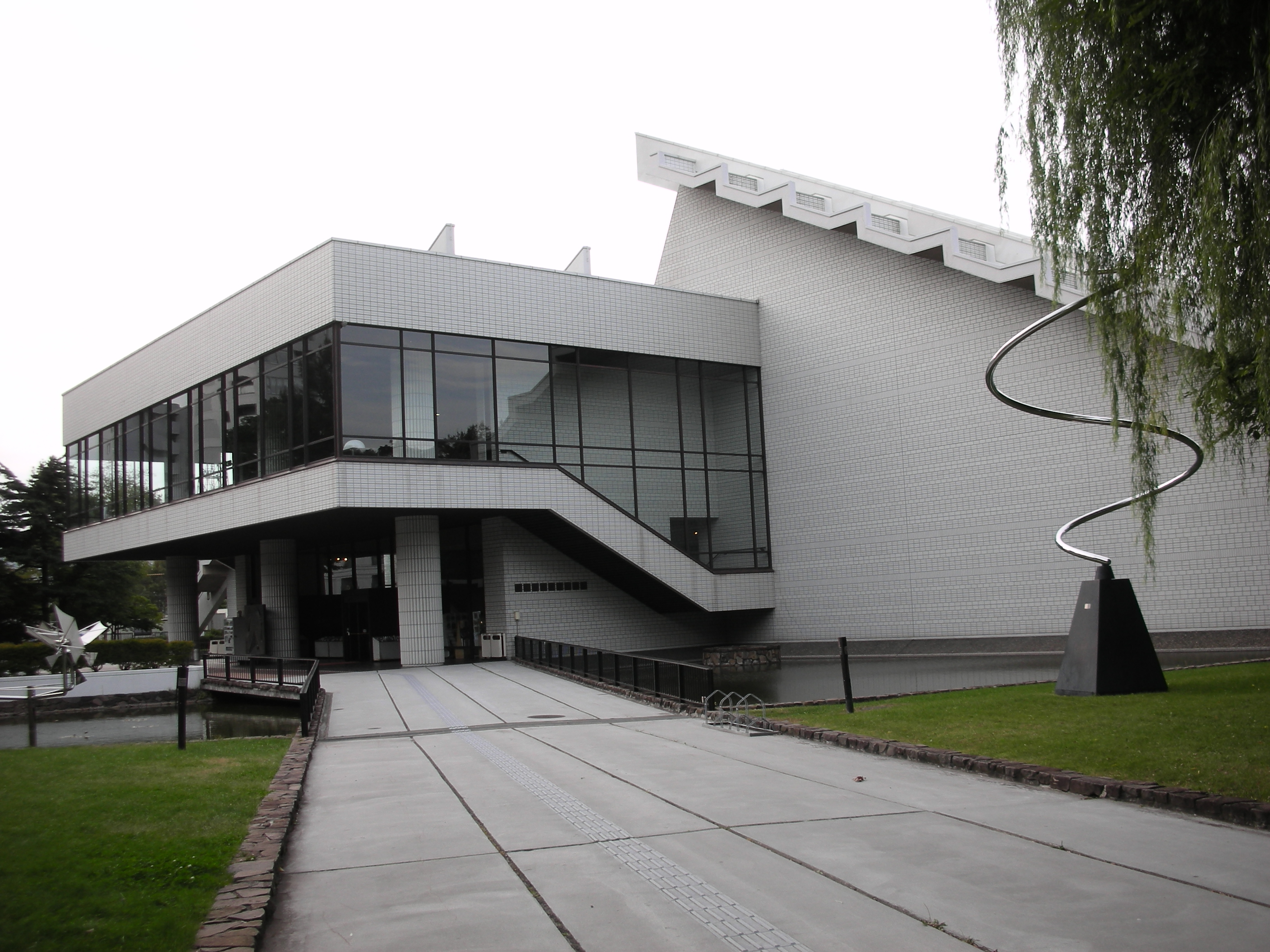
北海道立近代美術館（2010年9月）
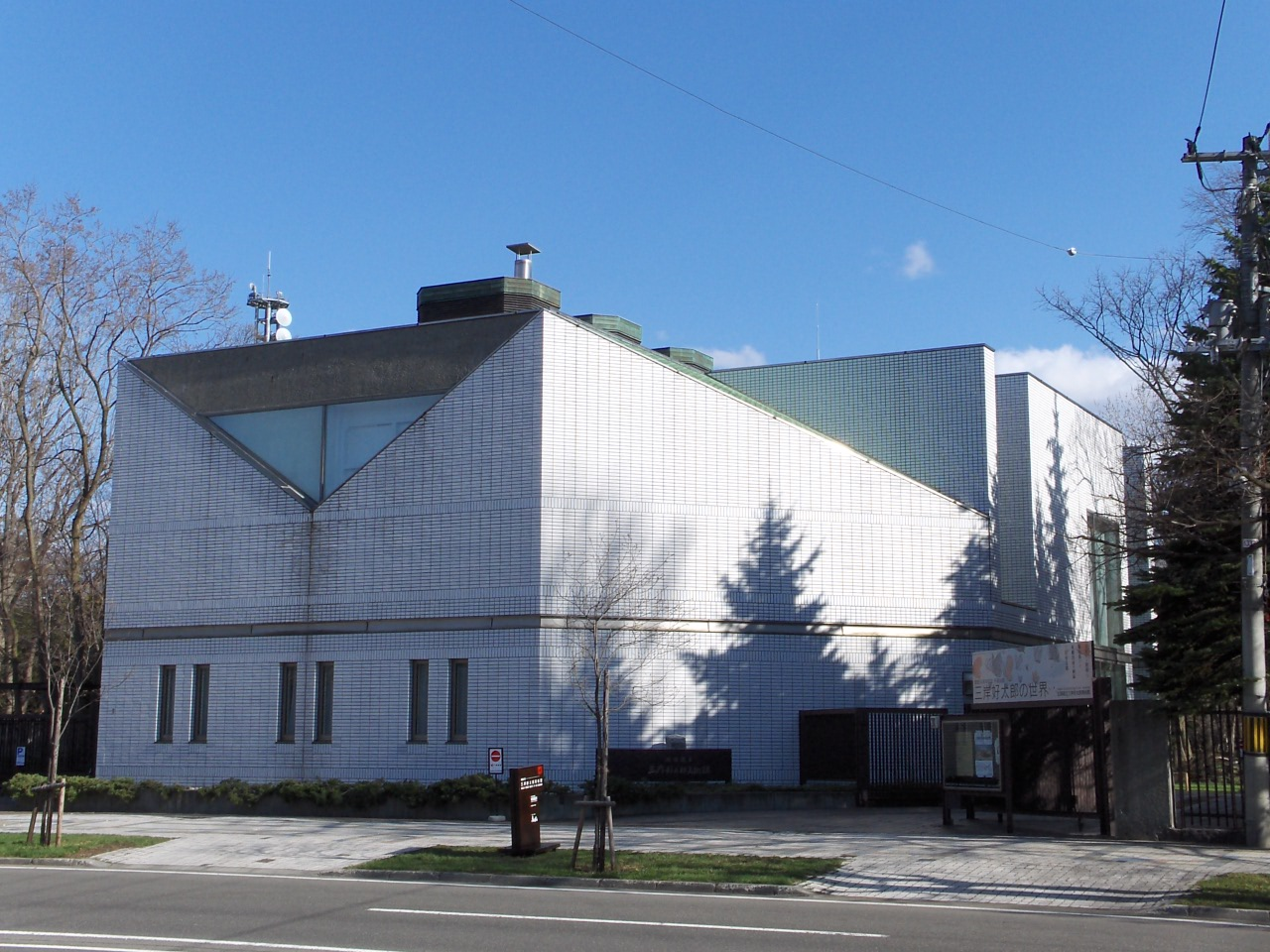
北海道立三岸好太郎美術館（2008年1月）
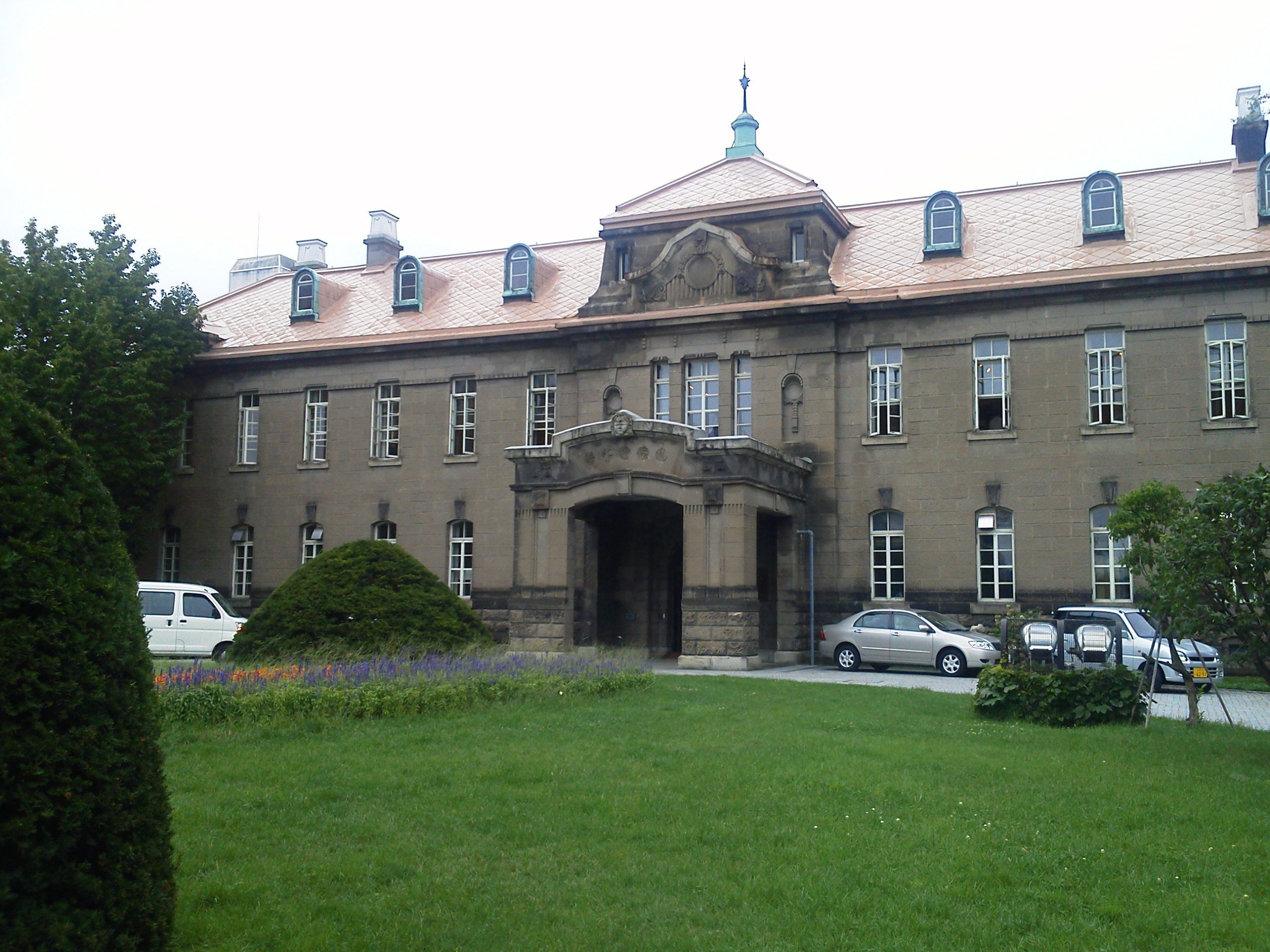
札幌市資料館（2011年9月）
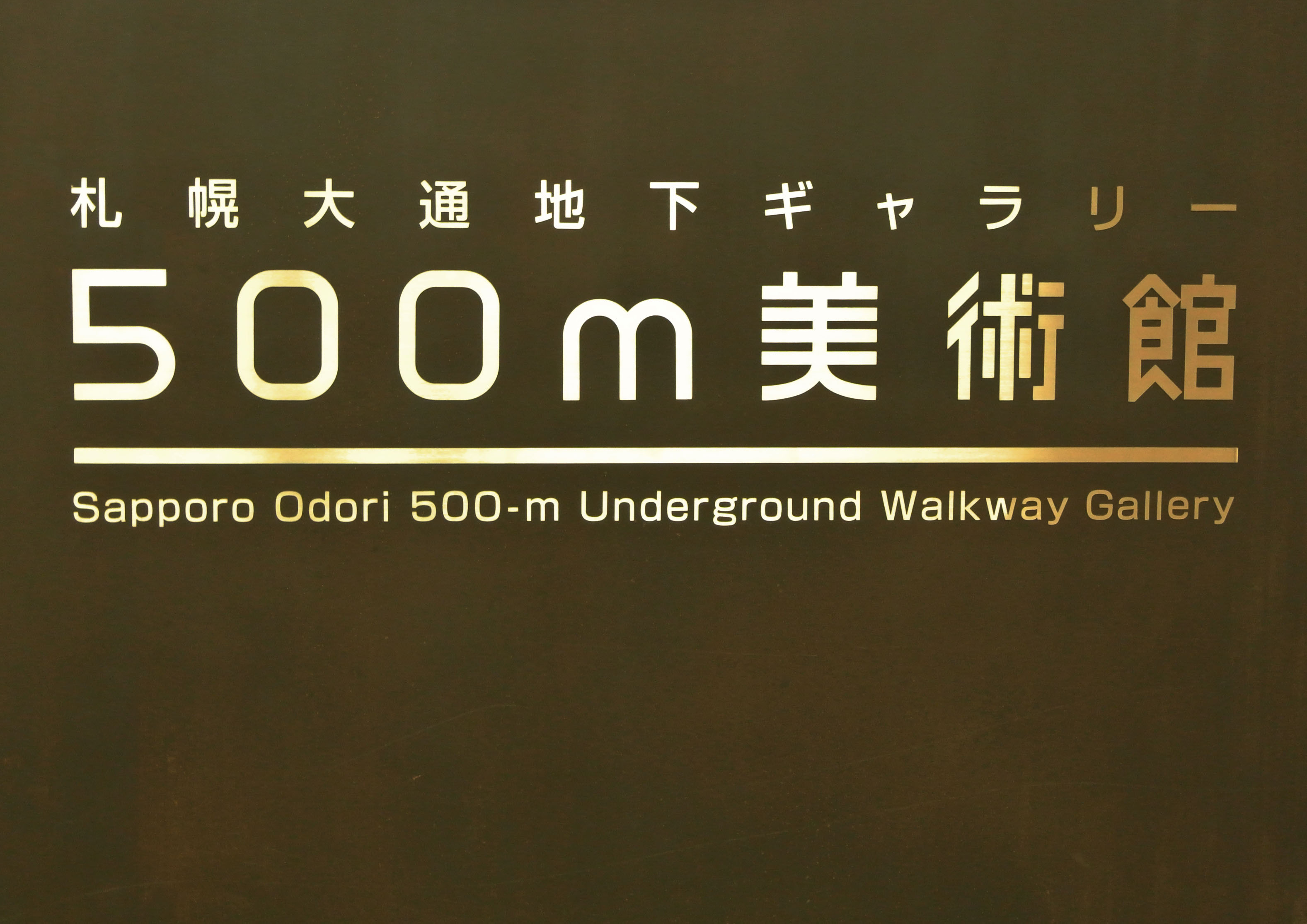
500m美術館ロゴ（2012年11月）
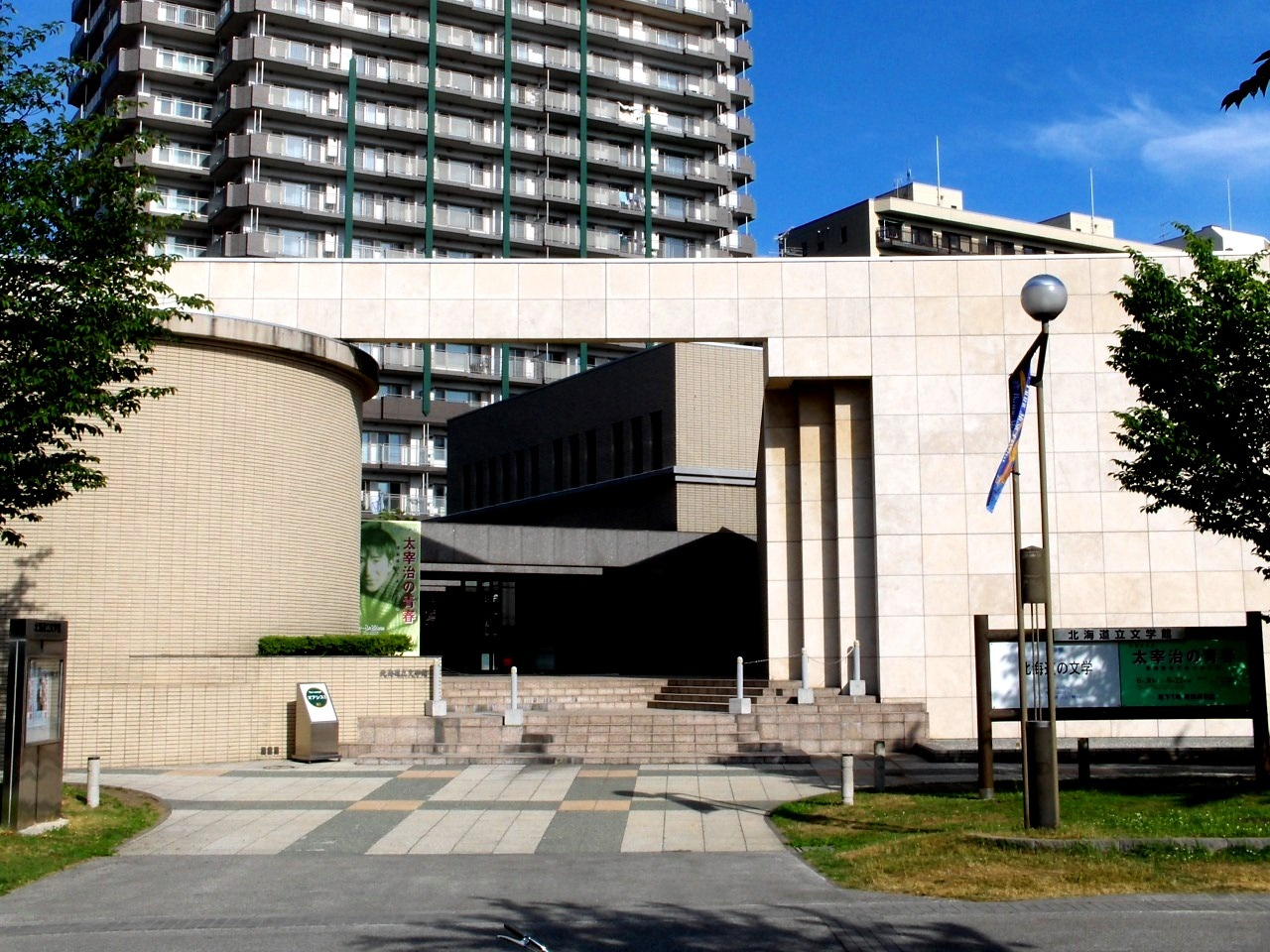
北海道立文学館（2007年1月）
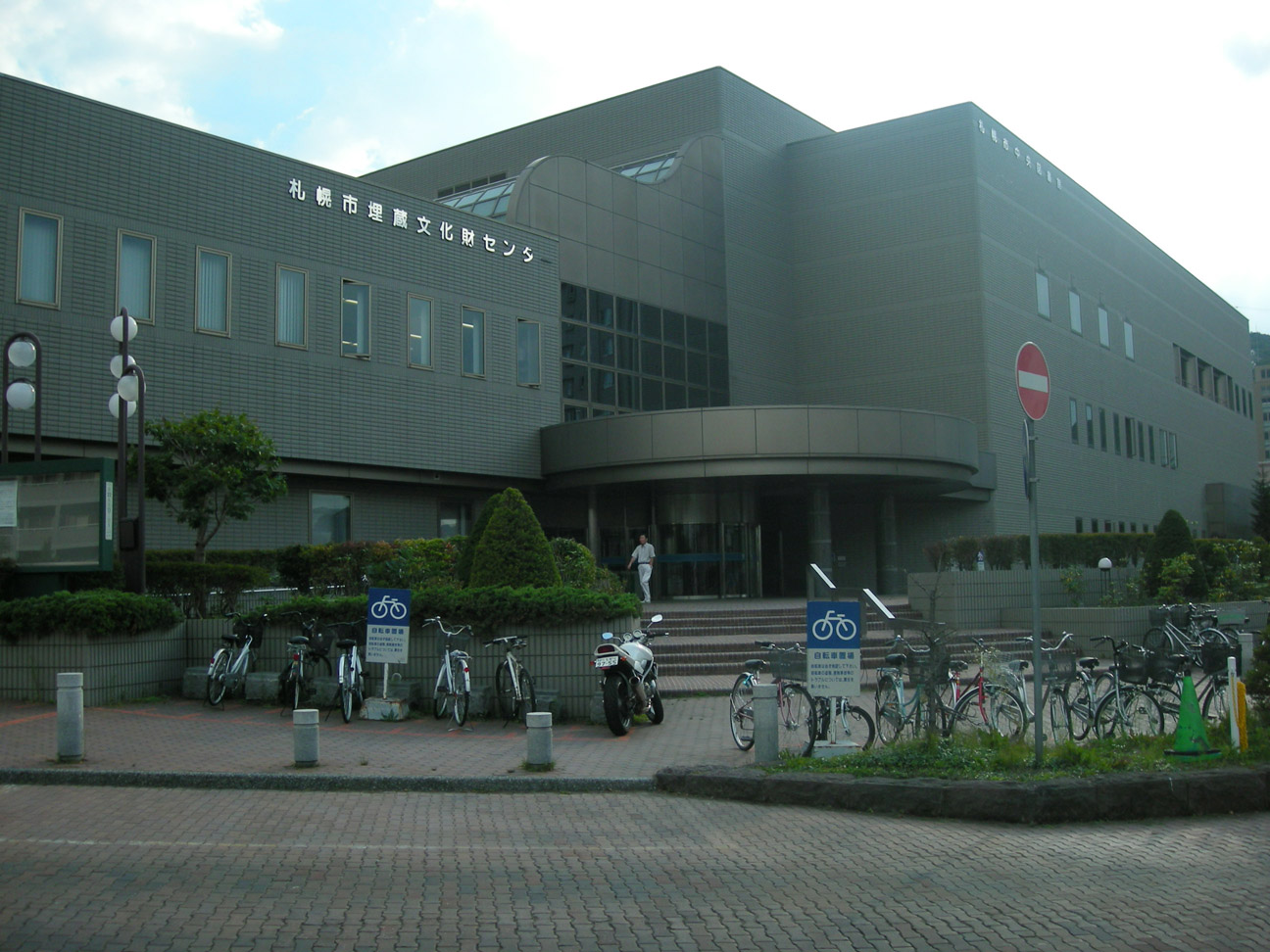
札幌市埋蔵文化財センター・札幌市中央図書館（2007年8月）
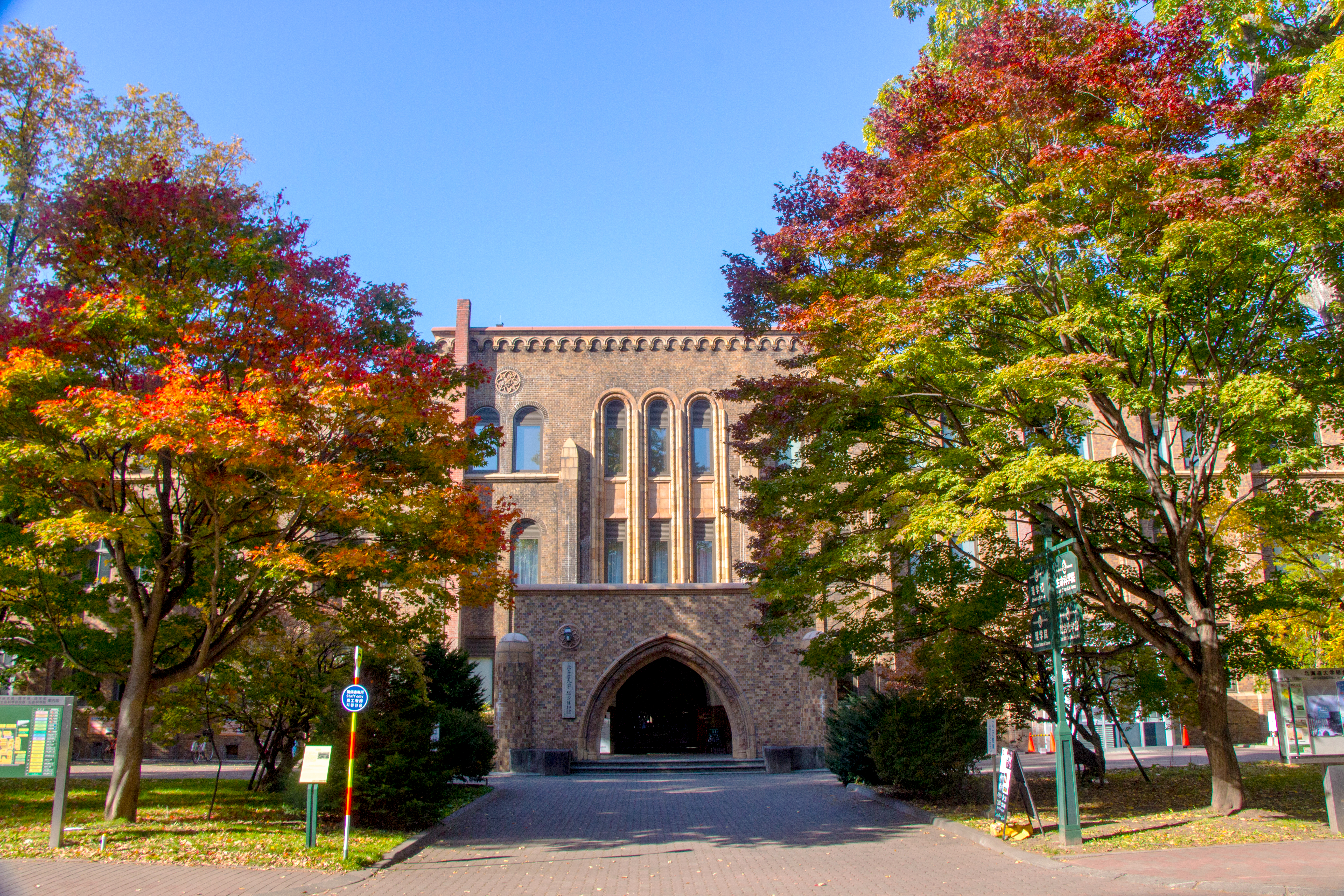
北海道大学総合博物館（2016年10月）
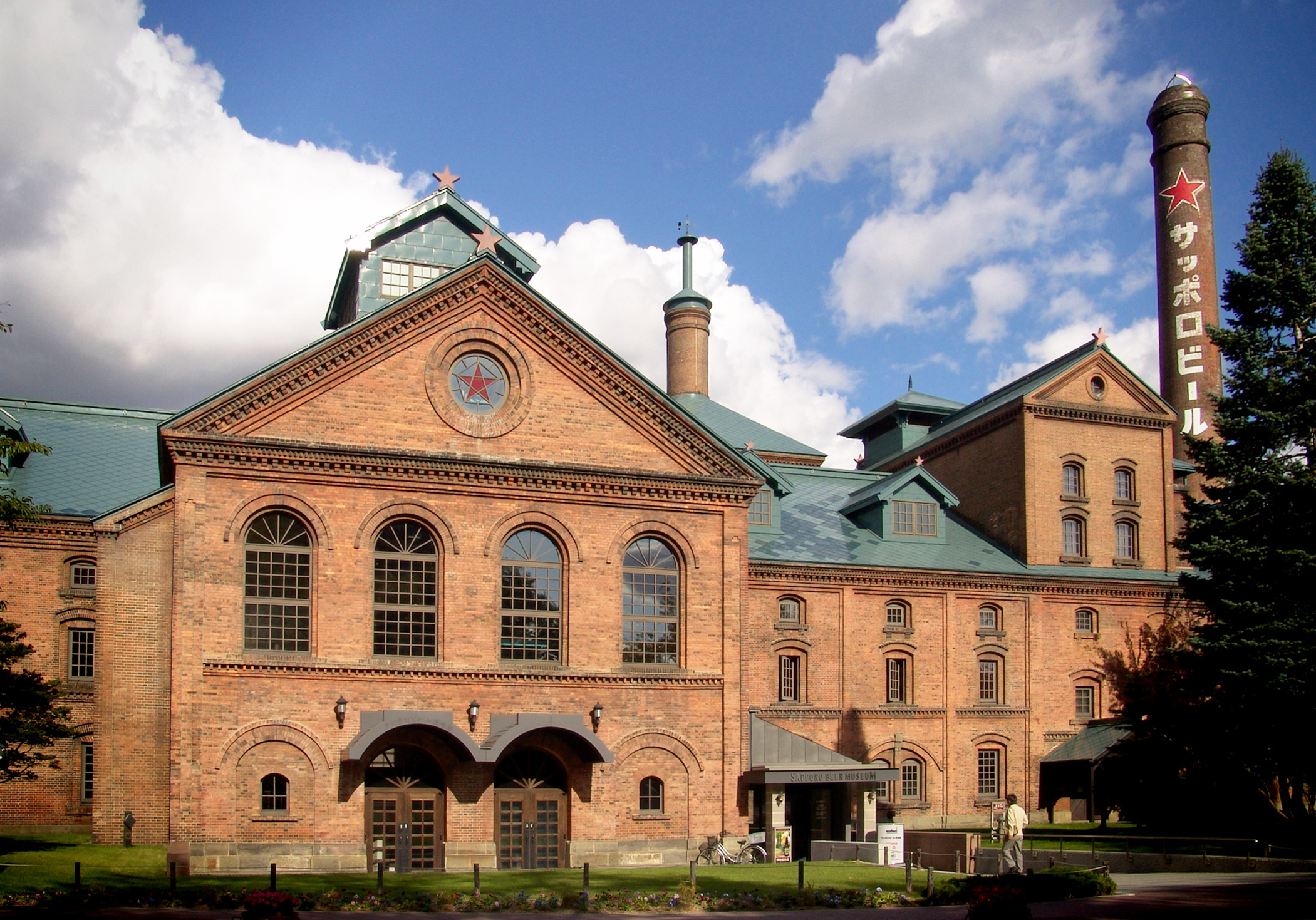
サッポロビール博物館（2012年3月）
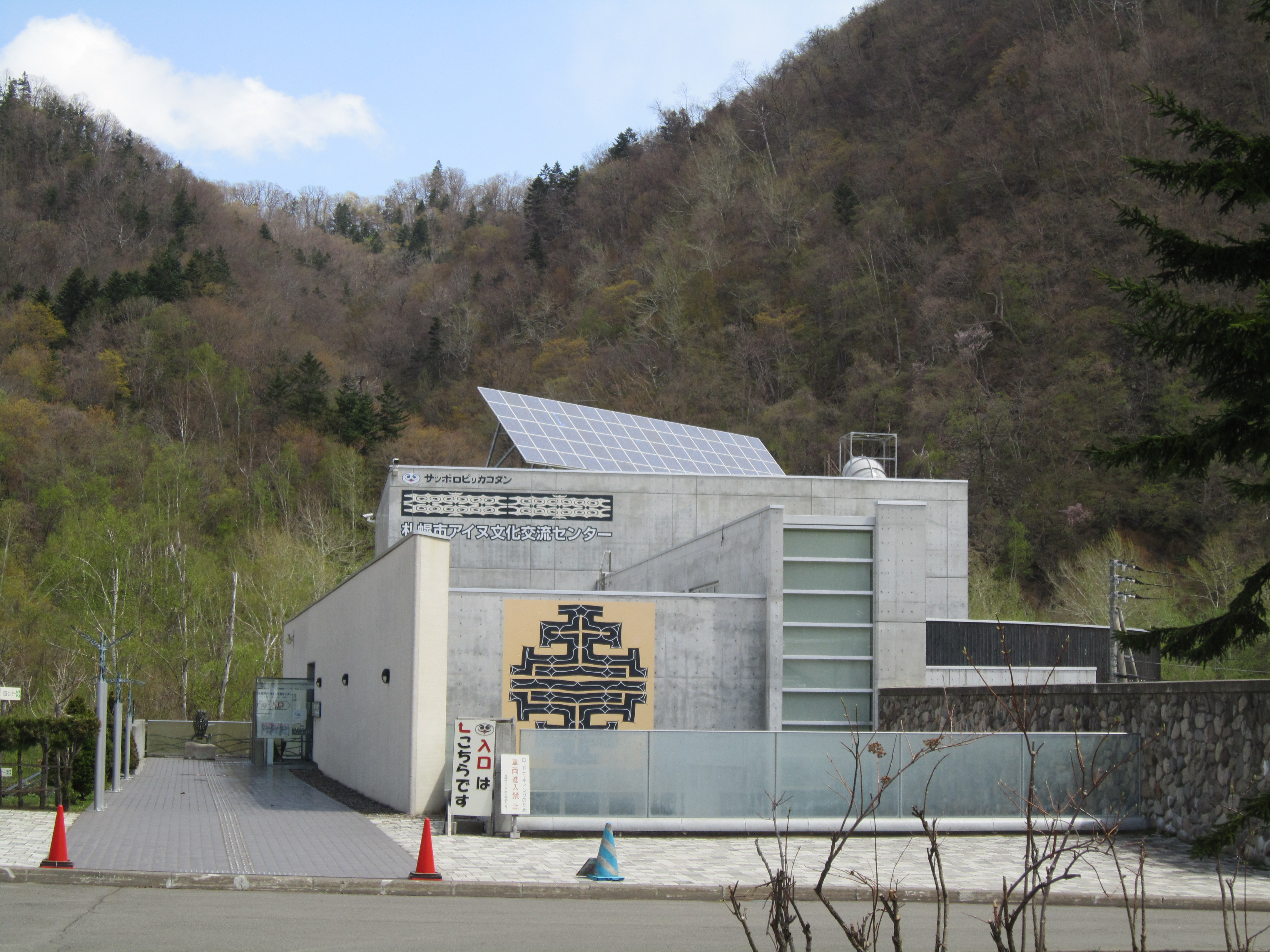
札幌市アイヌ文化交流センター（2017年5月）
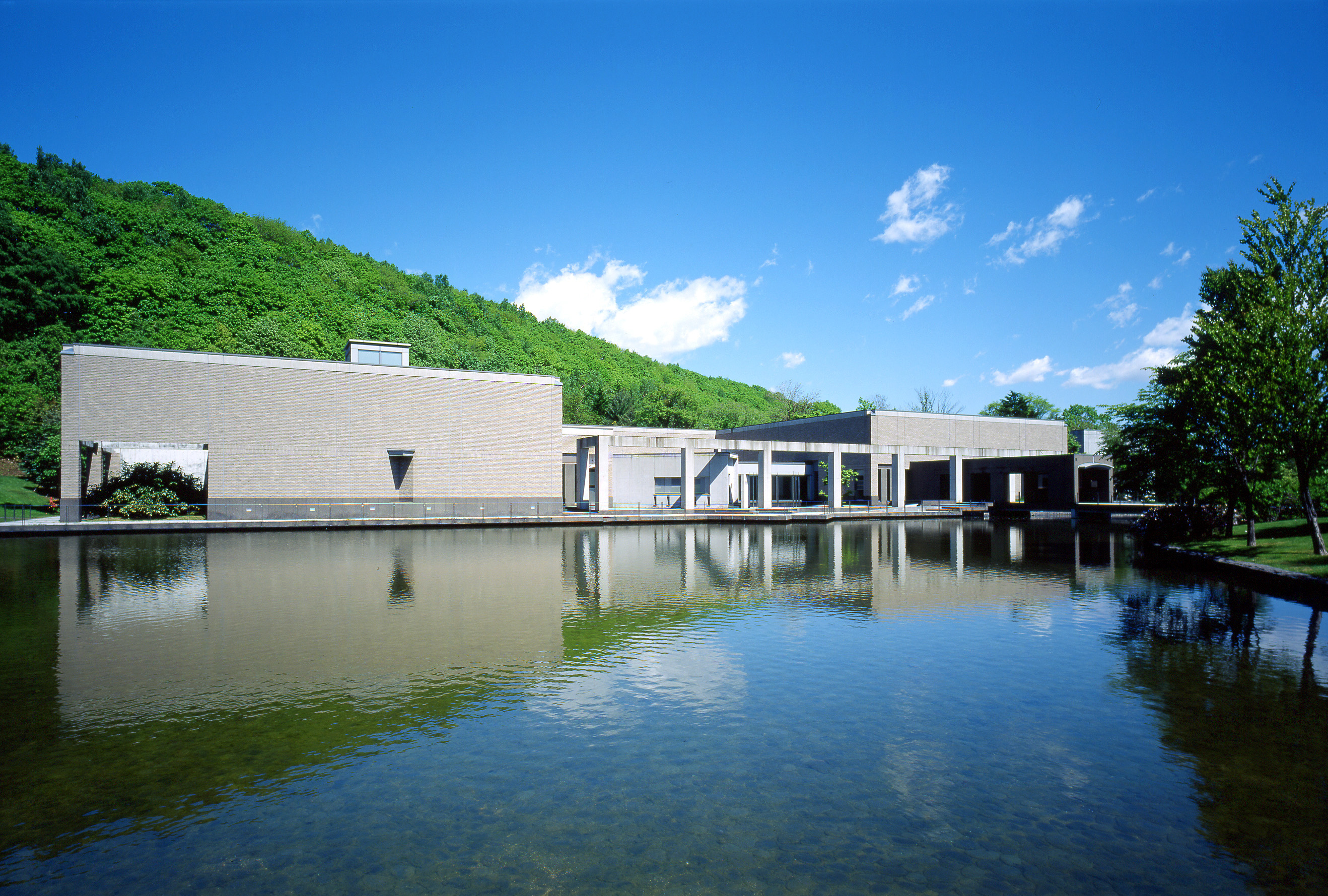
札幌芸術の森美術館（2011年3月）
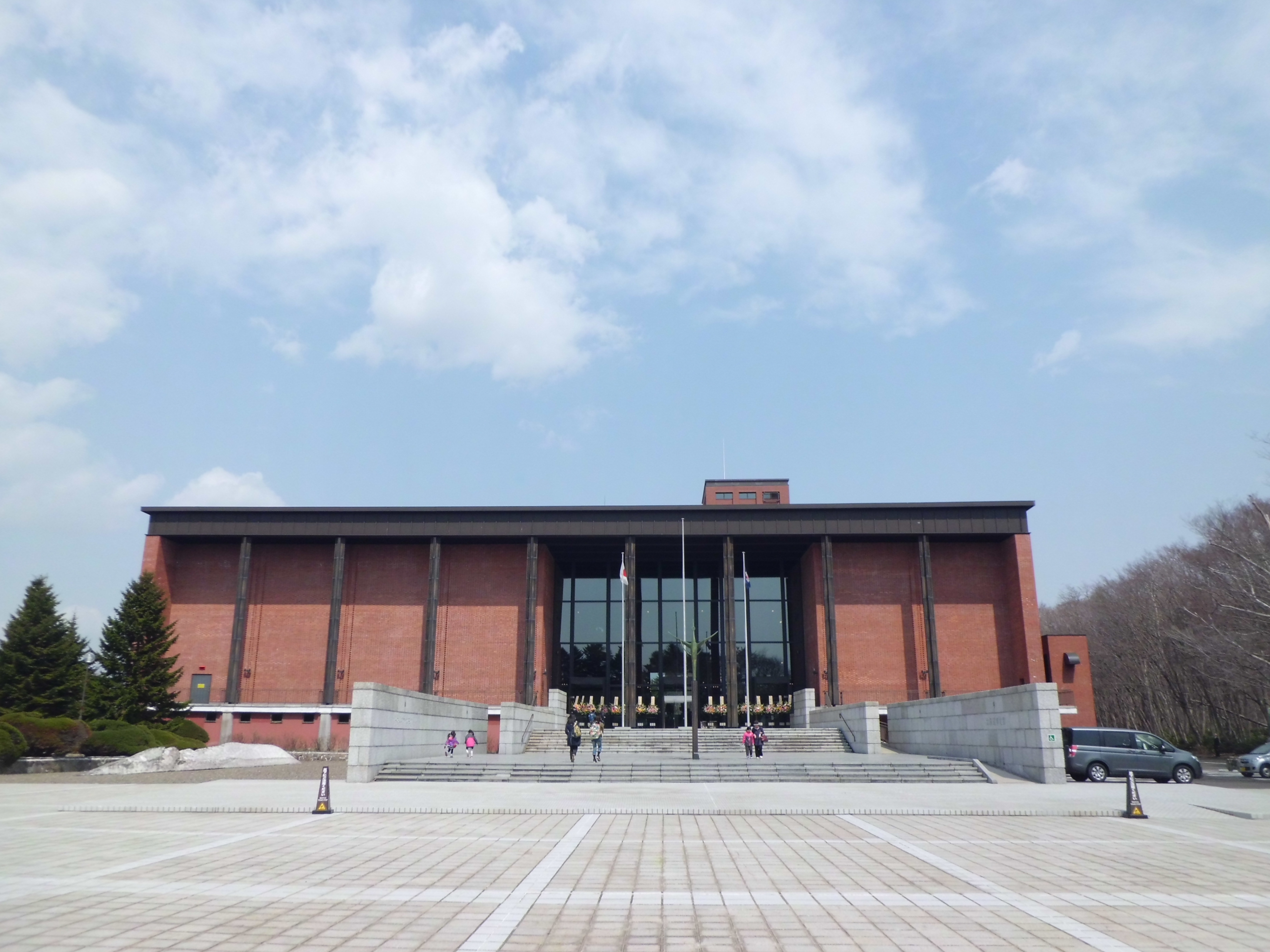
北海道博物館（2015年4月）
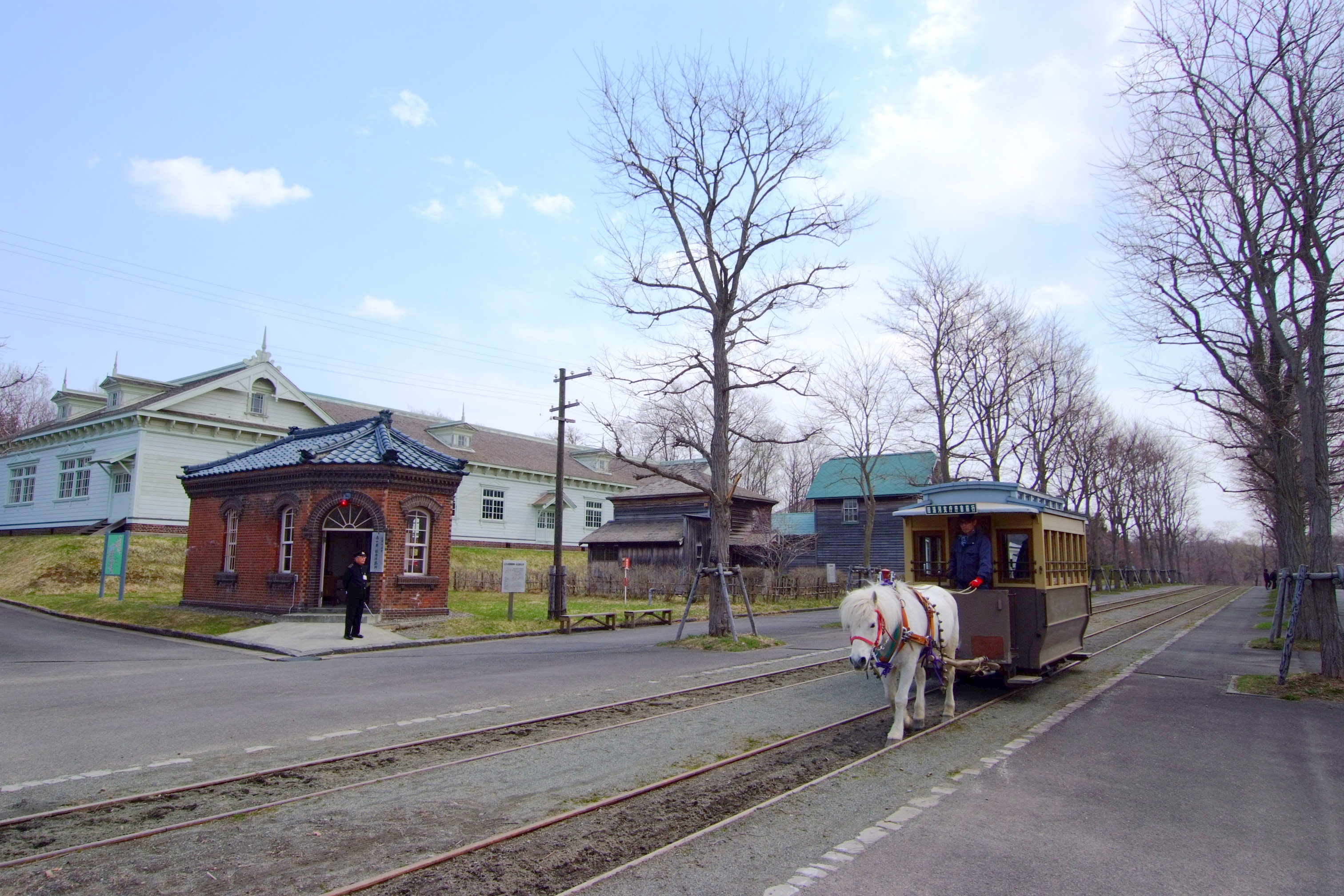
北海道開拓の村（2015年4月）

### 文化施設
- 札幌文化芸術劇場 (hitaru)
- 札幌市教育文化会館
- 札幌市民ホール（カナモトホール）
- 北海道立道民活動センター（かでる2・7）
- Zepp Sapporo
- 札幌市こども人形劇場こぐま座
- 札幌市こどもの劇場やまびこ座
- 札幌コンサートホールKitara
- サンプラザホール
- PENNY LANE 24
- エルムホール

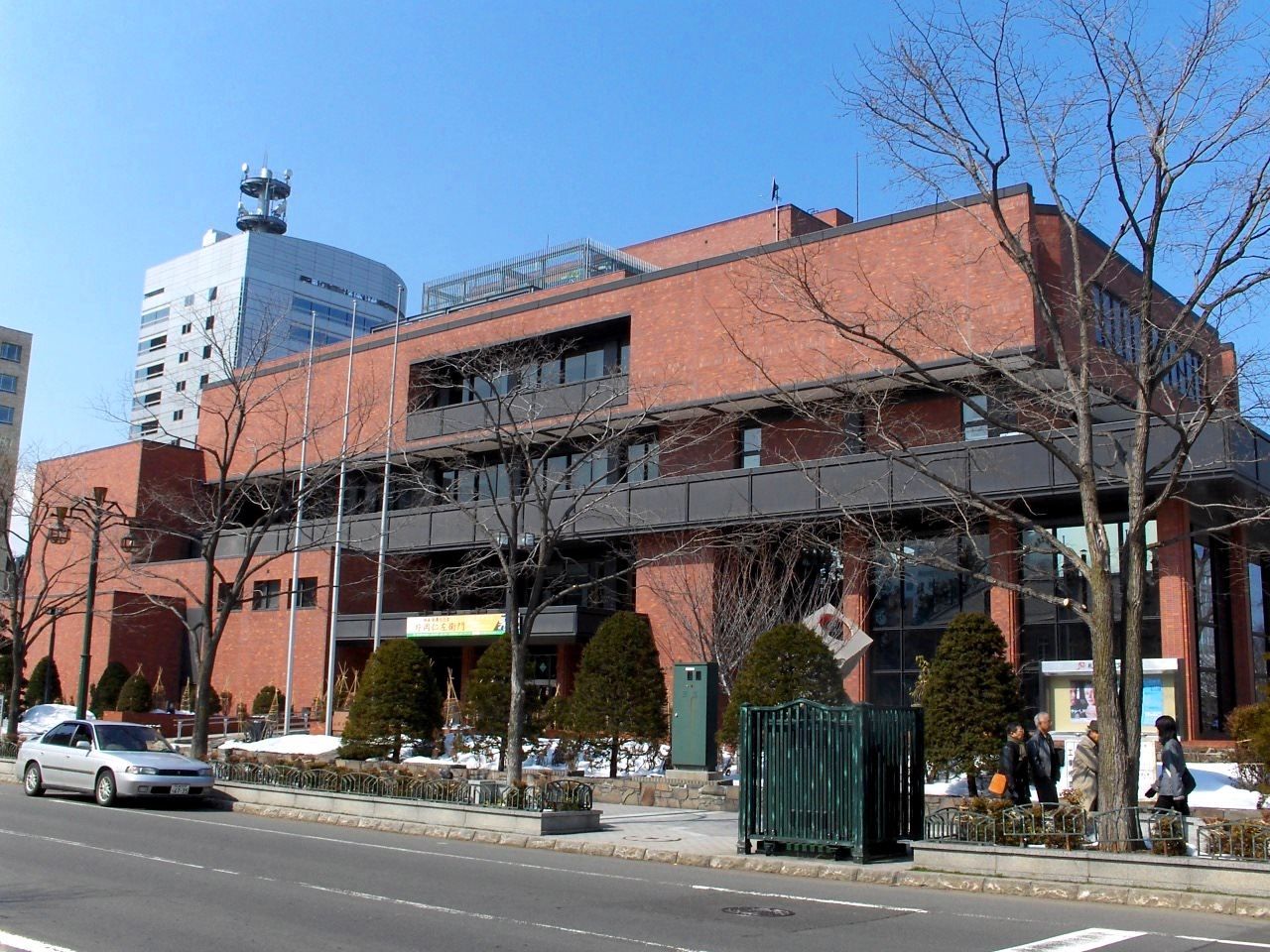
札幌市教育文化会館（2007年3月）
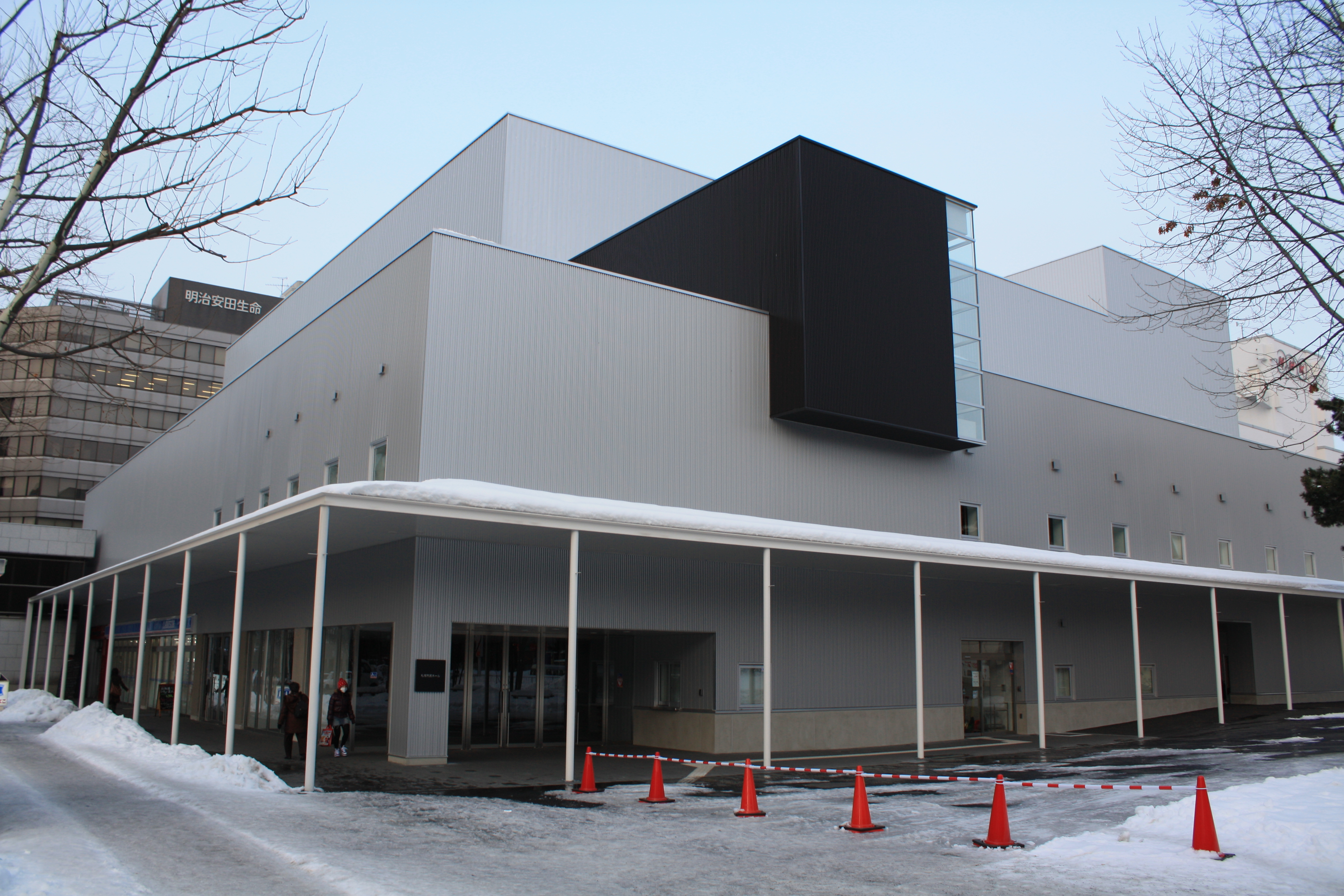
カナモトホール（2009年1月）
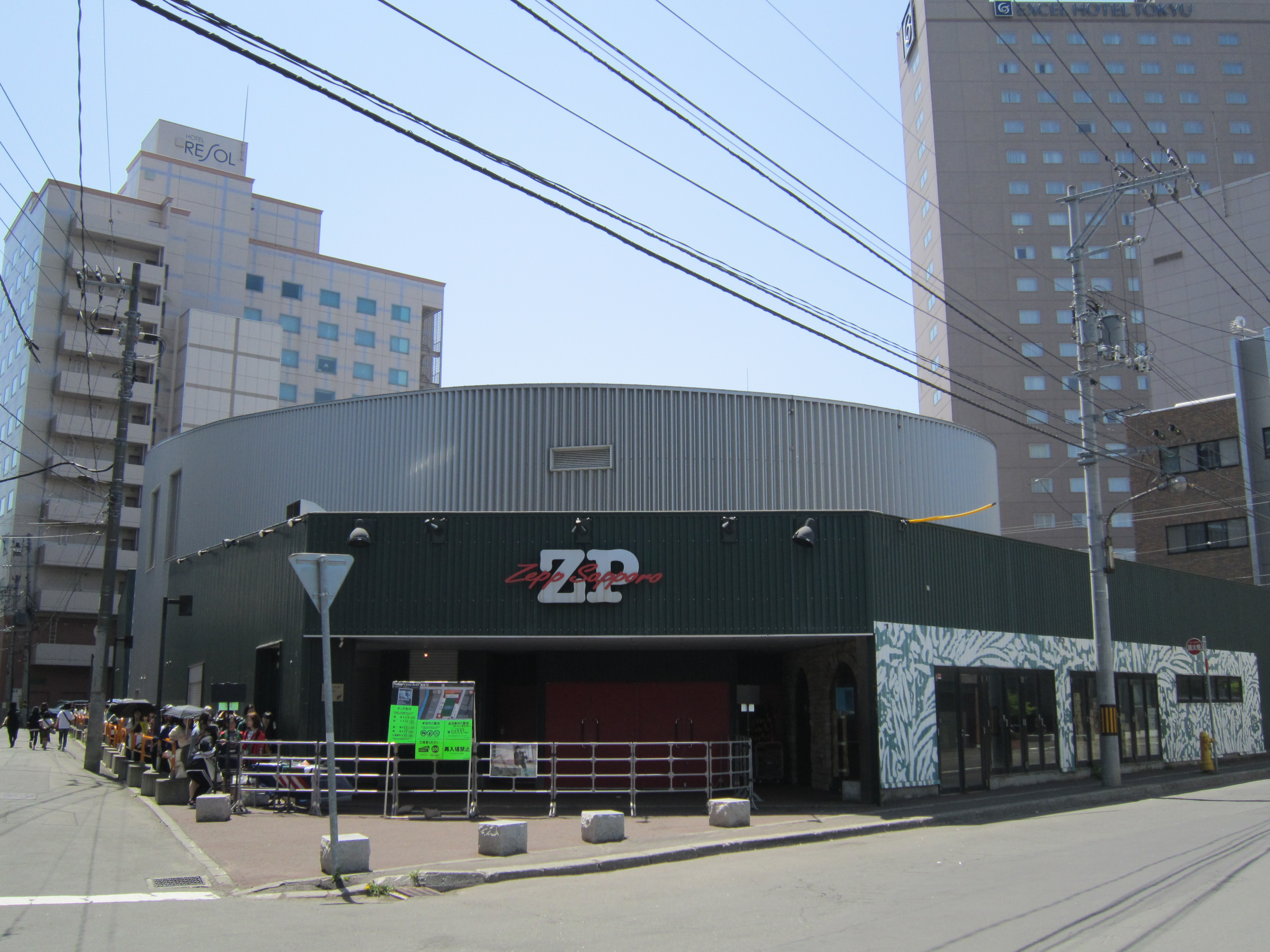
Zepp Sapporo（2015年3月）
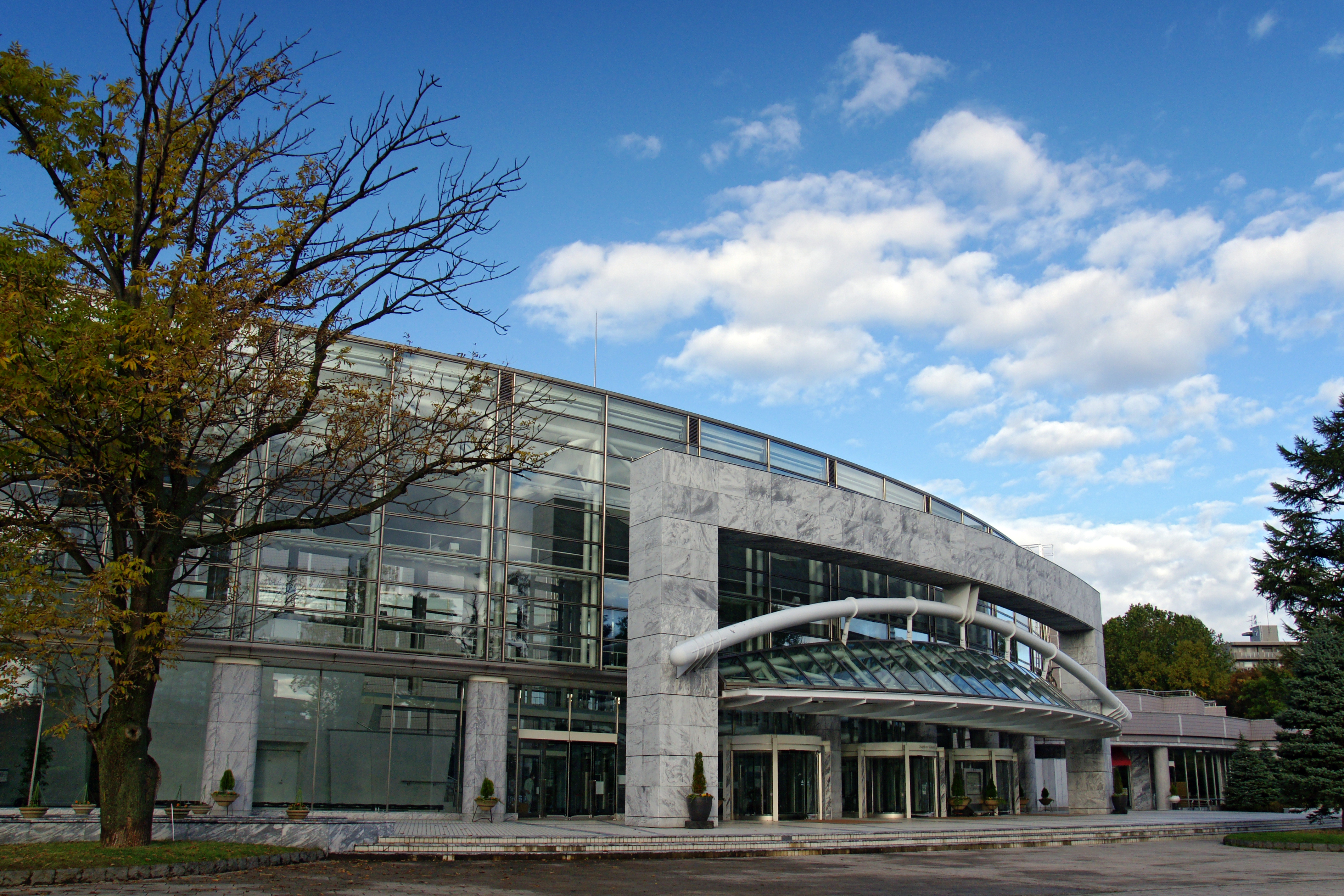
札幌コンサートホールKitara（2009年10月）
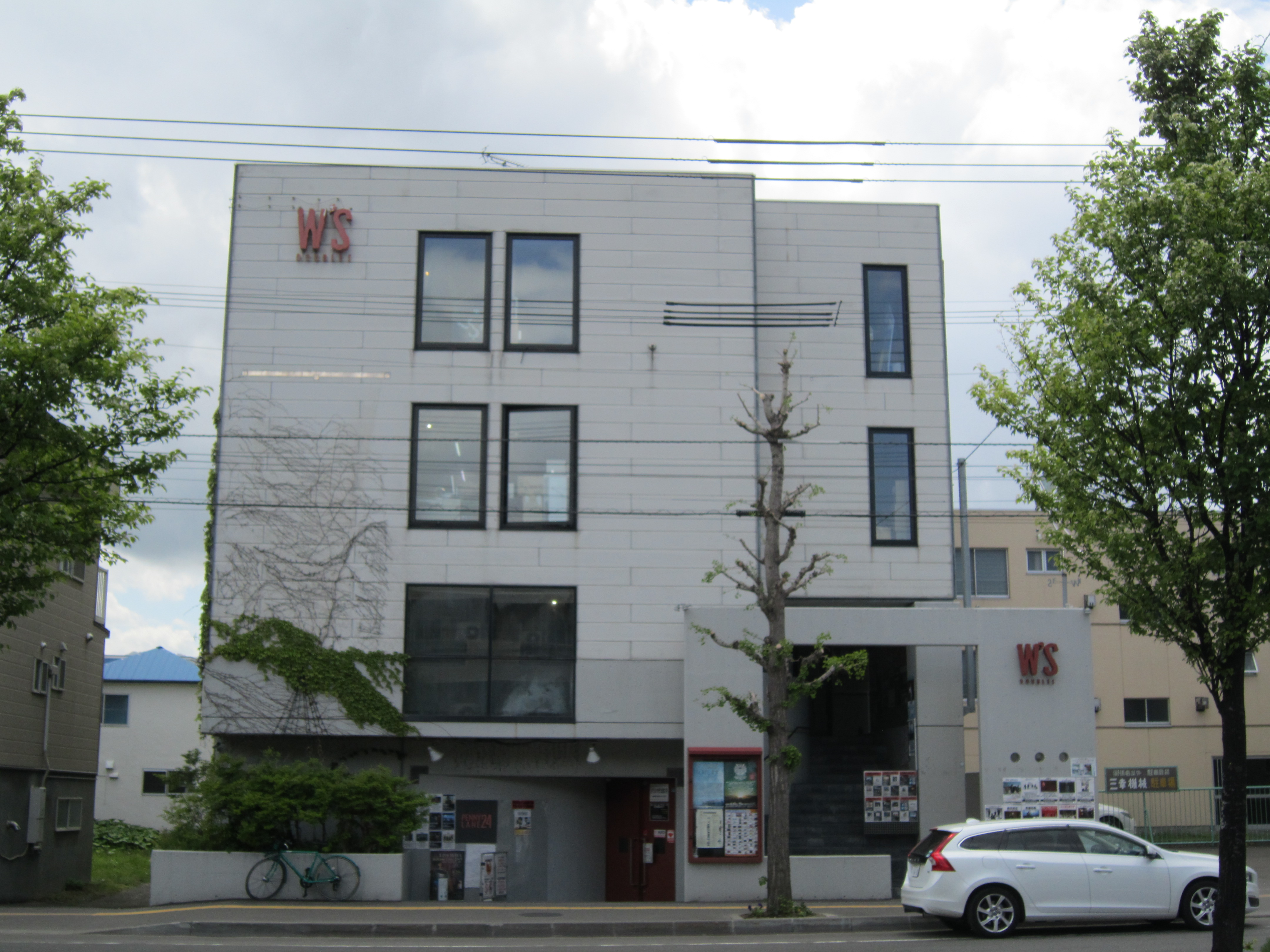
PENNY LANE 24（2018年5月）

### 運動施設
- 札幌市円山球場
- 札幌市麻生球場
- 札幌スタジアム
- 札幌市円山競技場
- 札幌厚別公園競技場
- 札幌サッカーアミューズメントパーク
- 札幌市中央体育館（北ガスアリーナ札幌46）
- 札幌市中島体育センター
- 札幌市北区体育館
- 札幌市東区体育館
- 札幌市美香保体育館
- 札幌市豊平区体育館
- 札幌市月寒体育館・屋外競技場
- 札幌市カーリング場（どうぎんカーリングスタジアム）
- 札幌市手稲区体育館
- 札幌市厚別区体育館
- 札幌市平岸プール
- 札幌市手稲曙温水プール
- 札幌競馬場
- 大倉山ジャンプ競技場
- 宮の森ジャンプ競技場
- 白旗山競技場
- 札幌市星置スケート場

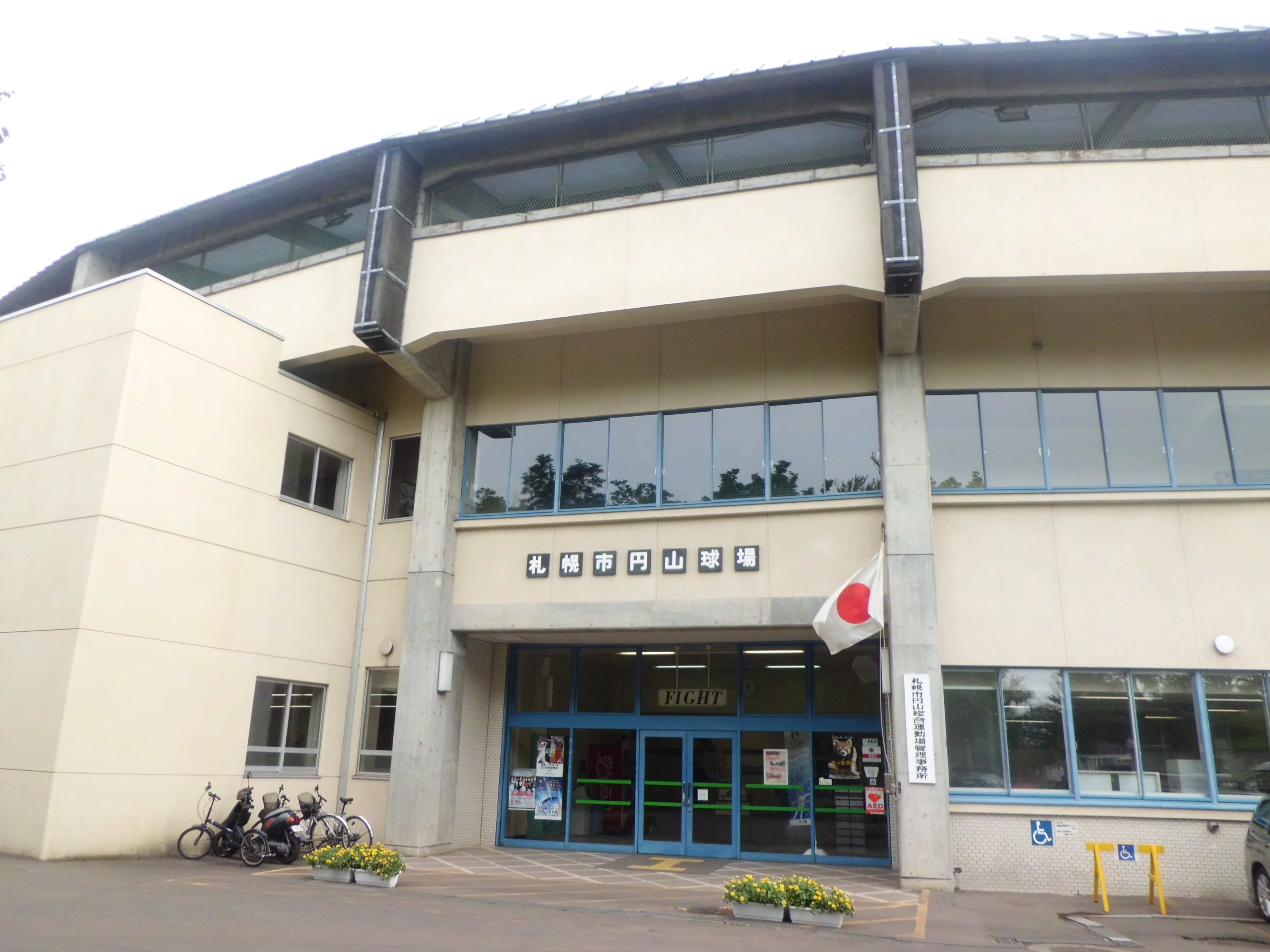
札幌市円山球場（2015年8月）
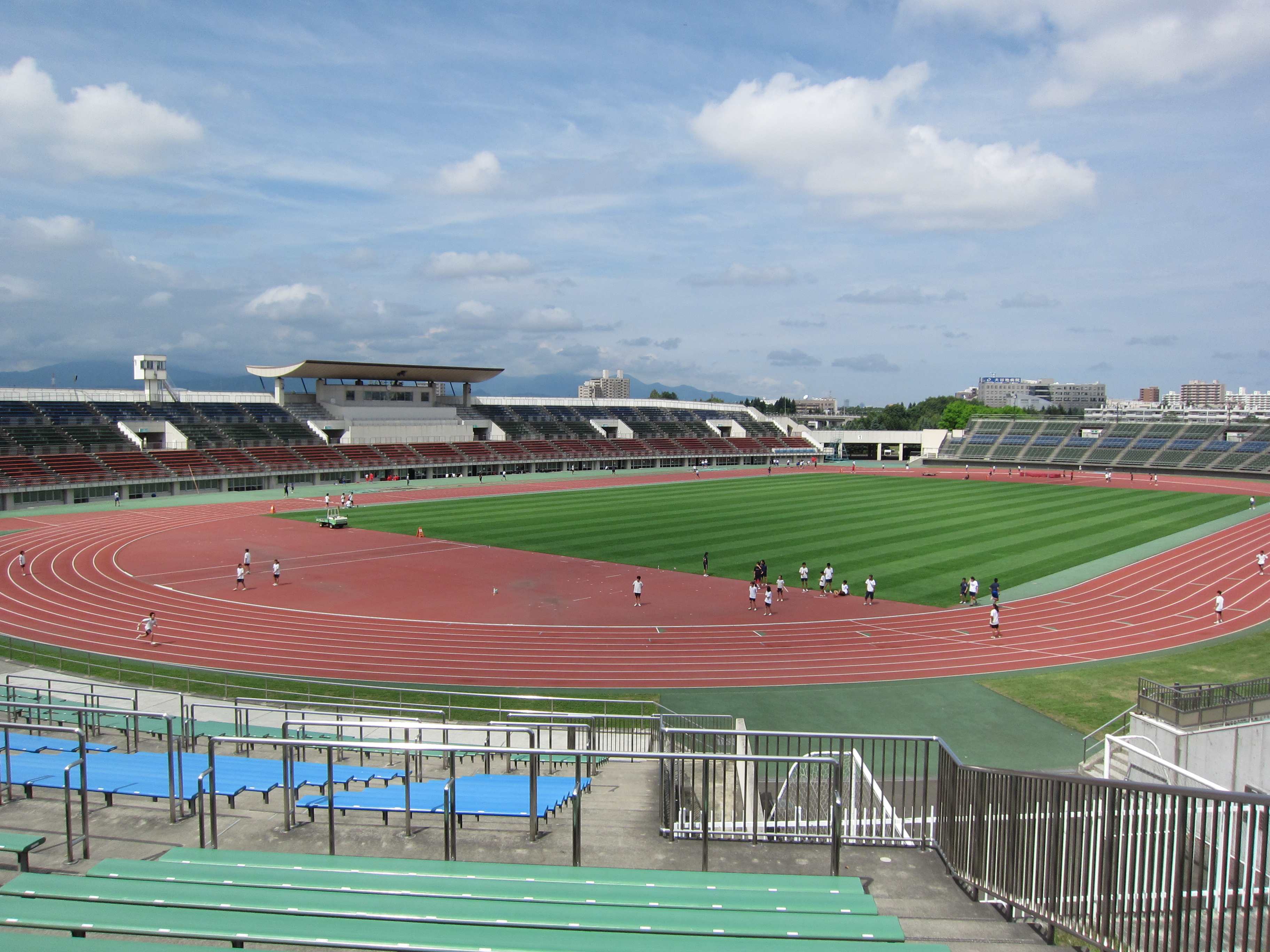
札幌厚別公園競技場（2011年8月）
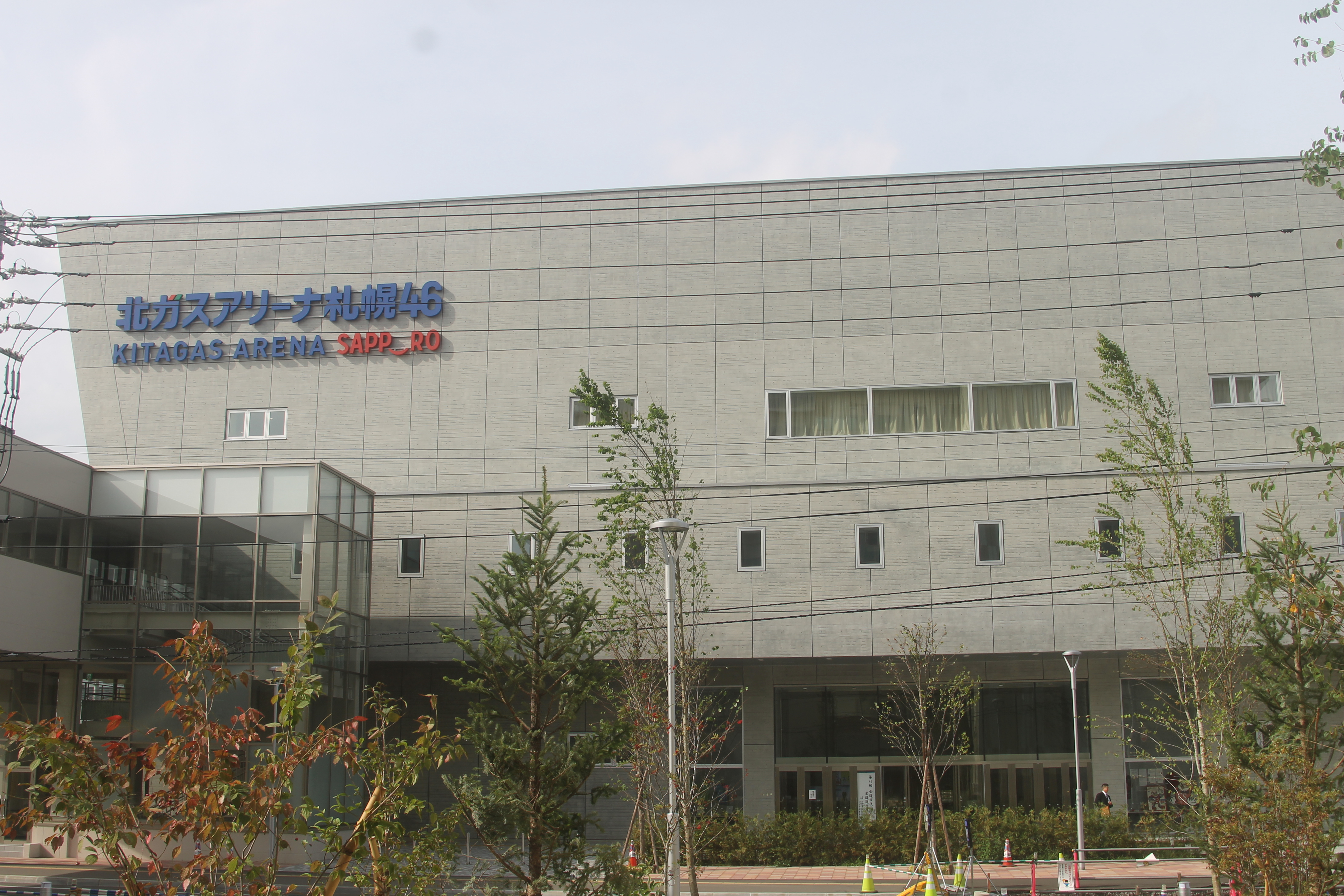
北ガスアリーナ札幌46（2019年9月）
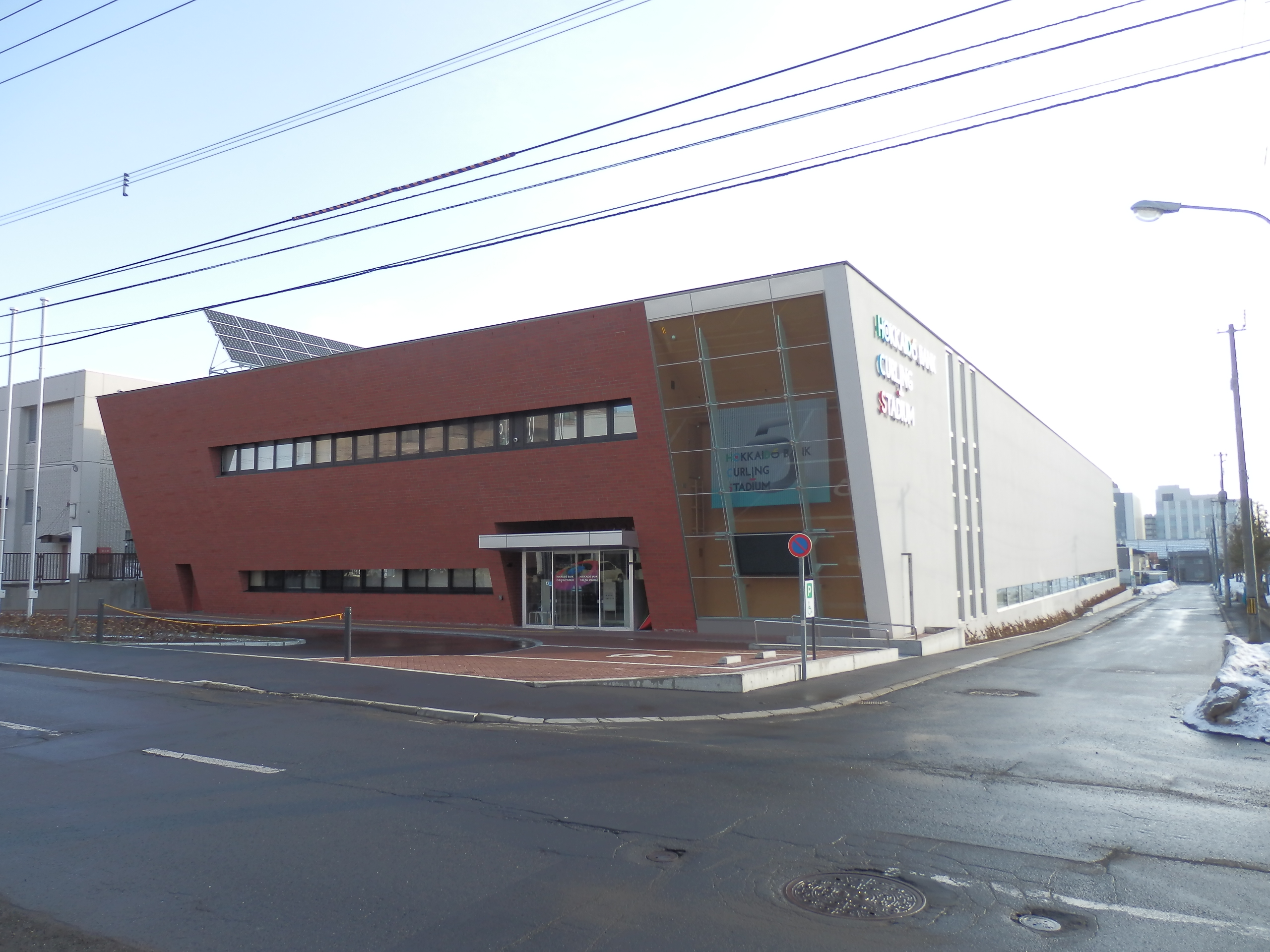
どうぎんカーリングスタジアム（2013年4月）
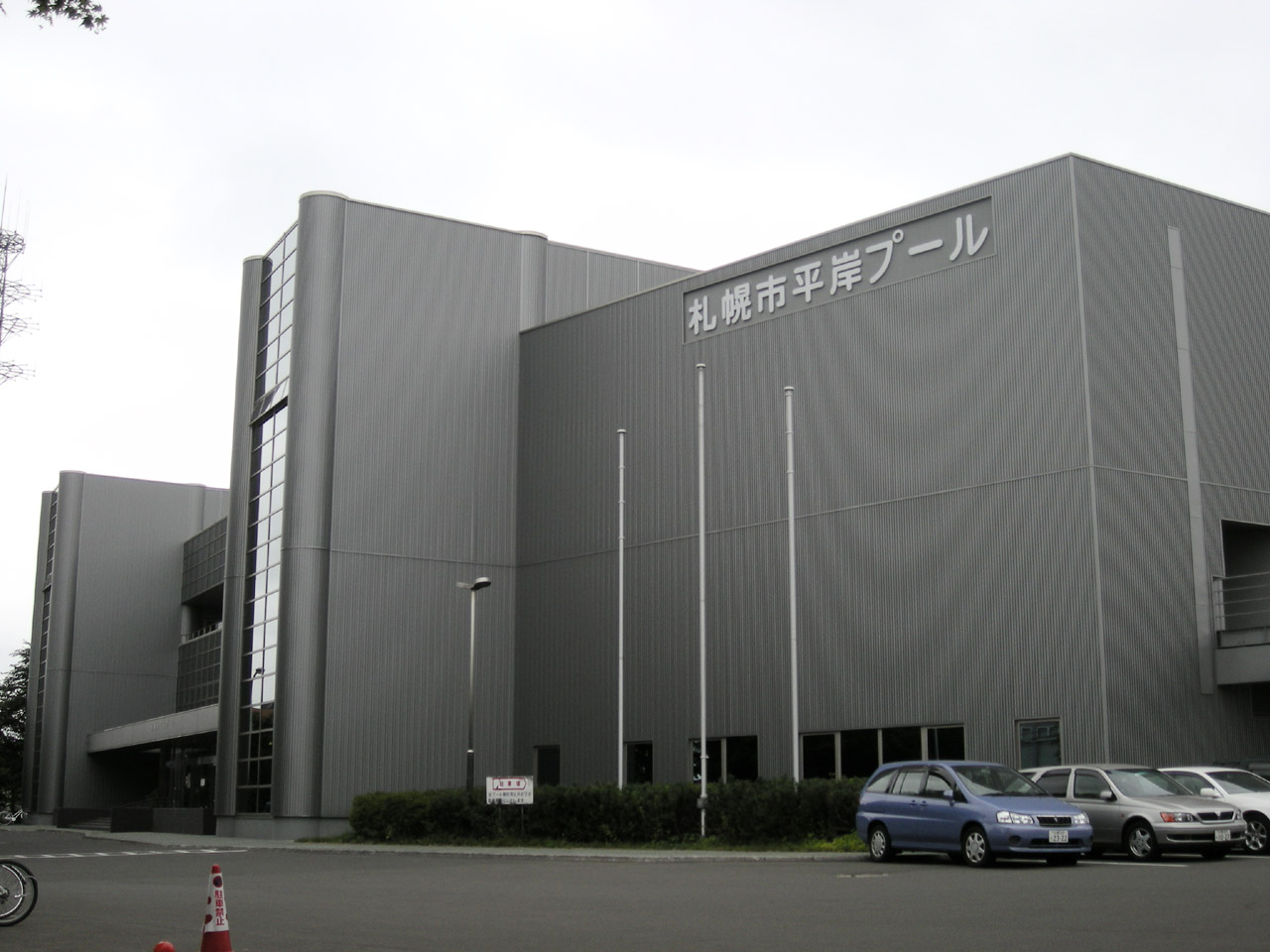
札幌市平岸プール（2008年8月）
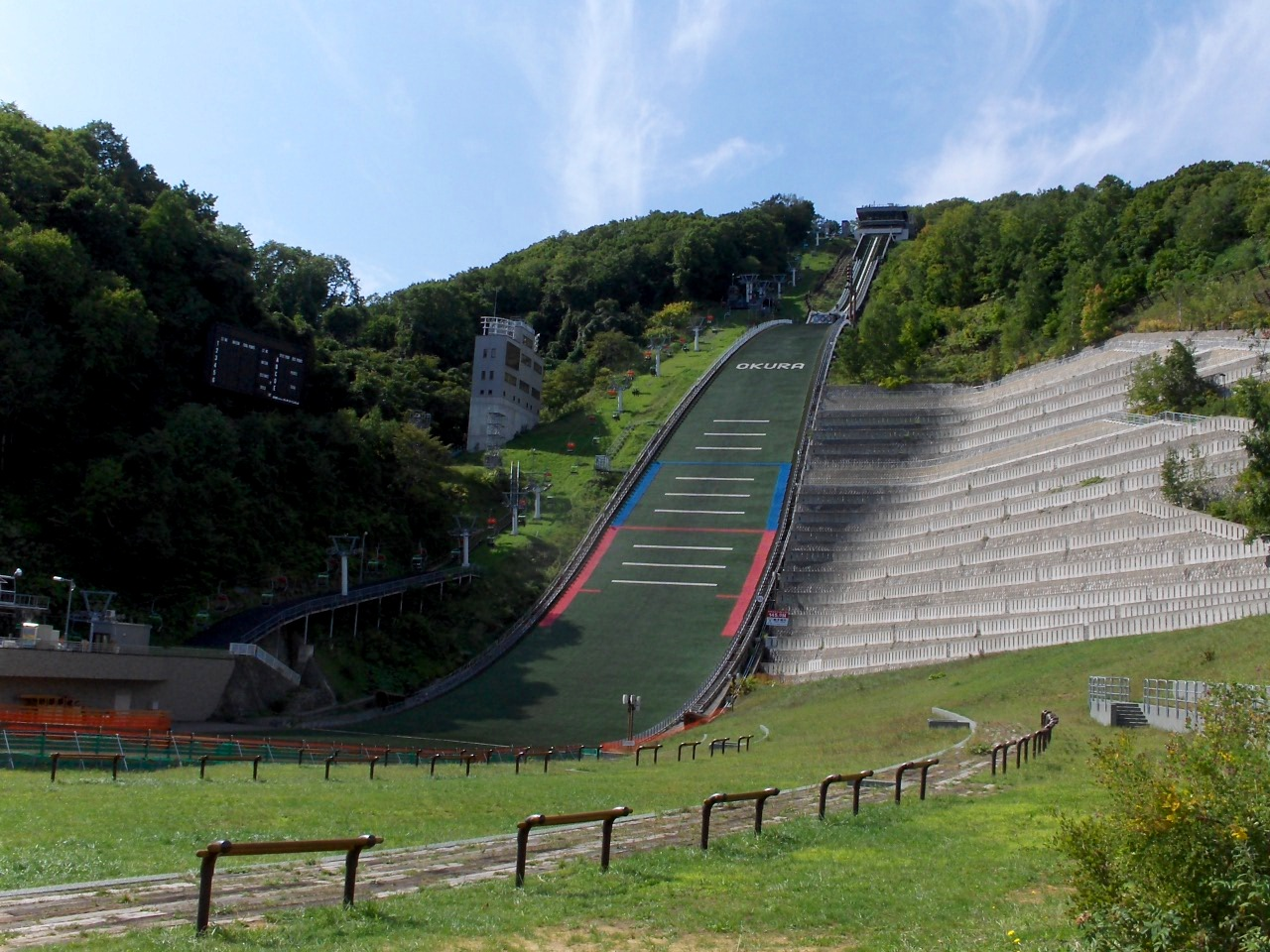
大倉山ジャンプ競技場（2007年9月）
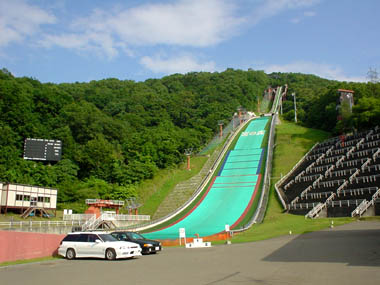
宮の森ジャンプ競技場（2004年8月）
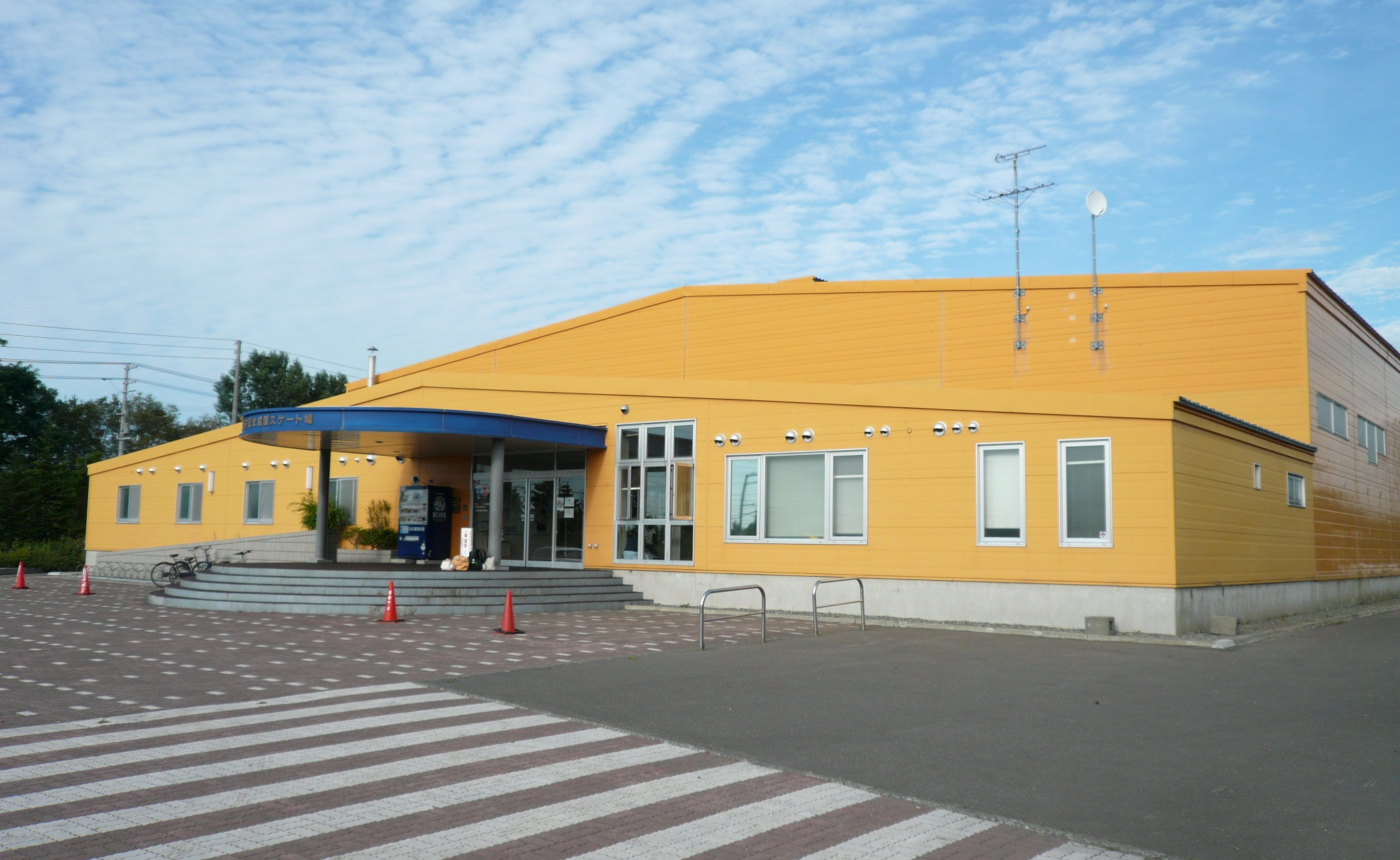
江守記念星置スケート場（2010年8月）

### 多目的施設
- 札幌ドーム（大和ハウスプレミストドーム）
- 真駒内屋外競技場（真駒内セキスイハイムオープンスタジアム）
- 真駒内屋内競技場（真駒内セキスイハイムアイスアリーナ）
- 北海道立総合体育センター（北海きたえーる）
- 札幌コミュニティドーム（つどーむ）
- 札幌コンベンションセンター
- 札幌流通総合会館（アクセスサッポロ）
- サッポロファクトリーホール

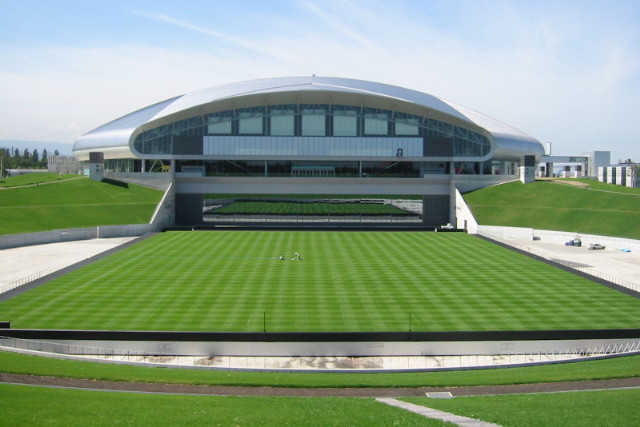
札幌ドーム（2007年5月）
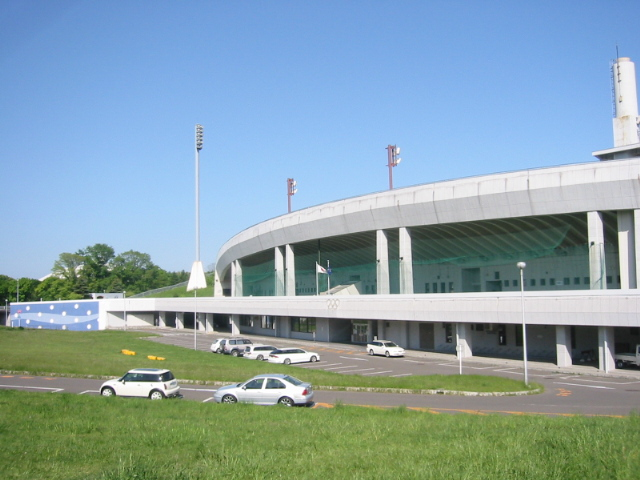
真駒内セキスイハイムスタジアム（2007年6月）
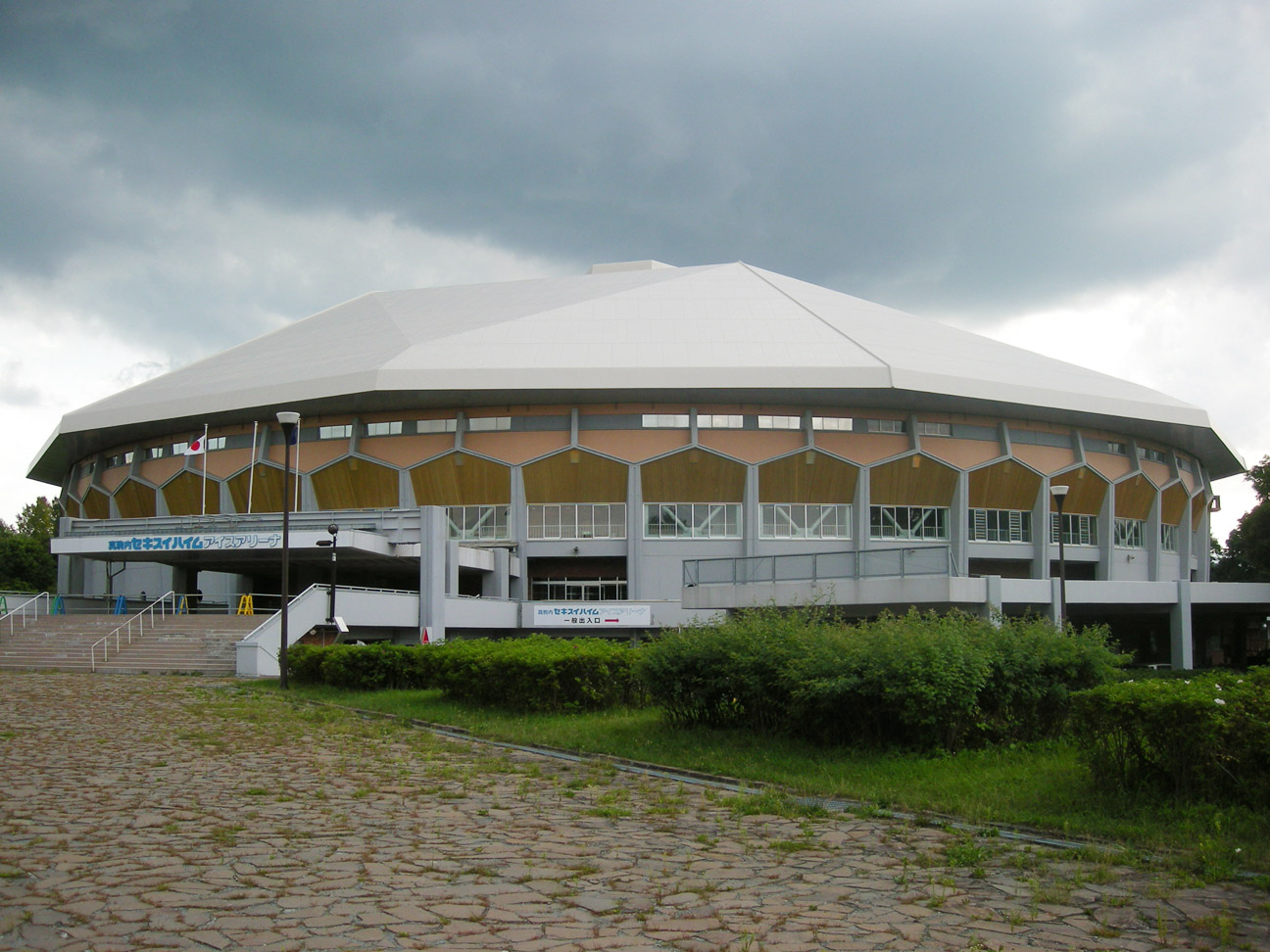
真駒内セキスイハイムアイスアリーナ（2007年8月）
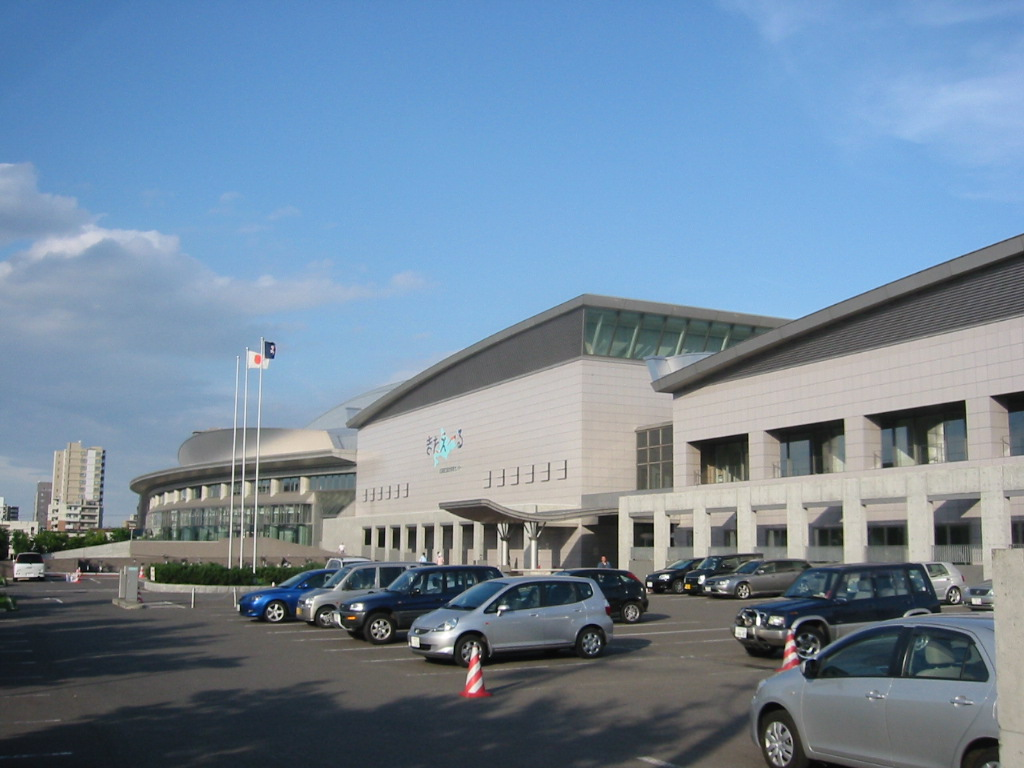
北海道立総合体育センター 北海きたえーる（2007年8月）
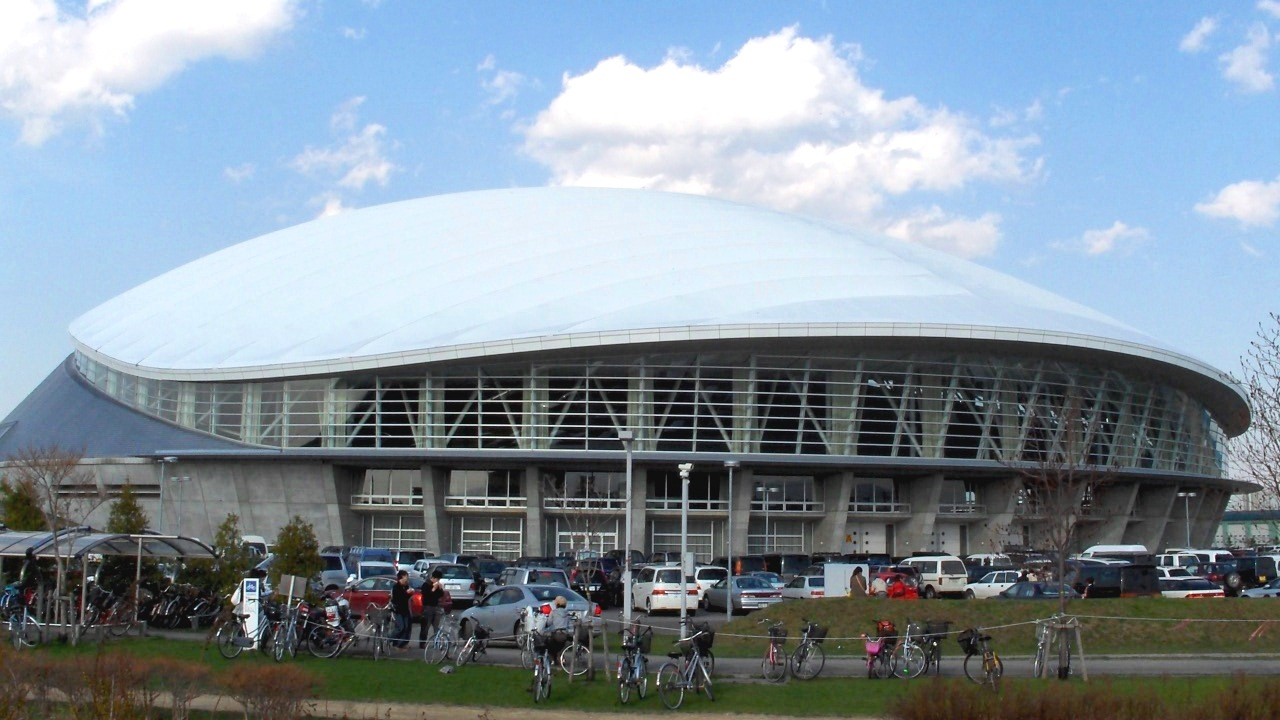
札幌コミュニティドーム（つどーむ）（2007年5月）
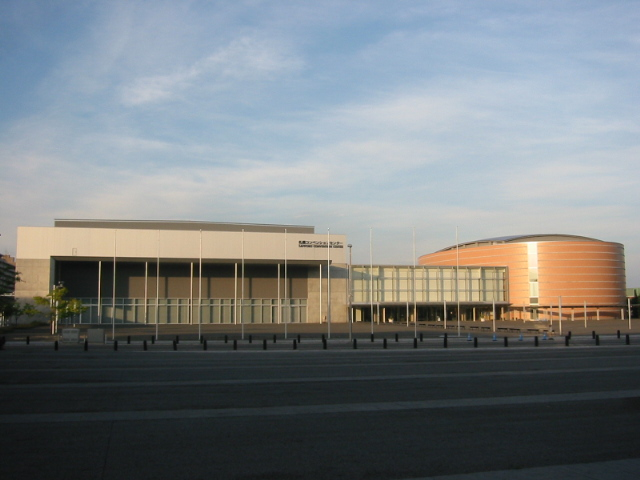
札幌コンベンションセンター（2007年8月）
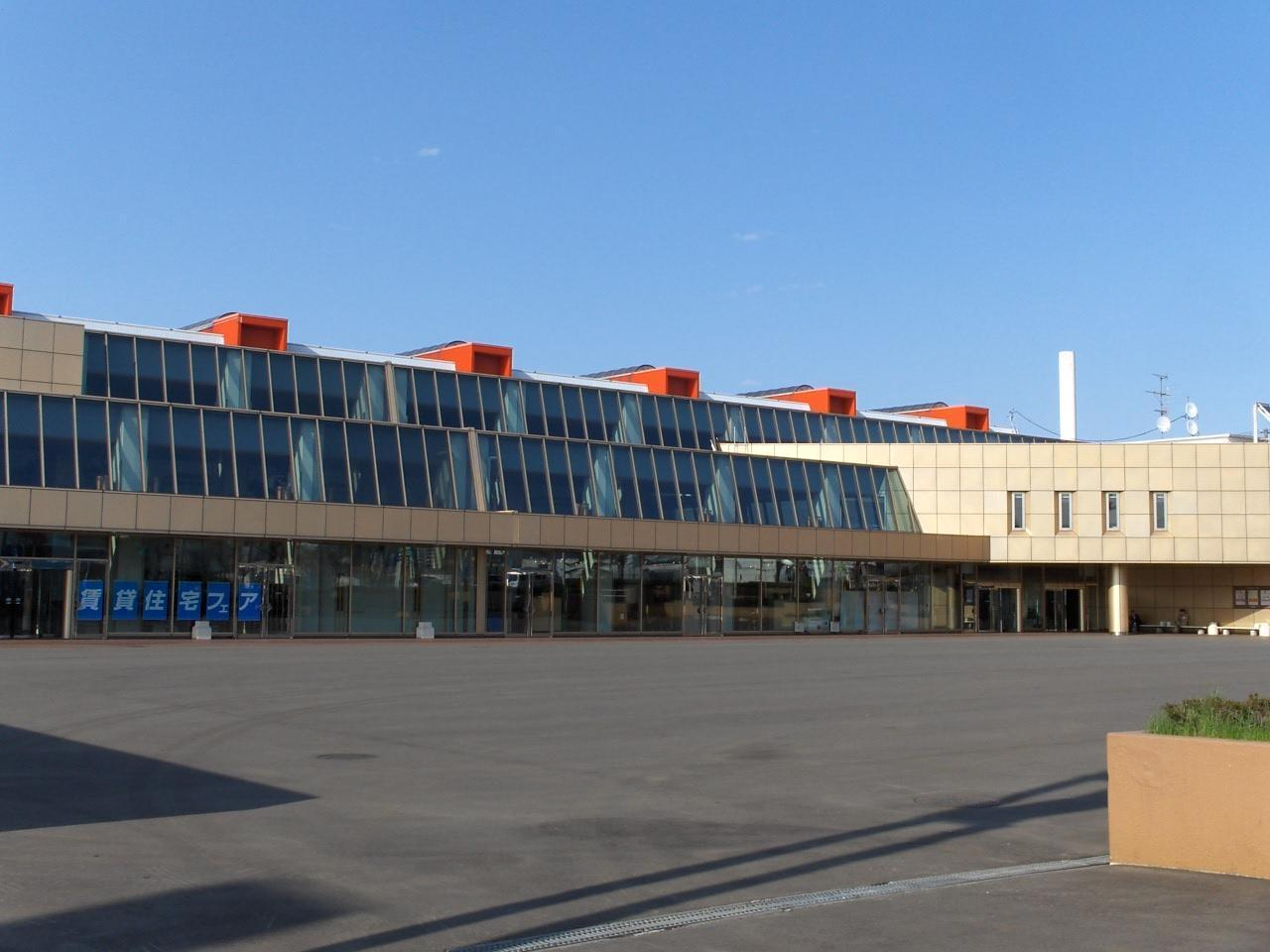
アクセスサッポロ（2007年12月）

### 公園
- 総合公園
  - 中島公園
  - 円山公園
  - 百合が原公園
  - モエレ沼公園
  - 川下公園
  - 月寒公園
  - 藻南公園
  - 五天山公園
  - 厚別山本公園
  - 前田森林公園
  - 平岡公園
- 地区公園
  - あいの里公園
  - 太平公園
  - 新琴似グリーン公園
  - 拓北公園
  - 屯田公園
  - 美香保公園
  - 伏古公園
  - 東雁来公園
  - ひのまる公園
  - 北郷公園
  - さっぽろ大地公園
  - 豊平公園
  - 西岡中央公園
  - 吉田川公園
  - 常盤公園
  - 精進河畔公園
  - 西野西公園
  - 発寒西陵公園
  - 青葉中央公園
  - 熊の沢公園
  - 明日風公園
  - 北発寒公園
  - 前田公園
  - 星置公園
  - 富丘西公園
  - 清田南公園
- 近隣公園
  - 平岸高台公園
  - 平和公園
  - 十五島公園
  - 下手稲公園
- 運動公園
  - 屯田西公園
  - 農試公園
  - 厚別公園
  - 手稲稲積公園
- 特殊公園
  - 大通公園
  - 旭山記念公園
  - 創成川公園
  - やまはなサンパーク
  - 北6条エルムの里公園
  - 西岡公園
  - 札幌芸術の森
  - 宮丘公園
  - 発寒河畔公園
  - 科学館公園
  - 厚別南公園
  - 環状夢のグリーンベルト発祥記念の森
  - 平岡樹芸センター
- 都市緑地
  - 偕楽園緑地
  - 石山緑地
  - 星置緑地
- 広域公園
  - 国営滝野すずらん丘陵公園
  - 北海道立真駒内公園
- 自然公園
  - 道立自然公園野幌森林公園

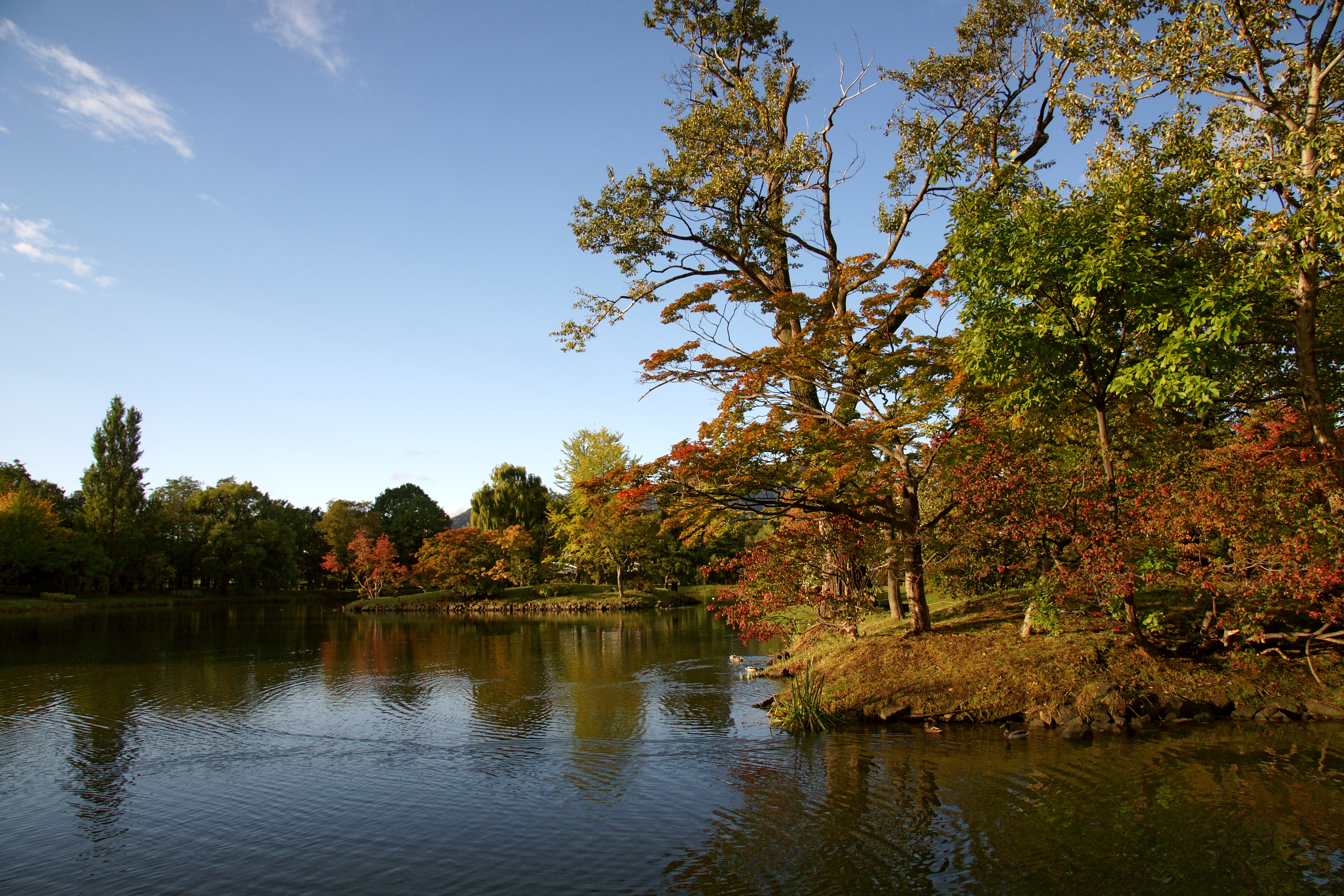
中島公園（2009年10月）
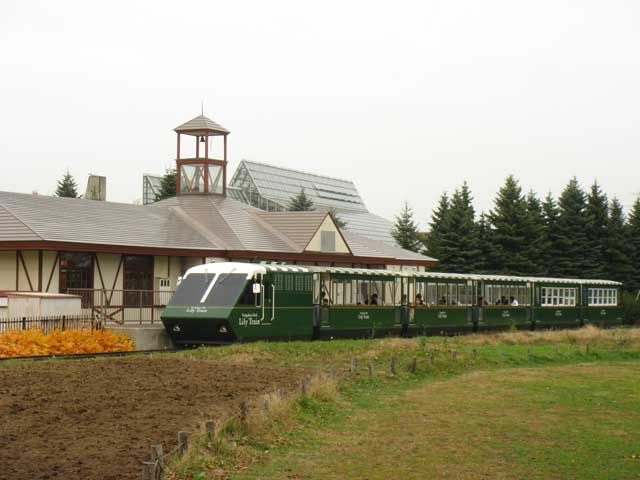
百合が原公園内の列車「リリートレイン」（2007年10月）
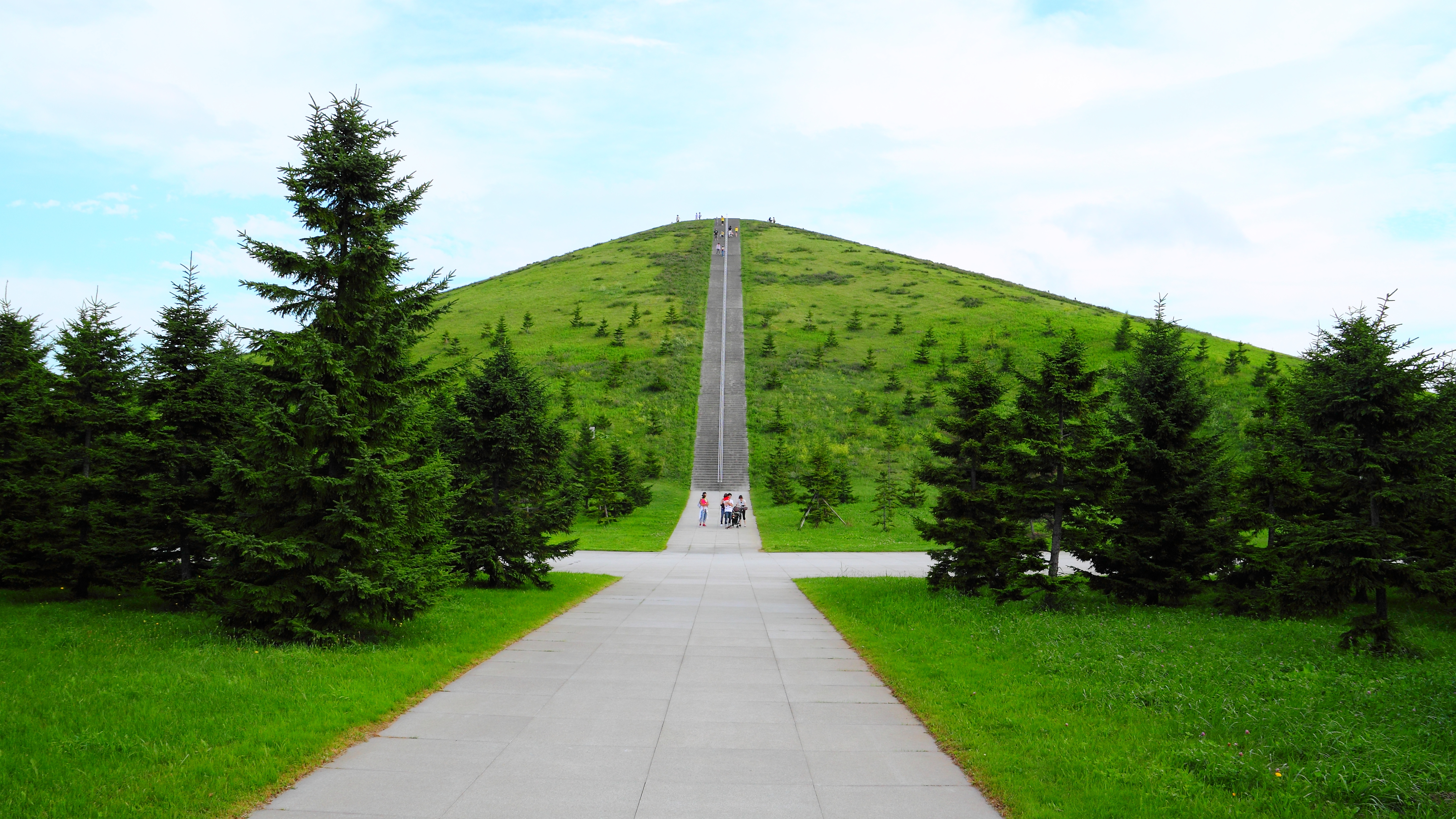
モエレ沼公園（2012年8月）
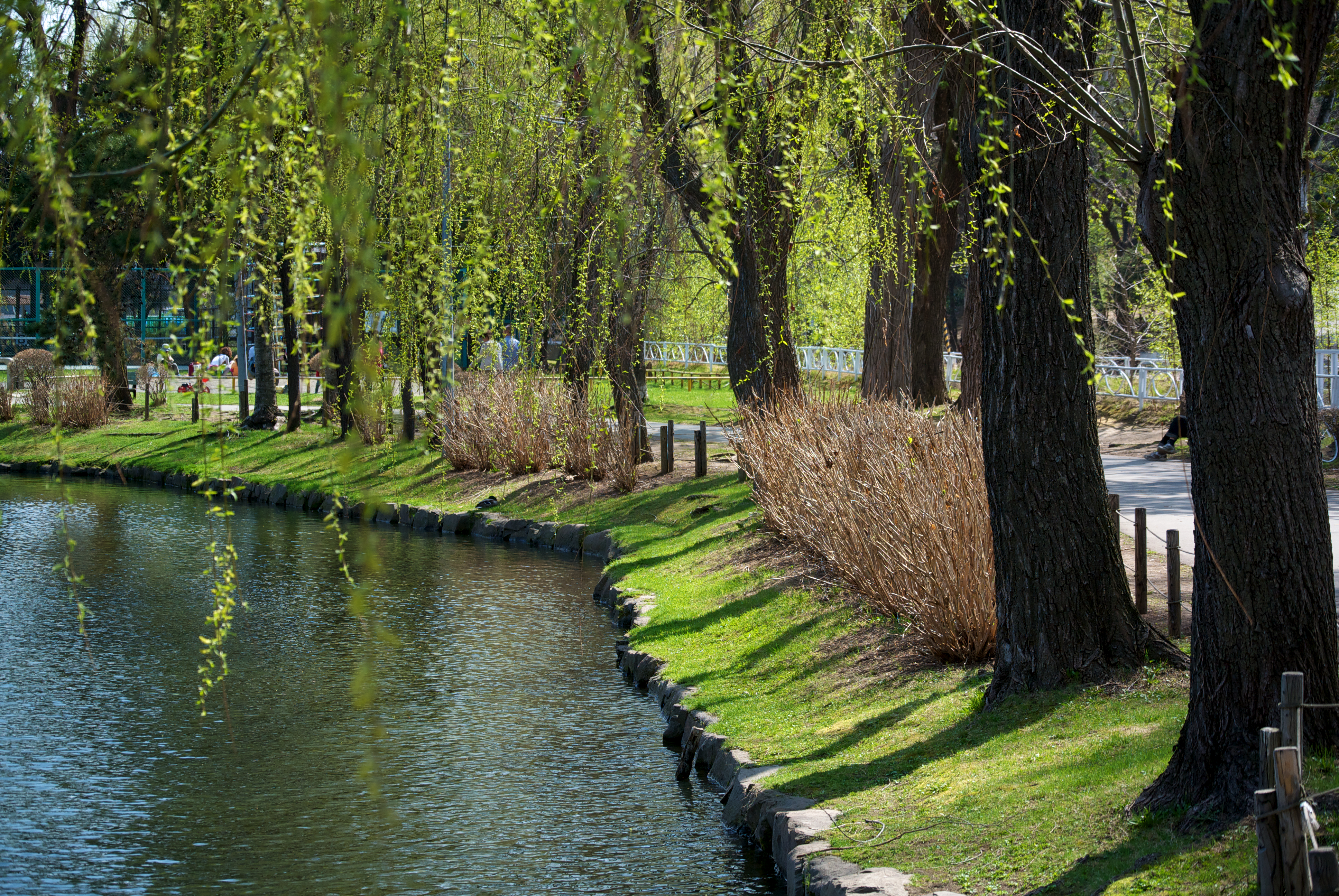
月寒公園（2012年5月）
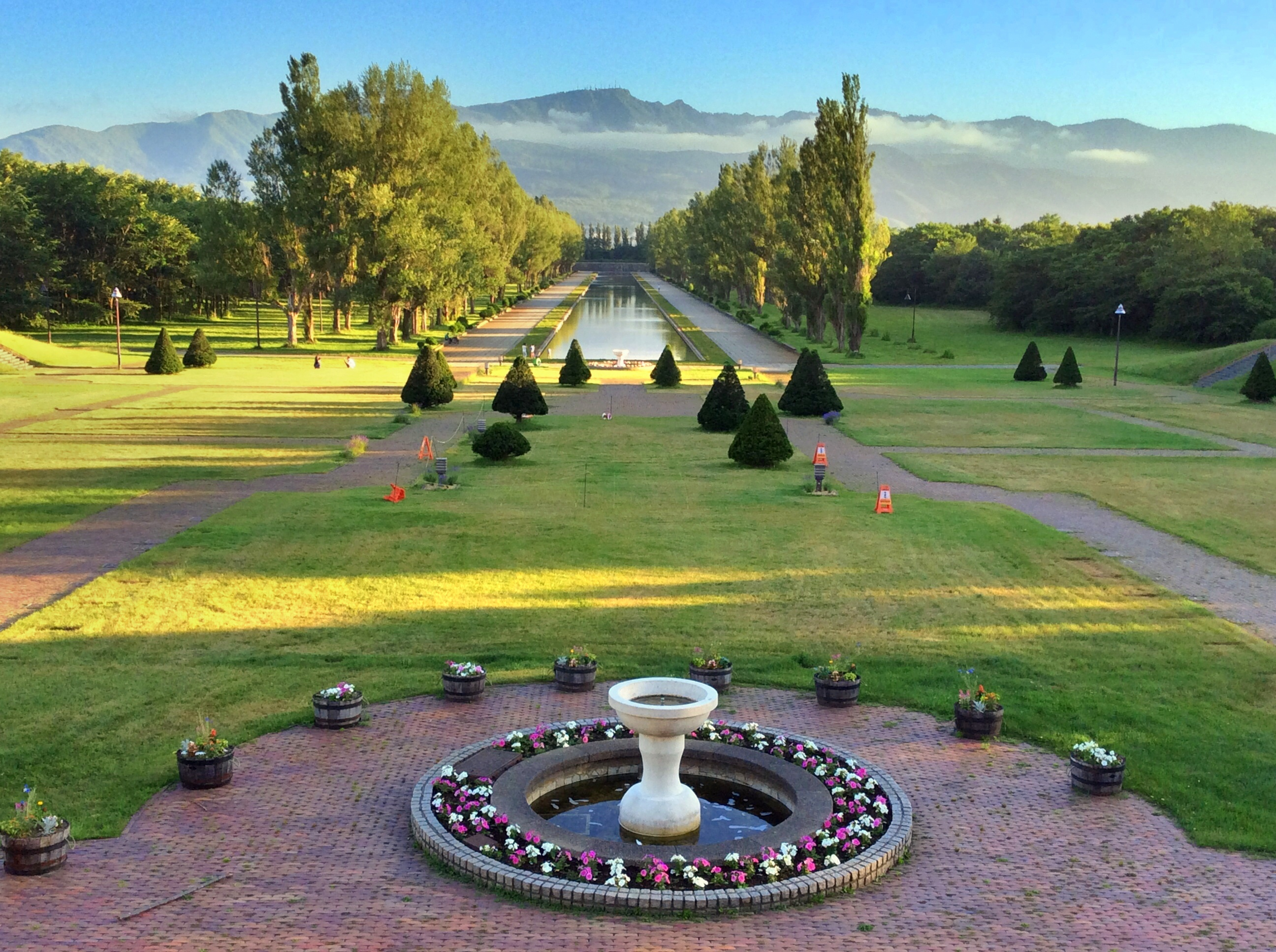
前田森林公園（2014年7月）
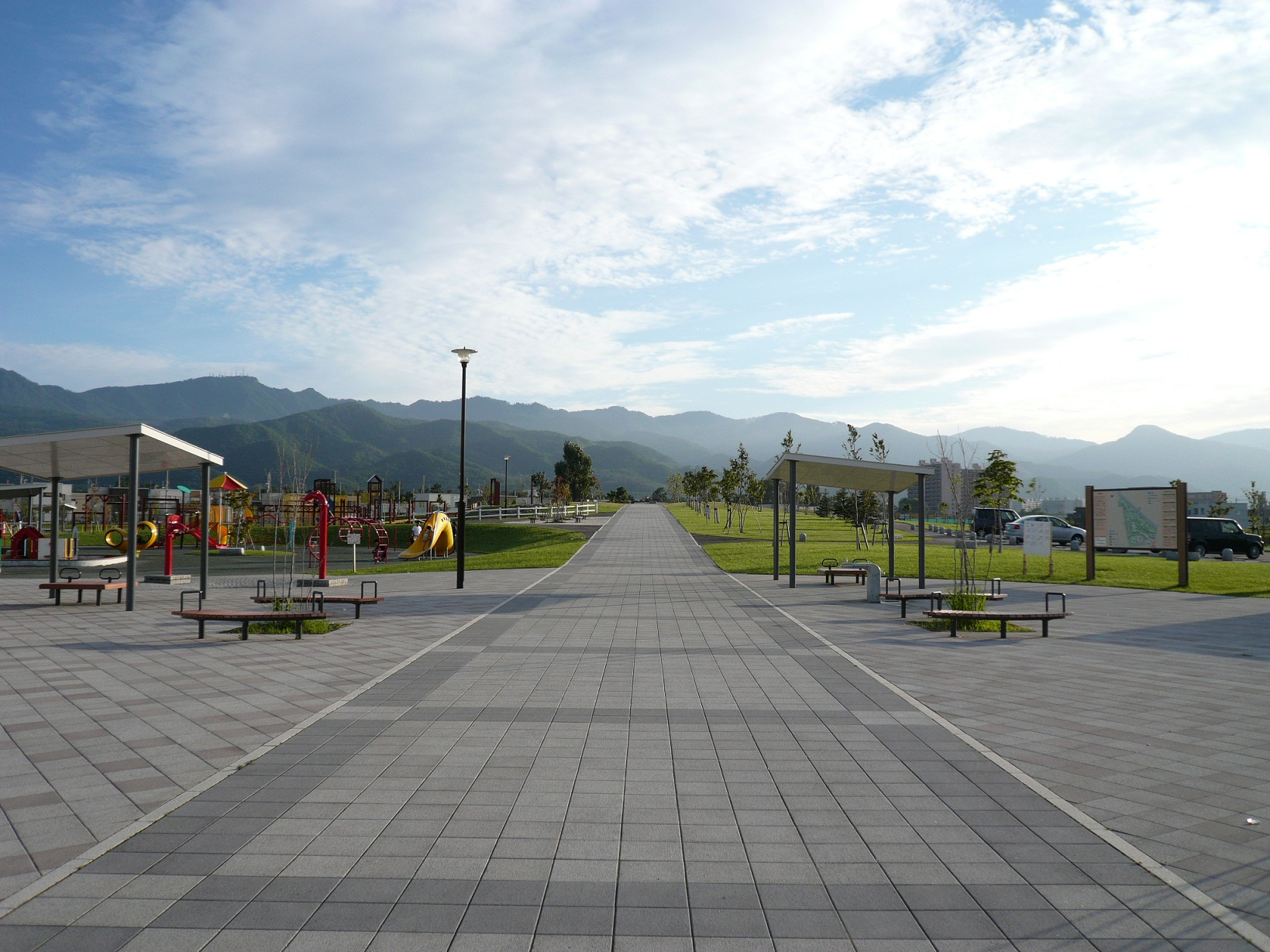
明日風公園（2010年8月）
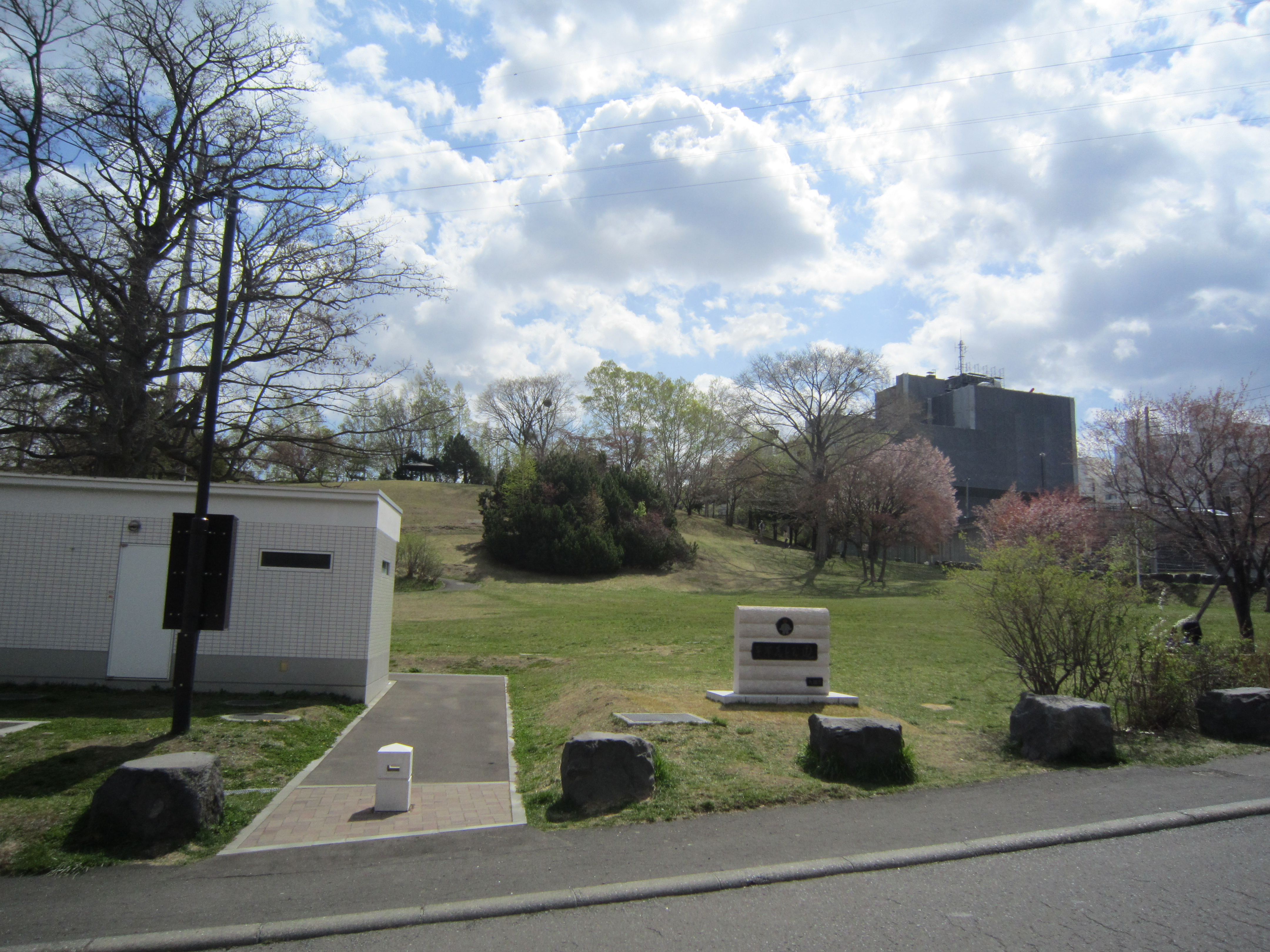
平岸高台公園（2021年5月）
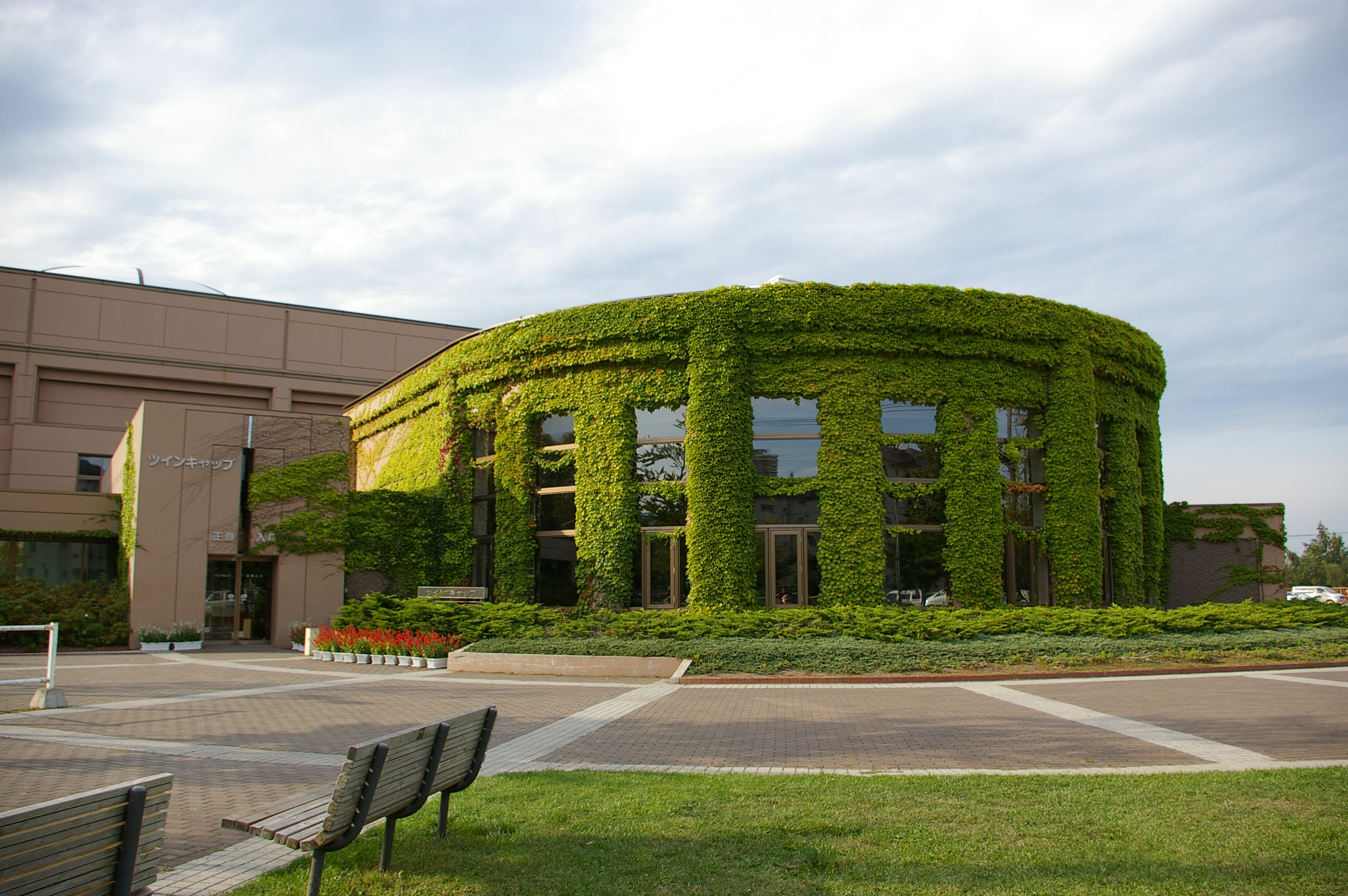
農試公園ツインキャップ（2006年9月）
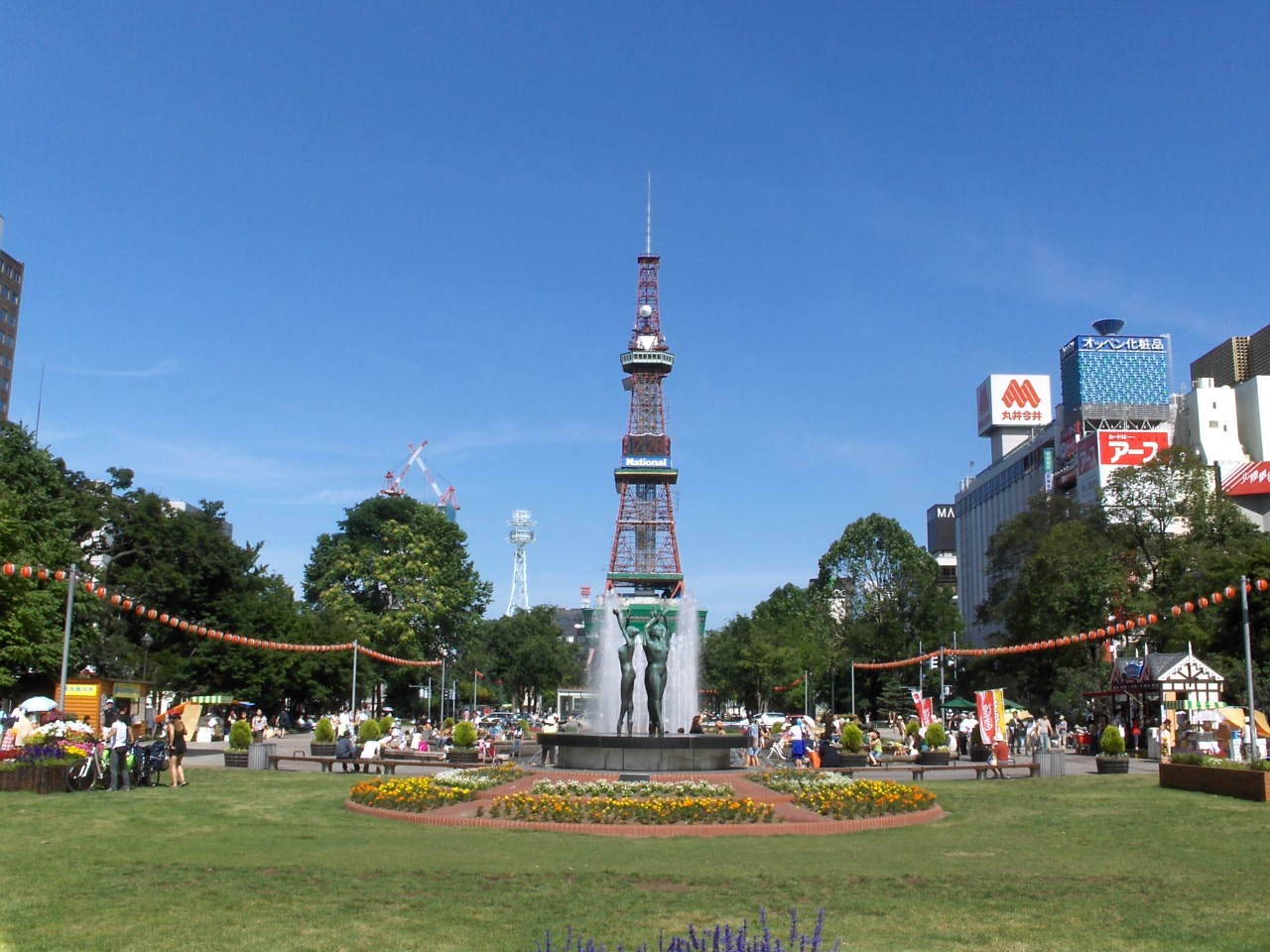
大通公園（2006年8月）
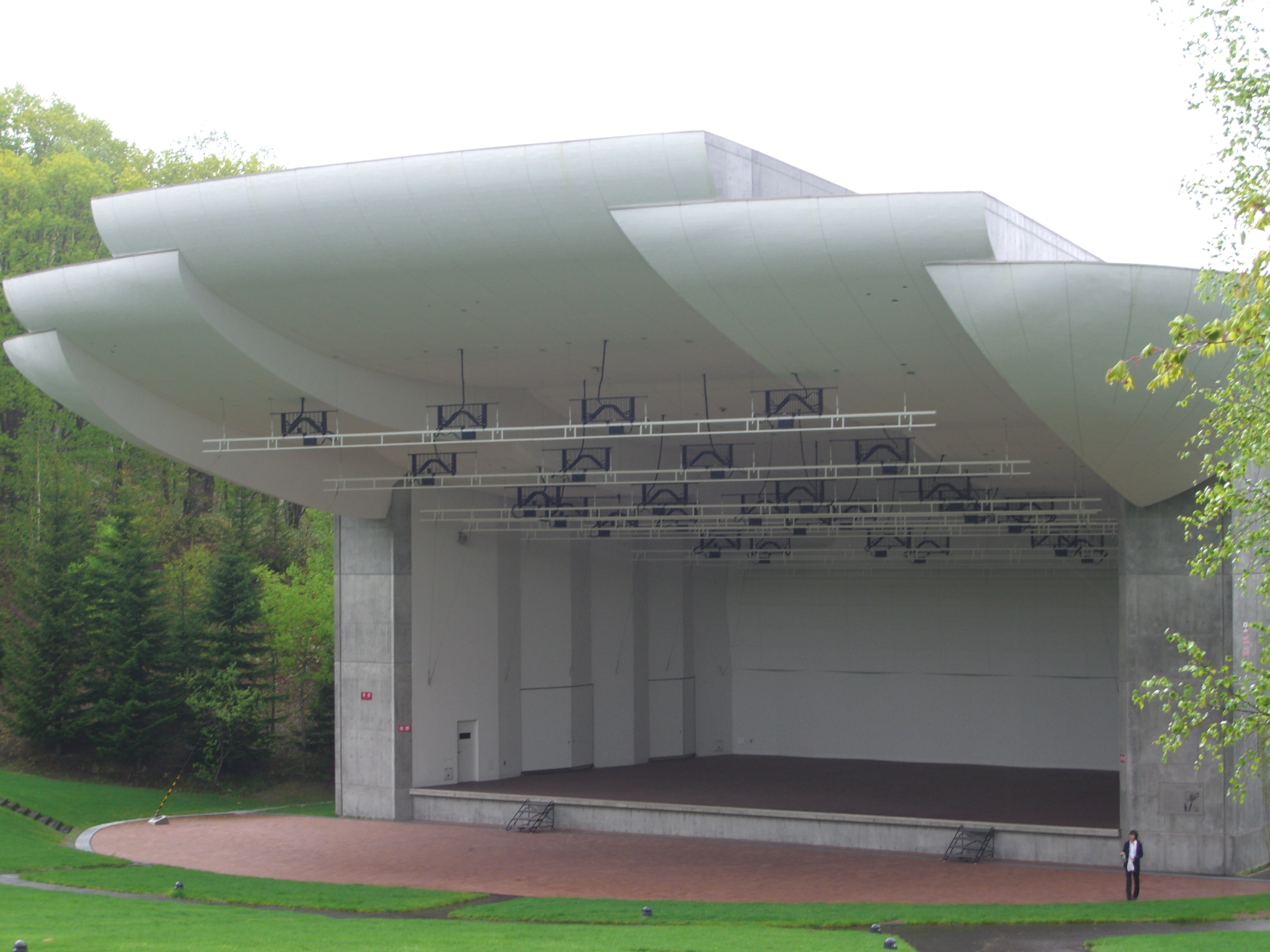
札幌芸術の森野外ステージ（2007年5月）
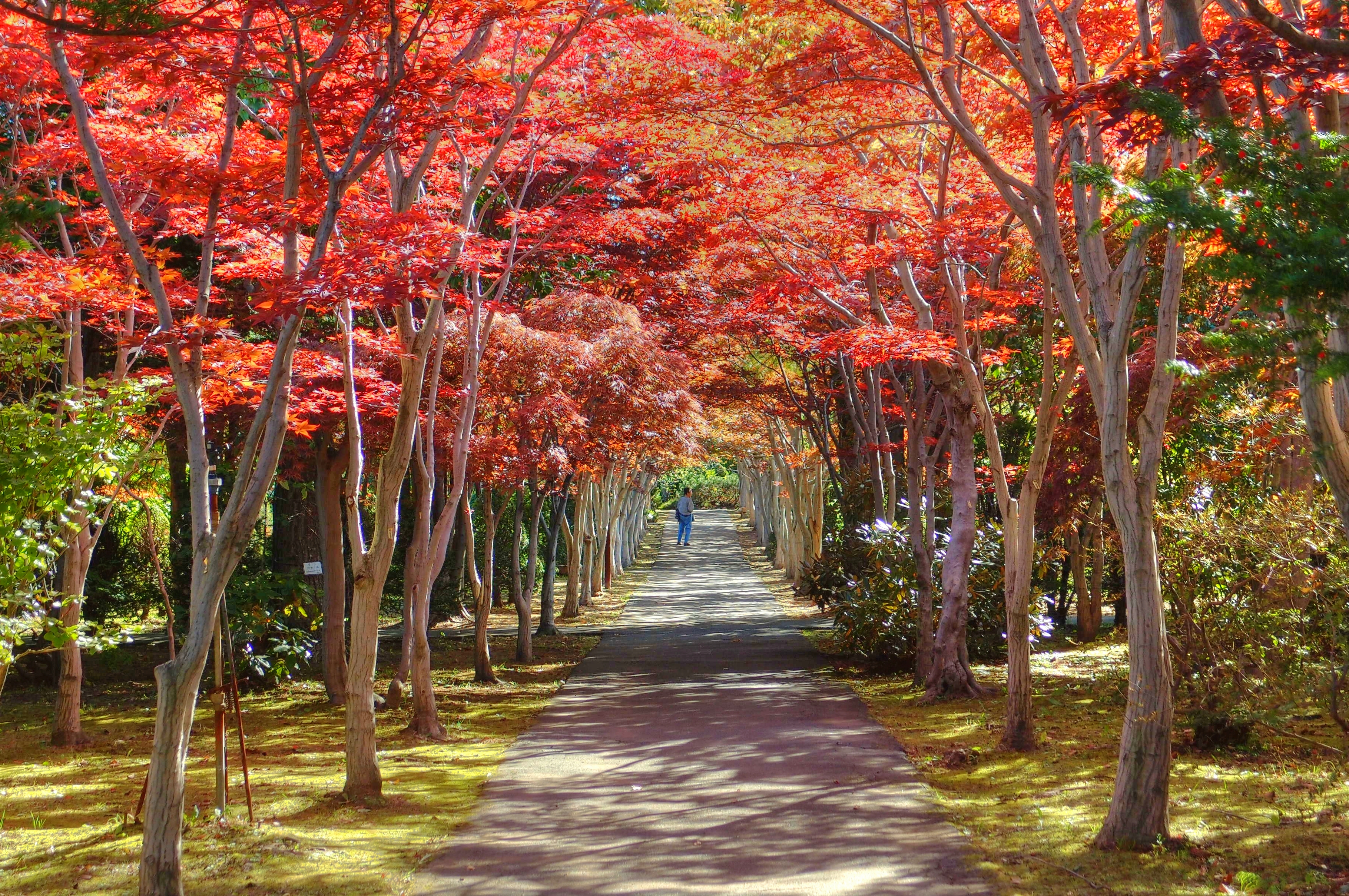
平岡樹芸センター（2016年10月）
国営滝野すずらん丘陵公園（2013年9月）
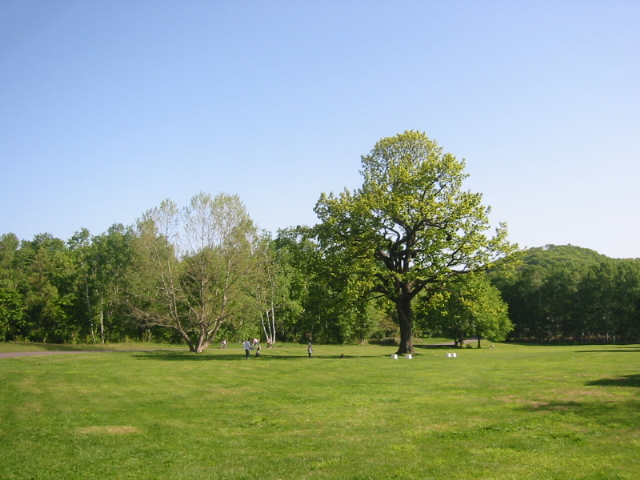
北海道立真駒内公園（2007年6月）
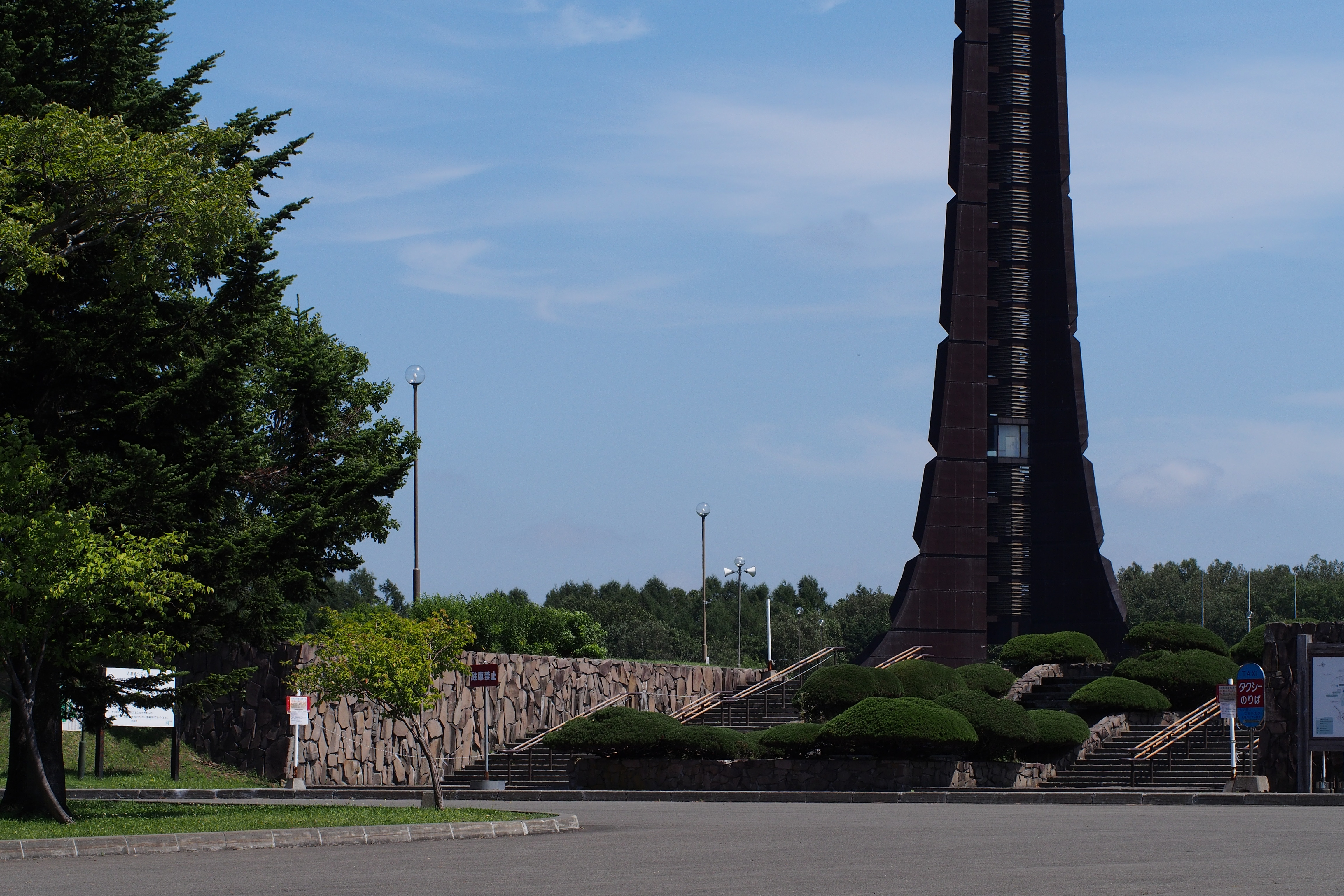
道立自然公園野幌森林公園（2014年8月）

## 対外関係

### 国別外国人登録数
2009年2月の札幌市外国籍市民意識調査
報告書（ダイジェスト版）によると、札幌市の外国人登録総数は9,126 人。
| 国籍別（上位）       | 人数              |
| -------------------- | ----------------- |
| 中国                 | 3,255 人(約35.7%) |
| 韓国・朝鮮（北朝鮮） | 2,714 人(約29.7%) |
| アメリカ合衆国       | 522 人(約5.7%)    |
| フィリピン           | 316 人(約3.5%)    |
| ロシア               | 267 人(約2.9%)    |
| カナダ               | 166 人(約1.8%)    |
| 英国                 | 163 人(約1.8%)    |
| オーストラリア       | 150 (約1.6%)      |
| ネパール             | 122人 (約1.3%)    |
| インドネシア         | 108人 (約1.2%)    |
| その他               | 1343 人(約15.0%)  |

### 姉妹都市･提携都市
「姉妹都市」及び「交流協定等締結都市」参照

#### 海外
姉妹都市
- ポートランド市（アメリカ合衆国 オレゴン州）
  - 1959年（昭和34年）11月17日提携
- ミュンヘン市（ドイツ連邦共和国 バイエルン州）
  - 1972年（昭和47年）8月28日提携
- 瀋陽市（中華人民共和国 遼寧省）
  - 1980年（昭和55年）11月18日提携
- ノボシビルスク市（ロシア連邦 ノボシビルスク州）
  - 1990年（平成2年）6月13日提携
- 大田広域市（大韓民国 広域市）
  - 2010年（平成22年）10月22日提携

提携都市
- 高雄市（中華民国(台湾)）
  - 2017年（平成29年）12月18日 札幌市と高雄市との観光交流に関する覚書締結

#### 国内
提携都市
- 浜松市（中部地方 静岡県）
  - 2009年（平成21年）5月14日 音楽文化都市交流宣言締結
- 松本市（中部地方 長野県）
  - 2010年（平成22年）9月6日 観光･文化交流都市協定締結
- 鹿児島市（九州地方 鹿児島県）
  - 2013年（平成25年）11月16日 観光･文化交流協定締結

その他
- 白石区は、宮城県白石市と友好都市提携を締結している。
- 手稲区は、石狩市・小樽市と三市区連携事業に取り組み、相互交流を図っている。

### 国際機関
「在札幌外国公館等」参照

#### 領事館
総領事館
- 在札幌アメリカ合衆国総領事館
- 在札幌大韓民国総領事館
- 在札幌中華人民共和国総領事館
- 在札幌ロシア連邦総領事館

名誉領事館
- アイルランド名誉領事館
- インドネシア共和国名誉領事館
- ウガンダ共和国名誉領事館
- オーストリア共和国名誉領事館
- ガーナ共和国名誉領事館
- カナダ名誉領事館
- カンボジア王国名誉領事館
- グアテマラ共和国名誉領事館
- スペイン王国名誉領事館
- タイ王国名誉領事館
- チェコ共和国名誉領事館
- チリ共和国名誉領事館
- ドイツ連邦共和国名誉領事館
- デンマーク王国名誉領事館
- ニュージーランド名誉領事館
- ノルウェー王国名誉領事館
- フィリピン共和国名誉領事館
- フィンランド共和国名誉領事館
- ブラジル連邦共和国名誉領事館
- ベトナム社会主義共和国名誉領事館
- ベルギー王国名誉領事館
- フランス共和国名誉領事館
- モンゴル国名誉領事館
- リトアニア共和国名誉領事館

#### 外国政府関連機関
- カナダ政府札幌通商事務所
- 在札幌サハリン州代表部
- 札幌アメリカン・センター
- 札幌アリアンス・フランセーズ
- 札幌韓国教育院

#### その他関連機関
- 台北駐日経済文化代表処札幌分処

## 経済

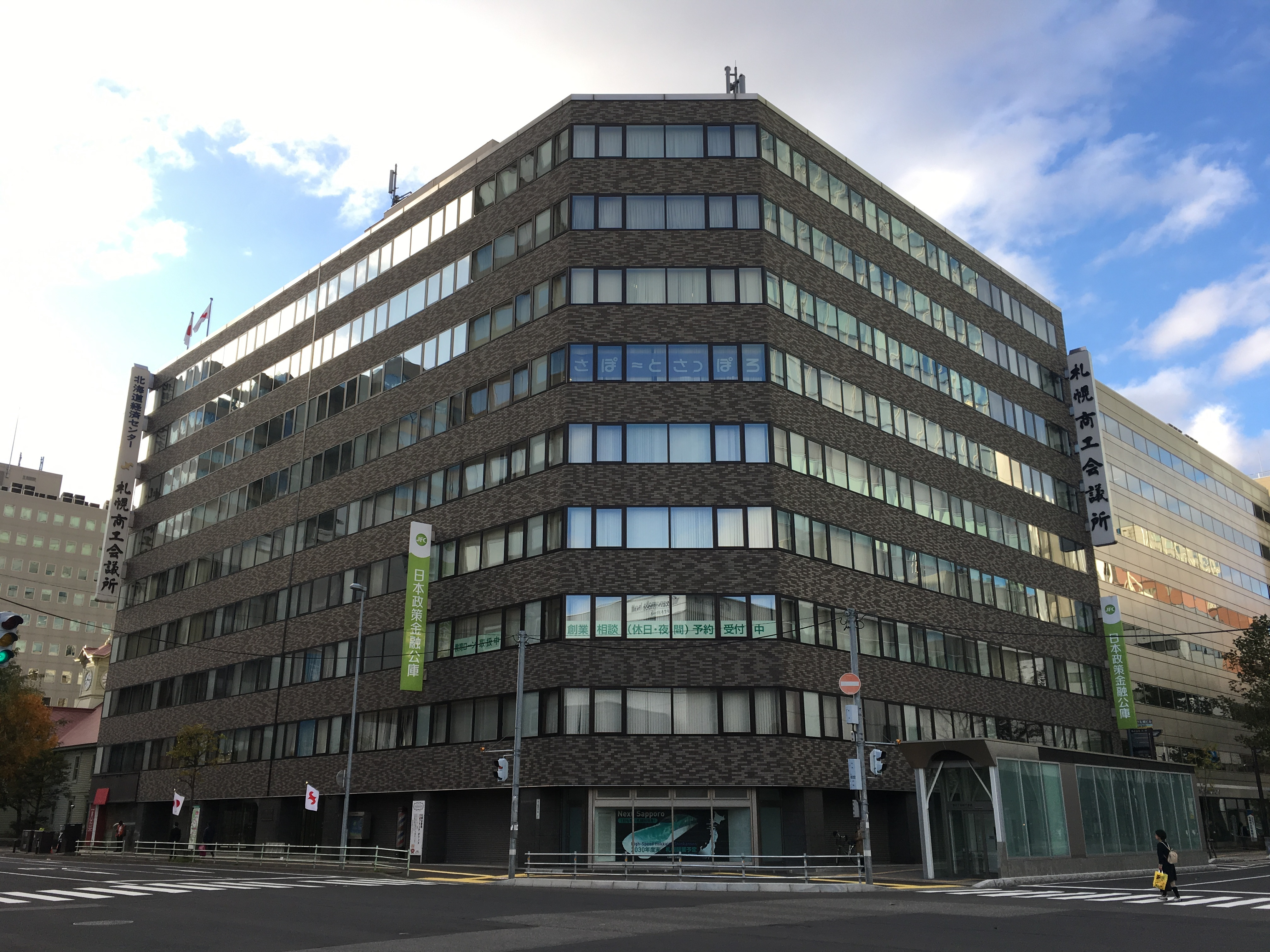
北海道経済センター
札幌商工会議所

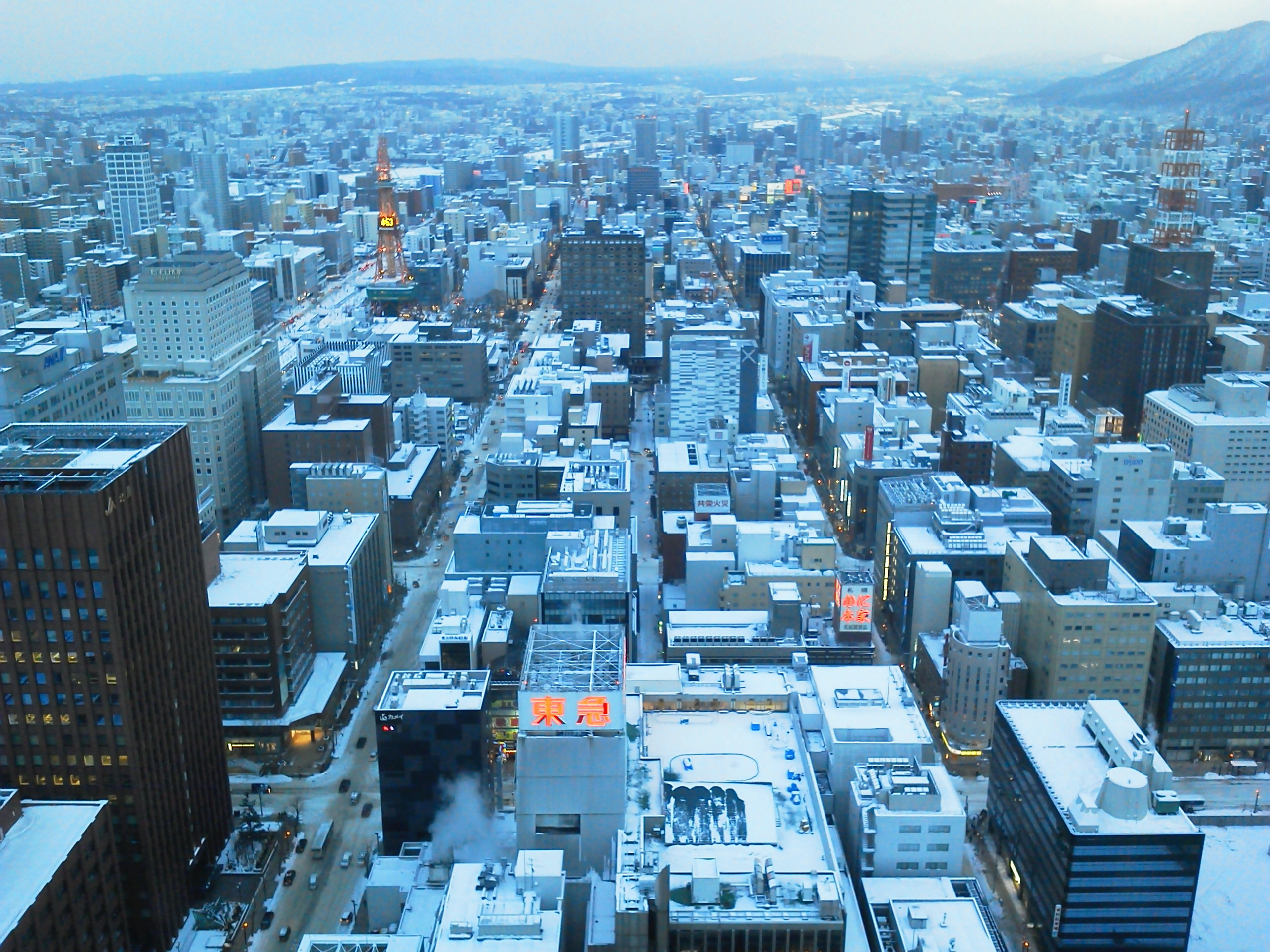
札幌市都心部の中心業務地区

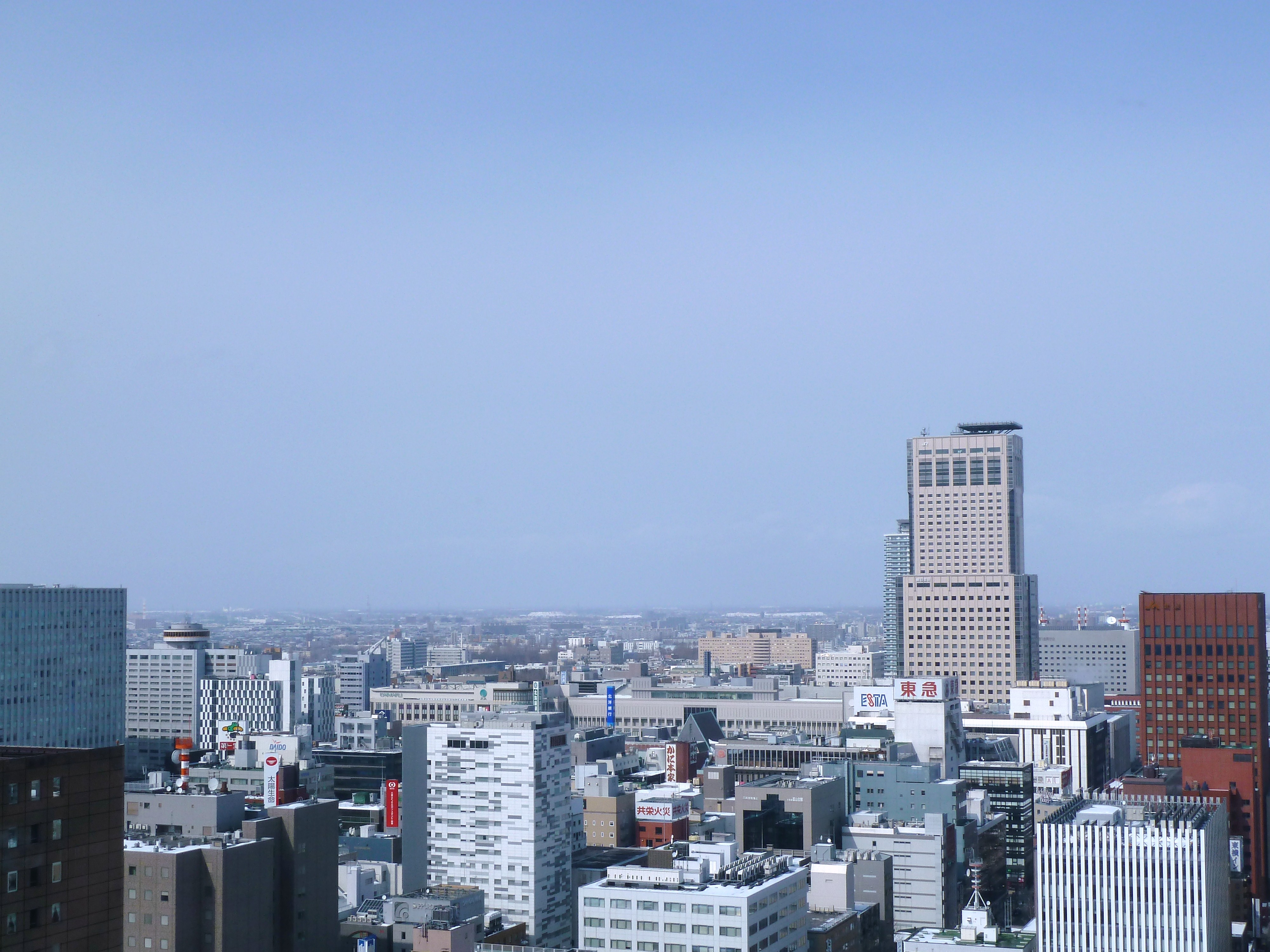
札幌駅周辺

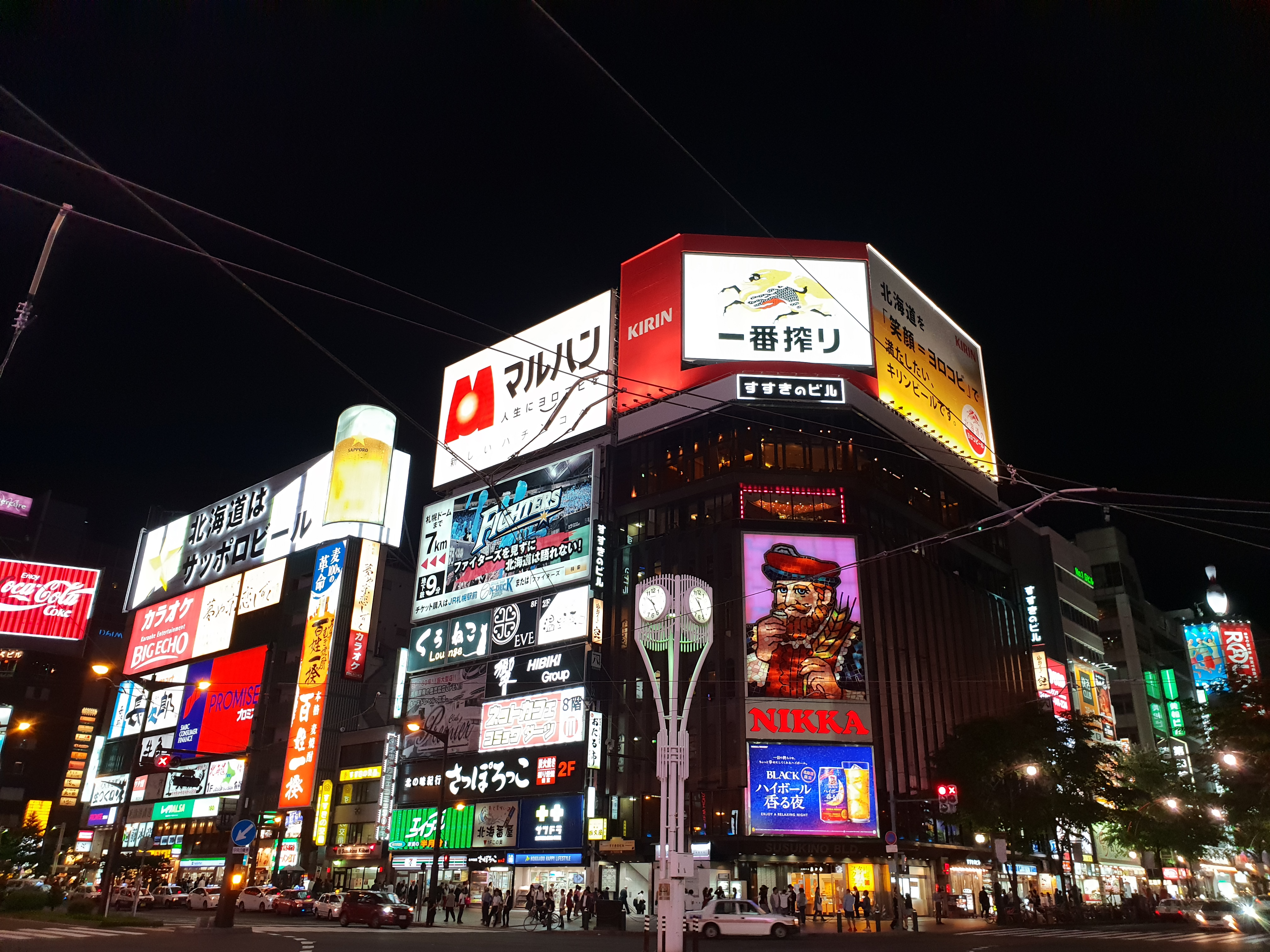
日本三大歓楽街の1つであるすすきのの夜景

北海道経済の中心都市で市内総生産は名目で7兆6100億円（令和元年度）。札幌市の経済は人口の増加に伴う市民サービスや事業所向けのサービス業などの第三次産業が最も発達しており、地元に形成された需要に対応する内需型産業を中心に発展してきた。流通業では札幌で成長した小売企業が北海道外へ展開する例が複数あるほか、コンテンツ産業の育成が市の計画に盛り込まれて以降、IT、情報メディア、コンテンツ産業系の企業が集積している。

### 第一次産業
明治時代の開拓初期から屯田兵が水田・畑の開墾を行い、1876年には北海道大学の前身となる札幌農学校が設置されるなど北方農業の技術拠点としての役割を担ってきた。太平洋戦争後は札幌市の急速な発展に伴い都市基盤整備のために農地が転用され、農地・農家戸数の減少が進んだ。2006年の農業産出額はおよそ38.4億円で、耕種が30.7億円で畜産が7.8億円となっている。主な産物は、タマネギ（札幌黄）、カボチャ、スイカ、ホウレンソウなどで、タマネギに関しては札幌が栽培発祥の地である。

### 第二次産業
北海道における工事費（出来高ベース）の構成比は、2010年度で公共56.4%、民間43.6%と公共の割合が半数以上を占めており、全国で最も高い比率となっている。公共事業の減少傾向に伴い、札幌市でも建設業の事業所数・従業員数ともに減少している。製造業においては、札幌市の製造品出荷額は2010年で4696億円となっており、北海道内では工業都市の苫小牧市・室蘭市に次いで第3位となっている。また、製造業においても事業所数・従業員数ともに減少傾向となっている。主な業種は食料品製造業、印刷・同関連業、金属・機械製造業となっている。
札幌市では「札幌型ものづくり産業」としてIT産業、バイオ産業、コンテンツ産業が新たな産業振興として発展しており、1986年には札幌テクノパークが分譲開始し、1990年代には札幌駅北口周辺を中心にIT関連企業が集積した。札幌市のIT産業は主要製造業を上回る規模になっており、北海道全体のおよそ8割のシェアになっている。また、2011年12月には札幌市が総合特別区域法による「札幌コンテンツ特区」（2016年特区解除）、札幌市を含む北海道内の一部市町村が「北海道フード・コンプレックス国際戦略総合特区」に指定されており、フード特区では北海道産の農水産資源や加工品の付加価値向上、販路拡大などを図っている。

### 第三次産業
札幌市で最も発達している産業である。小売業に関しては事業所数は減少傾向であるが、従業者数は飲食料品小売業を中心に増加している。不動産業事業所数の割合は、全国・北海道・地方中枢都市（仙台市・広島市・福岡市）のいずれと比較しても札幌市の割合が上回っている。札幌市中心部（駅前通地区）のオフィス平均賃料は2011年12月末時点で13,445円／坪となっており、東京丸の内地区の3分の1の賃料となっている。札幌市は2000年度からコールセンターの誘致活動を行っており、金融業・保険業・小売業など全国有数のコールセンター集積地となっている。サービス業に関しては、学術研究・専門技術サービス業事業所数の構成比が全国・北海道と比較して高い割合になっている。また、サービス業における業種別の従業者数の構成比をみると、医療・福祉業が最も多く、次いで宿泊業・飲食業、生活関連サービス業・娯楽業と続いている。歓楽街・すすきのは、東京・新宿の歌舞伎町、福岡・博多の中洲と並んで「日本三大歓楽街」と称され、全国的に有名である。

### 札幌市に拠点を置く企業

#### 農林業
- 雪印種苗
- 雪印メグミルク（本社機能は東京都にある）

#### 建設業
- 伊藤組土建
- イワクラホーム
- 岩田地崎建設
- NX機工（NXグループ）
- つうけん
- 土屋ホーム
- 菱中建設（登記上の本店は苫小牧市）
- 豊栄建設（ロゴスホールディングスグループ）
- 北弘電社
- 北海電気工事
- ミサワホーム北海道

#### 製造業
食品
- 石屋製菓
- 永光農園
- かね彦
- 北の達人コーポレーション
- きのとや
- コトメンフーズ
- 坂栄養食品
- さがみ屋
- サザエ食品
- サッポロウエシマコーヒー
- 札幌キムラヤ
- 札幌酒精工業
- 札幌千秋庵製菓
- 札幌バルナバフーズ
- 札幌パリ（ヤマザキグループ）
- サッポロビール（東京都との二本社制、登記上の本店は東京都渋谷区）
- 佐藤水産
- サンマルコ食品
- 食農
- 新札幌乳業
- ソラチ（札幌本部、登記上の本店は芦別市）
- 土倉（伊藤園グループ）
- テンフードサービス（みよしのさっぽろで外食チェーンも営む）
- どんぐり
- 西山製麺
- 日糧製パン（ヤマザキグループ）
- 日本清酒
- 福山醸造
- ベル食品
- HOKUO（北欧STプラン・北欧SSプラン）
- ホクリヨウ
- 北海道コカ・コーラボトリング（大日本印刷グループ）
- 北海道畜産公社（ホクレングループ）
- 北海道糖業
- ほんま
- 横山製粉
- よつ葉乳業（登記上の本店は音更町）
- ロイズコンフェクト
- ロバパン（フジパングループ）
- わらく堂
- ろまん亭

機械
- 協和機械製作所
- 札幌交通機械
- テツヤ
- フルテック
- NICHIJO
- 北海紙管
- 北海道セイカン工業

石油・石炭製品
- 北商コーポレーション

#### 運輸
公共交通
- AIRDO
- 北海道エアシステム（JALグループ）
- 北海道旅客鉄道（JR北海道）
- 札幌ばんけい（ばんけいバス）（太陽グループ）
- ジェイ・アール北海道バス（JRバス）
- じょうてつ（じょうてつバス）（東急グループ）
- ハートランドフェリー

その他運輸
- 安全永楽交通
- 大友運送
- 国際観光バス（加森観光グループ）
- 札幌三信倉庫
- 札樽自動車運輸（国際興業グループ）
- 札幌第一観光バス（北海道中央バスグループ）
- 北海道バス（東京大阪バスグループ）
- 蔦井倉庫
- 時計台バス
- 北都交通
- 北海道交運グループ
- 北海道航空
- 松岡満運輸
- ロジネットジャパン

#### 卸売業
- エネサンス北海道（住友商事グループ）
- キムラ
- クワザワ
- 小林本店（登記上の本店は栗山町）
- サングリン太陽園
- 大丸
- ナシオ
- ナラサキ産業
- ほくやく・竹山ホールディングス
- 北海道フードフロンティア
- 丸金浅野商事
- ムトウ

#### 小売業
百貨店・スーパーマーケット
- アークス
- イオン北海道（イオングループ）
- つじ卸売スーパー
- 札幌丸井三越（三越伊勢丹グループ）
- 産直
- JR北海道フレッシュキヨスク
- 東光ストア（アークスグループ）
- 北雄ラッキー（CGCグループ）
- ホクノー
- ホクレン商事
- 丸ヨ池内
- モリワキ（北海市場）
- ラルズ（アークスグループ）

コンビニエンスストア
- セコマ（セイコーマート）

ホームセンター
- ジョイフルエーケー
- ニトリ（ニトリホールディングス）
- DCM[113]（DCMホールディングス）
- DCMニコット[114]（DCMホールディングス）

ドラッグストア
- アインファーマシーズ（アインホールディングス）
- サッポロドラッグストアー（サツドラホールディングス）
- ツルハ（ツルハホールディングス）

保険調剤薬局
- メディカルシステムネットワーク

自動車・産業機械小売
- エムズメッセ
- カメイオート北海道
- 札幌トヨタ自動車
- 札幌トヨペット
- 札幌日産自動車
- トヨタカローラ札幌
- 日産プリンス札幌販売
- 日本ニューホランド（ニューホランドAg）
- ネッツトヨタ札幌
- ネッツトヨタ道都
- 東日本テクノ
- 北海道いすゞ自動車（国際興業グループ）
- 北海道スバル
- 北海道日産自動車
- 北海道マツダ販売
- 北海道三菱自動車販売
- UDトラックス北海道

燃料・ガス小売
- いちたかガスワン
- カツキ
- 中和石油
- 北海道エナジテック
- 北海道エネルギー

外食産業
- 味の時計台
- アレフ（びっくりドンキー）
- 札幌かに本家
- さんぱち
- 大協商事（とんよし）
- タスコシステム
- テンフードサービス（みよしの）
- とっぴい
- 丸千代山岡家

その他小売
- エルム楽器
- カラマツトレイン
- 玉光堂
- ドクターアイズ（フィッシュランドグループ）
- ハミューレ（プロノ）
- はるやまチェーン
- 富士メガネ
- フィッシュランド
- メガネサロンルック
- メガネのプリンス

#### 金融・保険業
金融機関
- 北洋銀行
- 北海道銀行
- 北海道信用金庫
- 北央信用組合
- 札幌中央信用組合
- ウリ信用組合
- 北海道労働金庫
- JAバンク北海道（北海道信用農業協同組合連合会）
- JFマリンバンク北海道（北海道信用漁業協同組合連合会）

生命保険
- アクサ生命（東京都との二本社制、登記上の本店は東京都港区）

証券業
- 北洋証券

証券取引所
- 札幌証券取引所
  - アンビシャス（新興企業向けの市場）

その他金融・保険
- 片桐機械
- ドンリースアンドレンタル
- 中道リース
- ニッセンレンエスコート
- 北海道リート投資法人（北海道アセットマネジメント）

#### 不動産業
- 常口アトム
- ビッグ
- エムエムエスマンションマネージメントサービス

#### サービス業
観光
- アンビックス
- 加森観光
- カラカミ観光
- JR北海道ホテルズ
- 札幌国際観光
- 札幌シャトレーゼ
- トーホウリゾート
- 北海道振興
- 北海道ツアーズ

アミューズメント
- SDエンターテイメント
- 北東商事
- 正栄プロジェクト
- 新和グループ
- 太陽グループ
- コンサドーレ
- スガイディノス

医療・福祉サービス
- 札幌臨床検査センター
- 光ハイツ・ヴェラス

広告代理
- インサイト

コンサルタント
- ドーコン
- ノーザンクロス
- 北海道チャイナワーク
- 明治コンサルタント

人材紹介
- キャリアバンク
- リージョンズ
- NTTネクシア

学習支援
- 進学会
- ニスコ
- 練成会グループ

その他サービス
- カナモト
- サンコー
- ティーバイティーガレージ
- 北清企業

#### 札幌市に事務局を置く協同組合
- 札幌市農業協同組合（JAさっぽろ）
- サツラク（サツラク農業協同組合）
- 生活協同組合コープさっぽろ
- 東北海道貸切バス事業協同組合
- ホクレン（ホクレン農業協同組合連合会）
- 北海道農業共済組合（NOSAI北海道）
- 北海道ぎょれん（北海道漁業協同組合連合会）
- 北海道季節労働組合
- 北海道生活協同組合連合会

#### その他協会・団体
- エゾシカ協会
- EnVision環境保全事務所
- コンカリーニョ
- 札幌国際プラザ
- さっぽろ産業振興財団
- さっぽろ自由学校「遊」
- 札幌商工会議所
- 札幌弁護士会
- 千島歯舞諸島居住者連盟
- ツール・ド・北海道協会
- 天然記念物北海道犬保存会
- 日本バイアスロン連盟
- 北海道医師会
- 北海道宇宙科学技術創成センター
- 北海道看護協会
- 北海道経済連合会（道経連）
- 北海道歯科医師会
- 北海道獣医師会
- 北海道スカイスポーツ協会
- 北海道電気保安協会
- 北海道乳業協会
- 北海道百貨店協会
- 北海道弁護士会連合会
- 北海道貿易物産振興会
- 北海道薬剤師会
- 北海道臨床心理士会

### 産業団地一覧
「さっぽろ産業ポータル」参照
北区
- 新川地区工業団地

東区
- 東苗穂工業団地
- 丘珠鉄工団地
- 丘珠地区工業団地
- 札幌市リサイクル団地

白石区
- 米里北地区工業団地
- 大谷地流通業務団地（流通センター）

南区
- 札幌アートヴィレッジ

西区
- 発寒鉄工団地
- 発寒鉄工関連団地
- 発寒木工団地
- 発寒地区第2工業団地
- 発寒地区第3工業団地
- 発寒地区第4工業団地

厚別区
- 厚別地区軽工業団地
- 厚別地区第2軽工業団地
- 札幌テクノパーク

手稲区
- 手稲工業団地
- 手稲山口地区軽工業団地

清田区
- 札幌ハイテクヒル真栄

### 札幌市で創業された主な企業
- アルケミスト（キャラクター商品開発・ゲーム企画販売。現在の本社は東京都江東区）
- ウェルネット（いちたかガスワンと源流を同じくしていたが、現在は本社を東京都に移転し(登記上の本店は札幌市)、同社との資本関係は無い）
- 工房（コンピュータシステム企業。現在の本社は埼玉県川口市）
- サッポロビール（開拓使麦酒醸造所の後身である札幌麦酒会社を源流の一つとする）
- つぼ八（外食チェーン。現在の本社は東京都台東区、登記上の本店は札幌市）
- とんでん（和食レストラン。現在の本社はさいたま市南区、登記上の本店は恵庭市）
- 日本調剤（保険調剤薬局。現在の本社は東京都千代田区）
- ハドソン（ゲームソフト製作会社。コナミデジタルエンタテインメントに吸収され法人格消滅。後に東京都港区に移転）
- 北海道エア・ウォーター（総合ガス企業。現・エア・ウォーター。現在の本社は大阪市中央区、登記上の本店は札幌市）
- メロンブックス（同人ショップ。現在の本社は東京都台東区）
- 雪印乳業（食品製造業。現在の雪印メグミルク。現在の本社は東京都新宿区、登記上の本店は札幌市）
- 道水（旧社名「北海道水産製造」。札幌市で創業し、本社を北海道函館市へ移転）

### かつて札幌市にあった企業
- エヌ・ティ・ティ・ドコモ北海道（2008年（平成20年）7月、NTTドコモ（ドコモ中央）と合併）
- カウボーイ（スーパーマーケット）
- 札幌銀行（2008年（平成20年）10月14日、北洋銀行と合併）
- 札幌タイムス
- そうご電器
- 地崎工業（2007年（平成19年）4月1日、岩田建設に吸収合併）
- デービーソフト（ソフトウェア製作会社）
- 豊羽鉱山（新日鉱グループ、2006年（平成18年）2月末操業休止、同年3月31日閉山）
- 中道機械
- 古谷製菓
- 北海タイムス
- 北海道拓殖銀行

## 情報･通信

### マスメディア
テレビ・FMの送信所は手稲山、AMラジオの送信所は江別市（江別ラジオ放送所）に設置している。2015年6月現在、札幌市では全国の市区町村（基礎自治体）で最も多い8局が放送している。

#### 新聞社
- 北海道新聞社（北海道新聞・道新スポーツ）
- 北海道日刊スポーツ新聞社（日刊スポーツ）
  - 日刊サッポロ（日刊ゲンダイ北海道版）
- 北海道通信社（北海道通信 日刊建設版・北海道通信 日刊教育版）
- 北海道建設新聞社（北海道建設新聞）
- 水産新聞社（水産新聞）

#### 出版社
- 財界さっぽろ（財界さっぽろ）
- 太陽（月刊クォリティ）
- Re Studio（リ・スタジオ）（北方ジャーナル）
- 北海道アルバイト情報社
- 北海道出版企画センター

#### 放送局
テレビ放送
- NHK札幌放送局 （リモコンキーID=総合・3ch、教育・2ch）
- 北海道放送（HBC）※JNN・TBSネットワーク系列（リモコンキーID=1ch）
- 札幌テレビ放送 (STV）※NNN・NNS系列（リモコンキーID=5ch）
- 北海道テレビ放送（HTB）※ANN・テレビ朝日ネットワーク系列（リモコンキーID=6ch）
- テレビ北海道（TVh）※TXN系列（リモコンキーID=7ch）
- 北海道文化放送（UHB）※FNN・FNS系列（リモコンキーID=8ch）

エリア放送
- ことにTV 琴似商店街（西区）

ラジオ放送局
- NHK札幌放送局（R1：567kHz・R2：747kHz・FM：85.2MHz）
- HBCラジオ※JRN系列・NRN系列（1287kHz・FM：91.5MHz）
- STVラジオ※NRN系列（1440kHz・FM：90.4MHz）
- エフエム北海道（AIR-G'）※JFN系列（80.4MHz・大通：79.2MHz）
- FM NORTH WAVE（NORTH WAVE）※JFL系列（82.5MHz・大通：77.2MHz）

コミュニティ放送局
- 札幌コミュニティ放送局（ラジオカロスサッポロ）中央区 (78.1MHz)
- 札幌ラヂオ放送（ラジオノスタルジア）中央区 (78.6MHz)
- さっぽろ村ラジオ 東区 (81.3MHz）
- 北海道綜合放送 (With-S）白石区 (83.0MHz)
- エフエムとよひら（FMアップル）豊平区 (76.5MHz)
- らむれす（三角山放送局）西区 (76.2MHz)
- BIPSC（FMドラマシティ）厚別区 (77.6MHz)

インターネットラジオ局
- SSKラジオ放送（札幌総合コミュニティーラジオ放送）

ケーブルテレビ事業者
- ジェイコム札幌

### 通信
情報処理・データセンター
- HBA

電気通信
- 北海道総合通信網

ソフトウェア
- アジェンダ
- CEホールディングス
- ビー・ユー・ジーDMG森精機
- 北海道キューブシステム

その他
- Axis
- イー・カムトゥルー
- イオシス
- エイチエス
- エコミック
- ギガ連射
- クリプトン・フューチャー・メディア
- グルーブボックスジャパン
- ゲームドゥ
- ジー・リンク
- ズーム
- スマイルブーム
- ソフトコム
- データクラフト
- トミーウォーカー
- ネットファーム・コミュニケーションズ
- ノースムーン（Non rouge・わらふく）
- ハ・ン・ド
- ピコグラフ
- ビットスター
- ファーストブレス
- マイクロネット
- REXi
- ロケットスタジオ

## 生活基盤

### ライフライン

#### 電力
- 北海道電力（ほくでん）
- 北海道パワーエンジニアリング
- 北海道電力ネットワーク道央統括支店

#### ガス
- 北海道ガス（北ガス）
- 北海道セントラルガス

#### 上下水道
- 札幌市水道局

#### 熱供給
- 北海道熱供給公社

## 教育機関

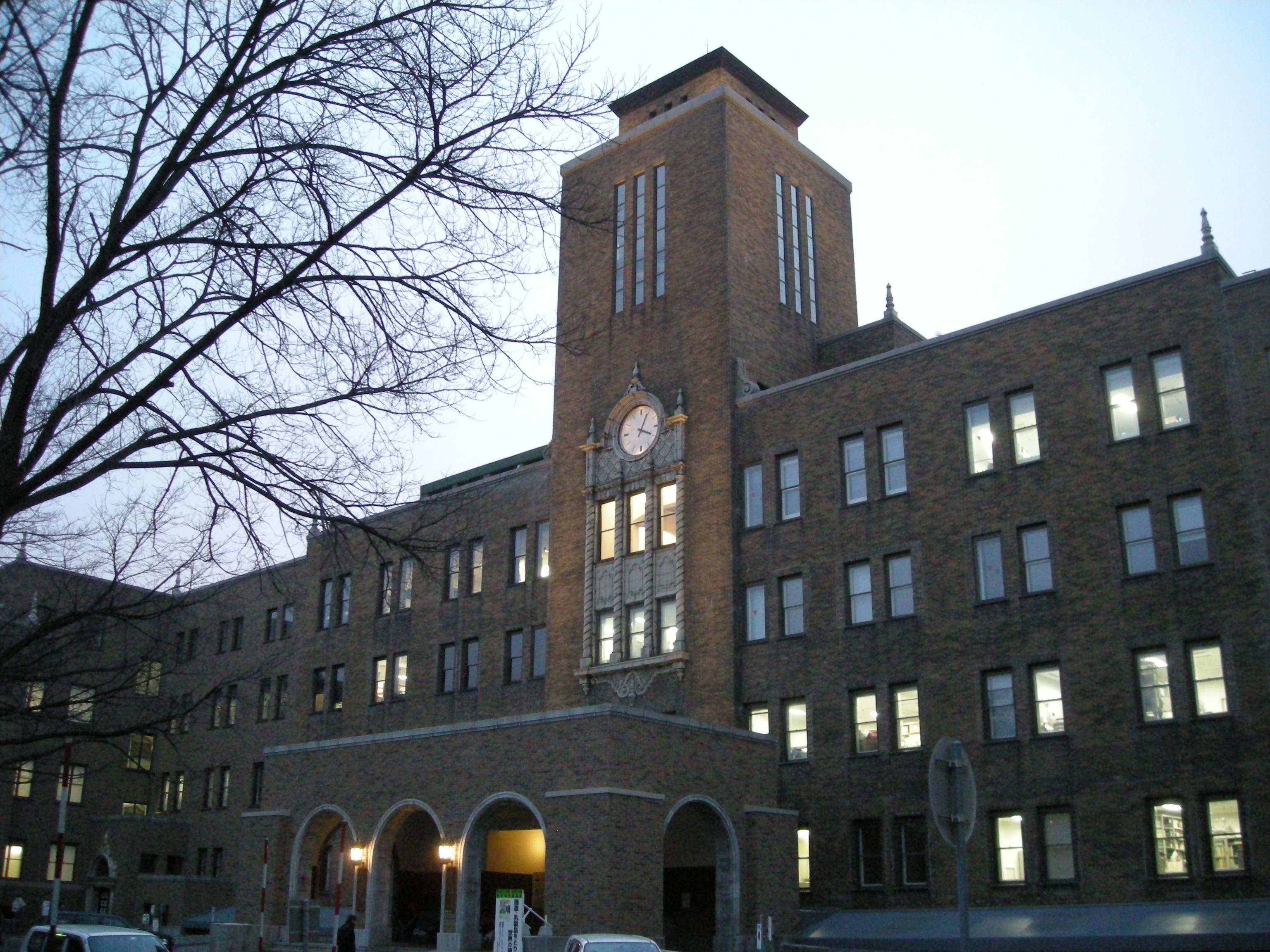
北海道大学

大学
国立
- 北海道大学
- 北海道教育大学札幌校

公立
- 札幌医科大学
- 札幌市立大学

私立
- 北海学園大学
- 北海道医療大学
- 藤女子大学
- 天使大学
- 札幌大谷大学
- 札幌保健医療大学
- 札幌大学
- 北海商科大学
- 日本医療大学
- 東海大学札幌キャンパス
- 北星学園大学
- 札幌学院大学新札幌キャンパス
- 北海道科学大学
- 札幌国際大学

通信
- 放送大学 北海道学習センター

短期大学
私立
- 北海道武蔵女子短期大学
- 札幌大谷大学短期大学部
- 札幌大学女子短期大学部
- 光塩学園女子短期大学
- 北星学園大学短期大学部
- 札幌国際大学短期大学部

文部科学省認可外の教育施設
- 北海道聖書学院

## 交通
IC乗車カードはJR北海道が導入している「Kitaca」、札幌市交通局が導入している「SAPICA」があるが、KitacaがSAPICAエリア（一部を除く）で片利用できるサービスのため、注意が必要である。また、高齢者の社会参加を促進するため「敬老優待乗車証」や、障がい者交通費助成として「福祉乗車証」などを発行している。

### 空港
丘珠空港

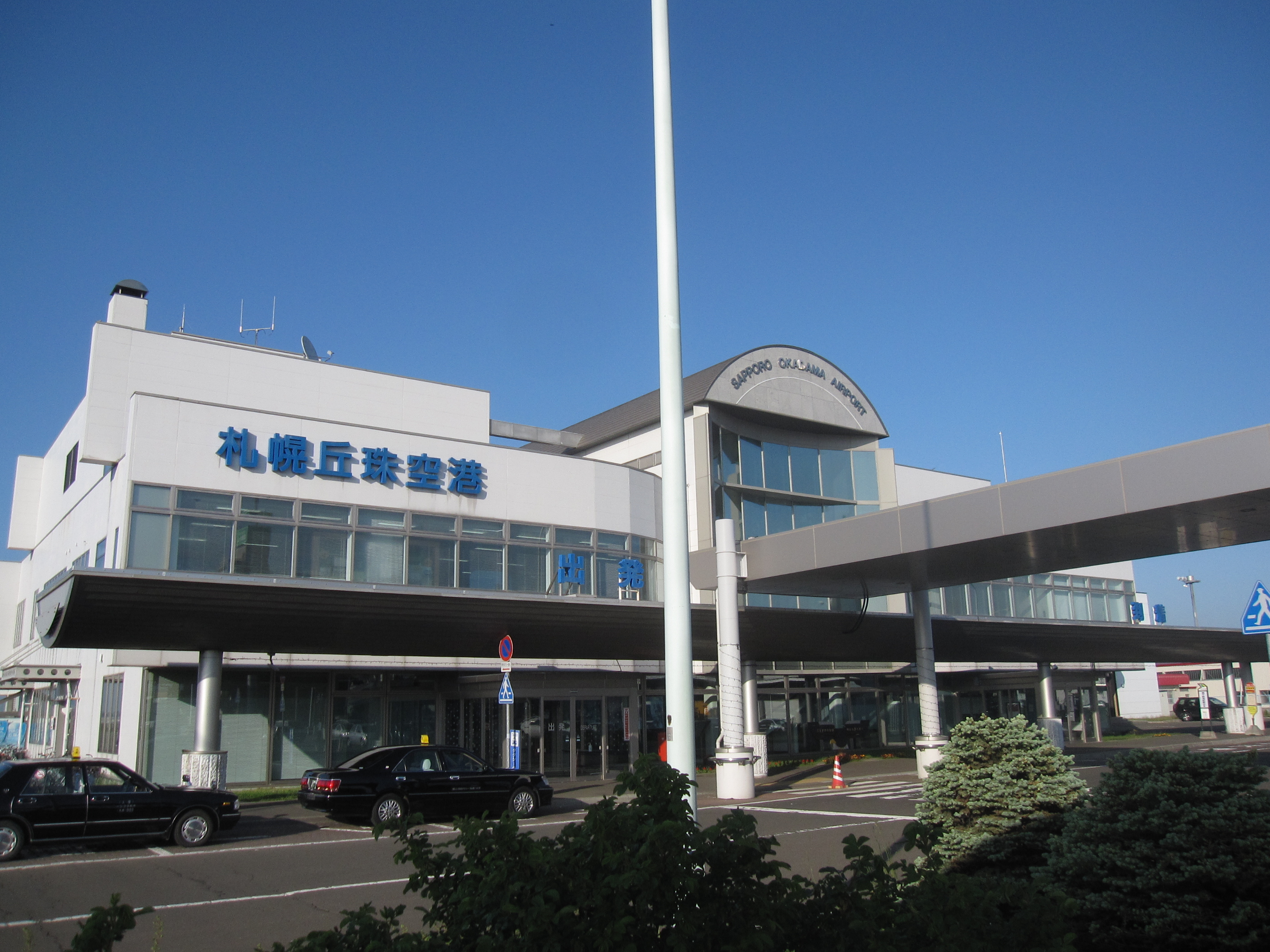
札幌丘珠空港（2012年6月）

丘珠空港を発着する高速バスについては丘珠空港の項を参照。
新千歳空港（所在地は千歳市・苫小牧市）
JR北海道が運行する快速エアポート、各バス会社の空港連絡バスで接続している。新千歳空港を発着する高速バスについては新千歳空港の項を参照。

### 鉄道

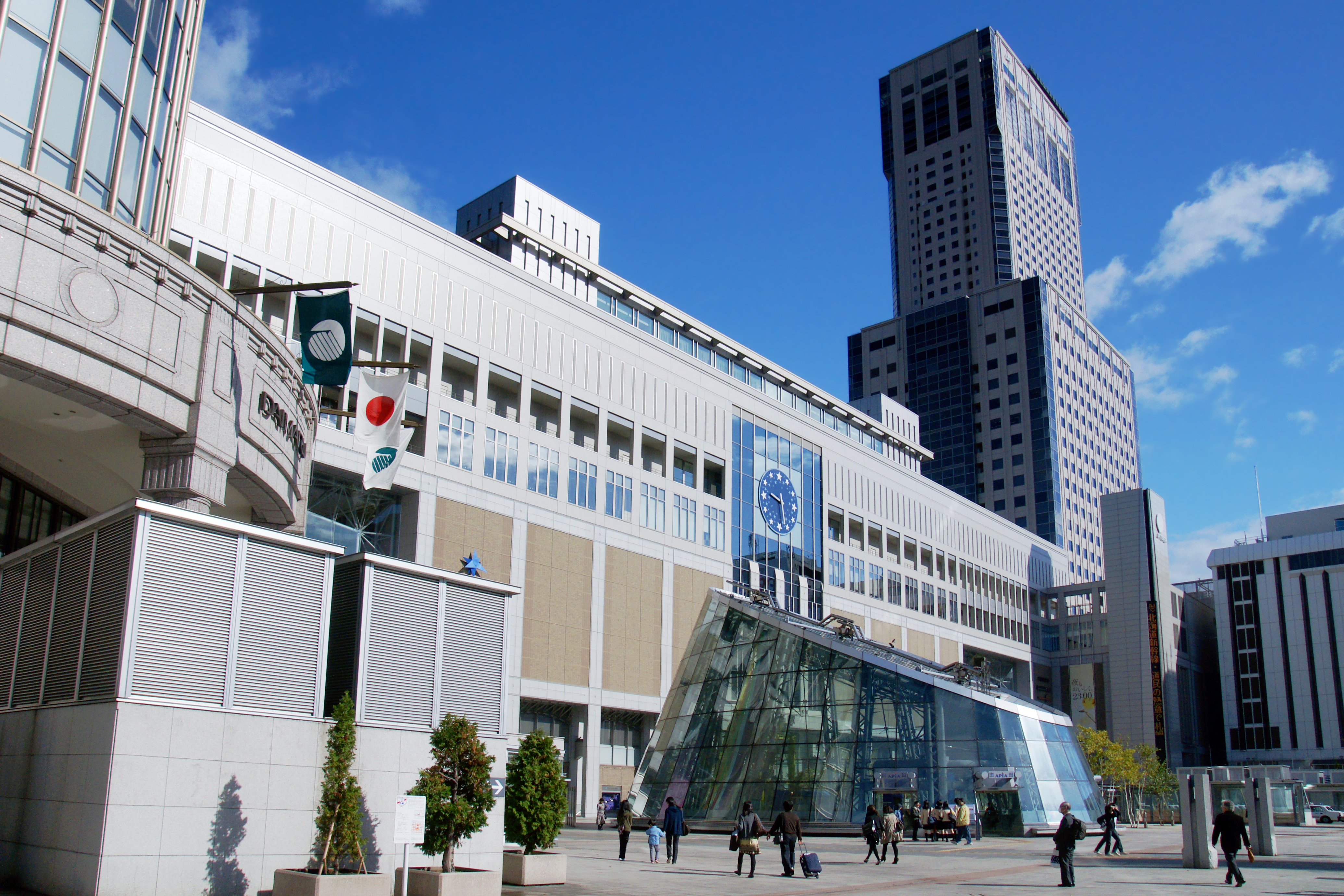
札幌駅南口（2009年10月）

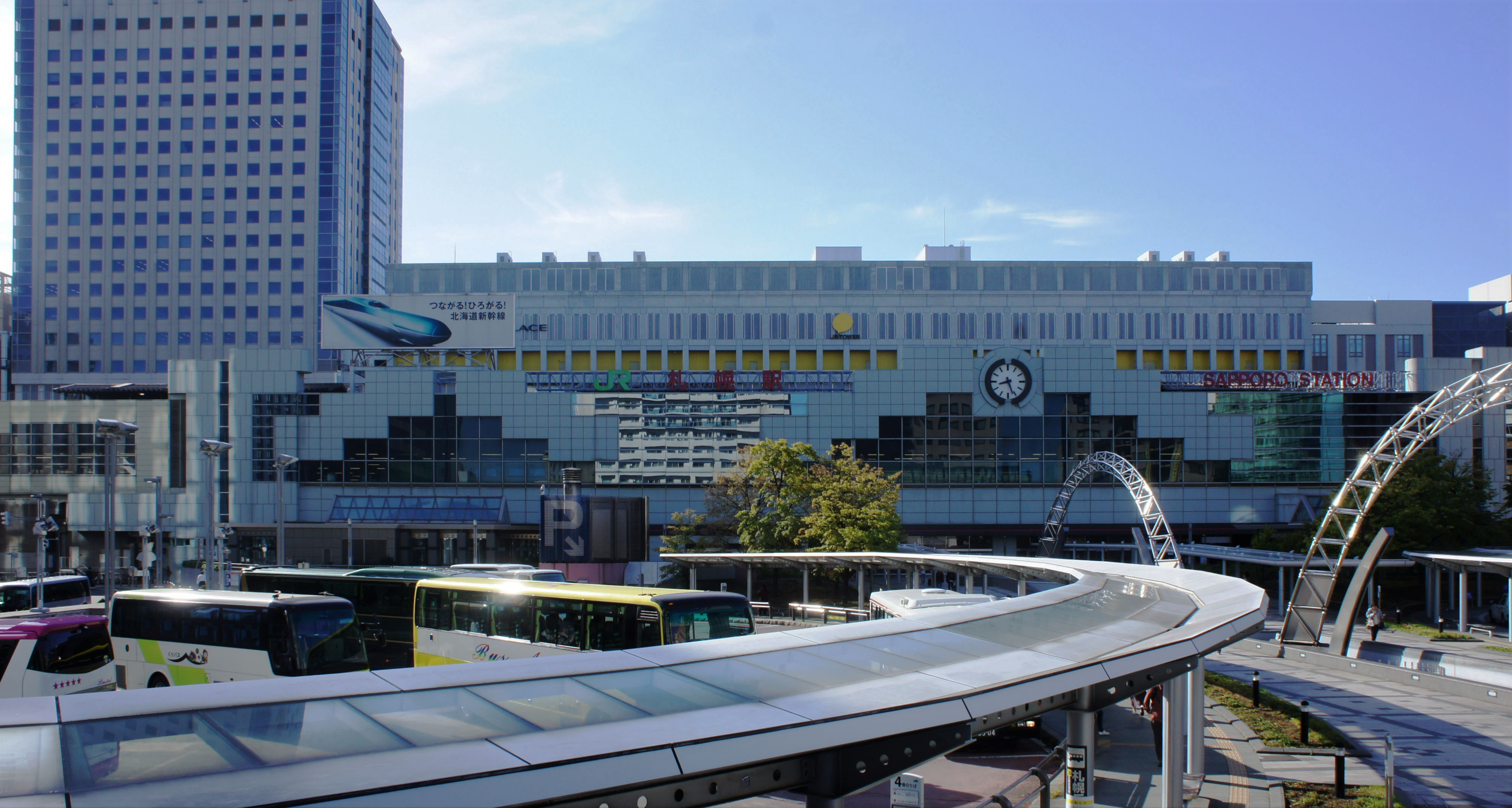
札幌駅北口（2018年9月）

中心となる駅は札幌駅と大通駅である（両駅は札幌駅前通地下歩行空間を介して直結している) 。私鉄系ではかつて定山渓鉄道（現・じょうてつ）が運営する定山渓鉄道線が存在したが、1969年に全線廃止となった。

#### 鉄道路線
現在の鉄道路線は、JR北海道の他、札幌市交通局が運営する札幌市営地下鉄、札幌市交通事業振興公社が運行する札幌市電があるが、日本の人口が多い都市の五大都市圏の中では唯一、新幹線が通っていない。
北海道旅客鉄道（JR北海道）
- 北海道新幹線（建設中）
  - 札幌駅
- 函館本線
  - ほしみ駅 - 星置駅 - 稲穂駅 - 手稲駅 - 稲積公園駅 - 発寒駅 - 発寒中央駅 - 琴似駅 - 桑園駅 - 札幌駅 - 苗穂駅 - 白石駅 - 厚別駅 - 森林公園駅
- 千歳線
  - 白石駅 - 平和駅 - 新札幌駅 - 上野幌駅
- 札沼線（学園都市線）
  - 桑園駅 - 八軒駅 - 新川駅 - 新琴似駅 - 太平駅 - 百合が原駅 - 篠路駅 - 拓北駅 - あいの里教育大駅 - あいの里公園駅

日本貨物鉄道（JR貨物）
- 北海道支社
  - 札幌貨物ターミナル駅

札幌市交通局
- 札幌市営地下鉄
  - 南北線
    - 麻生駅 - 北34条駅 - 北24条駅 - 北18条駅 - 北12条駅 - さっぽろ駅 - 大通駅 - すすきの駅 - 中島公園駅 - 幌平橋駅 - 中の島駅 - 平岸駅 - 南平岸駅 - 澄川駅 - 自衛隊前駅 - 真駒内駅

  - 東西線
    - 宮の沢駅 - 発寒南駅 - 琴似駅 - 二十四軒駅 - 西28丁目駅 - 円山公園駅 - 西18丁目駅 - 西11丁目駅 - 大通駅 - バスセンター前駅 - 菊水駅 - 東札幌駅 - 白石駅 - 南郷7丁目駅 - 南郷13丁目駅 - 南郷18丁目駅 - 大谷地駅 - ひばりが丘駅 - 新さっぽろ駅

  - 東豊線
    - 栄町駅 - 新道東駅 - 元町駅 - 環状通東駅 - 東区役所前駅 - 北13条東駅 - さっぽろ駅 - 大通駅 - 豊水すすきの駅 - 学園前駅 - 豊平公園駅 - 美園駅 - 月寒中央駅 - 福住駅

札幌市交通事業振興公社
- 札幌市電
  - 一条線
    - 西4丁目停留場 - 西8丁目停留場 - 中央区役所前停留場 - 西15丁目停留場

  - 山鼻西線
    - 西15丁目停留場 - 西線6条停留場 - 西線9条旭山公園通停留場 - 西線11条停留場 - 西線14条停留場 - 西線16条停留場 - ロープウェイ入口停留場 - 電車事業所前停留場 - 中央図書館前停留場

  - 山鼻線
    - 中央図書館前停留場 - 石山通停留場 - 東屯田通停留場 - 幌南小学校前停留場 - 山鼻19条停留場 - 静修学園前停留場 - 行啓通停留場 - 中島公園通停留場 - 山鼻9条停留場 - 東本願寺前停留場 - 資生館小学校前停留場 - すすきの停留場

  - 都心線
    - すすきの停留場 - 狸小路停留場 - 西4丁目停留場

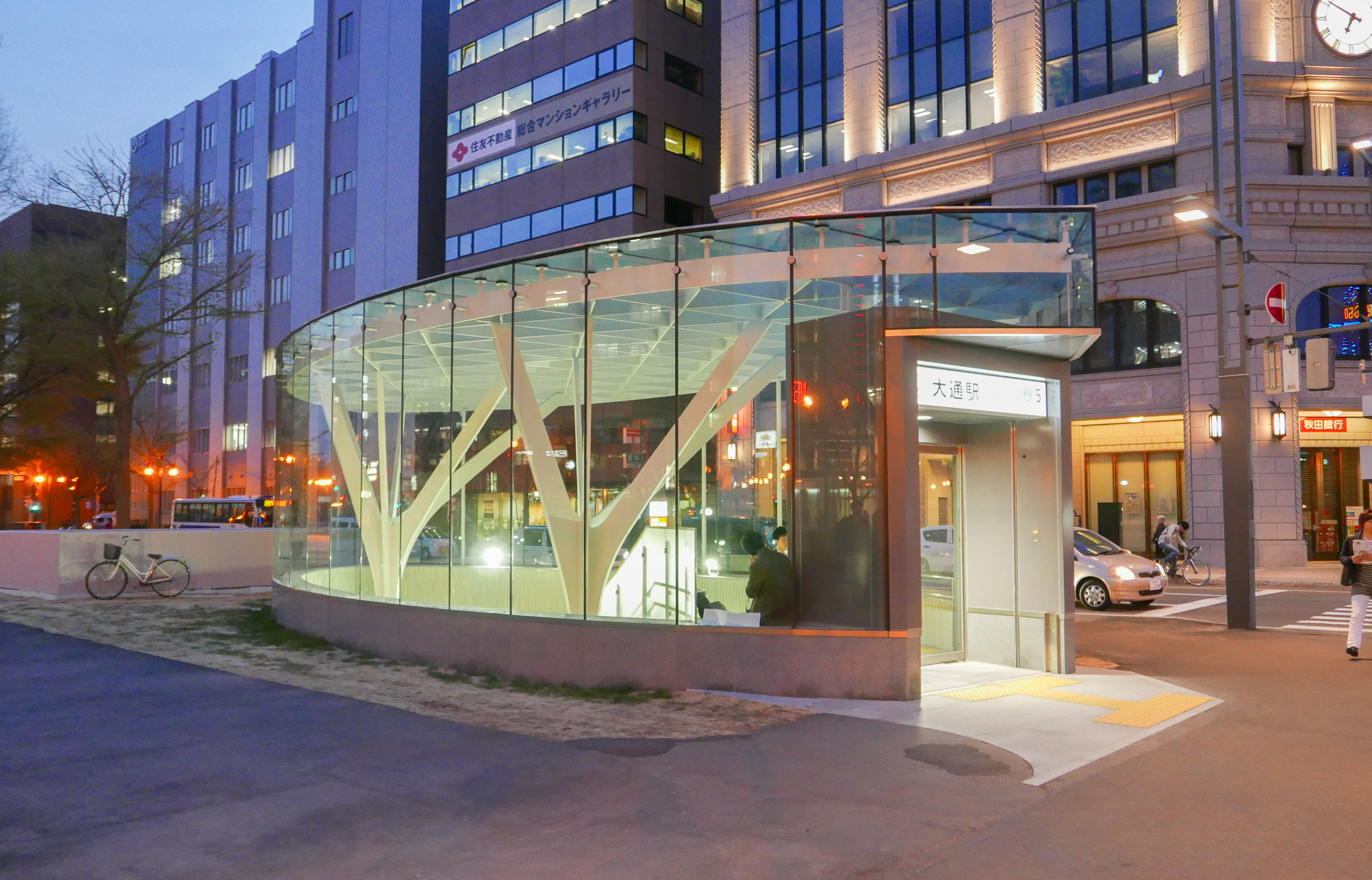
大通駅5番出入口（2015年4月）
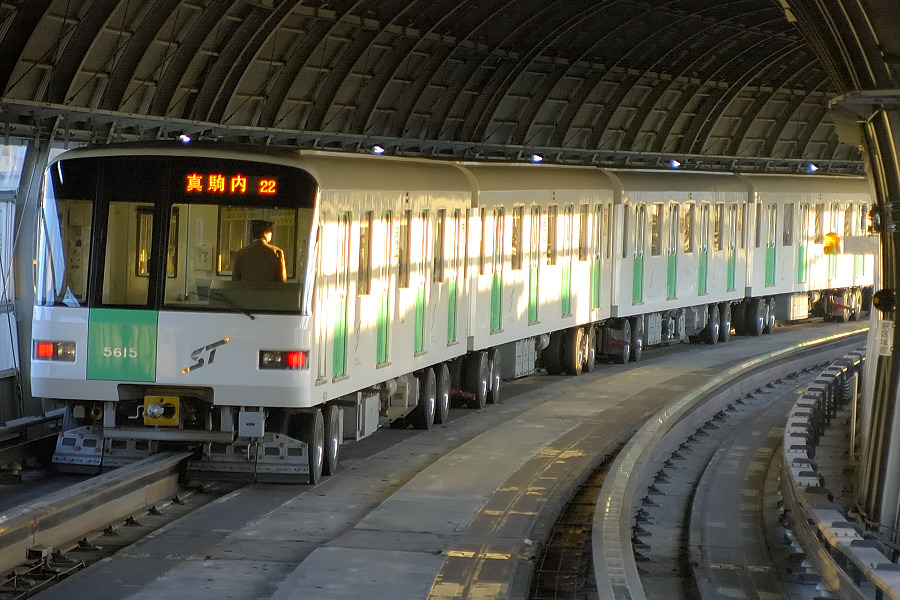
シェルター内を走行する札幌市交通局5000形電車（2006年11月）
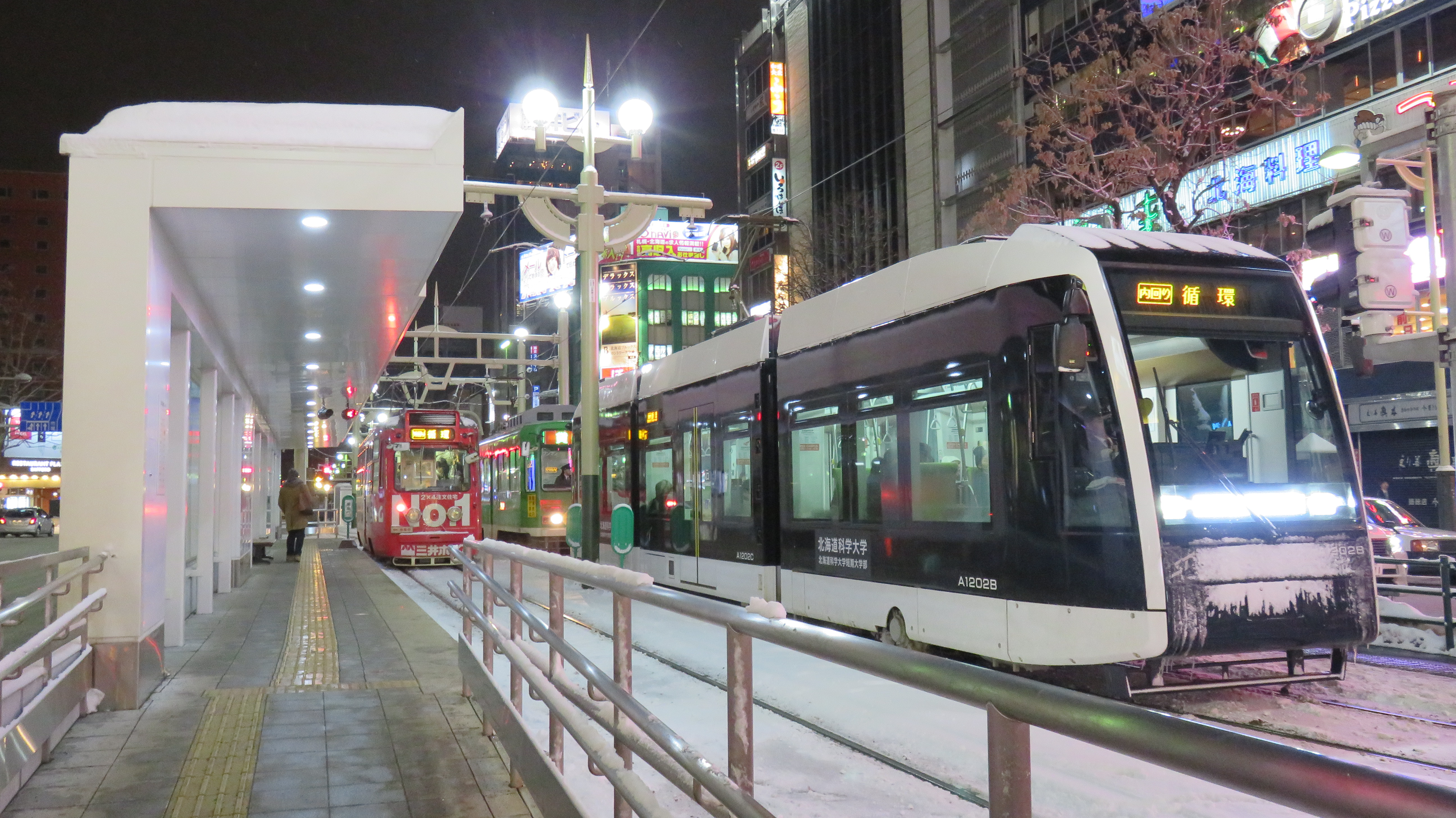
すすきの停留場（2016年2月）

### 索道・鋼索鉄道
- 札幌振興公社
  - 札幌もいわ山ロープウェイ
  - もーりすカー

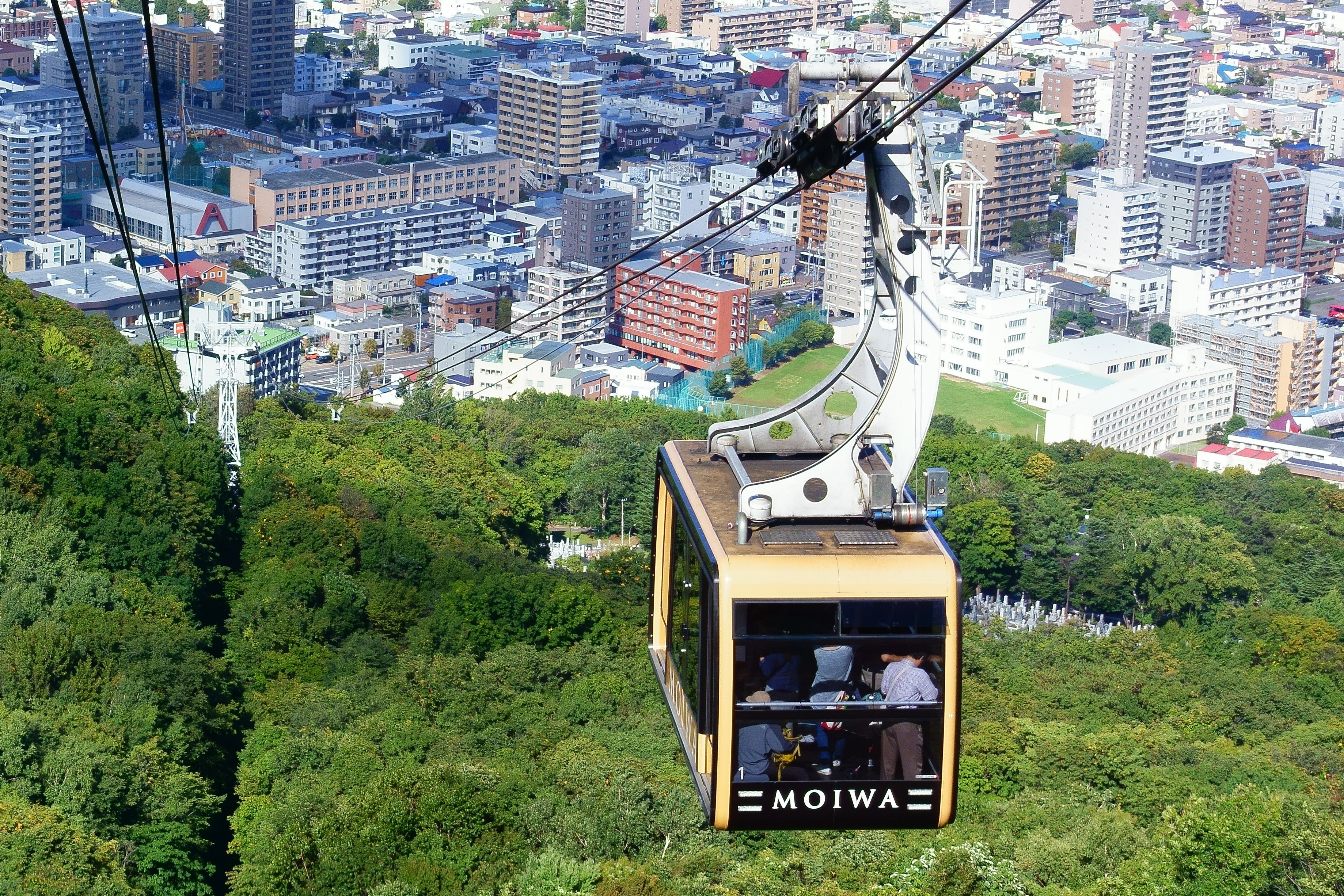
札幌もいわ山ロープウェイ（2015年9月）
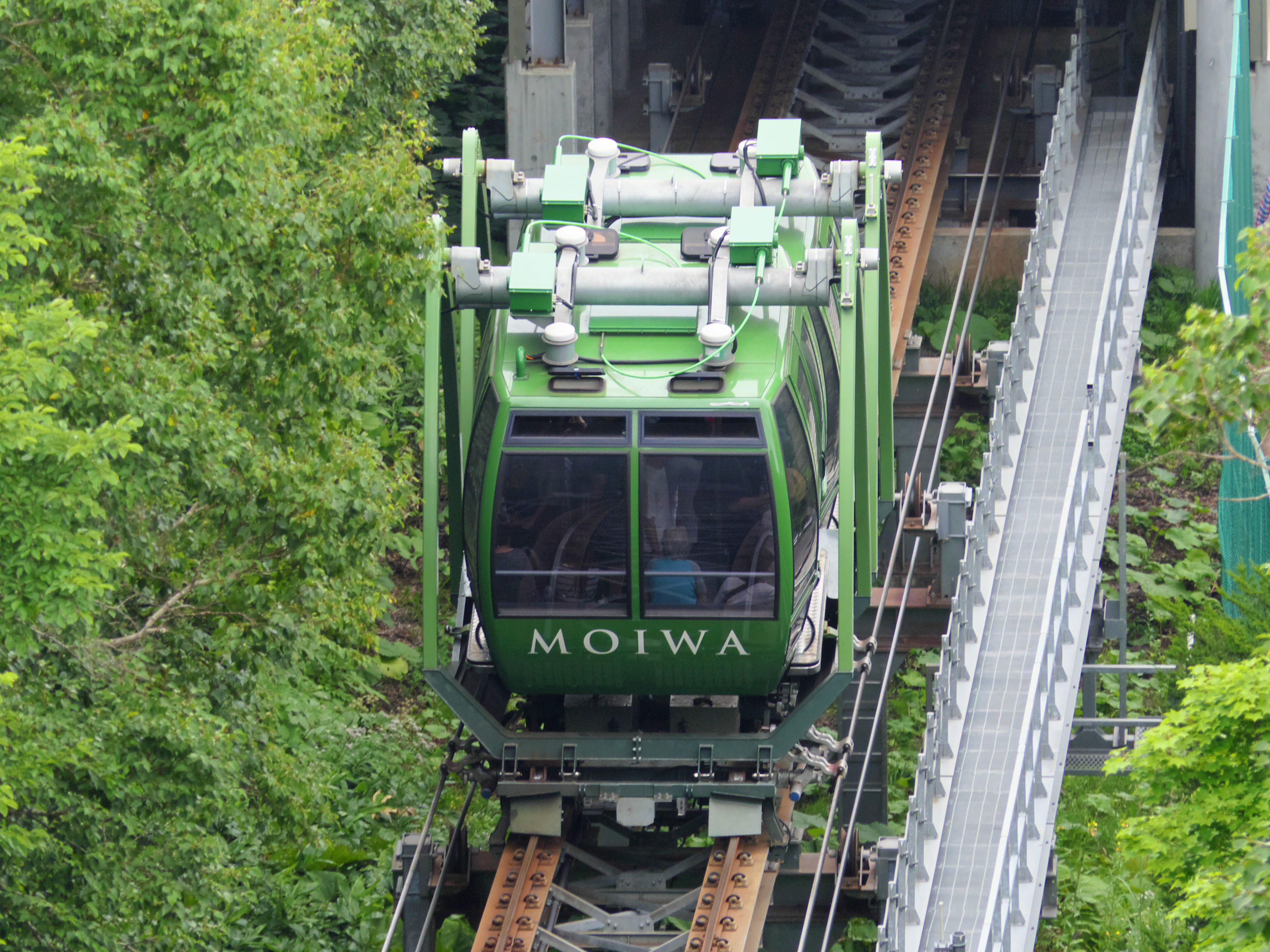
ミニケーブルカー「もーりすカー」（2015年9月）

### バス

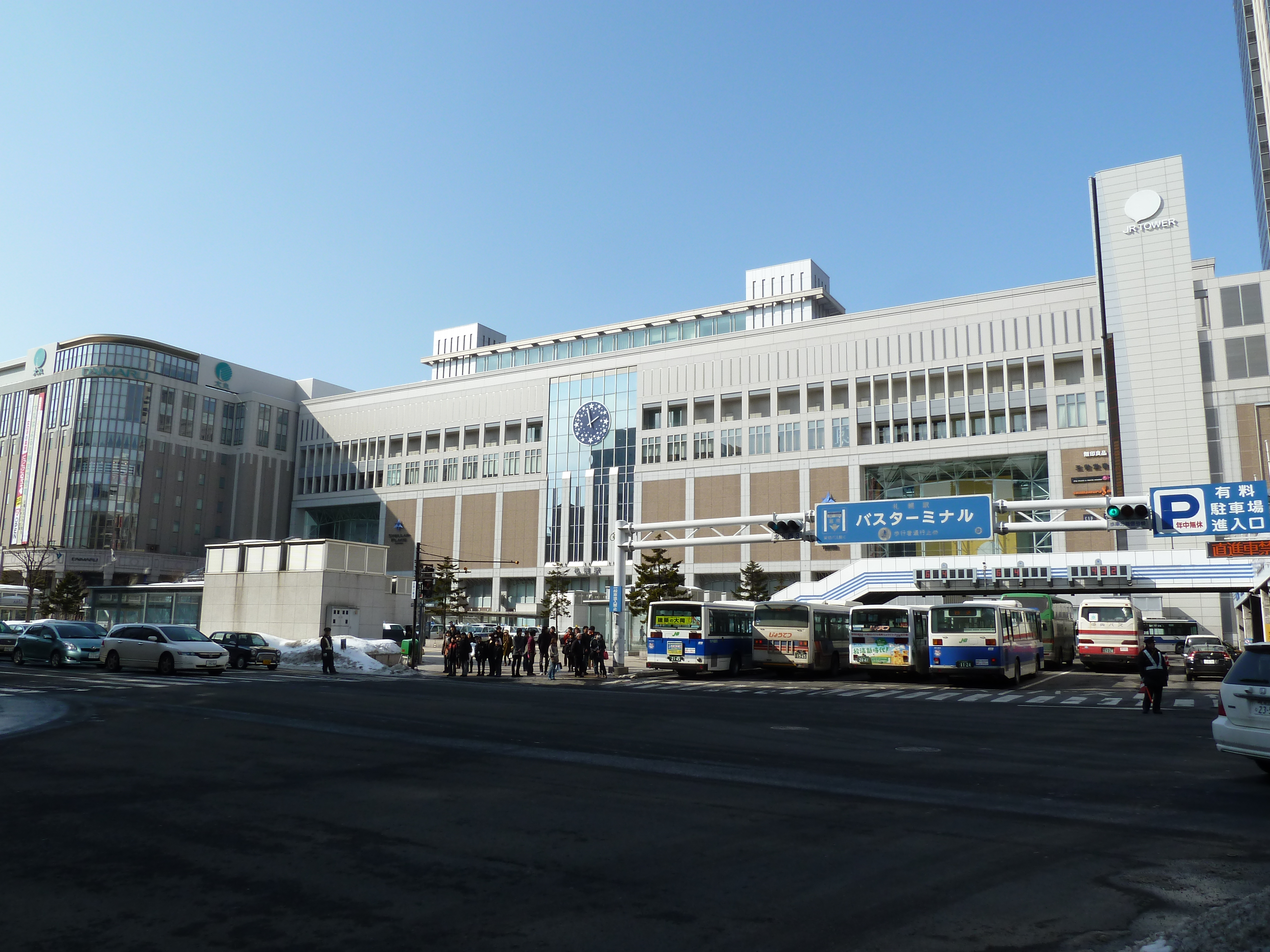
札幌駅南口と札幌駅バスターミナル（2011年3月）

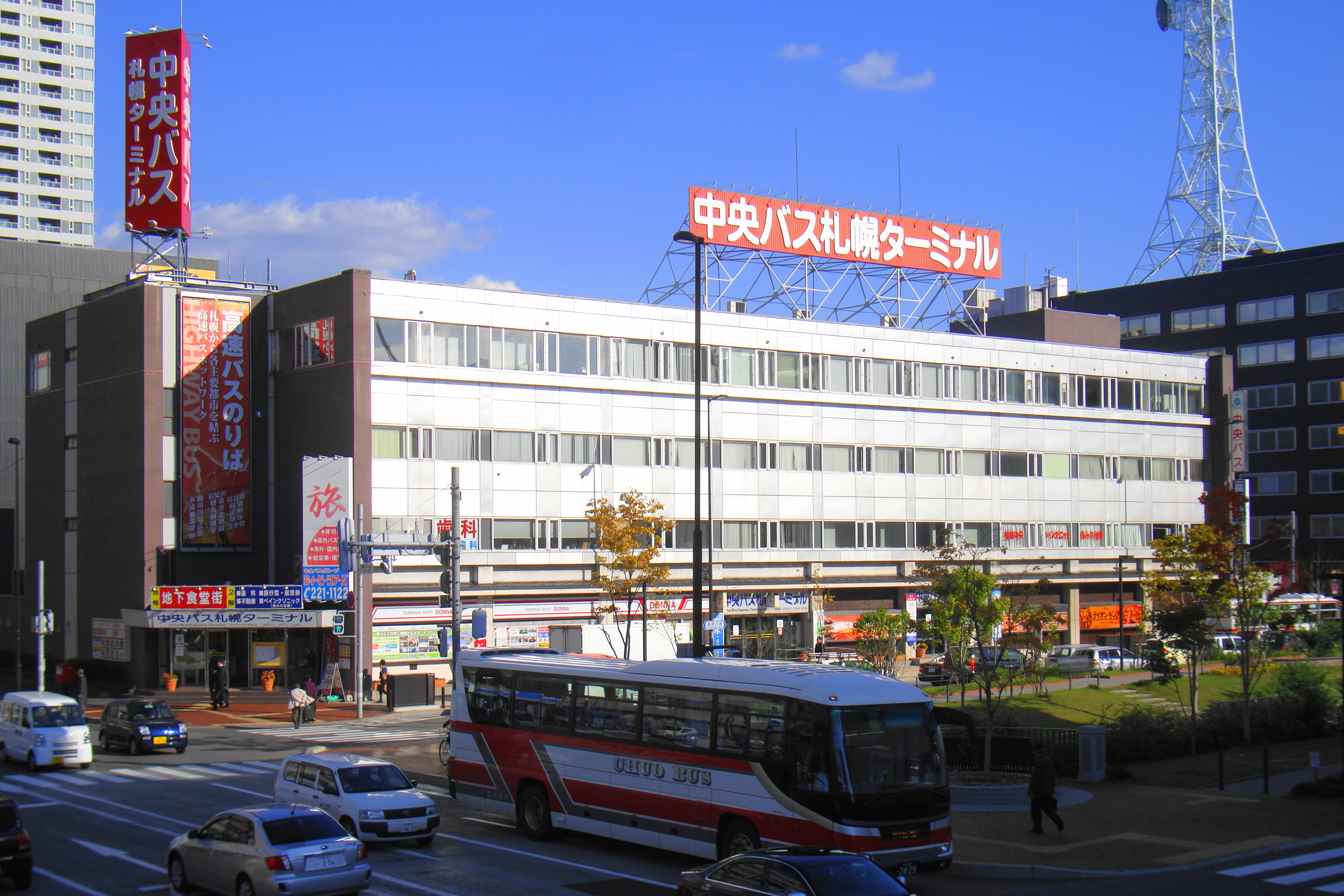
中央バス札幌ターミナル（2011年10月）

かつては路線バスで札幌市営バスが運行していたが、北海道中央バス、ジェイ・アール北海道バス、じょうてつの3社に譲渡して廃止した。都市間バスは札幌駅周辺から北海道内各都市への高速バス、新千歳空港および札幌丘珠空港への連絡バス、エスコンフィールドHOKKAIDOや観光地へのシャトルバスが発着している。

#### 路線バス
- 北海道中央バス（中央バス）
- ジェイ・アール北海道バス（JRバス）
- じょうてつ（じょうてつバス）
- 夕張鉄道（夕鉄バス）
- 道南バス
- 札幌ばんけい（ばんけいバス）
- 北海道バス

#### バスターミナル
- 札幌駅バスターミナル（2023年9月30日再開発のため閉鎖）[120]
- 北海道中央バス札幌ターミナル
- 大通バスセンター
- 啓明バスターミナル
- 麻生バスターミナル
- 北24条バスターミナル
- 環状通東バスターミナル
- 白石バスターミナル
- 福住バスターミナル
- 円山バスターミナル
- 西28丁目バスターミナル
- 二十四軒バスターミナル
- 琴似バスターミナル
- 発寒南バスターミナル
- 宮の沢バスターミナル
- 大谷地バスターミナル
- 新札幌バスターミナル
- 栄町交通広場

### タクシー
北海道運輸局によれば、札幌交通圏における2013年度末の合計タクシー車両台数は4,874両（適正車両数4728両）。2013年度の実働実車率は30.4 %（2001年度比マイナス14.1 %）。2013年度の総実車キロは1億1,773万5,777 km（前年度比1.2 %増）。2013年度の日車営収および日車実車キロは、それぞれ28,800円および74.8 km（2001年度比の日車営収はマイナス23. 9%、日車実車キロはマイナス30.2 %）であった。この事実を受けて2015年10月20日に運輸審議会は「札幌圏ではタクシーの供給輸送力を削減しなければ、タクシー事業の健全経営を維持し、公共交通としての機能を発揮できない」として、タクシー適正化・活性化法第三条第一項に基づき、札幌交通圏を総車両数を制限することが可能な「特定地域」として指定することが適当であると判断した。特定地域の指定期間満了日は2018年10月31日であったが、再々延長を経て「準特定地域」となっている。
北海道ハイヤー協会加盟事業者による普通車の初乗り上限運賃は、距離制（1.28km）が670円、時間制（30分）が3,540円となっている。

### 道路

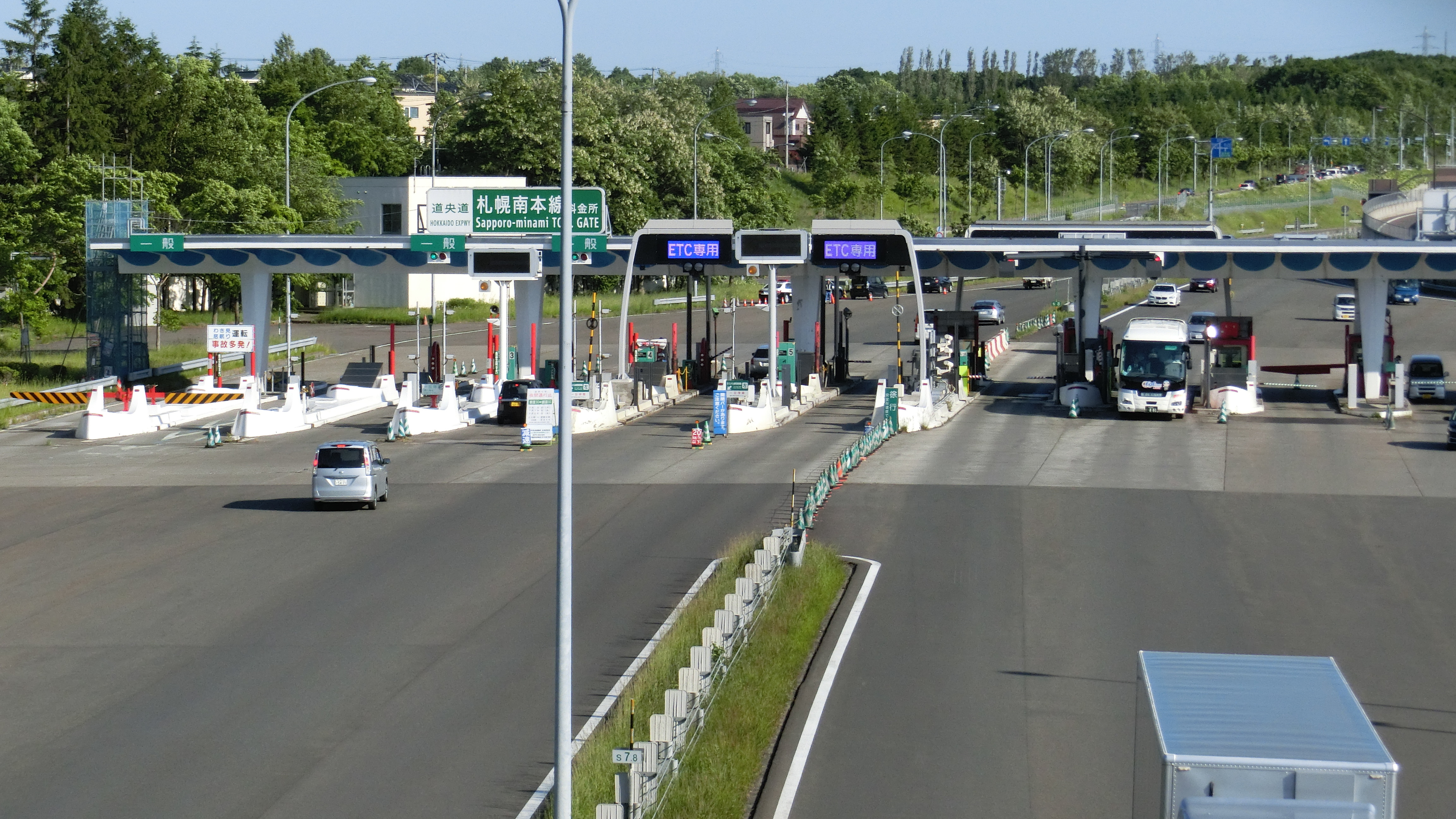
札幌南本線料金所（2017年6月）

札幌市街地の道路は、開拓使の都市計画に基づき1869年（明治2年）に始まり1871年（明治4年）から本格的に作られ始められ、碁盤の目のように走っているのが特徴である。札幌の建設を計画した開拓使の判官島義勇は、中国の長安や日本の京都風にしたいと考えていたが、工事の難航から免官となり、1870年（明治3年）に開拓次官の黒田清隆がこれに代わって多くのアメリカ人技師を招き寄せて新都市を開発し、アメリカ式のまちづくりを行っていった結果だといわれる。
当初は、「札幌通」「石狩通」といった地名を街路名とするネーミングがなされていたが、明治の中ごろからは、街路名に東西路は「南1条」、南北路は「西1丁目」のように名称がつけられた。

#### 高速道路
東日本高速道路北海道支社（NEXCO東日本）
- 道央自動車道（北海道縦貫自動車道）：札幌IC/TB - 札幌JCT - 北郷IC - 大谷地IC - 札幌南IC/TB
- 札樽自動車道（北海道横断自動車道）：札幌JCT - 雁来IC - 伏古IC - 札幌北IC - 新川IC - 札幌西IC/TB - 手稲IC - 金山PA

#### 国道
- 国道5号
- 国道12号
- 国道36号
- 国道230号
- 国道231号
- 国道274号
- 国道275号
- 国道337号
- 国道453号

## 観光

### 文化財
「札幌市内の指定文化財（国・道・市）」参照

#### 国指定文化財
- 重要有形民俗文化財
  - アイヌのまるきぶね - 北海道大学植物園内 北方民族資料室蔵
- 重要無形民俗文化財
  - アイヌ古式舞踊 - 札幌ウポポ保存会[126]
- 史跡
  - 開拓使札幌本庁本庁舎跡および旧北海道庁本庁舎
  - 琴似屯田兵村兵屋跡

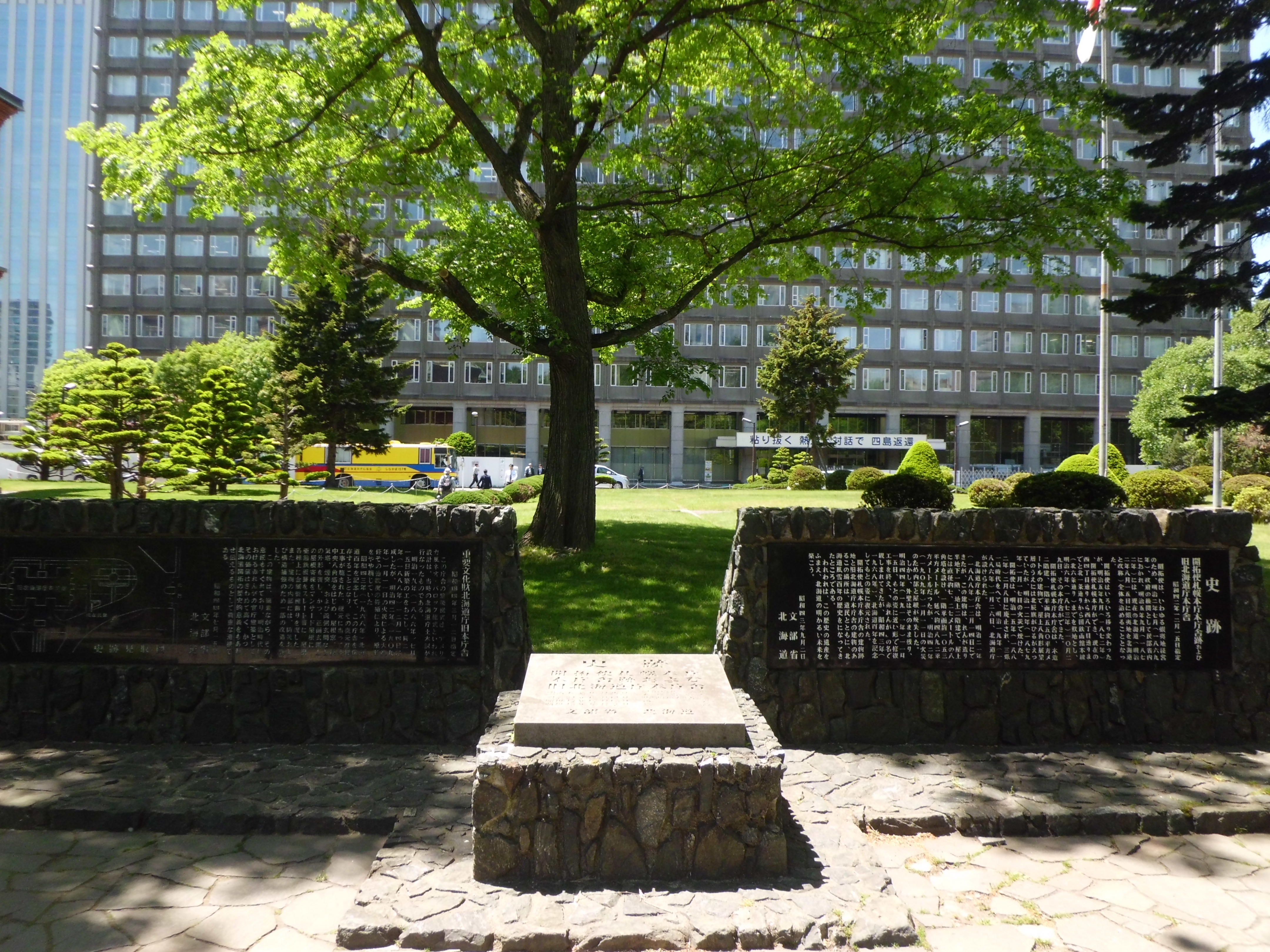
開拓使札幌本庁本庁舎跡および北海道庁旧本庁舎碑（2015年5月）
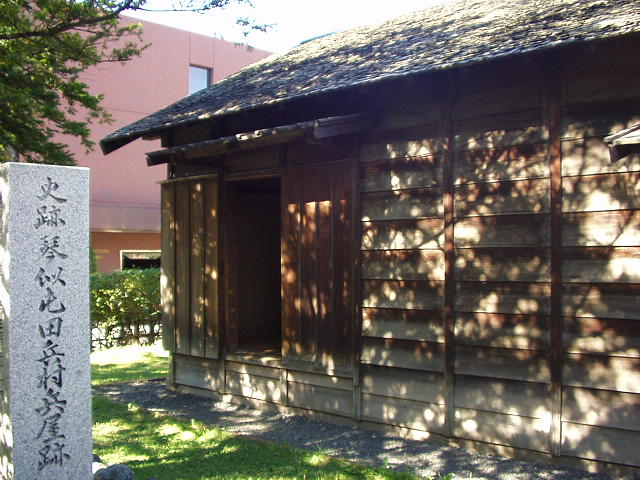
琴似屯田兵村兵屋跡（2004年9月）

- 重要文化財
  - 旧札幌農学校演武場（時計台）
  - 太刀 銘国俊・刀 無銘伝来国行 - 個人蔵
  - 箱館奉行所文書 - 北海道立文書館蔵
  - 開拓使文書 - 北海道立文書館蔵
  - 八窓庵（旧舎那院忘筌）
  - 豊平館
  - 北海道大学農学部植物園・博物館 4棟
  - 北海道大学農学部（旧東北帝国大学農科大学）第二農場
  - 北海道庁旧本庁舎（赤レンガ庁舎）
  - 旧開拓使工業局庁舎 - 北海道開拓の村
  - カラフトナヨロ惣乙名文書（ヤエンコロアイヌ文書）- 北海道大学附属図書館蔵

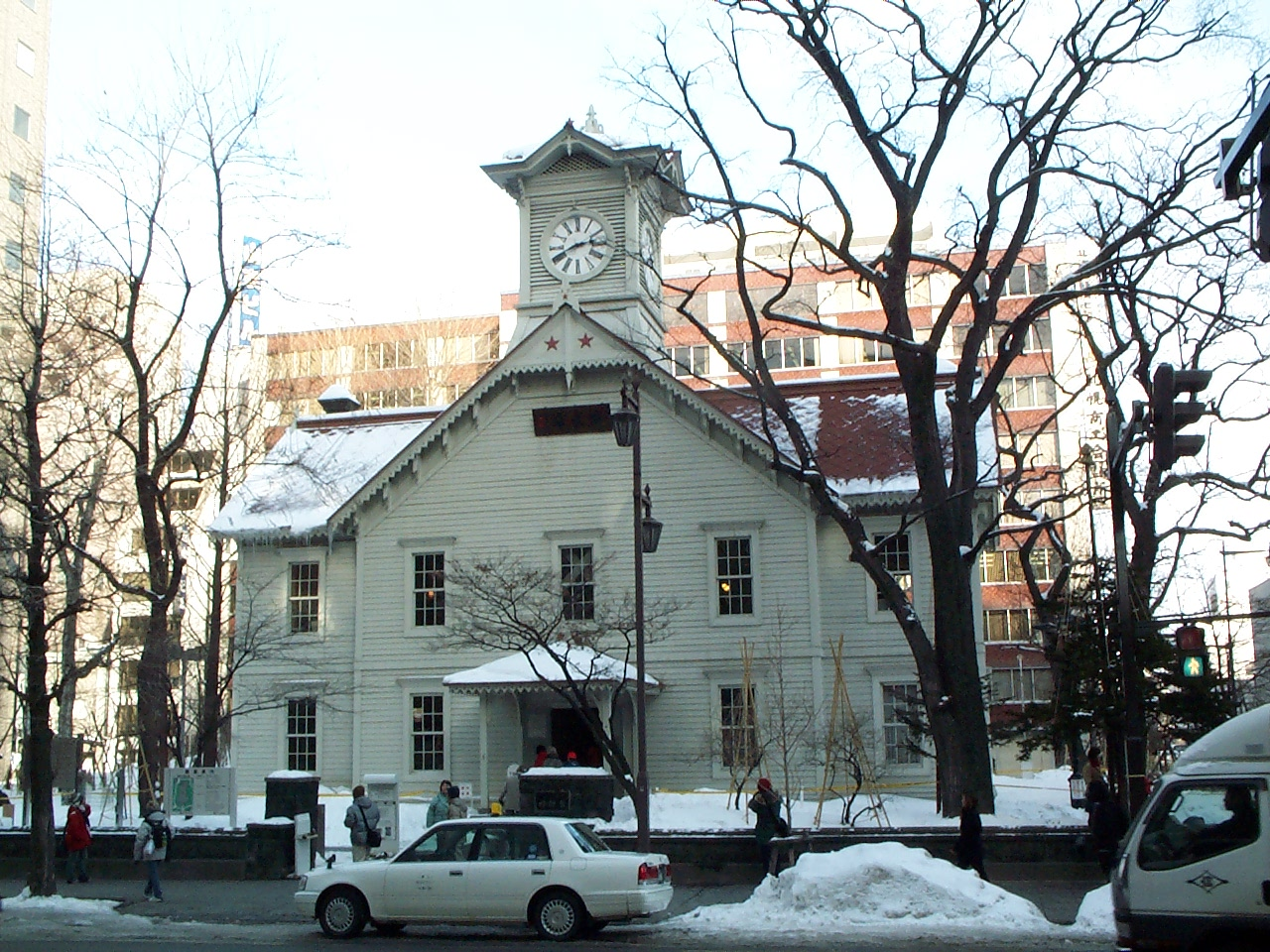
旧札幌農学校演武場（札幌市時計台）（2004年2月）
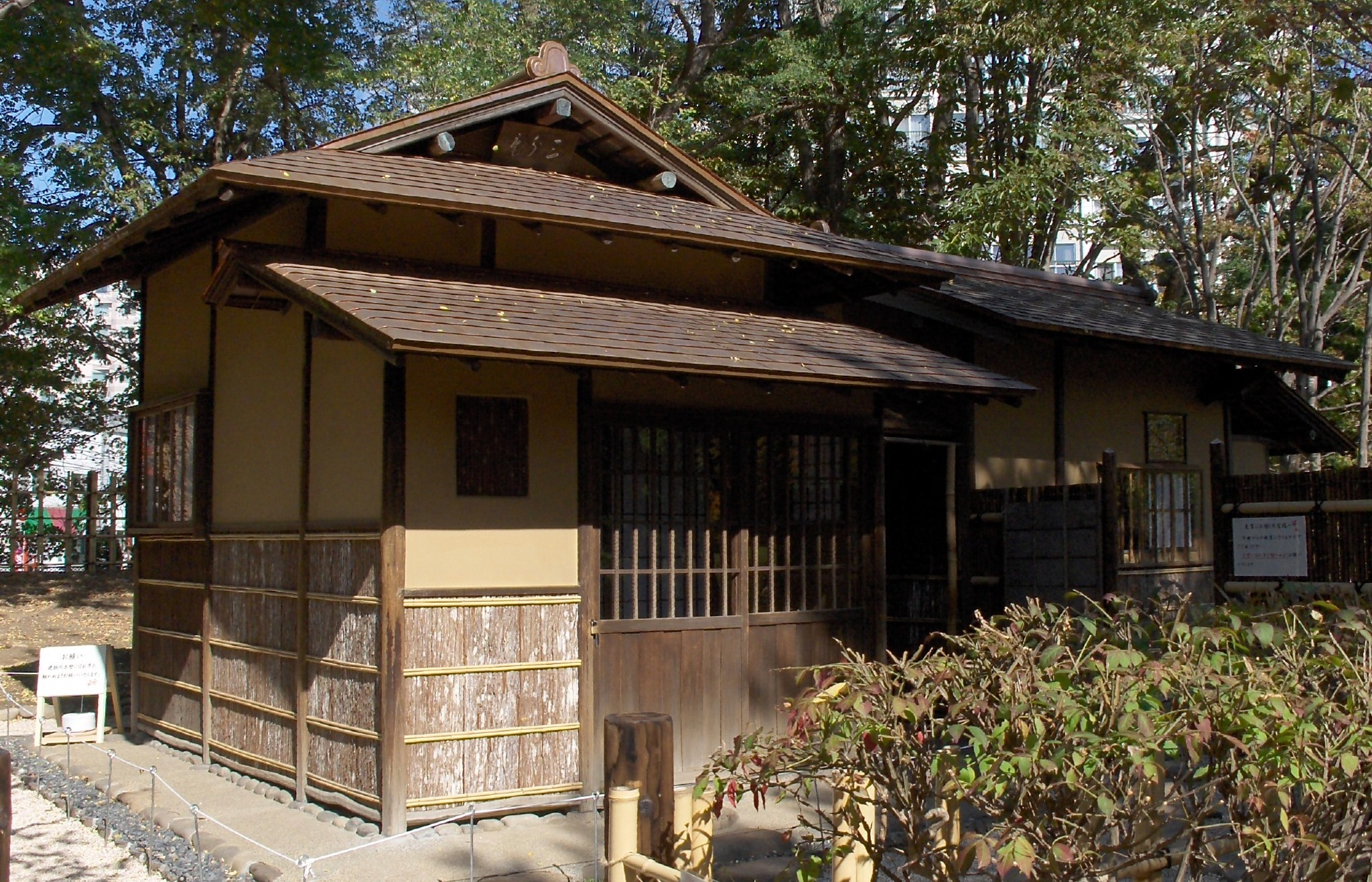
八窓庵（2008年10月）
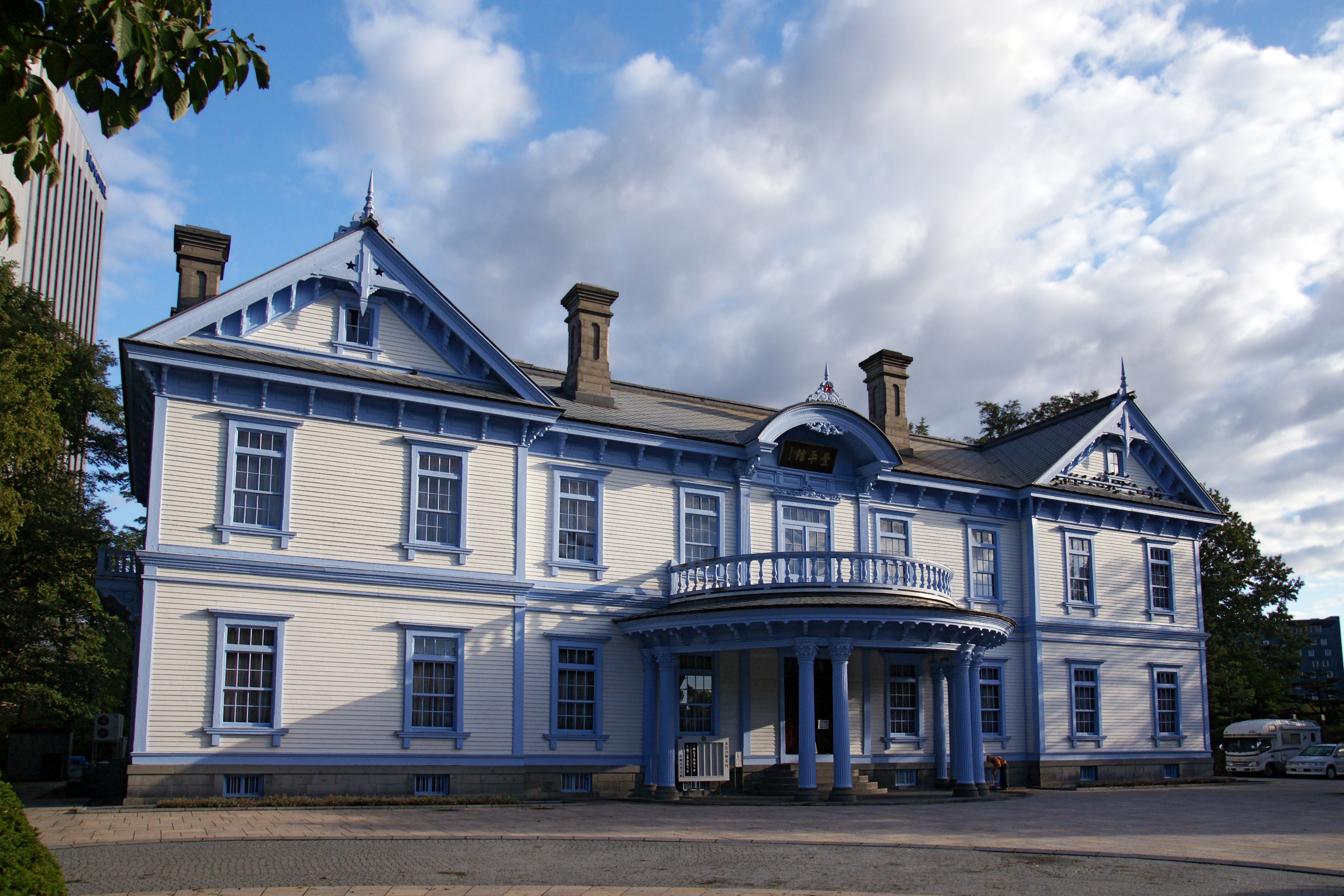
豊平館（2009年10月）
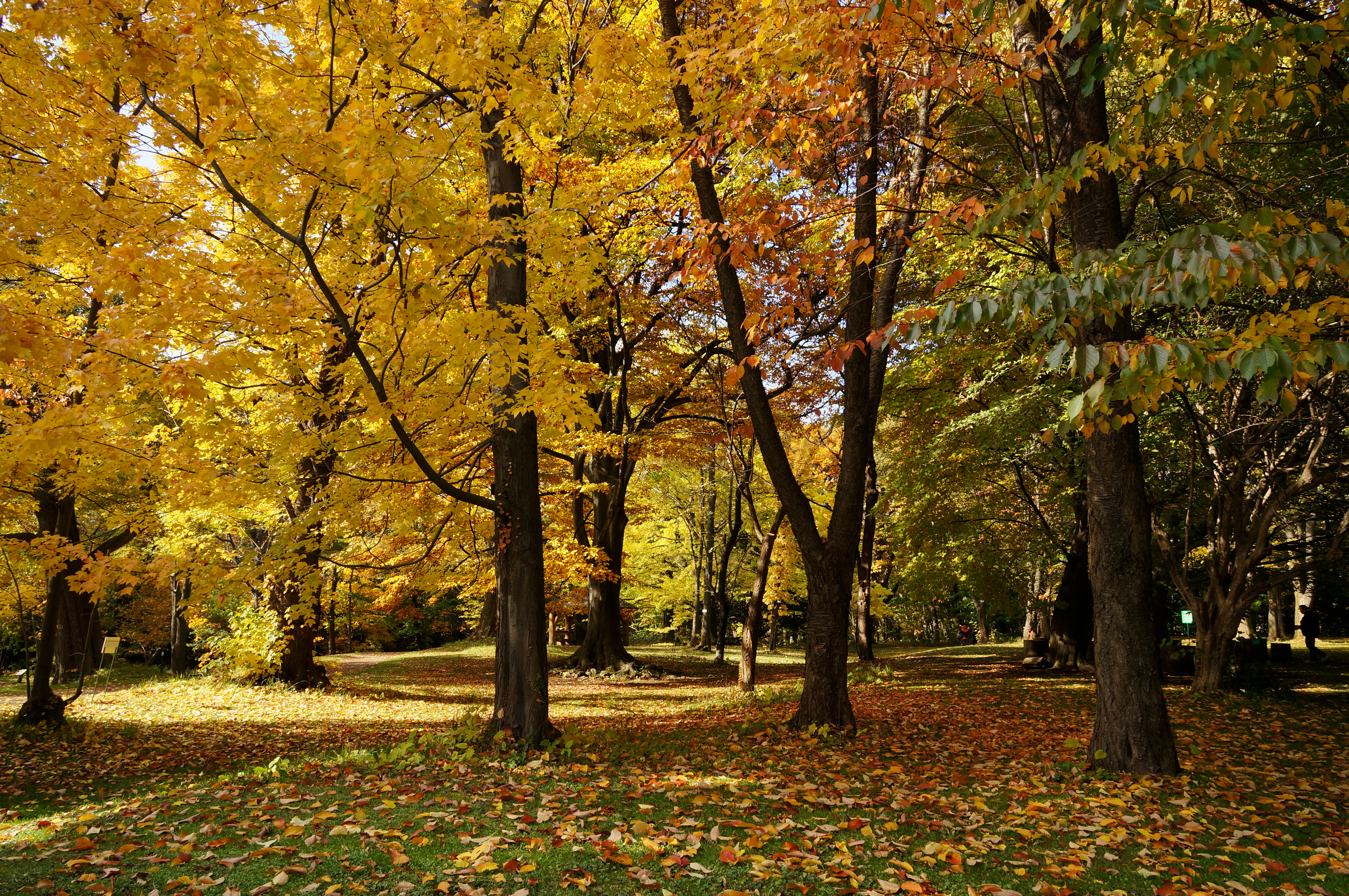
北海道大学植物園（2013年11月）
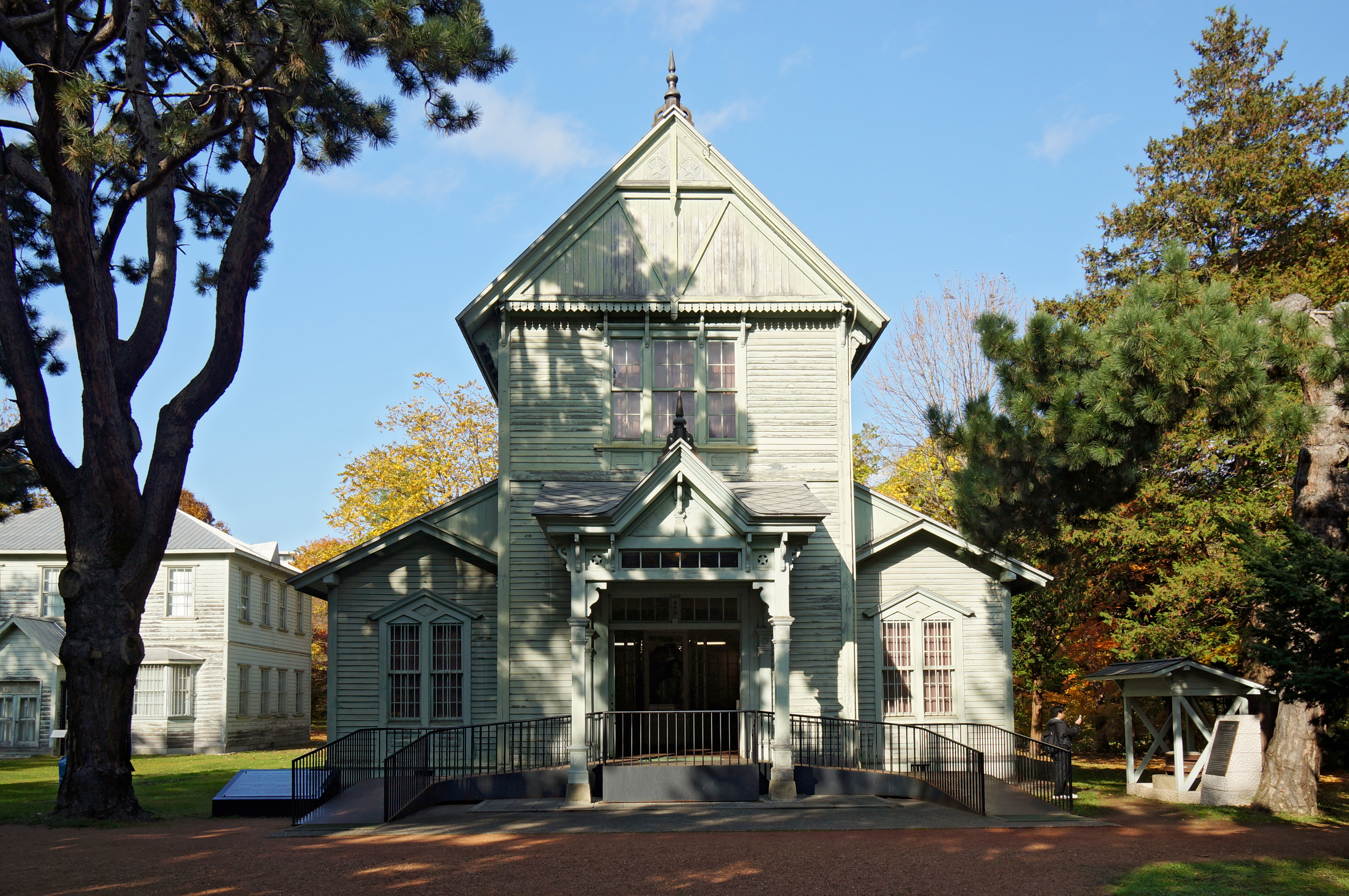
北海道大学農学部植物園・博物館本館（2013年11月）
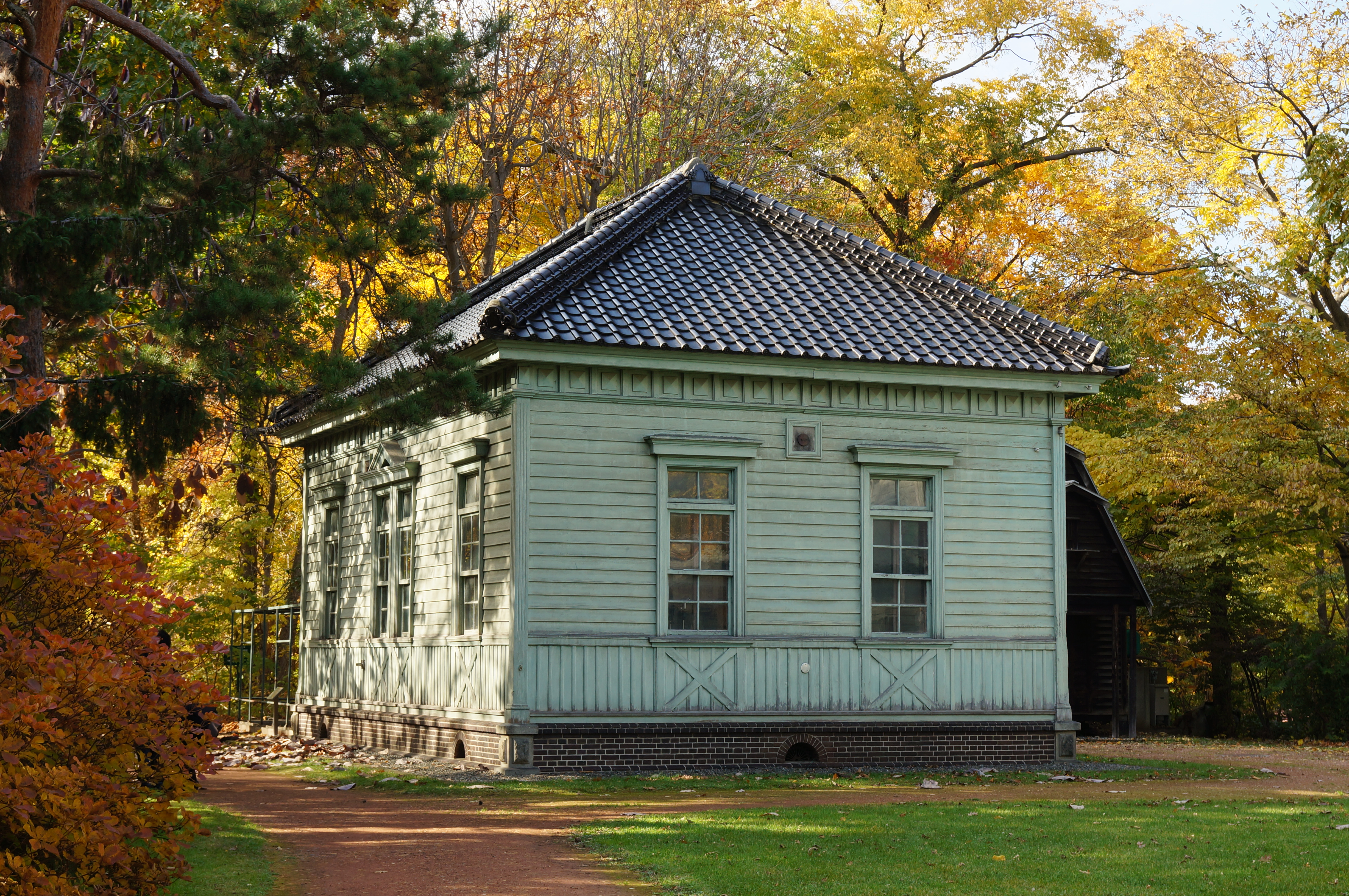
北海道大学農学部植物園・博物館事務所（2013年11月）
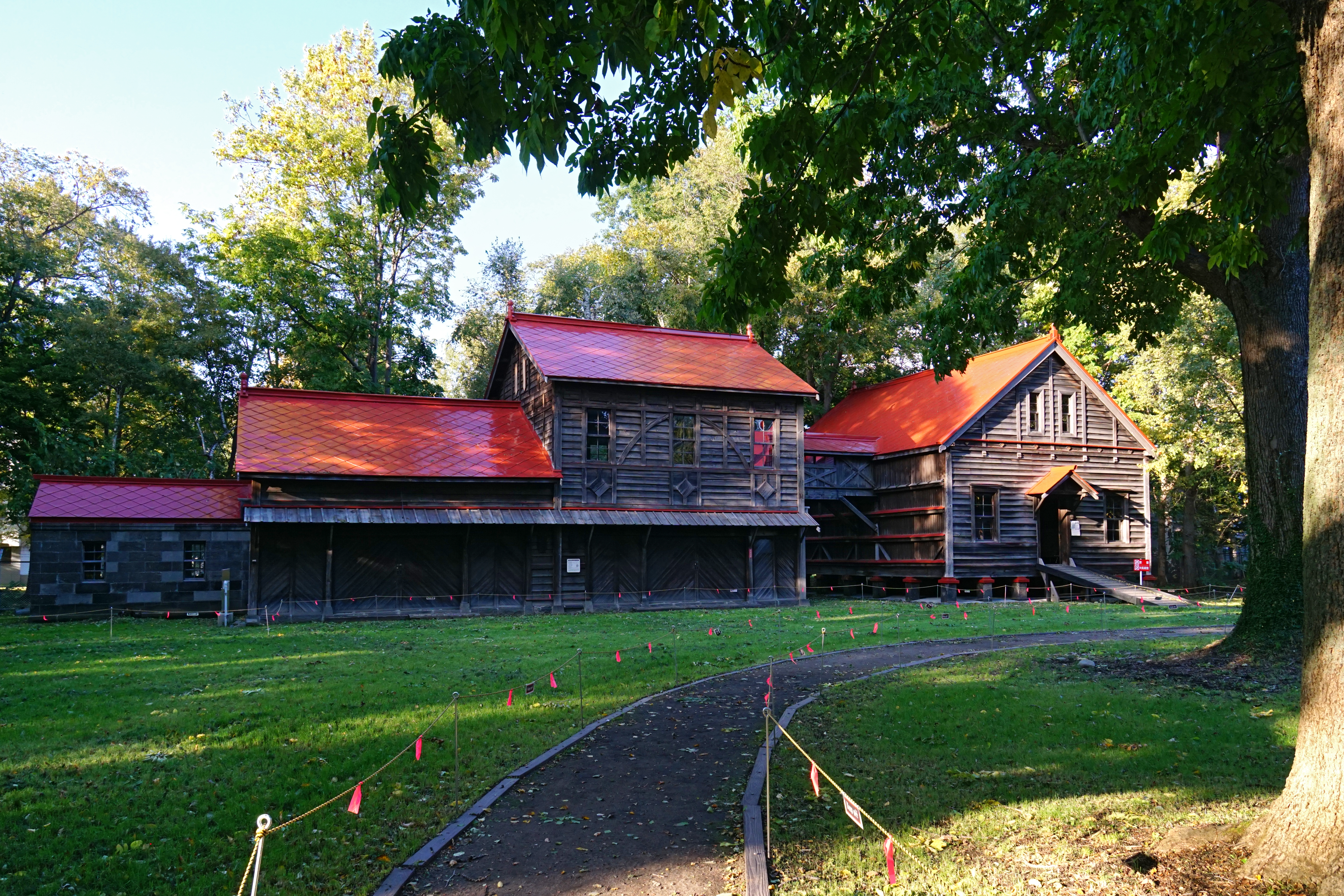
札幌農学校第2農場収穫室・脱稃室・穀物庫（2015年10月）
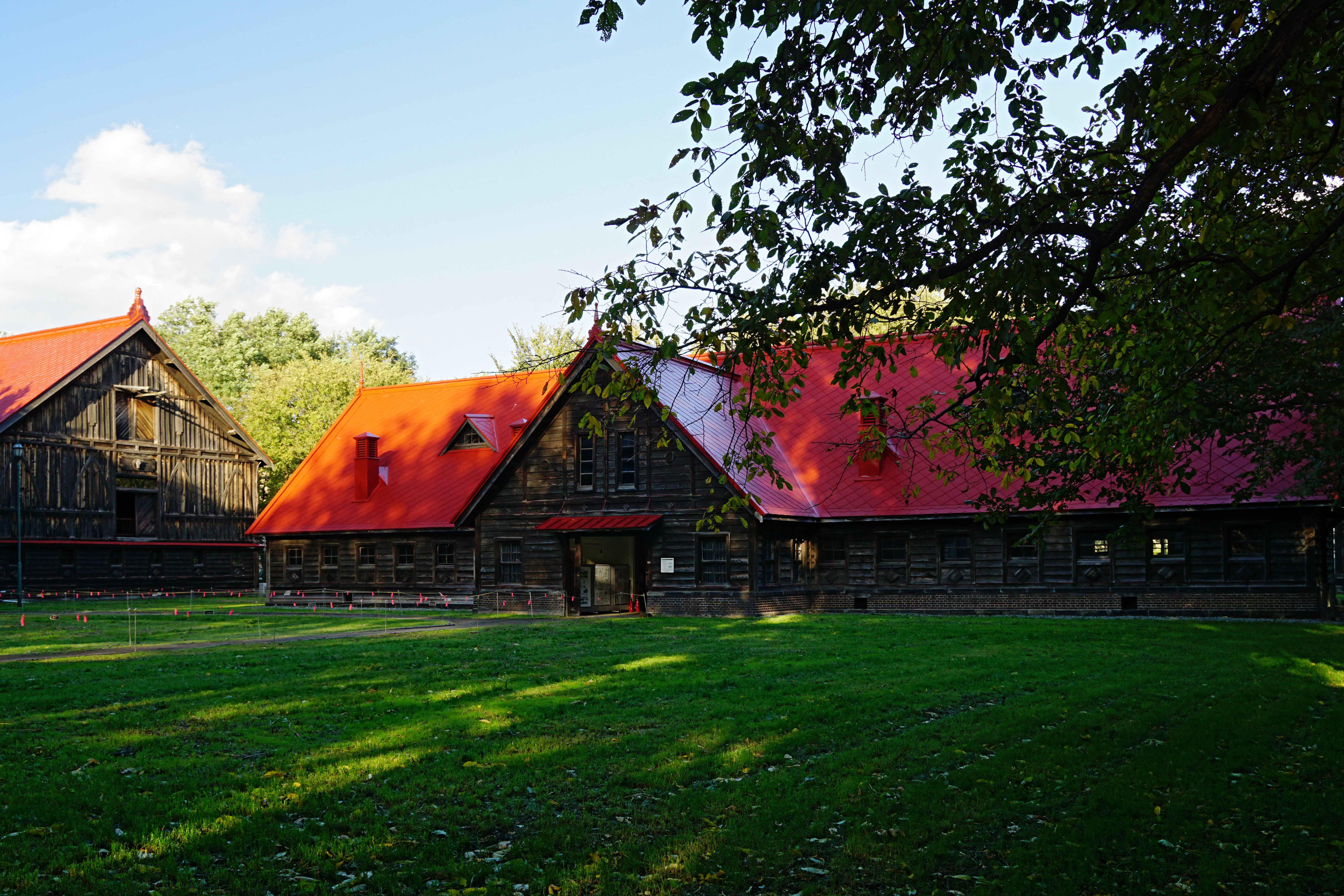
札幌農学校第2農場牧牛舎（2015年10月）
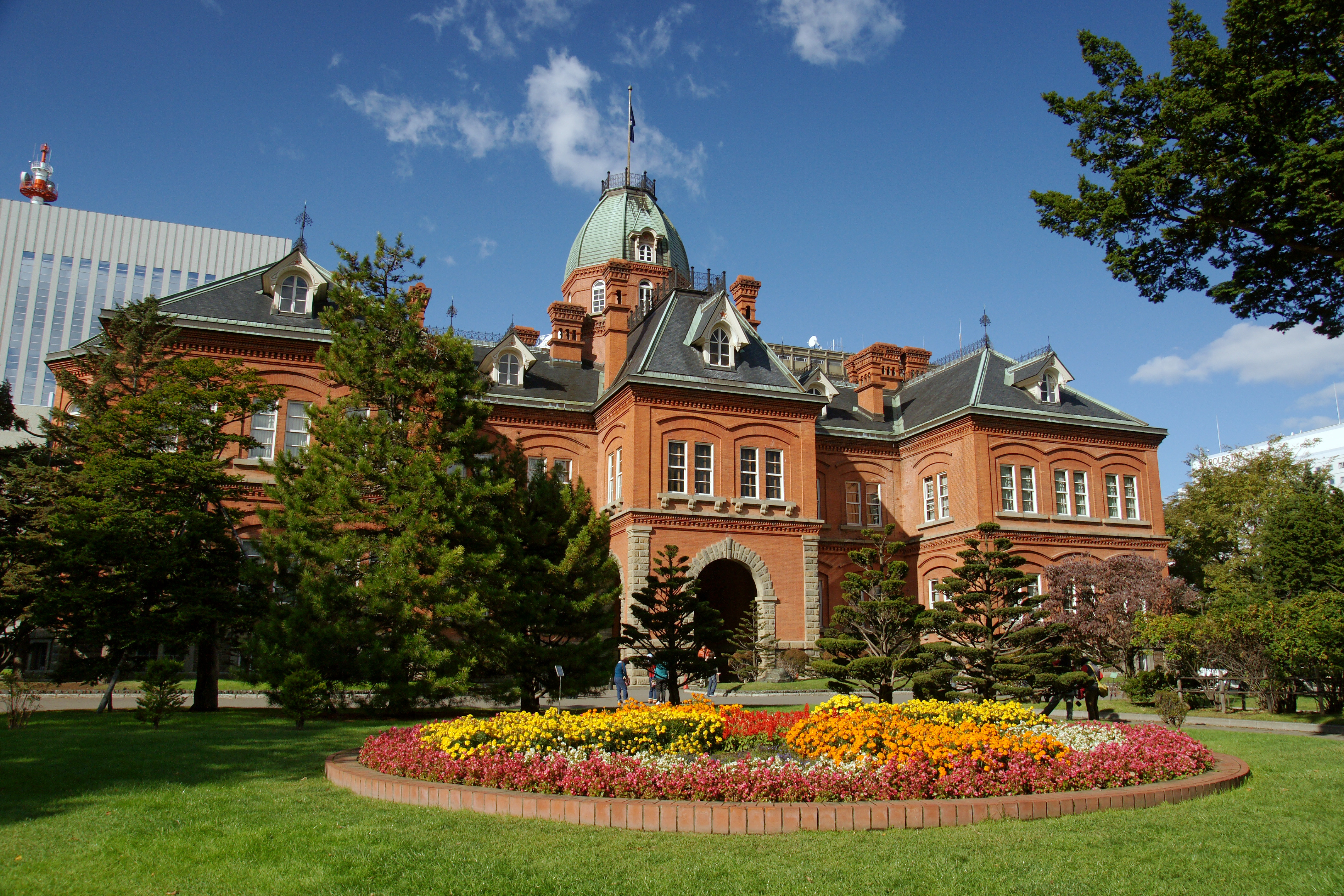
北海道庁旧本庁舎（赤レンガ庁舎）（2009年10月）

- 天然記念物
  - 円山原始林
  - 藻岩原始林

#### 道指定文化財
- 有形文化財
  - 旧永山武四郎邸
  - 琴似屯田兵屋 - 琴似神社境内
  - 札幌市K-446遺跡出土の遺物 - 札幌市埋蔵文化財センター蔵
  - 新琴似屯田兵村記録 - 北海道大学附属図書館蔵

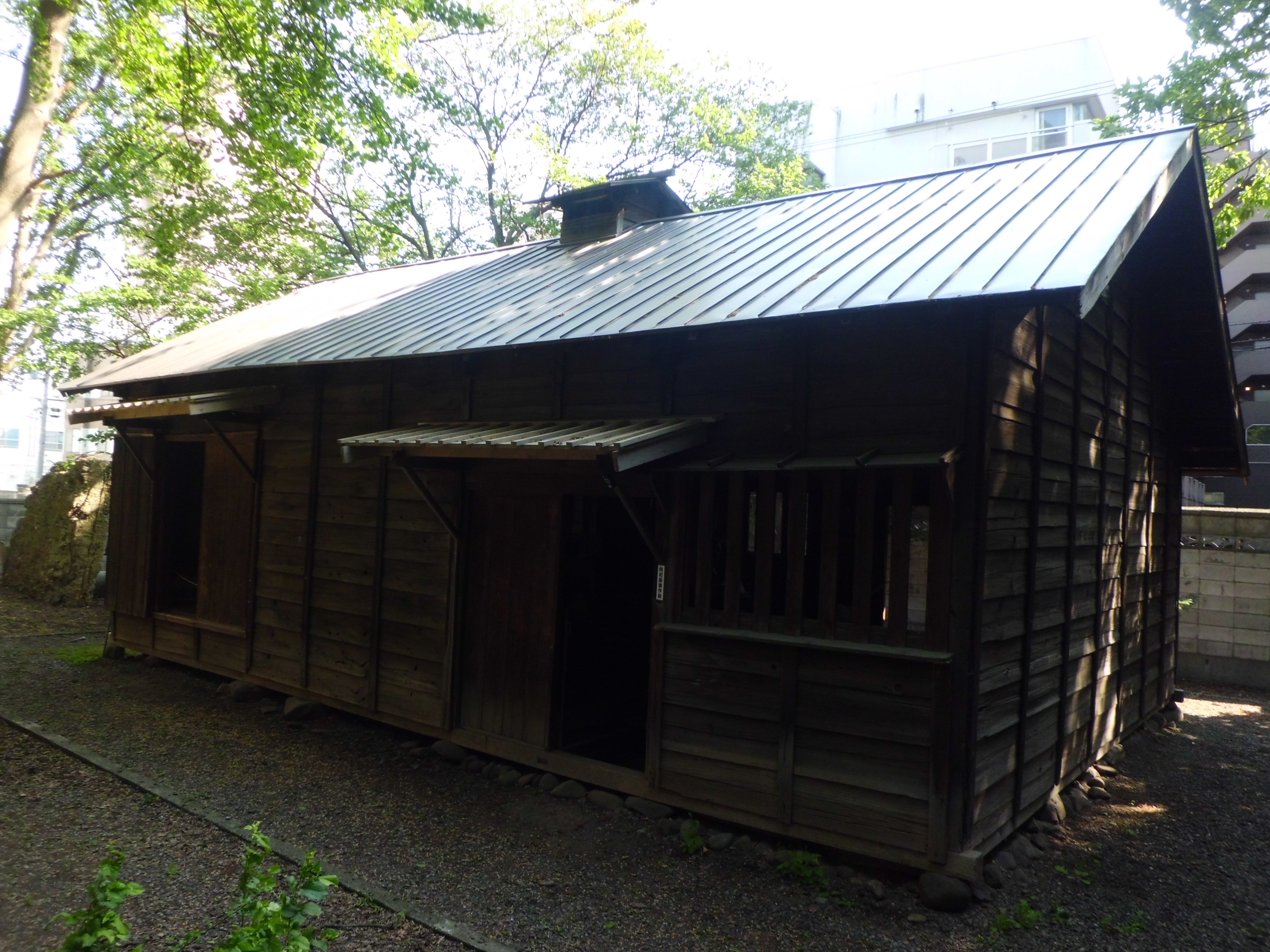
琴似屯田兵屋（2015年5月）

#### 市指定文化財
- 無形文化財
  - 丘珠獅子舞 - 丘珠獅子舞保存会
- 有形文化財
  - 旧黒岩家住宅（旧簾舞通行屋）
  - 旧琴似川流域の竪穴住居跡分布図 - 札幌市埋蔵文化財センター蔵
  - 札幌独立キリスト教会文書 - 札幌独立キリスト教会蔵
  - 札幌市N30遺跡出土品 - 札幌市埋蔵文化財センター蔵
  - 新琴似屯田兵中隊本部
  - 清華亭
  - 木造日蓮聖人坐像 - 妙心寺
  - 旧札幌控訴院（現：札幌市資料館）
- 有形文化財および史跡
  - 札幌村・大友亀太郎関係歴史資料及び史跡 - 札幌村郷土記念館
- 史跡
  - 手稲山口バッタ塚

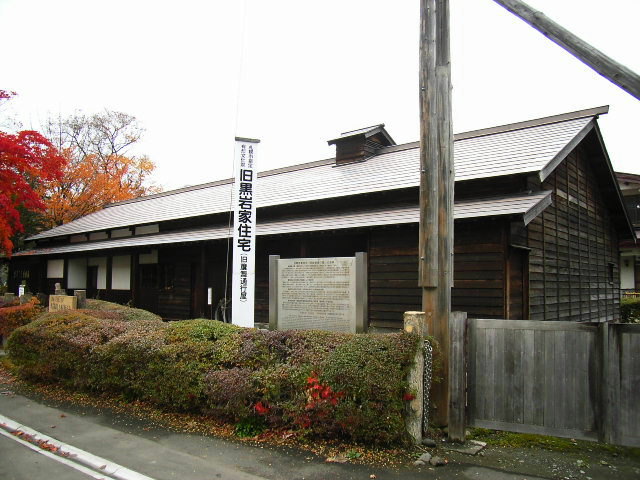
旧黒岩家住宅（旧簾舞通行屋）（2004年11月）
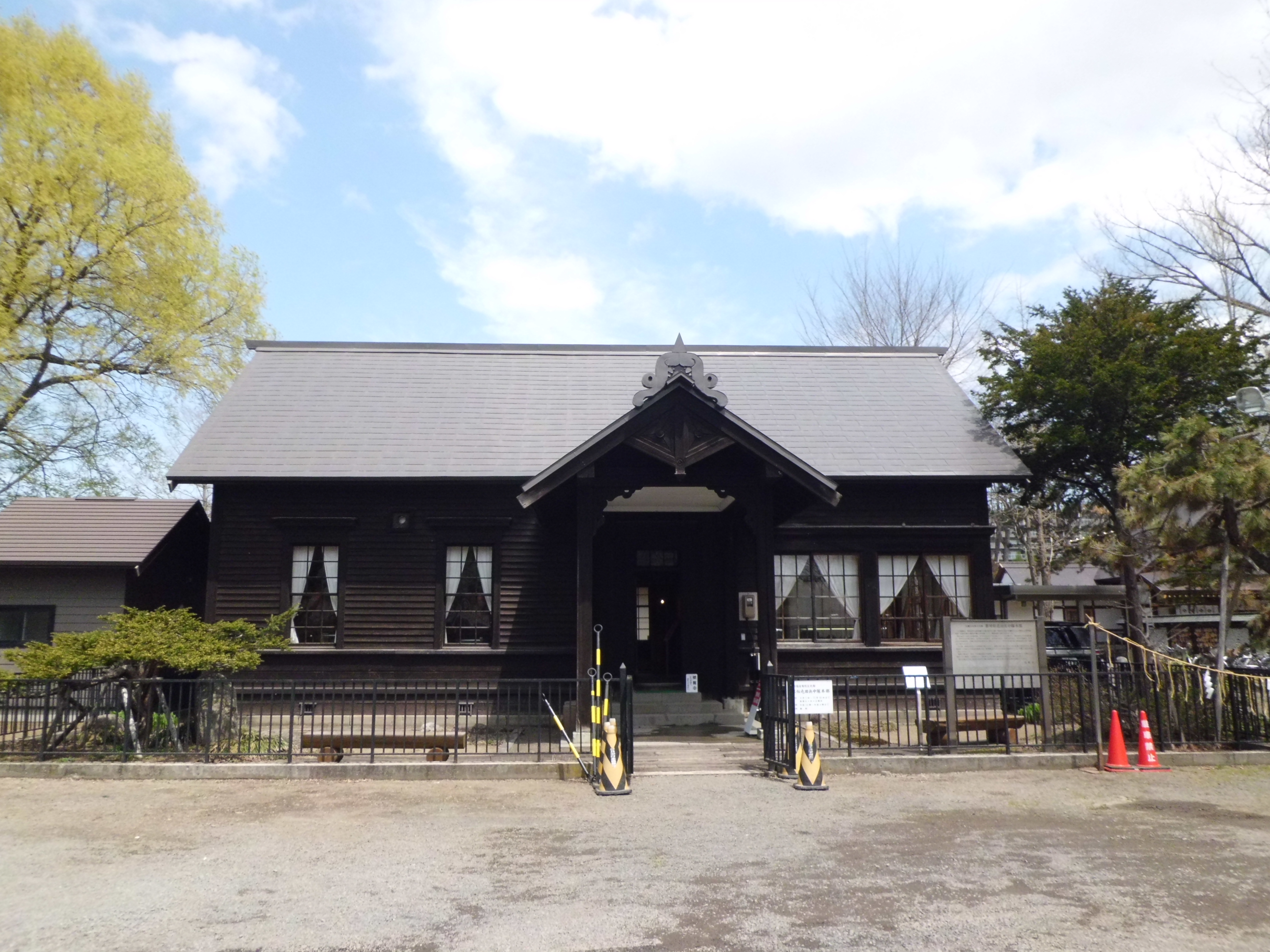
新琴似屯田兵中隊本部（2013年5月）
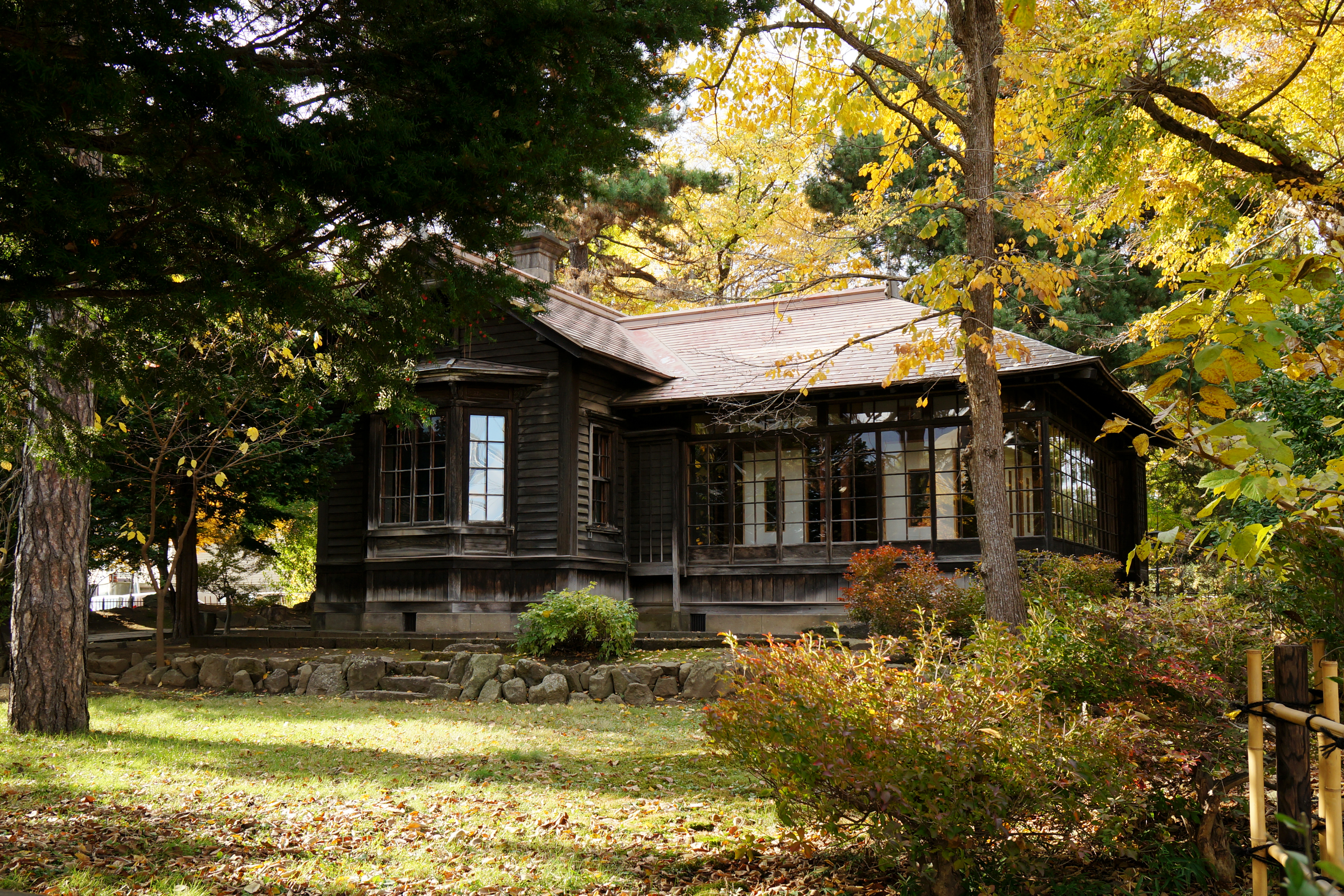
清華亭（2013年11月）
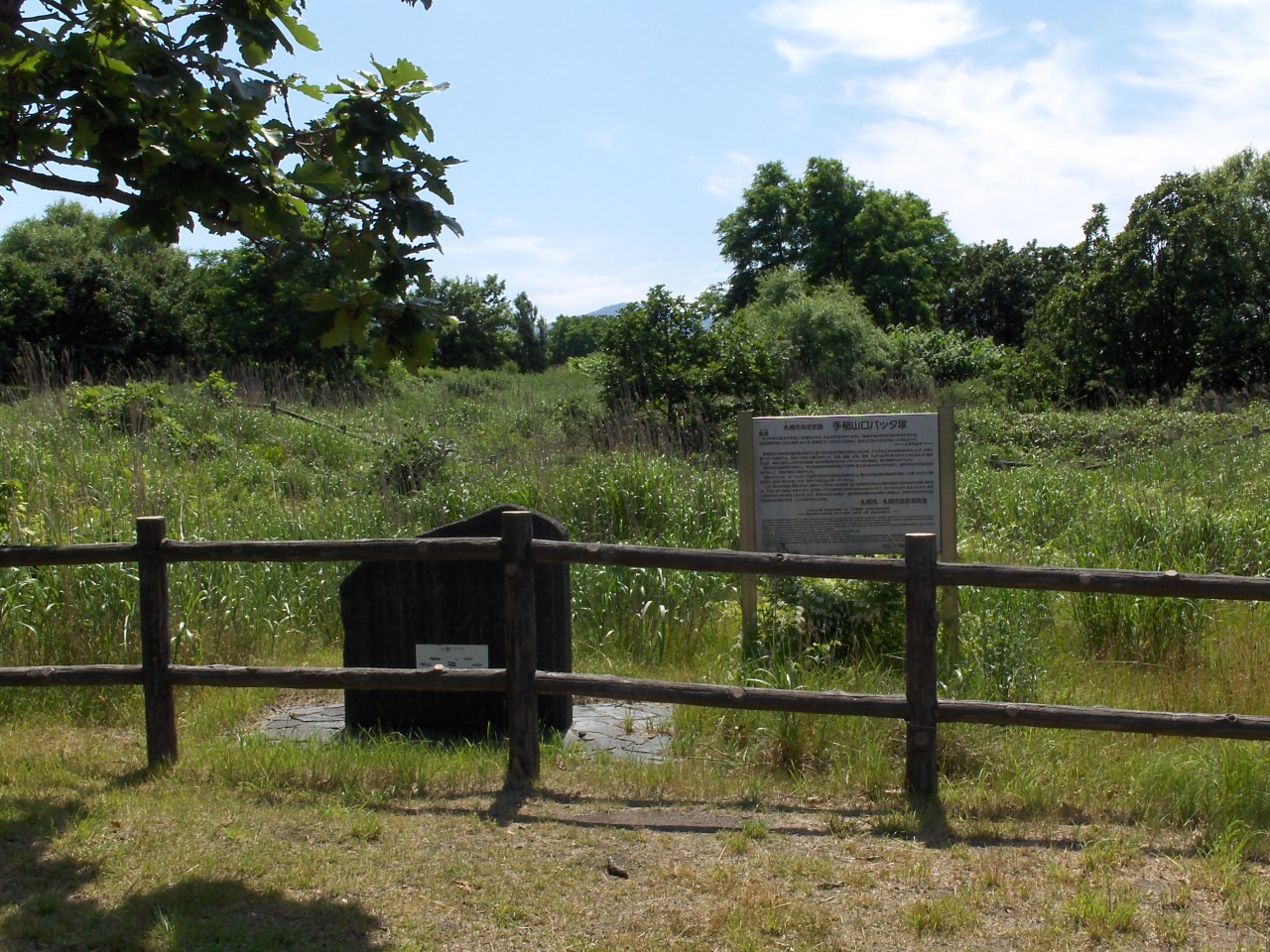
手稲山口バッタ塚（2007年7月）

#### 国登録文化財
「札幌市内の登録文化財」参照
- 登録有形文化財
  - エドウィン・ダン記念館（旧北海道庁真駒内種畜場事務所）
  - 旧西岡水源池取水塔
  - 黒田家住宅（母屋・蔵・門・塀）
  - 杉野目家住宅
  - 日本基督教団札幌教会（旧札幌美以教会堂）
  - 沼田家住宅旧第二りんご倉庫
  - 柳田家住宅旧りんご蔵
  - 北星学園創立百周年記念館（旧北星女学校宣教師館）
  - 北海道大学旧札幌農学校昆虫学及養蚕学教室
  - 北海道大学旧札幌農学校図書館読書室・書庫
  - 北海道大学農学部博物館バチェラー記念館
  - 北海道大学附属植物園庁舎（旧札幌農学校動植物学教室）（現宮部金吾記念館）
  - 北海道大学古河記念講堂（旧東北帝国大学農科大学林学科教室）
  - 北海道知事公館（旧三井クラブ）
  - 遠藤家住宅（主屋・蔵・南石蔵・北石蔵・表門・塀）
  - 札幌市旧三菱鉱業寮
  - さっぽろテレビ塔

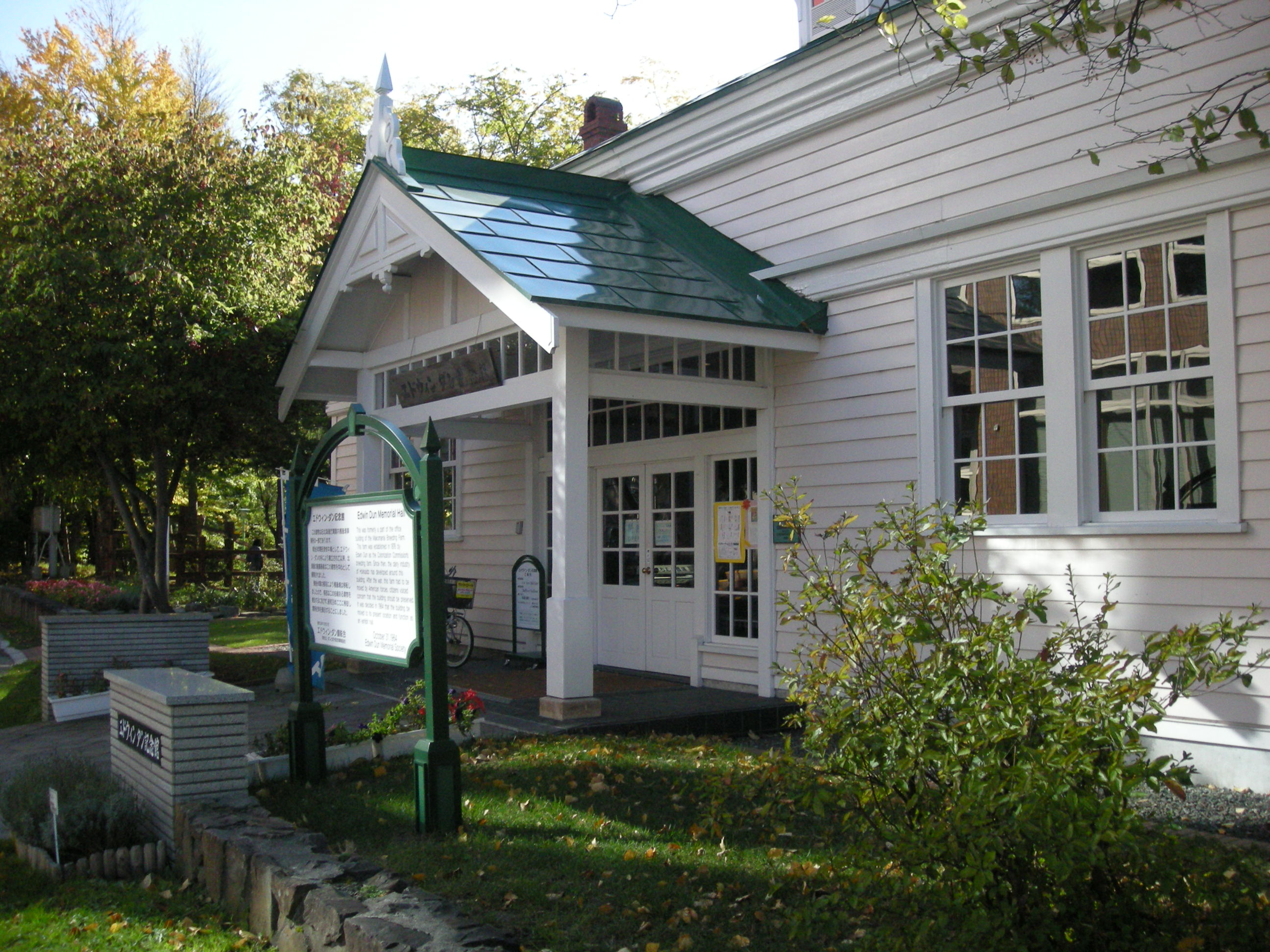
エドウィン・ダン記念館（2007年10月）
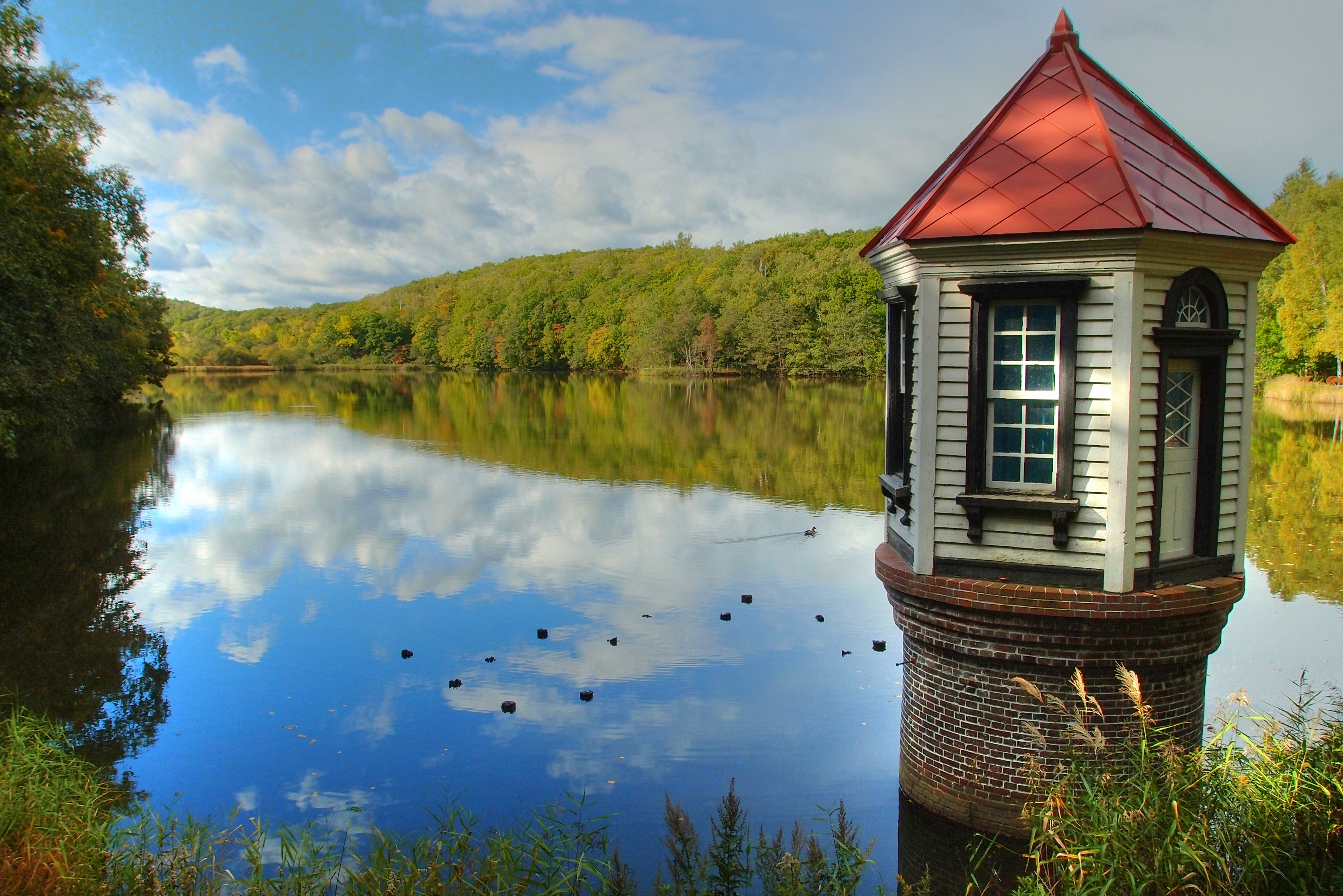
旧西岡水源池と取水塔（2016年10月）
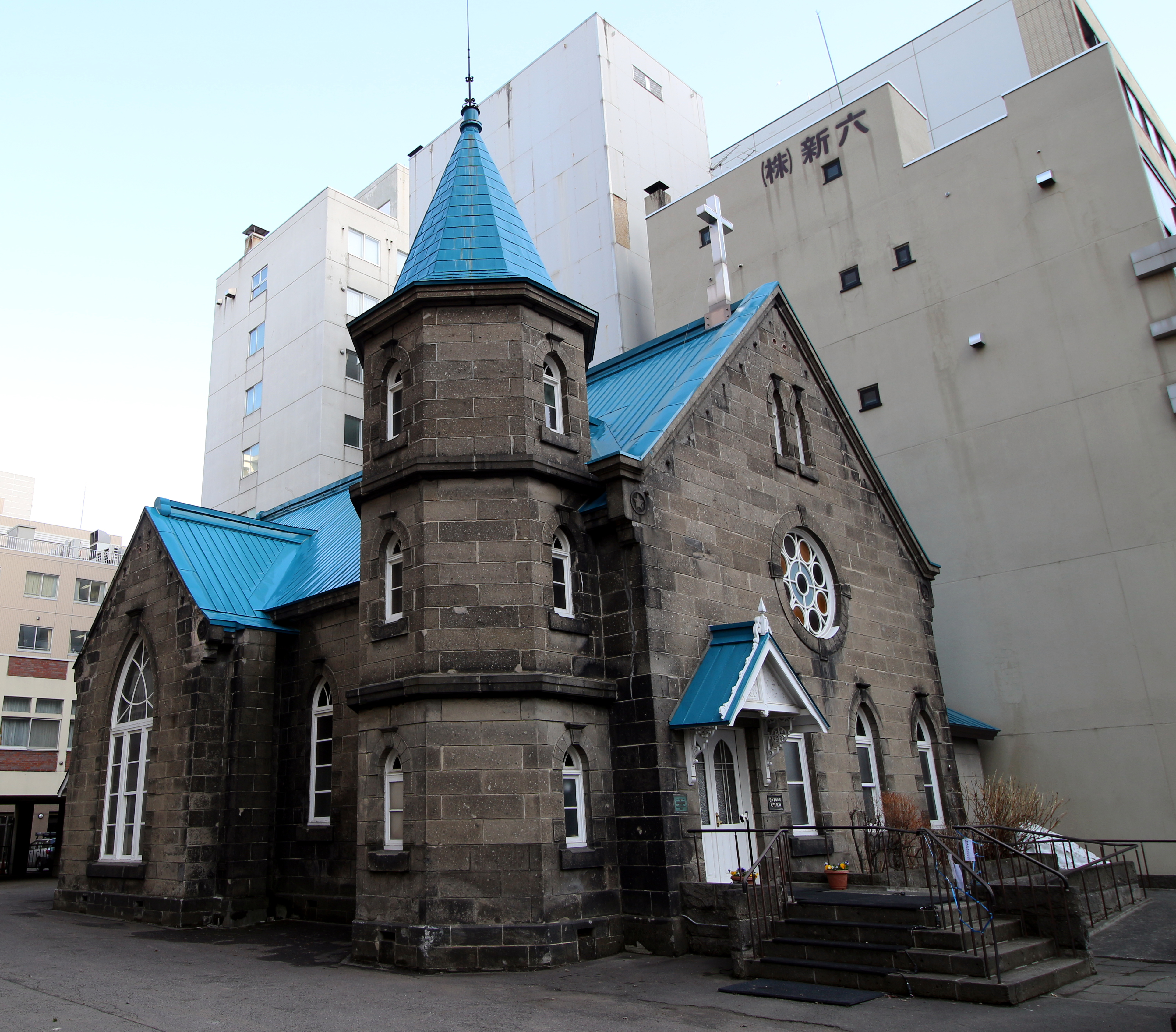
日本基督教団札幌教会（2018年4月）
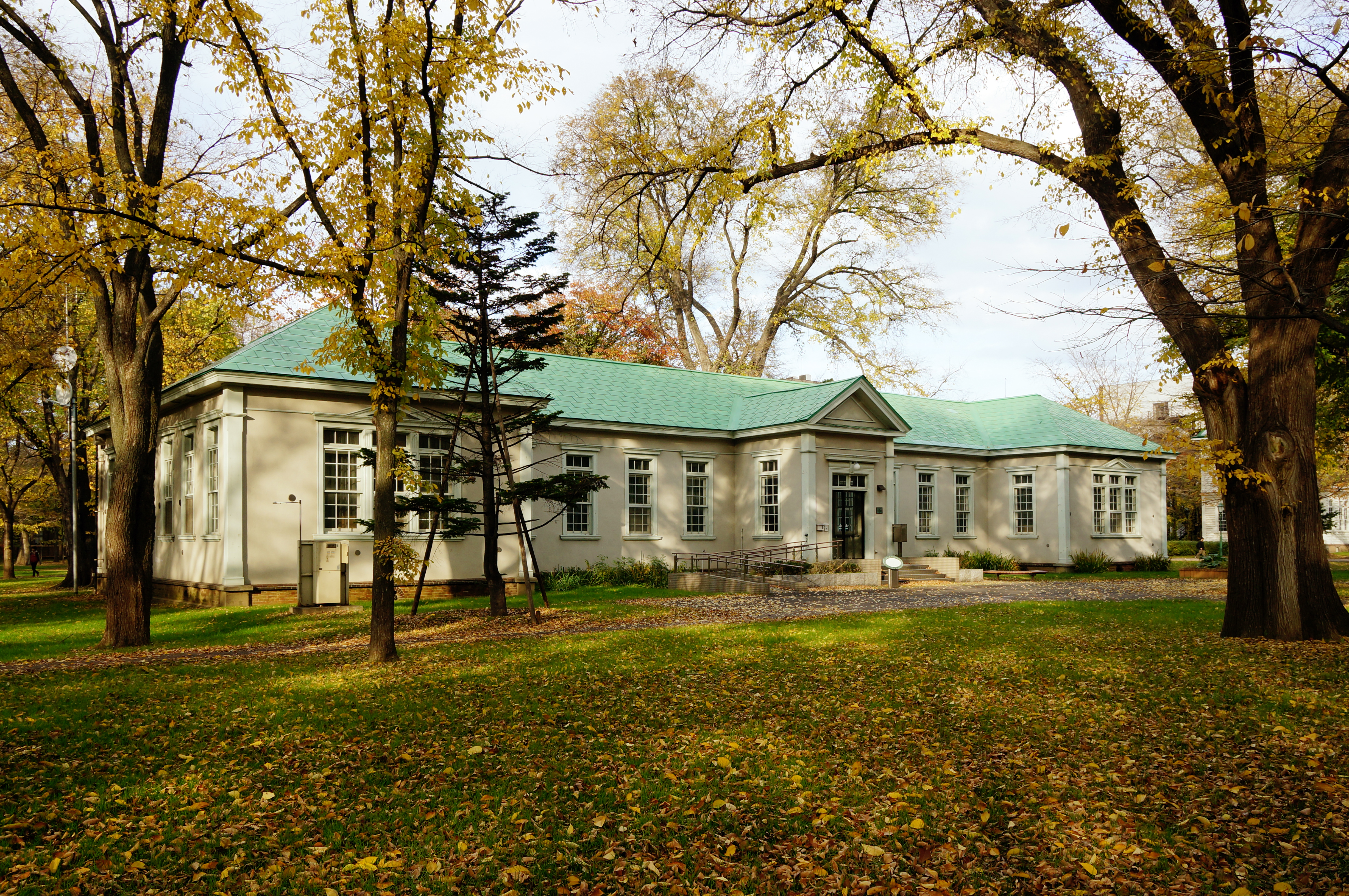
北海道大学旧札幌農学校昆虫及養蚕学教室（2013年11月）
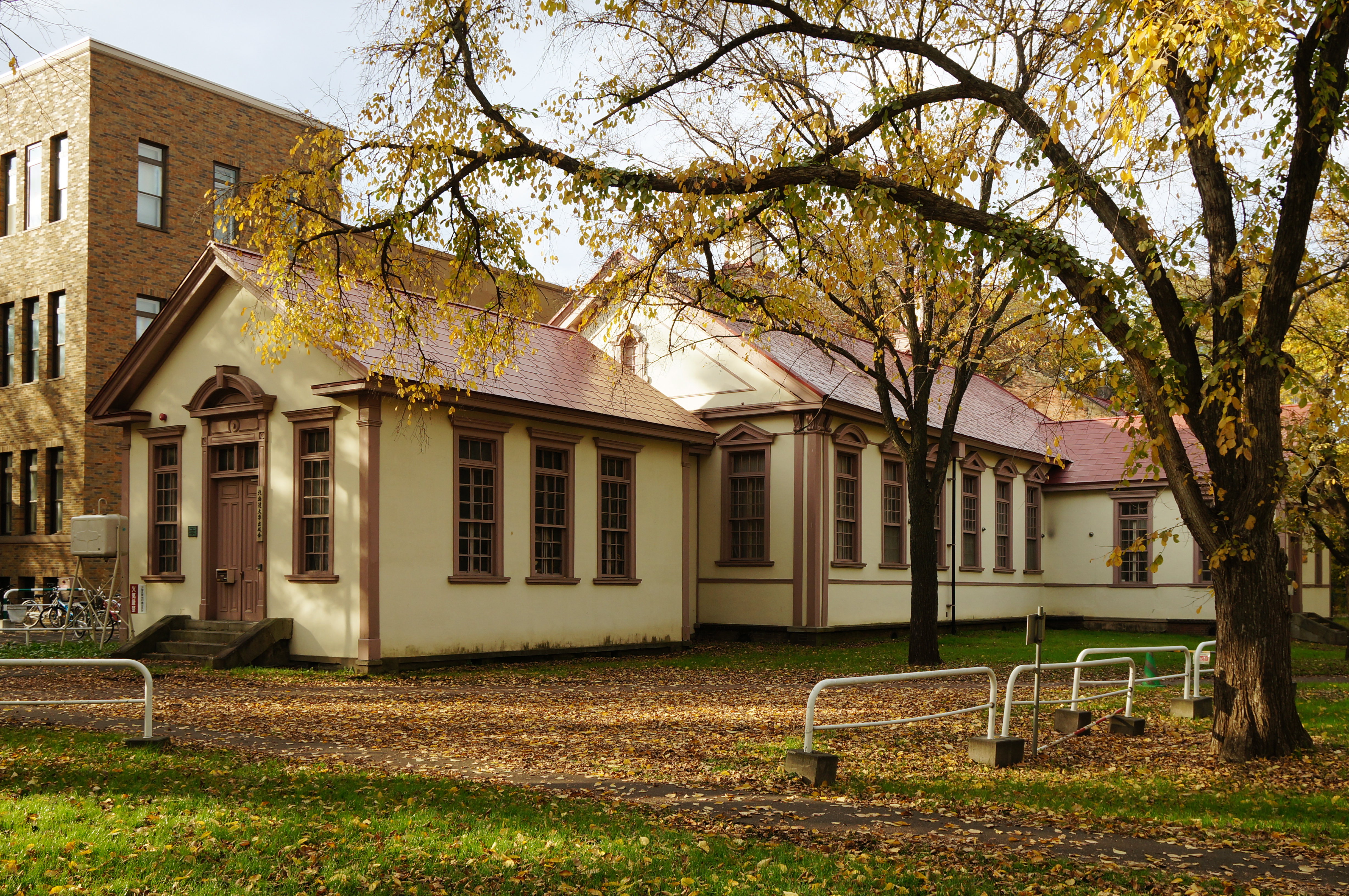
北海道大学旧札幌農学校図書館読書室・書庫（2013年11月）
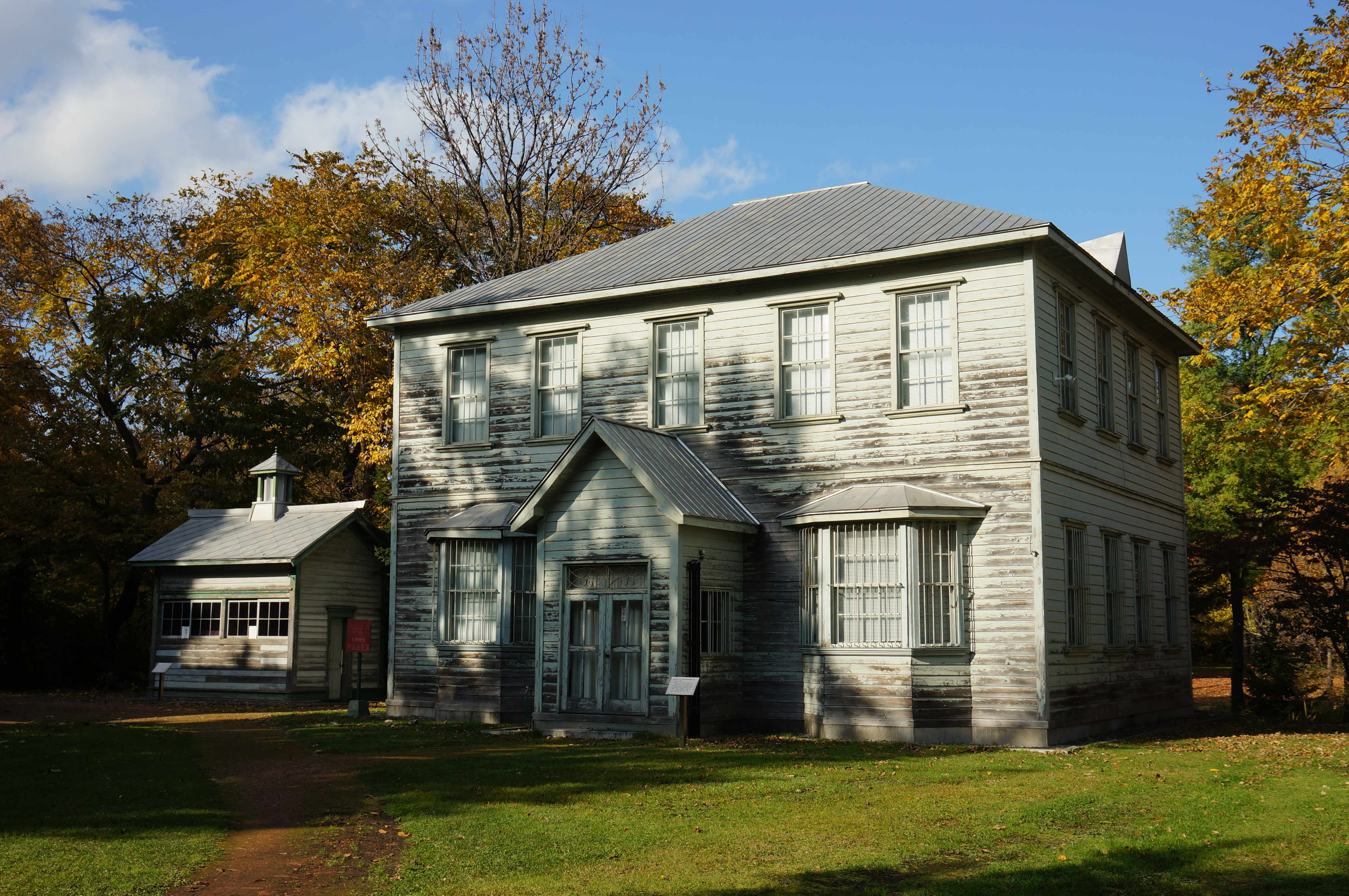
北海道大学農学部博物館バチェラー記念館（2013年11月）
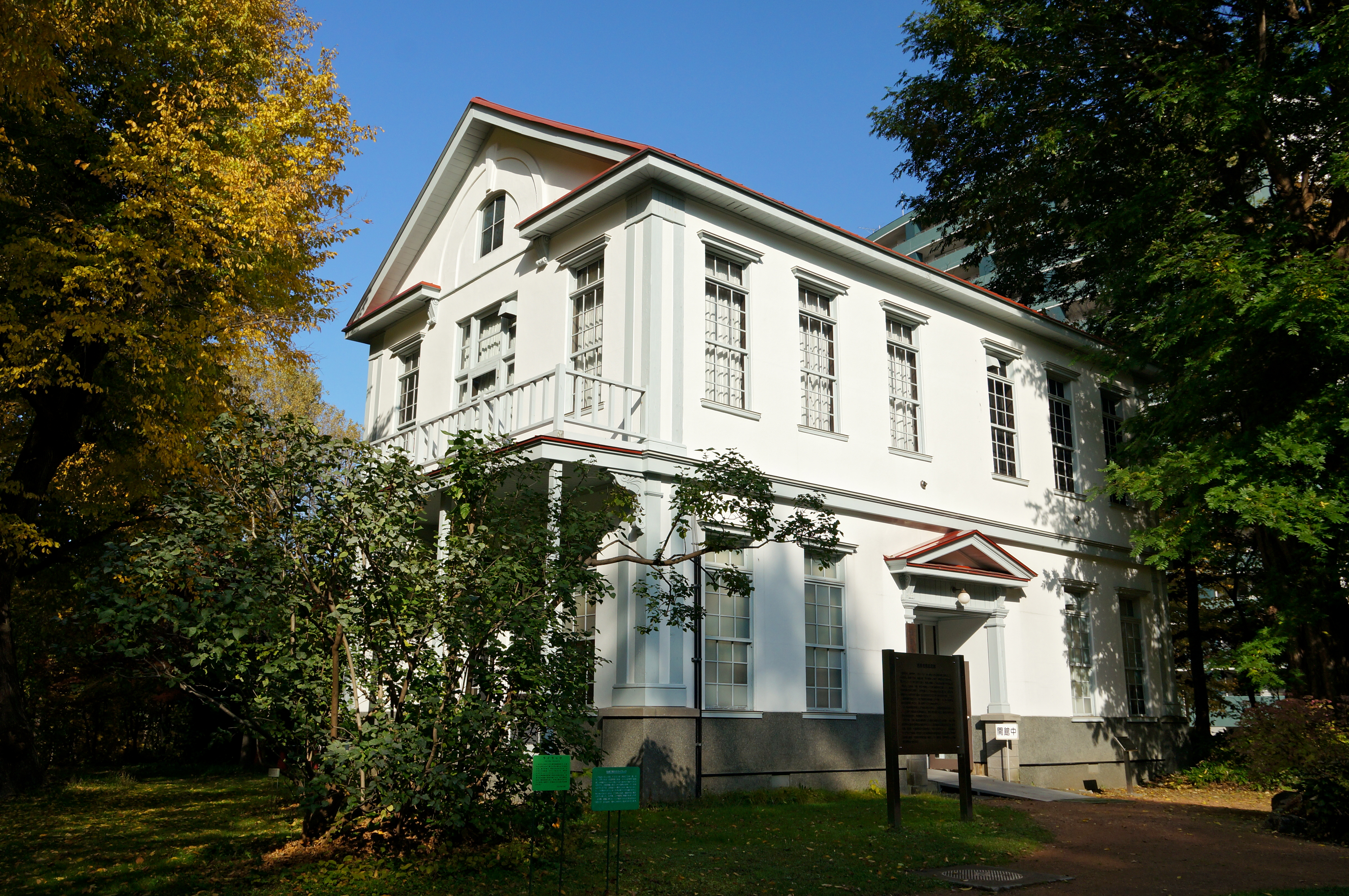
北海道大学附属植物園庁舎（旧札幌農学校動植物学教室）（宮部金吾記念館）（2013年11月）
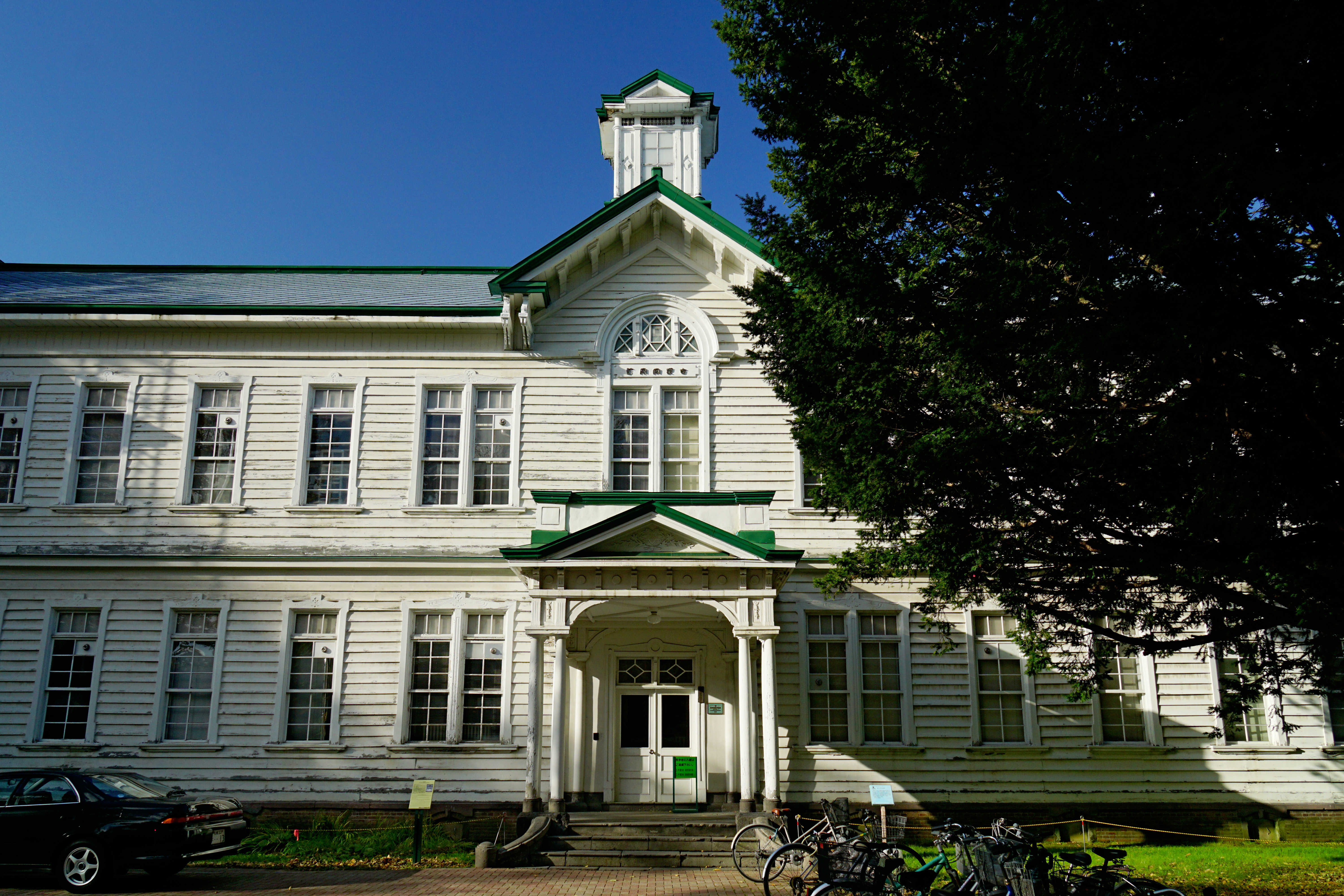
北海道大学古河記念講堂（旧東北帝国大学農科大学林学科教室）（2015年10月）
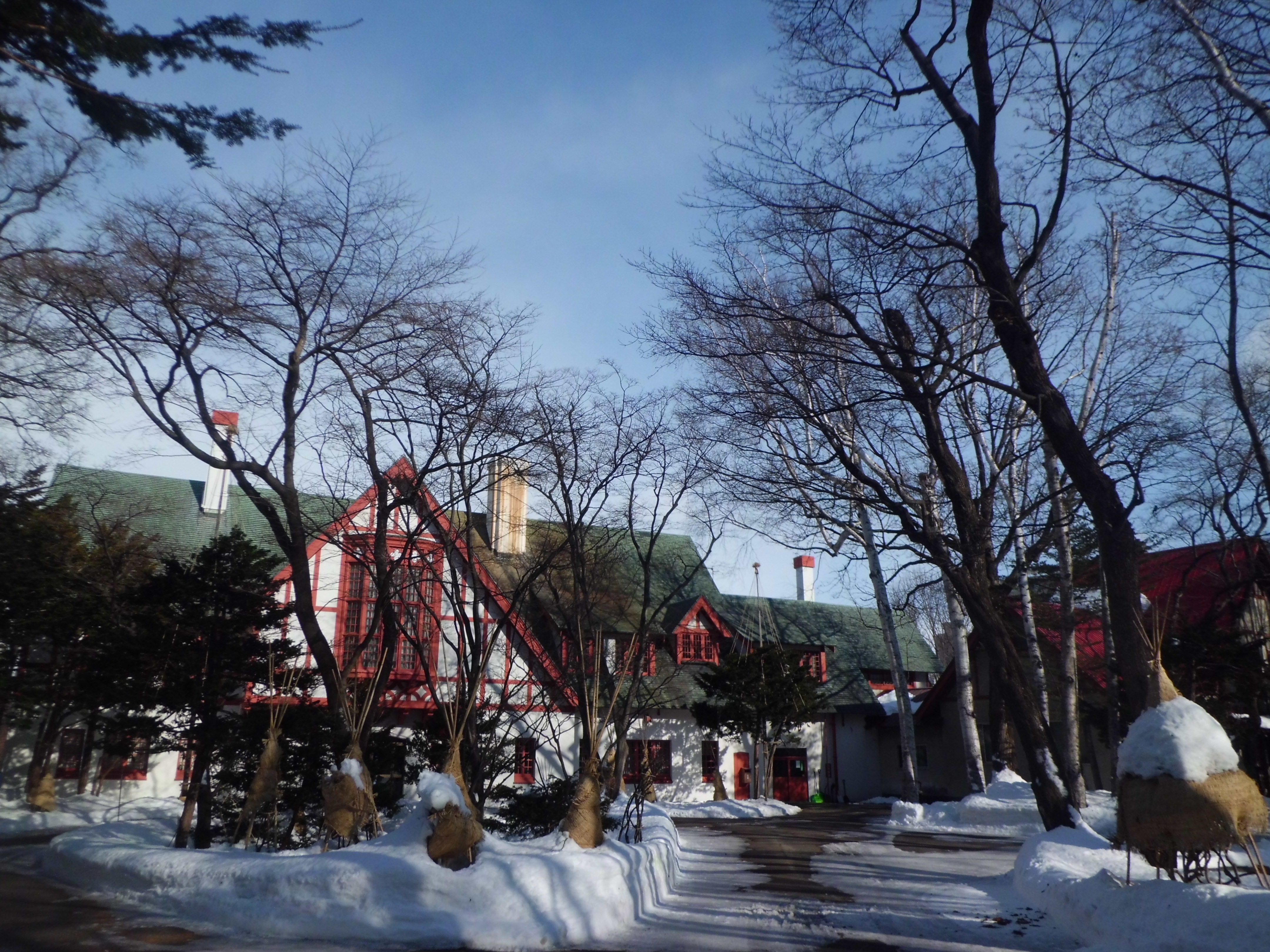
北海道知事公館（2015年1月）

### 観光スポット
中央区
- JRタワー
- 札幌ら〜めん共和国
- 北海道庁旧本庁舎（赤れんが庁舎）
- 札幌市北3条広場（アカプラ）
- 北海道大学植物園
- 北海道知事公館
- 札幌市時計台
- 大通公園
- さっぽろテレビ塔
- 創成川公園
- 札幌観光幌馬車
- 狸小路商店街
- HUGイート
- ノルベサ
- すすきの
- 札幌ラーメン横丁
- 中島公園
  - 札幌市天文台
  - 豊平館
  - 八窓庵
- サッポロファクトリー
- 旧永山武四郎邸
- 二条市場
- 札幌市中央卸売市場場外市場
- 北海道神宮
- 札幌市円山動物園
- 大倉山
  - 札幌オリンピックミュージアム
  - 大倉山クリスタルハウス
- 旭山記念公園
- さっぽろばんけいスキー場
- 幌見峠展望駐車場・ラベンダー園

北区
- 北海道大学
  - 北海道大学古河記念講堂
  - 北海道大学総合博物館
  - 札幌農学校第2農場
  - 北海道大学ポプラ並木
  - 北海道大学イチョウ並木（北13条道路）
- 北海道さっぽろ「食と観光」情報館「Kita・Bell」（キタベル）
- 北海道どさんこプラザ（「Kita・Bell」内）
- 清華亭
- 百合が原公園
- ペケレット湖
- あいの里公園（トンネウス沼）

東区
- サッポロビール博物館（サッポロガーデンパーク）
- サッポロさとらんど
- モエレ沼公園
- モエレ沼

白石区
- サッポロ・イーワン・スタジアム

豊平区
- 大和ハウス プレミストドーム
- さっぽろ羊ヶ丘展望台
- 月寒公園
- 天神山緑地

南区
- 藻岩山
- 札幌藻岩山スキー場
- 北海道立真駒内公園
- 札幌市豊平川さけ科学館
- 札幌芸術の森
- 滝野すずらん丘陵公園
- アシリベツの滝
- 旧黒岩家住宅（簾舞通行屋）
- フッズスノーエリア
- 札幌国際スキー場
- ノースサファリサッポロ
- フクロウとキタキツネの森
- 小金湯さくらの森
- 小金湯温泉
- 定山渓温泉
- 薄別温泉
- 豊平峡温泉

西区
- 白い恋人パーク
- 琴似屯田兵村兵屋跡
- スノーモビルランドサッポロ

厚別区
- 新さっぽろアークシティ
- 札幌市青少年科学館
- サンピアザ水族館
- 道立自然公園野幌森林公園
- 北海道博物館
- 北海道開拓の村

手稲区
- サッポロスターライトドーム
- サッポロテイネ
- 前田森林公園

清田区
- 平岡樹芸センター
- 平岡公園
- 札幌ふれあいの森

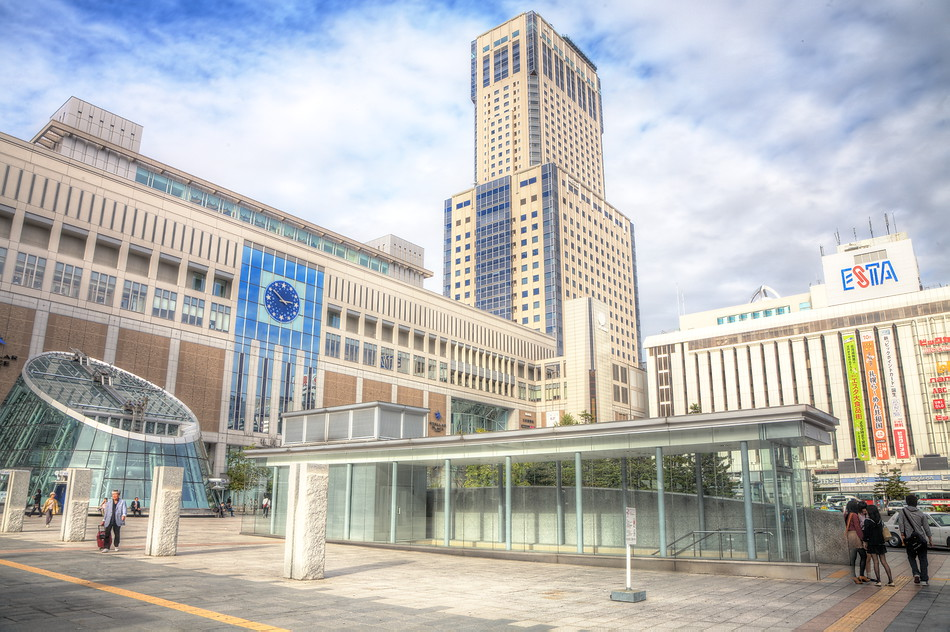
札幌駅（JRタワー）（2012年9月）
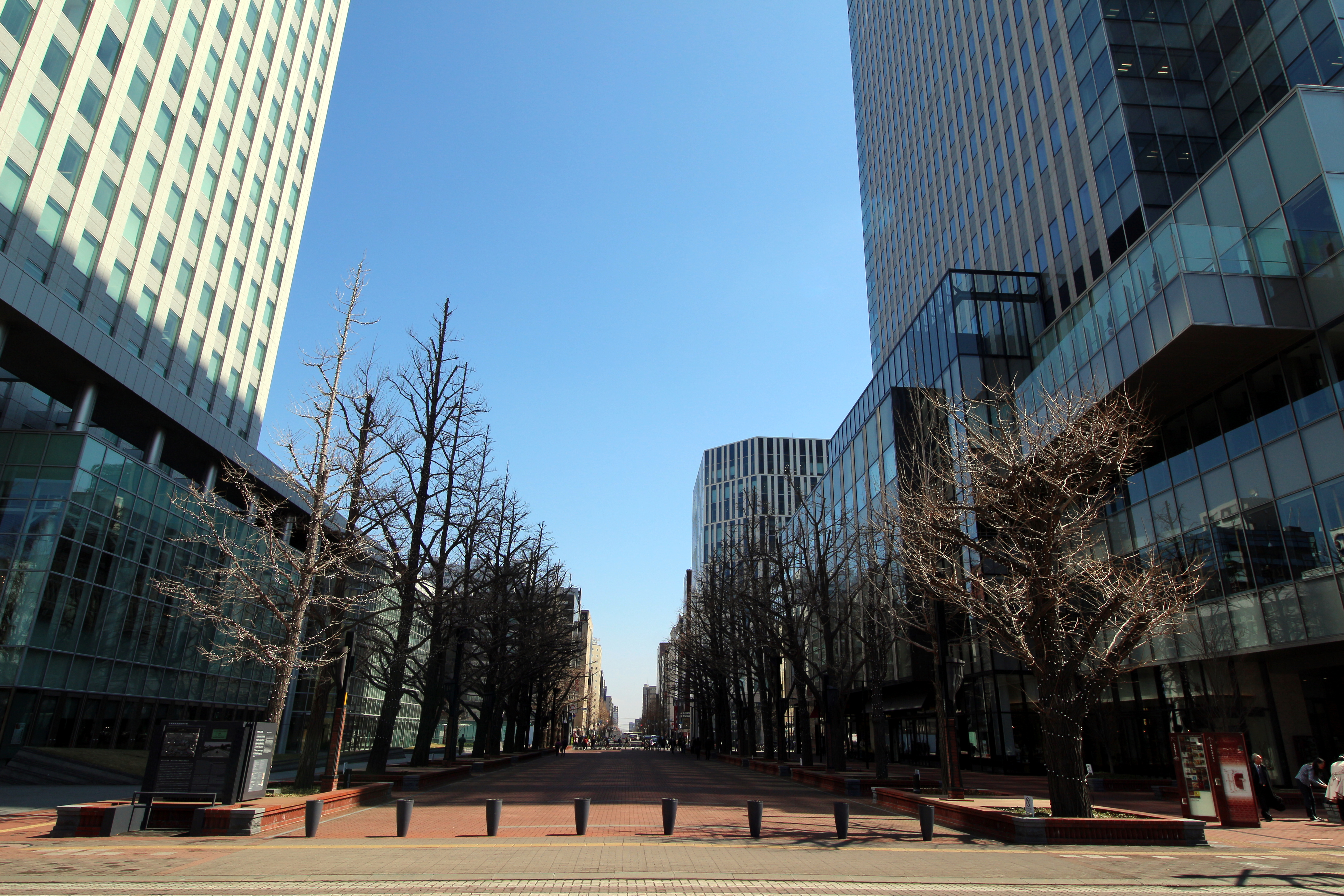
札幌市北3条広場（アカプラ）（2018年4月）
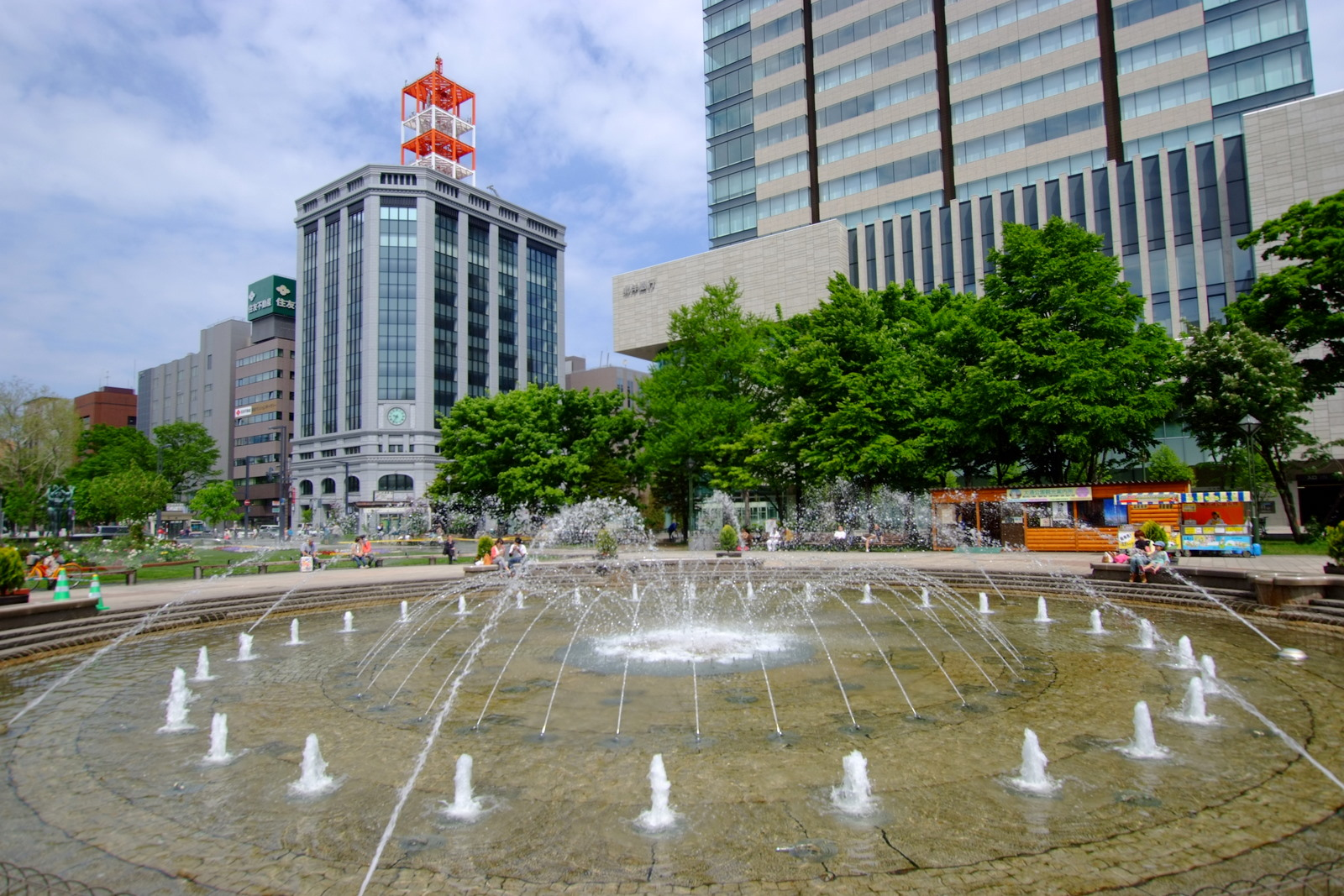
大通公園（2013年6月）
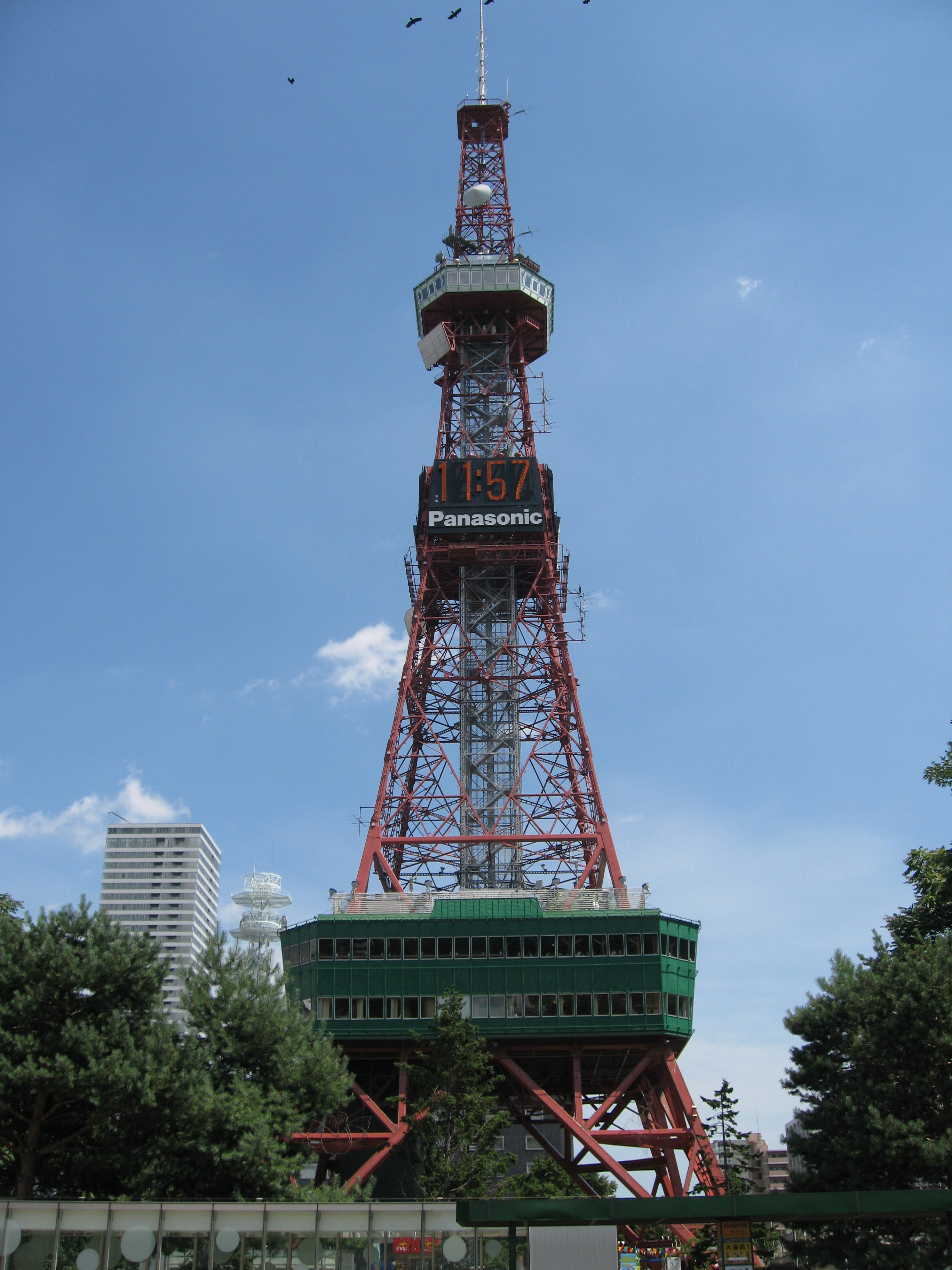
さっぽろテレビ塔（2008年4月）
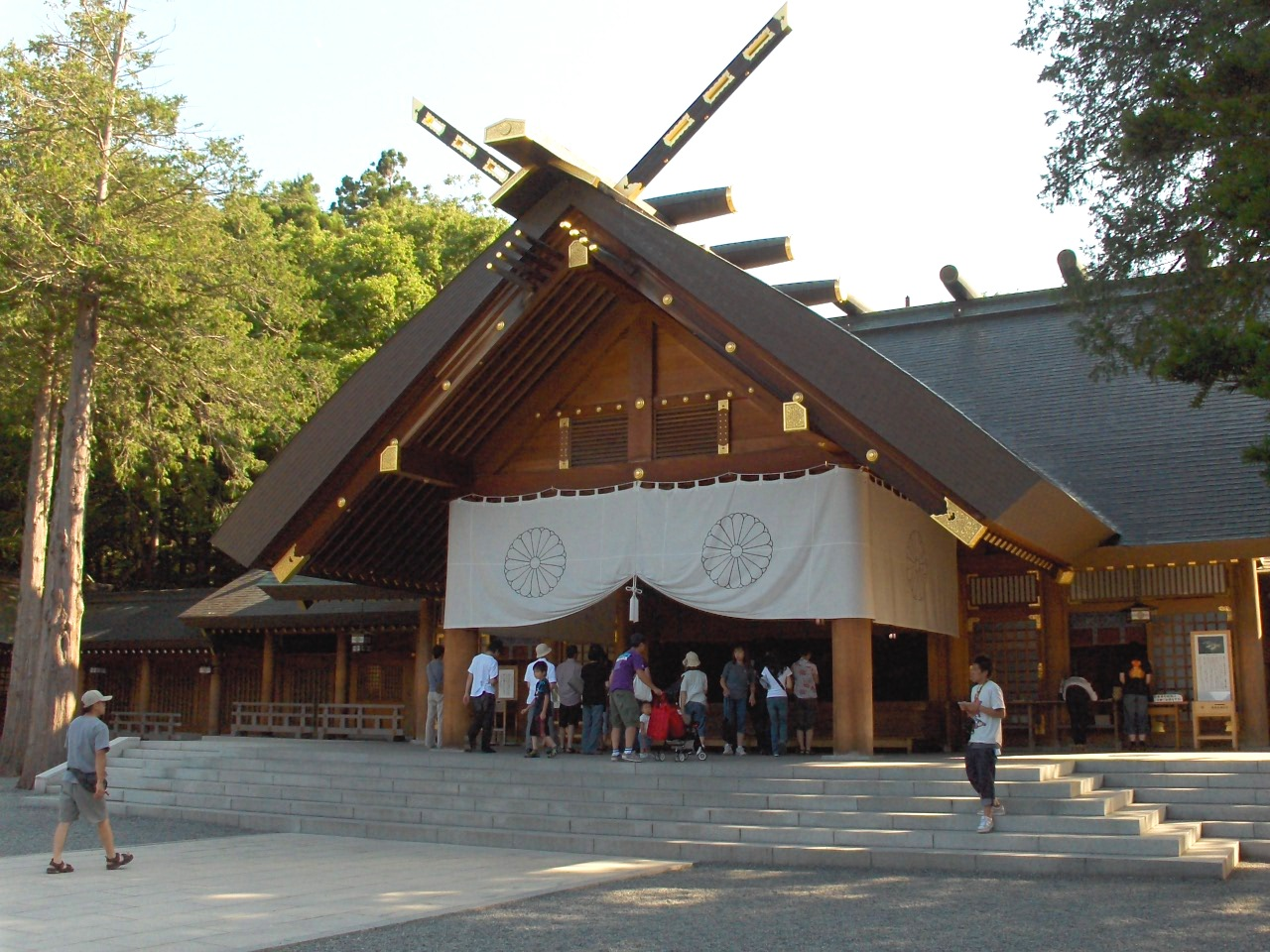
北海道神宮（2007年）
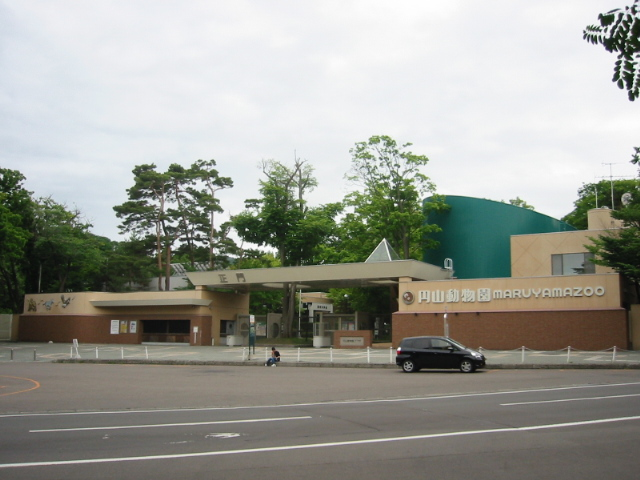
札幌市円山動物園（2007年7月）
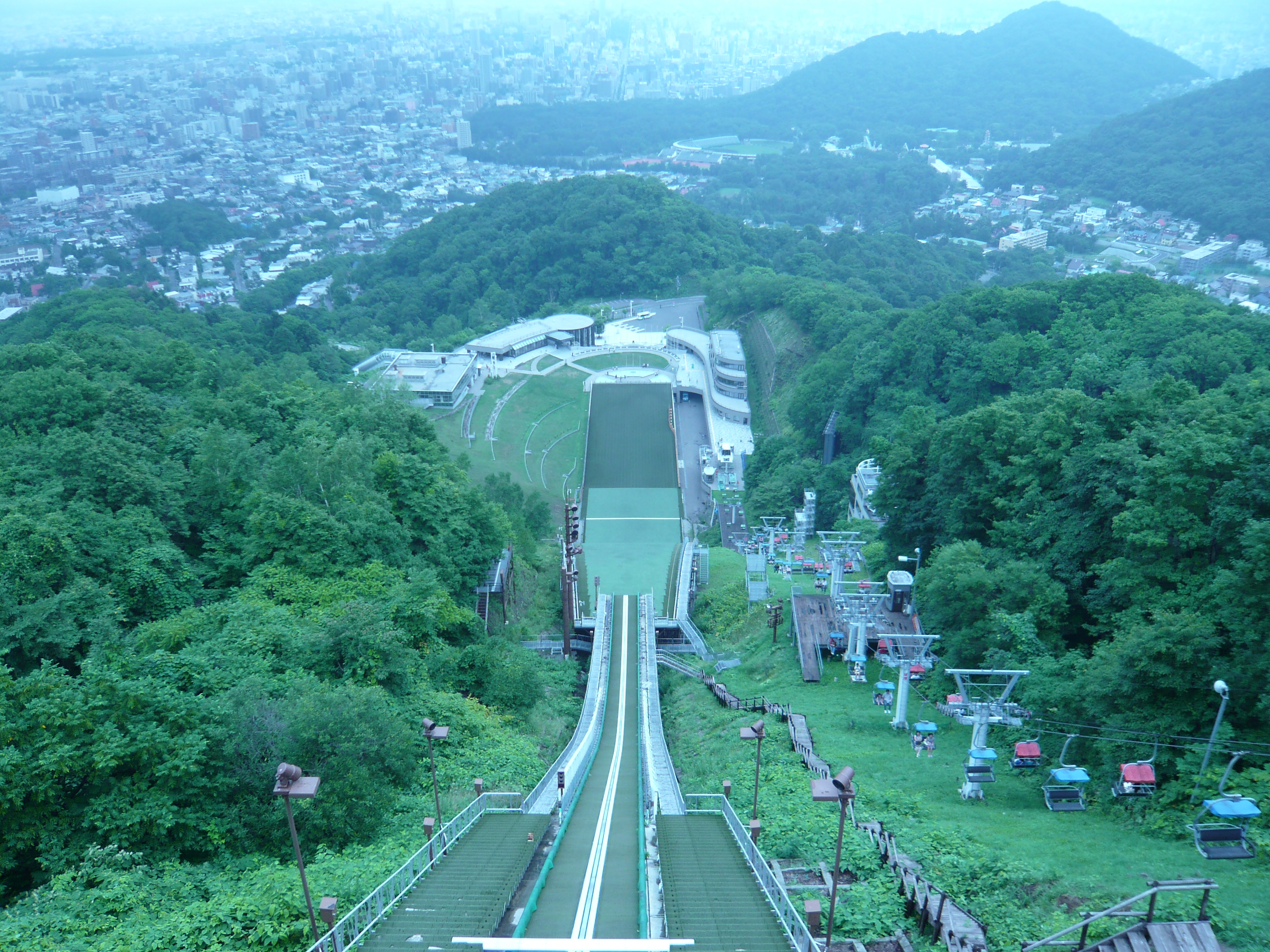
大倉山ジャンプ台から眺めた札幌市街（2007年8月）
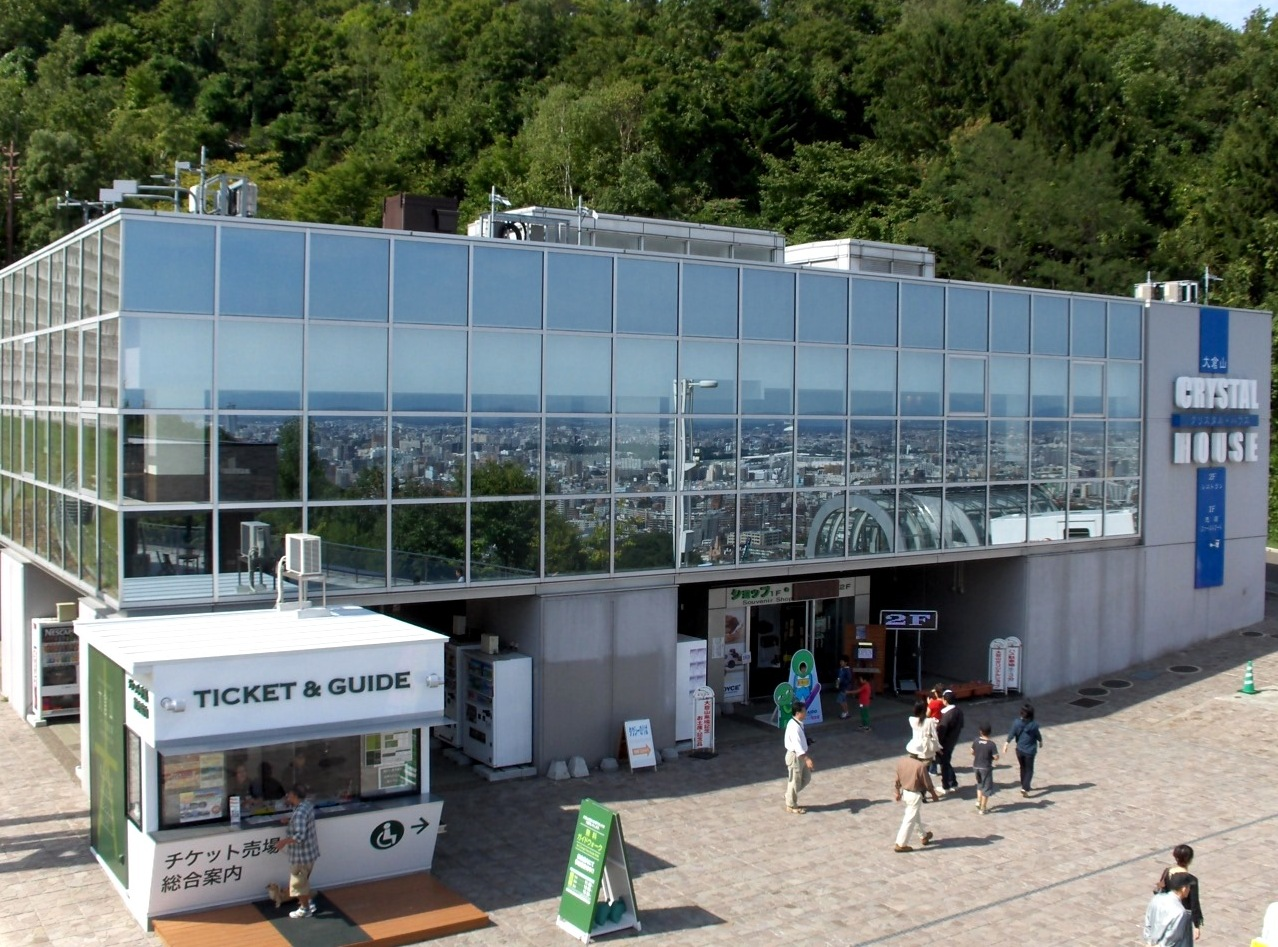
大倉山クリスタルハウス（2007年9月）
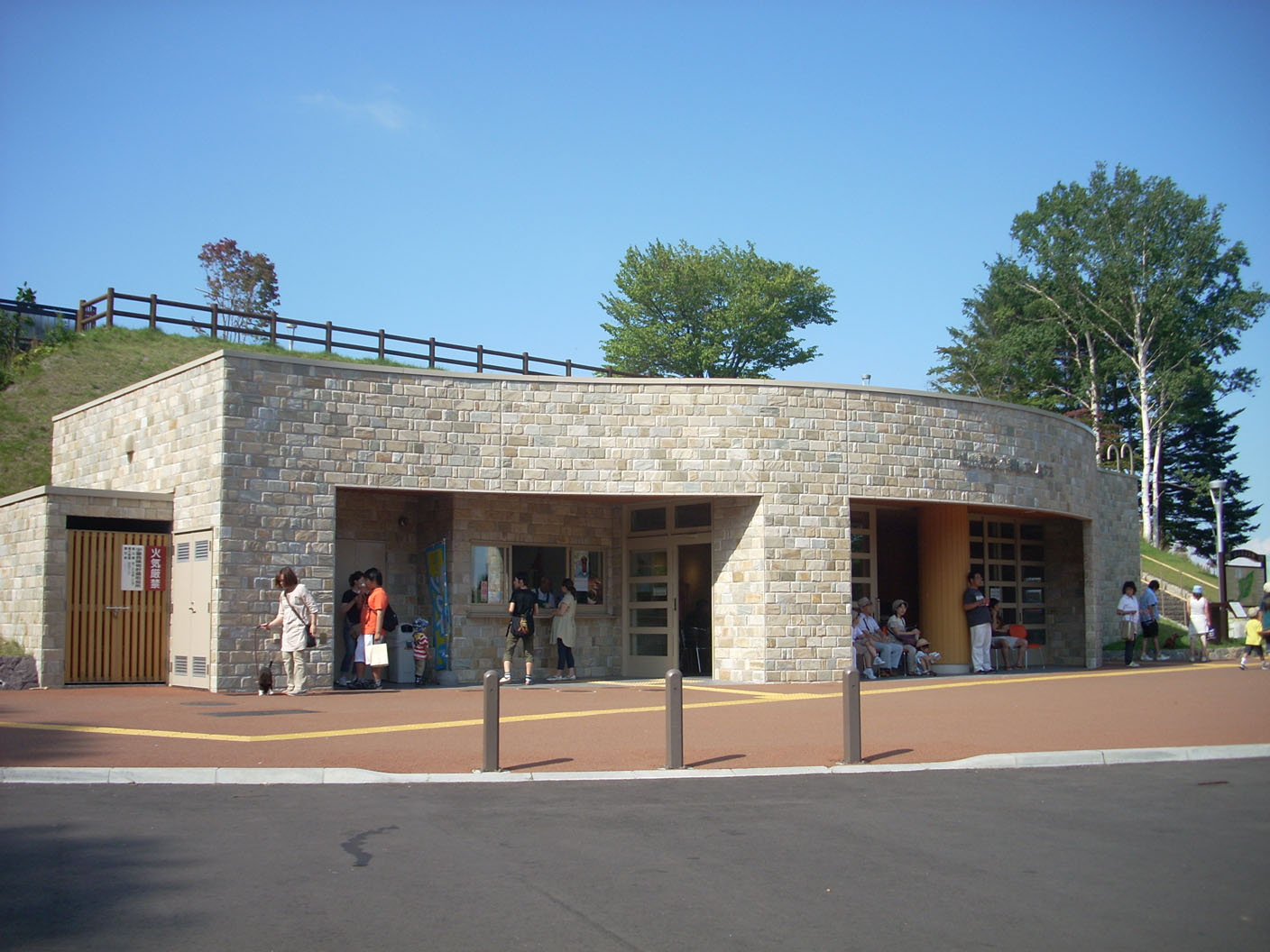
旭山記念公園レストハウス（2009年8月）
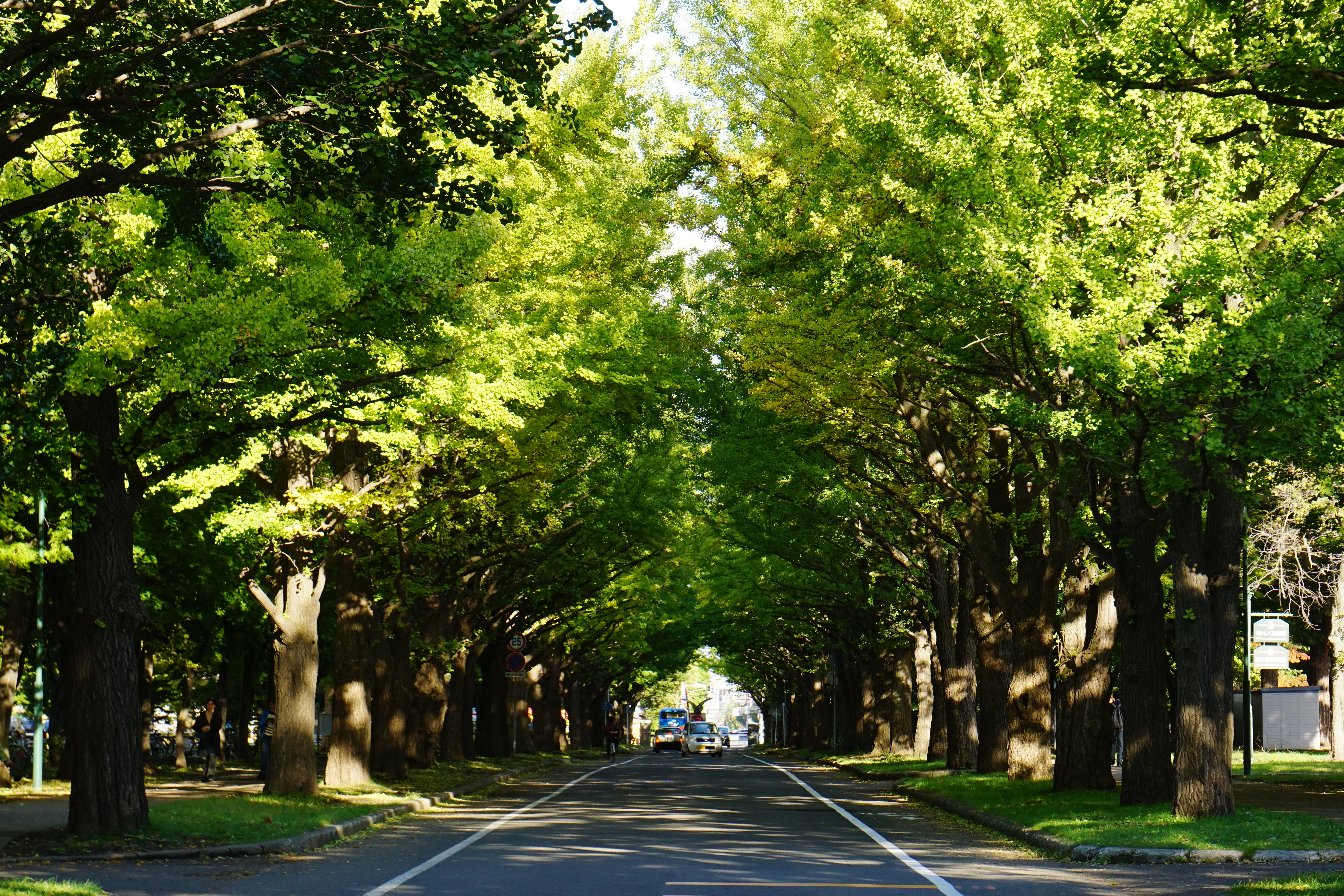
北海道大学構内（2015年10月）
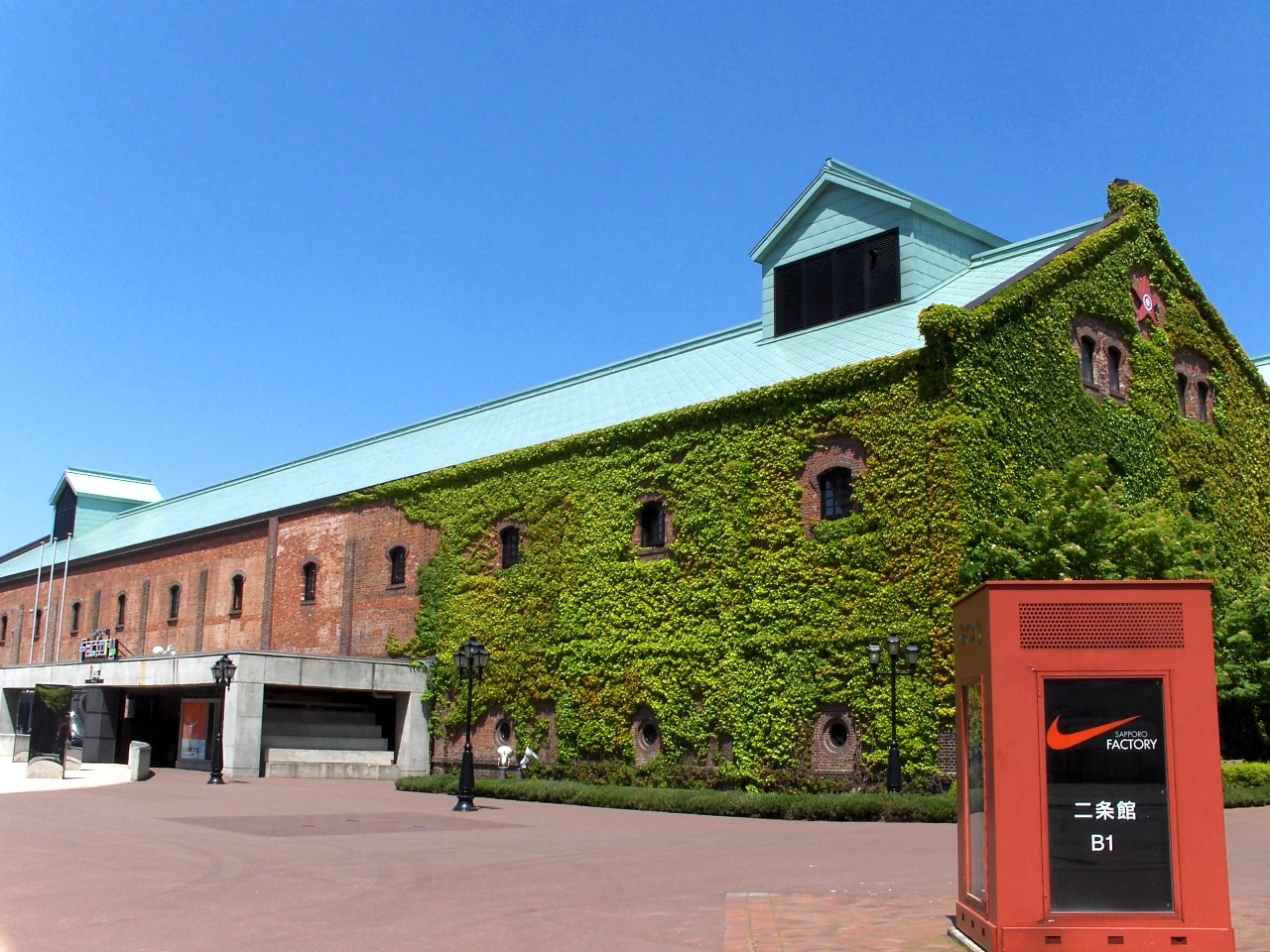
サッポロファクトリーレンガ館（2007年6月）
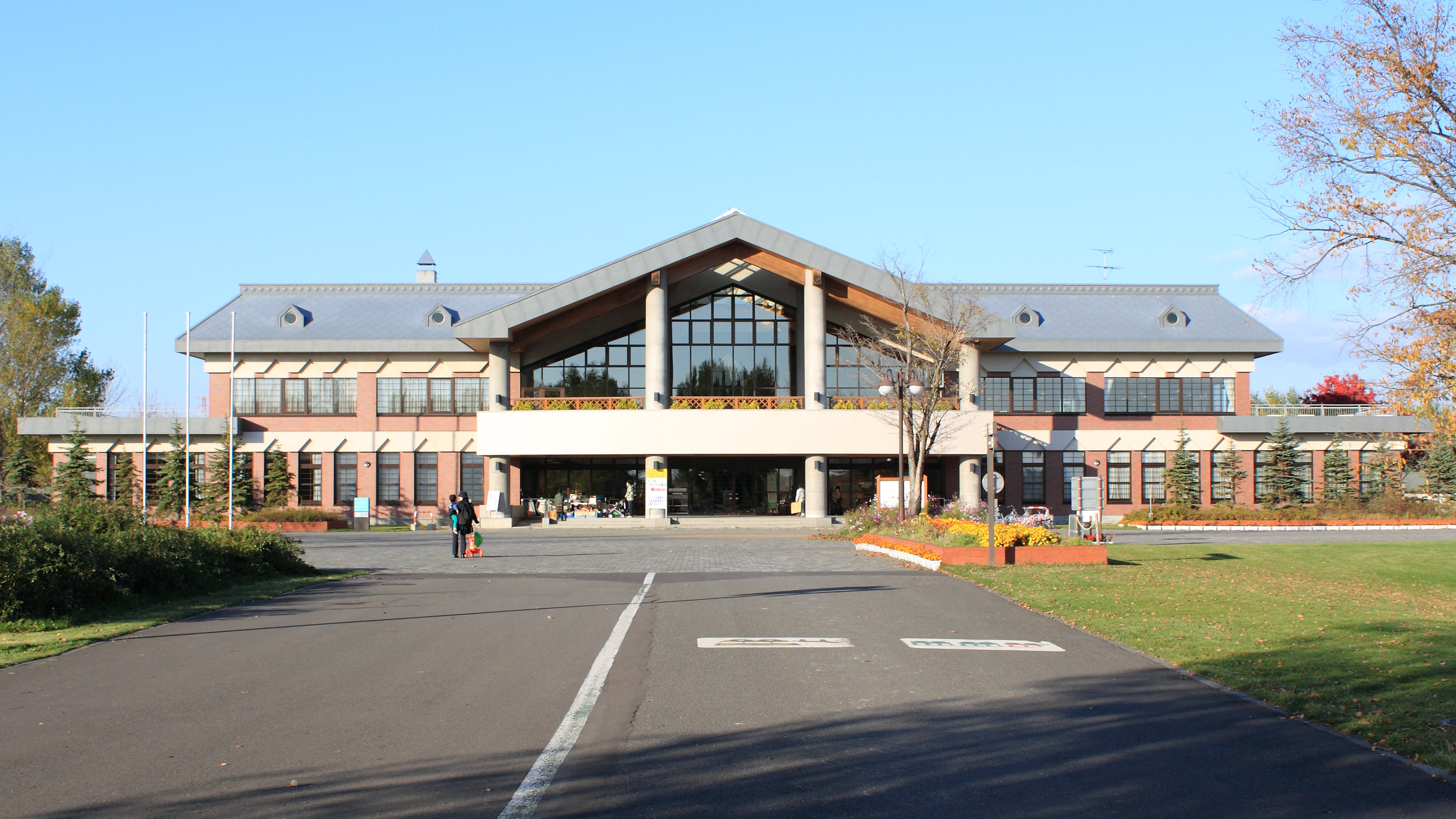
さとらんどセンター（2009年10月）
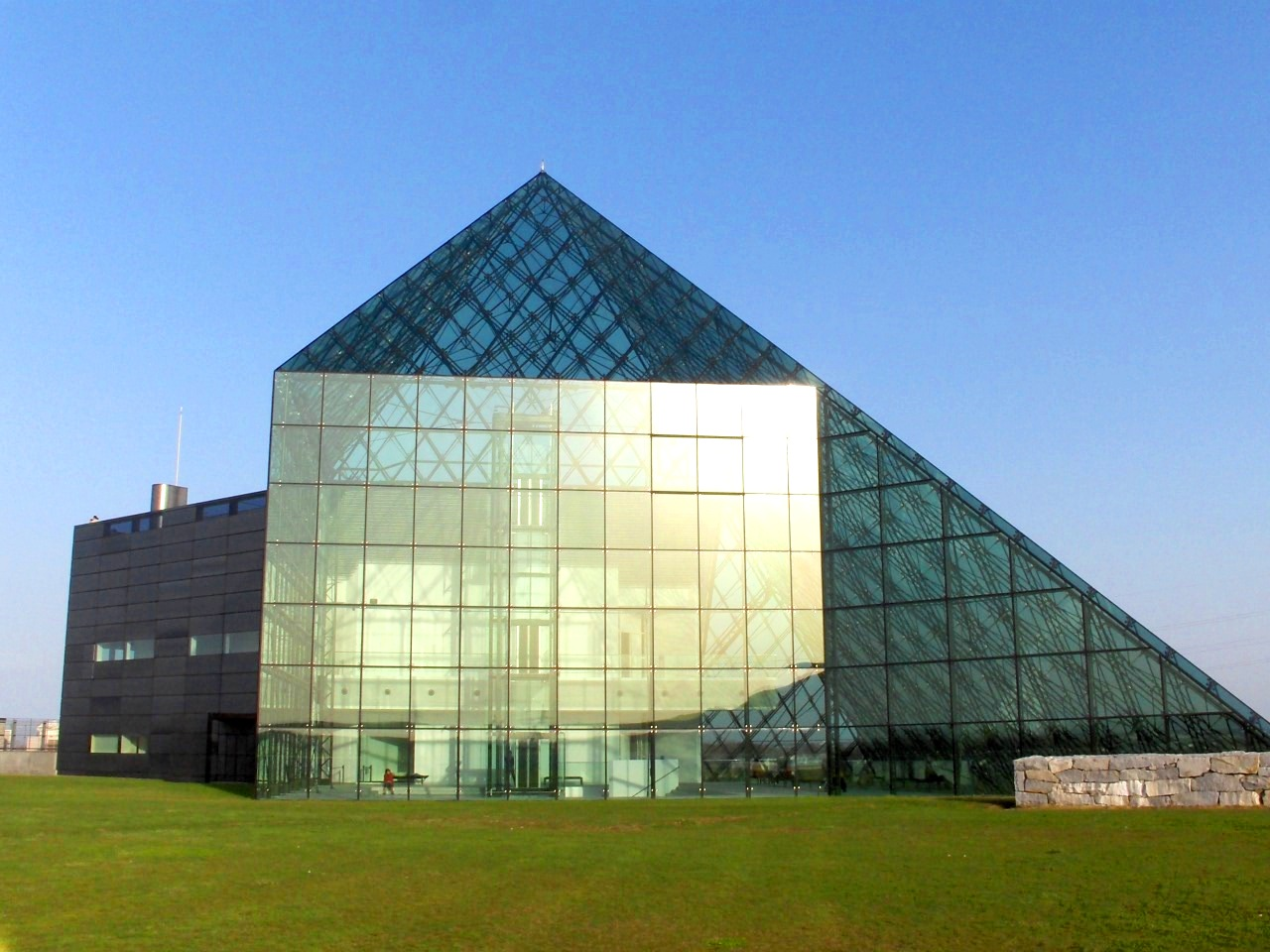
モエレ沼公園ガラスのピラミッド「HIDAMARI」（2007年4月）
さっぽろ羊ヶ丘展望台
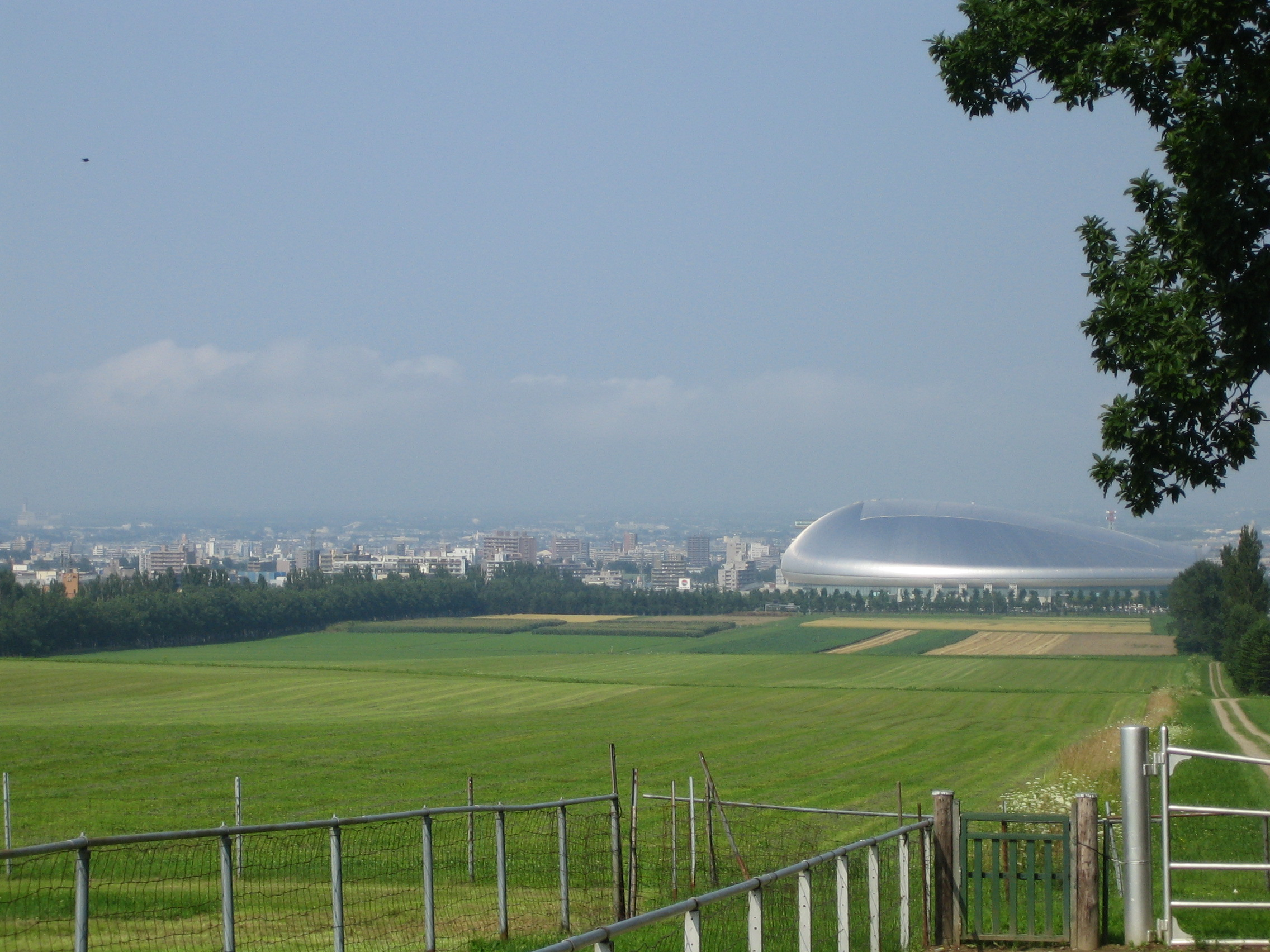
札幌ドーム遠景（2005年8月）
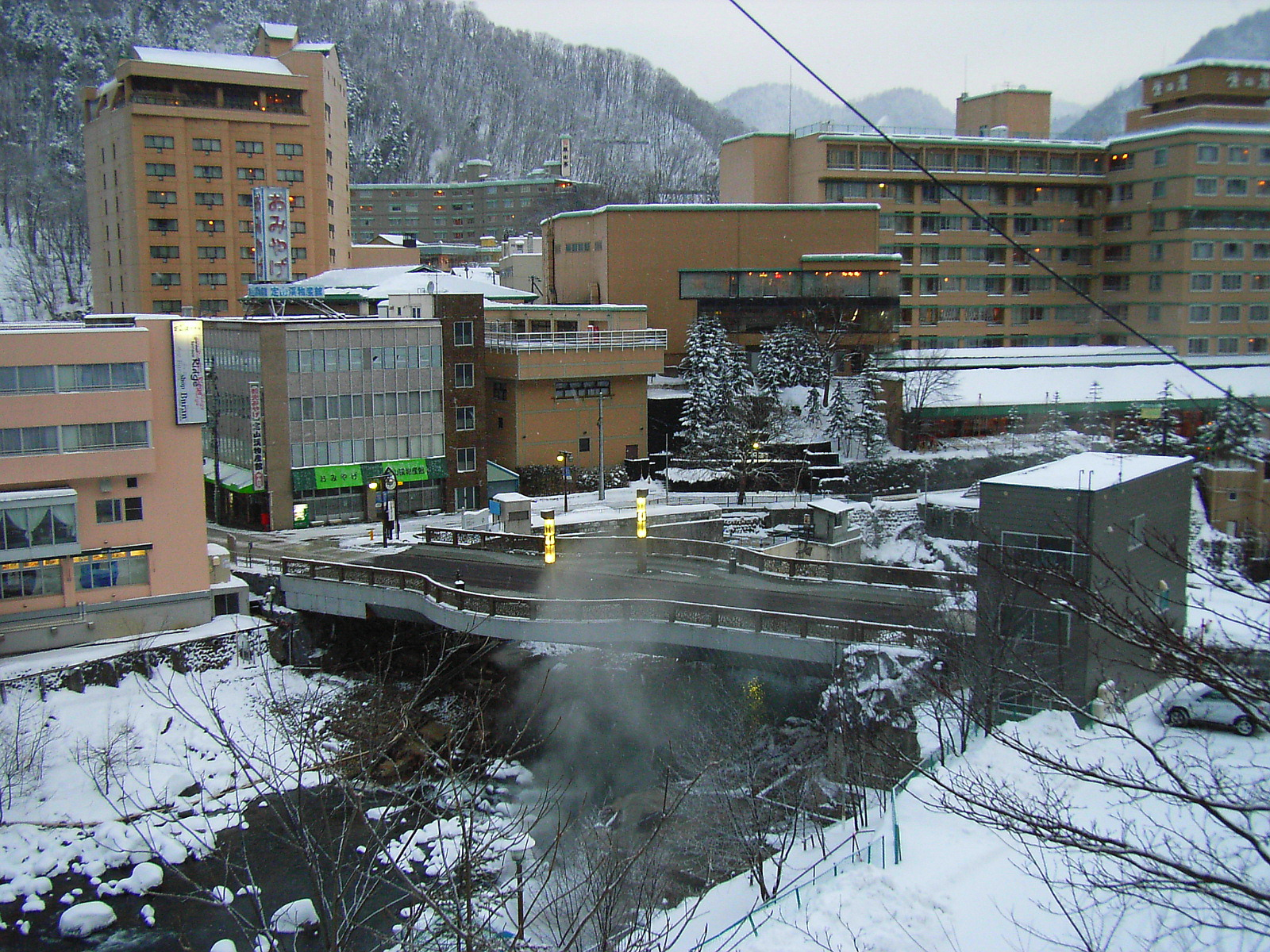
定山渓温泉街と月見橋（2004年12月）
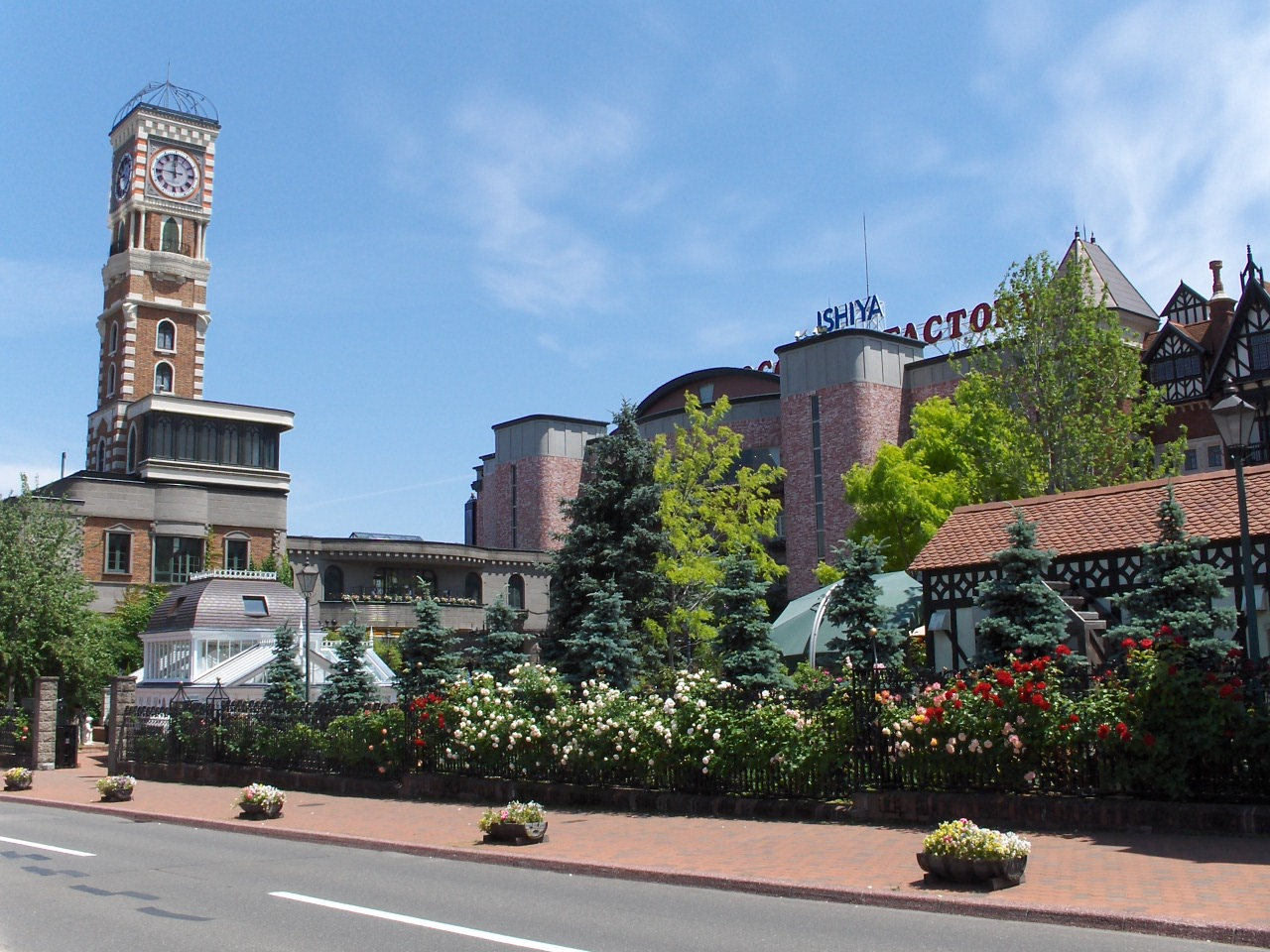
白い恋人パーク（2007年7月）
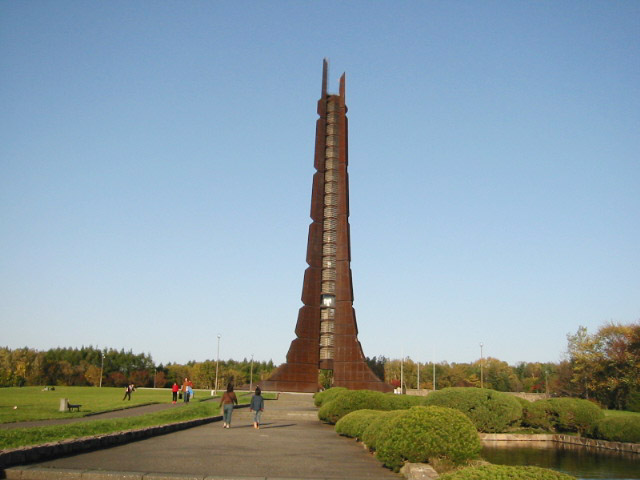
北海道百年記念塔（2002年10月）

## 文化・名物
2013年、ユネスコ（国際連合教育科学文化機関）により創設された創造都市ネットワークの「メディアアーツ都市」分野に世界で2都市目に（アジアでは初めて）認定された。

### 祭事・催事
- さっぽろ雪まつり（2月）
- すすきのアイスワールド（2月）
- さっぽろライラックまつり（5月）
- もいわやまの日（5月から6月）
- YOSAKOIソーラン祭り（6月）
- 北海道神宮例大祭（札幌まつり）（6月）
- 四番街まつり（6月または7月）
- 北海道真駒内花火大会（7月）
- 道新・UHB花火大会（7月）
- さっぽろ夏まつり（7月から8月）
- すすきの祭り（8月）
- 北海道芸術花火（9月）
- さとの収穫祭（9月）
- アシリチェップノミ（9月）
- さっぽろオータムフェスト（9月）
- さっぽろ菊まつり（11月）
- さっぽろホワイトイルミネーション（11月から2月）
- ミュンヘン・クリスマス市（11月から12月）

文化イベント
- カルチャーナイト（7月）
- さっぽろ映画祭（11月、現在は休止中）
- さっぽろ園芸市（5月）
- 札幌国際芸術祭（2014年以降、3年に一度開催。2020年は開催中止となった）
- 札幌国際短編映画祭（9月または10月）
- さっぽろタパス（9月）

音楽イベント
- SAPPORO CITY JAZZ
- パシフィック・ミュージック・フェスティバル（PMF、7月から8月）
- さっぽろ旭山音楽祭（7月）

スポーツ大会
- 雪印メグミルク杯全日本ジャンプ大会（1月）
- 札幌オリンピック記念国際スキージャンプ競技大会（1月）
- 札幌国際スキーマラソン（2月）
- 札幌市長杯争奪スノーホッケー大会（2月）
- 宮様スキー大会国際競技会（3月）
- 伊藤杯シーズンファイナル大倉山ナイタージャンプ大会（3月）
- 北海道を歩こう（5月）
- 札幌市民体育大会（7月）
- 南部忠平記念陸上競技大会（7月）
- 王位戦（7月）※王位戦七番勝負の第二局が、毎年札幌市内のホテルで開催される
- 札幌市長杯宮の森サマージャンプ大会（7月または8月）
- 札幌市長杯大倉山サマージャンプ大会（7月または8月）
- 全国スポーツ少年団軟式野球交流大会（8月）
- 北海道マラソン（8月）
  - はまなす車いすマラソン
- ツール・ド・北海道（9月）
- 札幌マラソン（10月）

札幌市でこれまでに開催された主なスポーツ大会
- 1954年（昭和29年）：第9回国民体育大会秋季大会。1954年世界オールラウンドスピードスケート選手権大会男子大会。
- 1972年（昭和47年）：第11回オリンピック冬季競技大会（札幌オリンピック）[60]。なお、同大会のアルペンスキー競技は第22回アルペンスキー世界選手権を兼ねていた。
- 1986年（昭和61年）：第1回アジア冬季競技大会。
- 1989年（平成元年）：第44回国民体育大会（はまなす国体）[62]。
- 1990年（平成02年）：第2回アジア冬季競技大会。
- 1991年（平成03年）：第15回ユニバーシアード冬季競技大会。
- 1996年（平成08年）：第5回全国知的障害者スポーツ大会（ゆうあいピック）北海道大会。
- 1997年（平成09年）：第19回世界アマチュア囲碁選手権戦。
- 2002年（平成14年）：2002年FIFAワールドカップグループリーグ3試合[68]。
- 2006年（平成18年）：2006年バスケットボール世界選手権グループゲームラウンド15試合。
- 2007年（平成19年）：2007年ノルディックスキー世界選手権札幌大会（アジア初開催）。
- 2008年（平成20年）：2008年世界ラリー選手権・ラリージャパン。
- 2010年（平成22年）：2010年世界ラリー選手権・ラリージャパン。
- 2017年（平成29年）：2017年アジア冬季競技大会。
- 2019年（令和元年）：ラグビーワールドカップ2019。
- 2021年（令和03年）：東京オリンピック女子サッカー競技グループステージ。同オリンピック陸上競技マラソン・20km/50km競歩。

### 名産・特産
「味噌ラーメン」や「スープカレー」発祥の地とされ、北海道の新鮮な食材を活かした様々な食文化が発達している。2005年に「スイーツ王国さっぽろ推進協議会」が設立しており、洋菓子製造が盛んな札幌からスイーツの普及を通して北海道経済に新たな活力を生み出そうと各方面への取り組みが行われている。2009年には札幌市として『北海道の食を愛するまち札幌』宣言を行い、北海道内外に食を発信するだけではなく、北海道の食を消費していくことの必要性を唱えている。
名物
- 札幌ラーメン
- ジンギスカン
- スープカレー
- 白い恋人（石屋製菓）
- ロイズチョコレート（ロイズコンフェクト）
- きのとやスイーツ（きのとや）
- 山親爺（札幌千秋庵製菓）
- とうまん （冨士屋）
- 月寒あんぱん （ほんま）
- 焼きとうきび（甘辛いたれで焼いたトウモロコシ大通公園の「とうきびワゴン」で販売）
- ジャガバター（大通公園の「とうきびワゴン」で販売）

名産
- 札幌黄（東区丘珠地区で生産されるタマネギの品種）「味の箱舟」登録品種
- さつおう（東区丘珠地区で生産されるタマネギの品種。札幌黄の改良品種）
- 札幌大球（最大級の大きさで生産されるキャベツの品種）「味の箱舟」登録品種
- 大浜みやこ南瓜（手稲区山口地区で生産されるカボチャの品種）
- サッポロスイカ（手稲区山口地区で生産されるスイカの品種）
- ポーラスター（清田区真栄・有明地区で生産されるホウレンソウの品種）
- サトホロ（札幌市農業センターが開発したイチゴの品種）
- 札幌八行（北海道伝統野菜のトウモロコシの品種。大通公園名物焼きとうきび創業当時の品種で一般に「八列とうきび」と呼ばれる）「味の箱舟」登録品種
- サッポロミドリ（雪印種苗が開発した札幌発祥の枝豆の品種
- 札幌大長ナンバン（札幌伝統野菜のトウガラシの品種）
- 札幌白ゴボウ（札幌伝統野菜のゴボウの品種）

### 団体
主な楽団・合唱団
- 札幌交響楽団
- 札幌フィルハーモニー管弦楽団
- 北海道交響楽団
- ノルト・シンフォニカー
- 札幌室内管弦楽団
- 札幌100交響楽団
- オーケストラHARUKA
- 札幌西区オーケストラ
- 札幌市民オーケストラ
- 札幌放送合唱団

### スポーツ
アジア初となる冬季オリンピック（1972年札幌オリンピック）を開催。その後も国際スキー連盟の各種国際大会やアジア冬季競技大会、国際大学スポーツ連盟主催の冬季ユニバーシアード競技大会、FIFAワールドカップ、FIBAバスケットボール・ワールドカップ、世界ラリー選手権、ラグビーワールドカップなど数多くの国際大会が開催されている。
2026年冬季オリンピック開催地に立候補することを表明して誘致活動を行っていたが、立候補および誘致活動を2030年大会に変更する意向を示した。しかし、2020年東京オリンピックにおける不祥事などの影響により市民からの理解を得られないことや財政的観点から、2023年10月、2030年大会の誘致を断念し2034年大会の誘致を目指す方針とした。だが、その発表2日後に、2大会の開催地の同時決定がIOCから発表されたため2034年大会の誘致も厳しいものとなった 。さらにIOCが2034年大会までの候補地を内定し、2038年大会についても候補地を絞り込んだため、2023年12月に札幌市は招致活動の「停止」を宣言した。
- 社会人野球
  - JR北海道硬式野球クラブ
  - 札幌ブルーインズ
  - 札幌ホーネッツ
  - 北海道ガス硬式野球部
- 日本プロサッカーリーグ（Jリーグ）
  - 北海道コンサドーレ札幌
- 日本女子サッカーリーグ
  - ノルディーア北海道
- フットサル
  - エスポラーダ北海道（日本フットサルリーグ）
  - エスポラーダ北海道イルネーヴェ（日本女子フットサルリーグ）
- ジャパン・プロフェッショナル・バスケットボールリーグ（Bリーグ）
  - レバンガ北海道
- バレーボール
  - 北海道イエロースターズ（男子）
  - アルテミス北海道（女子）
- アイスホッケー
  - 北海道フォクシーズ
  - 札幌ホッケークラブ
  - 札幌インフィニティーズ（女子）
  - ボルテックス札幌アイスホッケークラブ（女子）
- カーリング
  - 北海道コンサドーレ札幌（男子）
  - 北海道銀行フォルティウス（女子）
- ノルディックスキー（スキージャンプ）
  - チーム土屋
  - チーム雪印メグミルク
- アメリカンフットボール
  - 札幌ベンガルズ
- ラグビー
  - 北海道バーバリアンズ
- 陸上競技
  - ホクレン女子陸上競技部
- ボクシング
  - 協栄札幌赤坂ボクシングジム
  - 北海道畠山ボクシングジム
- プロレス
  - 北都プロレス
- プロバスケットボール
  - レバンガ北海道

### プロスポーツとの関わり
日本野球機構(NPB)に存在するパシフィック・リーグ(パ・リーグ)に所属している北海道日本ハムファイターズは2004年から2021年まで当時札幌ドームと呼ばれていた現大和ハウス プレミストドームを本拠地として使用していたが、2018年に新球場案を出し、2022年から北広島市にあるエスコンフィールドHOKKAIDOを使用し、それ以降は、札幌ドーム（大和ハウスプレミストドーム）は、オープン戦などの非公式戦でしか使用されていない。サッカーでは2024年にJ1リーグ19位の成績によってJ2リーグに降格した北海道コンサドーレ札幌は未だに札幌ドームを使用しているが、白い恋人パーク近くにある練習場の規模を大きくして本拠地にする案もある。

## 出身・関連著名人

### 栄誉市民・名誉市民
平岸霊園内の栄誉市民霊域には、橋本、高岡、板垣の墓所がある。
- 宮部金吾（明治大正期の学者）
- 橋本正治（昭和初期の札幌市長）
- 高岡熊雄（昭和初期の農学者）
- 板垣武四（昭和後期の札幌市長）

### 札幌観光大使
札幌市に所縁があり、且つ同市の応援者である会社役員等に「札幌観光大使」を委嘱し、同市の魅力を国内外に発信することで、同市の知名度アップと観光客の誘致を図ることを目的とした制度。札幌商工会議所が企画・運営を行っており、希望者による公募や他大使からの推薦により、適任と判断された者が委嘱される。任期は約2年で、2023年3月現在の人数は約180人。

## 札幌市を舞台とした作品
「札幌フィルムコミッション」は、札幌を舞台にした映画やテレビ番組、CM撮影などに対してロケ地や気象、イベント情報、撮影時に必要な申請などの各種情報を提供している。また、「ジャパン・フィルムコミッション」北海道ブロック長として、北海道全域で撮影する際には北海道内各自治体への連絡窓口となって撮影が円滑に進むように支援している。